# Выборг
Вы́борг (фин. Viipuri, швед. Viborg, нем. Wiburg) — город в России, административный центр Выборгского муниципального района Ленинградской области. Образует Выборгское городское поселение (МО «Город Выборг») как единственный населённый пункт в его составе.
Город расположен на берегу Выборгского залива, находящегося в северо-восточной части Финского залива. Это крупный экономический, промышленный и культурный центр Ленинградской области, порт на Балтике, важный узел шоссейных и железных дорог.
Выборг, основанный в Средние века, с 2010 года является единственным историческим поселением на территории Ленинградской области. Среди достопримечательностей — Выборгский замок, парк Монрепо, библиотека Алвара Аалто. Всего в Выборге сосредоточено более трёхсот различных памятников: архитектурных, исторических, скульптурных, археологических, садово-паркового искусства. С марта 2010 года носит почётное звание «Город воинской славы».

## Название
Выборг за всю свою действительную историю не переименовывался, а лишь менял языковую форму имени. Русские средневековые летописцы называли его «Выбором»: например, в тексте о походе новгородцев 1322 года речь идёт о «Выборе, городе немецьском». Сведения об основании Выборга Гостомыслом, приводимые В. Н. Татищевым в пересказе Иоакимовской летописи, говорят, что первым названием города было славянское имя «Выбор», однако существование дошведского Выбора не подтверждается другими источниками, а сам Гостомысл признаётся историками скорее легендарной фигурой.
В качестве обоснования существования дошведского Выбора могло бы рассматриваться то, что существовал финнизированный вариант топонима в виде Viipuri, в основе которого отсутствует конечная -g, которая есть в германоязычных вариантах (Viborg, Wiburg), и это позволило бы довольно спорно возводить финский вариант названия к гипотетическому славянскому «Выбор». Слабость этого аргумента состоит в том, что фонетике финского языка в целом несвойственно наличие стечений согласных в окончаниях слов даже очевидно иностранного происхождения: например, Hamburg по-фински — тоже Hampuri без -g, таким же образом Санкт-Петербург стал в финском языке Pietari.
Материально подтверждаемая история Выборга идёт не далее предположительно карельского поселения на Замковом острове, но его название не было зафиксировано историческими источниками. Первым именем, под которым город упоминается в летописях, и было скандинавское название Wiborg (Vviborg) — так шведские рыцари назвали новый замок, основанный в 1293 году на месте разрушенного карельского острожка. Разросшееся поселение не меняло название до самого 1917 года, когда Выборгская губерния в составе Великого княжества Финляндского отделилась от России; тогда официальной стала финнизированная форма имени города — Виипури (от фин. Viipuri).

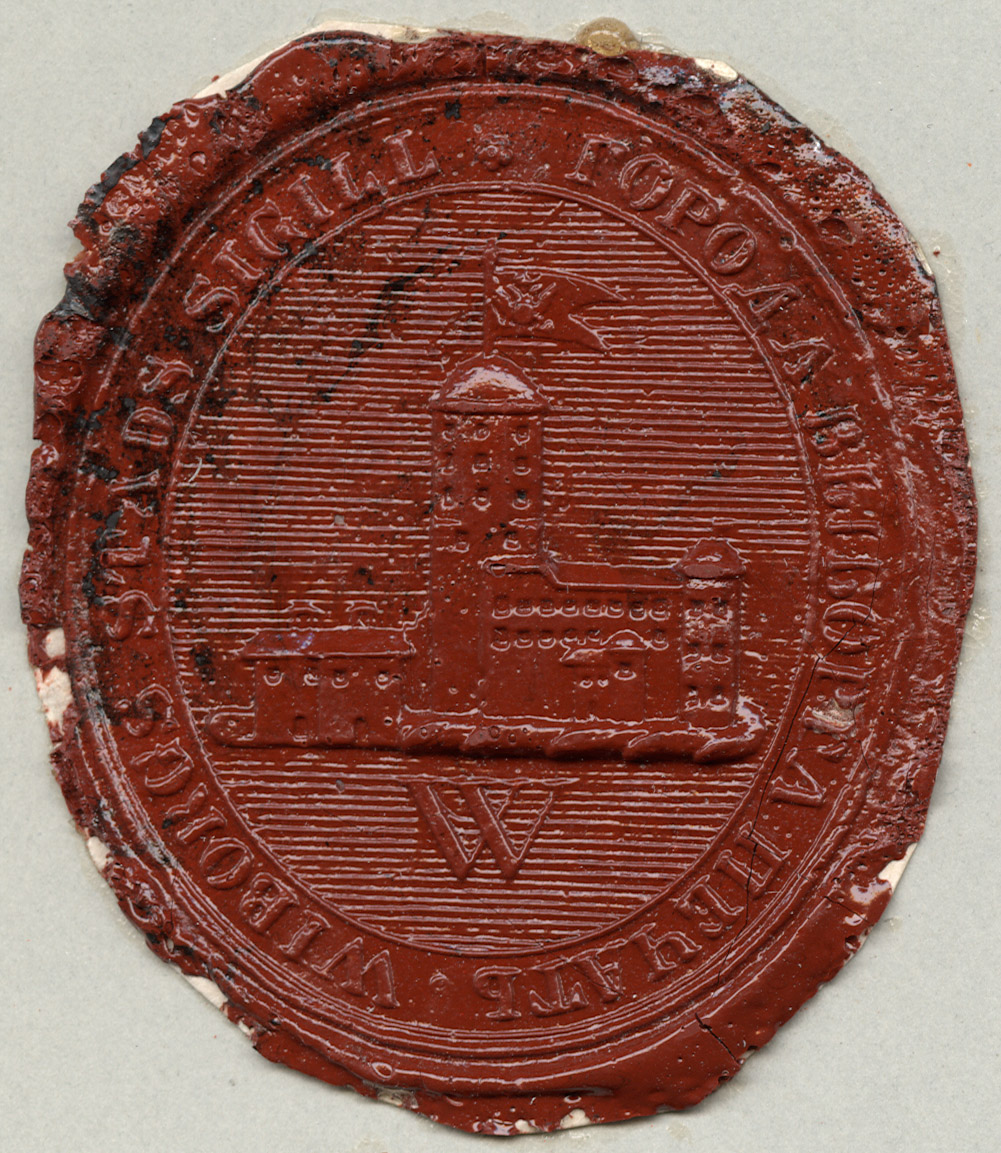
Городская печать XIX века с именем города на шведском и русском языках в период нахождения города в составе Российской империи

По каким причинам в конце XIII века для замка было выбрано именно это название и что именно оно означало, шведские хроники умалчивают. Различные варианты написания слова Выборг на германских языках — Viborg, Vikborg, Vidborg, Viehborg, Wiburg, Wiborg, Vvborg,Vviehborg — могут переводиться как «святая крепость», «крепость у залива», «место у крепости» и «крепость в краю, где разводят скот». Однако в связи с первым упоминанием названия Wiborg в письме шведского короля Биргера Магнуссона рату (городскому совету) Любека (1295 год), где говорится о возведении замка «во имя Всевышнего и пресвятой Девы», значение «святая крепость» представляется наиболее очевидным. Эта версия, достаточно тривиально толкующая название города, находит подтверждение в том, что в пределах расселения скандинавов название «Виборг» встречается довольно часто: например, его до сих пор носит ряд деревень в Швеции, а также город в Дании, название которого представляет собой сочетание двух древнескандинавских слов: *wī, 'vi или vé, что означает на стародатском «святое место», и borg, что означает «крепость», но первоначальным названием города было Vvibiærgh, где -biærgh означает «холм» (современное датское bjerg «гора»).
В 1940 году город, по завершении Советско-финляндской войны, вошёл в состав СССР и снова стал официально называться Выборгом, однако он относился к Карело-Финской ССР, в которой финский был одним из официальных языков. Главная городская газета этого времени, выходившая с 6 октября 1940 года до 20 августа 1941 года, именовалась «Виипурский большевик»; в её публикациях город именовался Виипури, а район — Виипурским.
С конца августа 1941 года по весну 1944 год город был занят финскими войсками и вновь находился под юрисдикцией Финляндии и, соответственно, носил финноязычное название — Viipuri. В 1944 году Выборг снова перешёл к СССР в качестве районного центра Ленинградской области РСФСР, однако никаких указов по переименованию, как и ранее, не было издано. В 1945 году возобновилось издание городской газеты под новым названием «Выборгский большевик». Таким образом, в 1940-е годы город имел две формы одного и того же названия: одни источники именовали его Выборг, другие — Виипури (Вийпури). К 1948 году, когда было проведено переименование населённых пунктов на Карельском перешейке, за городом закрепилась одна — русская форма названия. 

## История

### Предыстория
Иоакимовская летопись, известная в пересказе русского историка В. Н. Татищева, повествует о постройке города при море новгородским старейшиной Гостомыслом; он назвал город в честь своего старшего сына по имени «Выбор»:
Людие же терпяху тугу велику от варяг, пославше к Буривою, испросиша у него сына Гостомысла, да княжит во Велице граде. И егда Гостомысл приа власть, абие варяги бывшия овы изби, овы изгна, и дань варягом отрече, и, шед на ня, победи, и град во имя старейшаго сына своего Выбора при мори построи, учини с варяги мир, и бысть тишина по всей земли.
Татищев, комментируя текст, предполагал, что летописный Выбор является Выборгом. Опираясь на эти сведения, можно было бы говорить об основании города уже в IX веке.
Якоб Рейтенфельс в своём «Сказания светлейшему герцогу Тосканскому Козьме Третьему о Московии», сообщает, что «в 685 году Бюргер, король Швеции, выстроил Выборг, сильное укрепление против руссов, и отнял у них Карелию с частью Финляндии (называемую финнами Венайя, то есть как бы страна венедов)». Однако в 685 году Швецией правил датский король Ивар Широкие Объятья, а известным шведским королём по имени Биргер был Биргер Магнуссон (1290—1319), который на месте впадения реки Охты в Неву основал Ландскрону в 1300 году.
Тем не менее история поселения в районе будущего города начинается гораздо раньше 1293 года, времени основания шведами Выборгского замка. Уже в начале первого тысячелетия источники повествовали о проживании в этом районе племени корела, предков современных карел. Корела самостоятельно и совместно с новгородцами вела торговлю с ганзейскими и готландскими купцами, а важнейшую роль в этой торговле играло западное (ныне исчезнувшее) устье реки Узервы (Вуоксы), через которое можно было попасть во внутренние районы Карельского перешейка и в Ладожское озеро. Хотя достоверных сведений о наличии какого-либо карельского поселения именно в районе будущего города не существует, свидетельством этого можно считать предания, сохранявшиеся в Выборге до XVI века, говорящие о том, что ещё до основания Выборгского замка на Замковом (в ту пору — Воловьем) острове, а также на другом, соседнем острове Твердыш, ранее — Линнасаари (фин. linna — крепость, замок, saari — остров), существовало некое предшествующее ему поселение «Старый Выборг». Более того: именно такое официальное название до 1944 года носил городской район Пикируукки (ныне — северная часть Выборгского посёлка). Именно там начались первые раскопки финских археологов, которые впоследствии продолжили советские учёные; ни те, ни другие плодов не принесли. Однако в 1980-х годах, на основании сделанных находок, руководитель раскопок В. А. Тюленев смог сделать вывод о существовании в XI—XII веках карельского острожка-убежища, в котором располагались склады товаров и немногочисленная стража, на самом Замковом острове. Необходимость хозяйственного обеспечения данного комплекса оставляет археологам надежду на обнаружение древнего поселения где-то поблизости от острожка (возможно, именно на острове Твердыш).
Карельский острожек был удачно расположен на том месте, откуда можно было держать под контролем торговый путь из Финского залива в водную систему Вуоксы и далее в Ладожское озеро. Охраной его стен пользовались не только корелы, но и новгородские купцы, о чём свидетельствуют археологические находки. Удобство Замкового острова оценили и шведские завоеватели: в 1293 году они взяли с боем и разрушили острожек, основав на его месте каменную крепость.

### Шведский период 1293—1710
В 1293 году во время одного из крестовых походов в землю, населённую карелами, по решению регента шведского короля Торгильса Кнутссона на Замковом острове основан мощный замок, получивший название Выборг. Он стал надёжным форпостом распространения шведского влияния на земли Карельского перешейка, оставаясь неприступным до 1710 года. Новгородская республика не желала мириться с потерей карельских земель, и уже в 1294 году дружина Новгорода Великого осадила Выборг, но взять его новгородцы не смогли. Неудачным был и военный поход против шведов в 1322 году. В 1323 году по Ореховецкому мирному договору Новгорода и Швеции граница между ними была установлена по реке Сестре, и часть Карельского перешейка вместе с Выборгом отошла к Швеции.
В 1403 году город-крепость Выборг был уравнен в статусе города с городом Упсала (духовной столицей Шведского королевства): шведский король Эрик Померанский даровал ему «равные городские привилегии», в том числе и торговые (то есть жители Выборга имели приоритетное право приобретения товаров у торговых караванов), благодаря которым город быстро превратился в крупный торговый центр. Город часто посещали немецкие купцы из городов ганзейского торгового союза. Он был центром лена, управлявшимся шведским наместником, причём на должность эту иногда назначались самые влиятельные в стране люди. Упор делался на усиление военного и политического могущества выборгской земли и торговые связи с Новгородом и Таллином. С 1442 по 1448 год в Выборге правил Карл Кнутссон Бунде, любитель пышных празднеств. При нём Выборгский замок стал считаться одним из самых красивых — были пристроены новые башни и покои, обновлены рыцарские залы и парадные комнаты. В 1470-е годы при наместнике Эрике Аксельссоне Тотте весь разросшийся на полуострове город был обнесён каменной крепостной стеной с девятью башнями и двумя бастионами, земляным валом и рвом, наполненным водой.

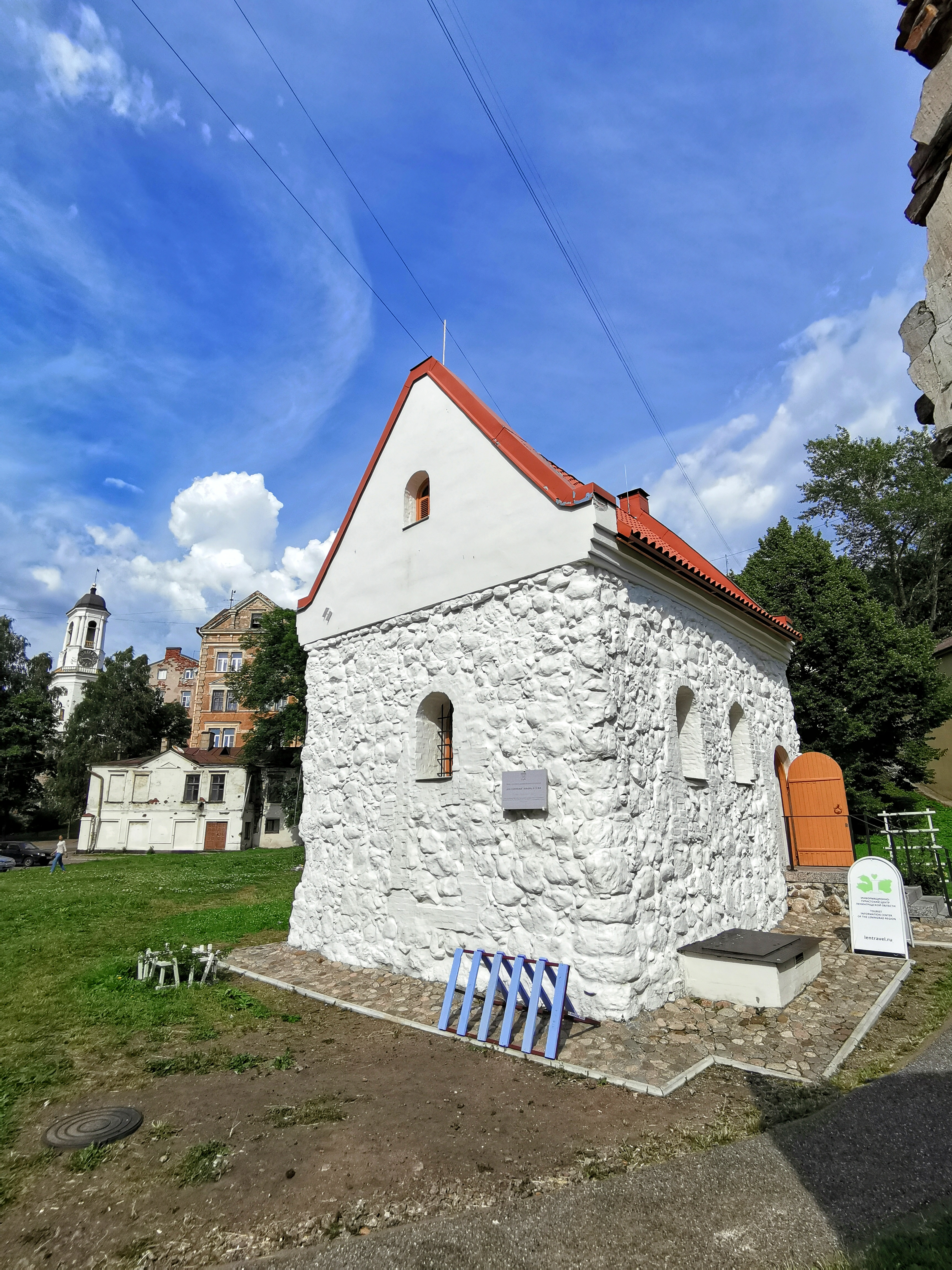
Дом купеческой гильдии Святого Духа (XIV век)
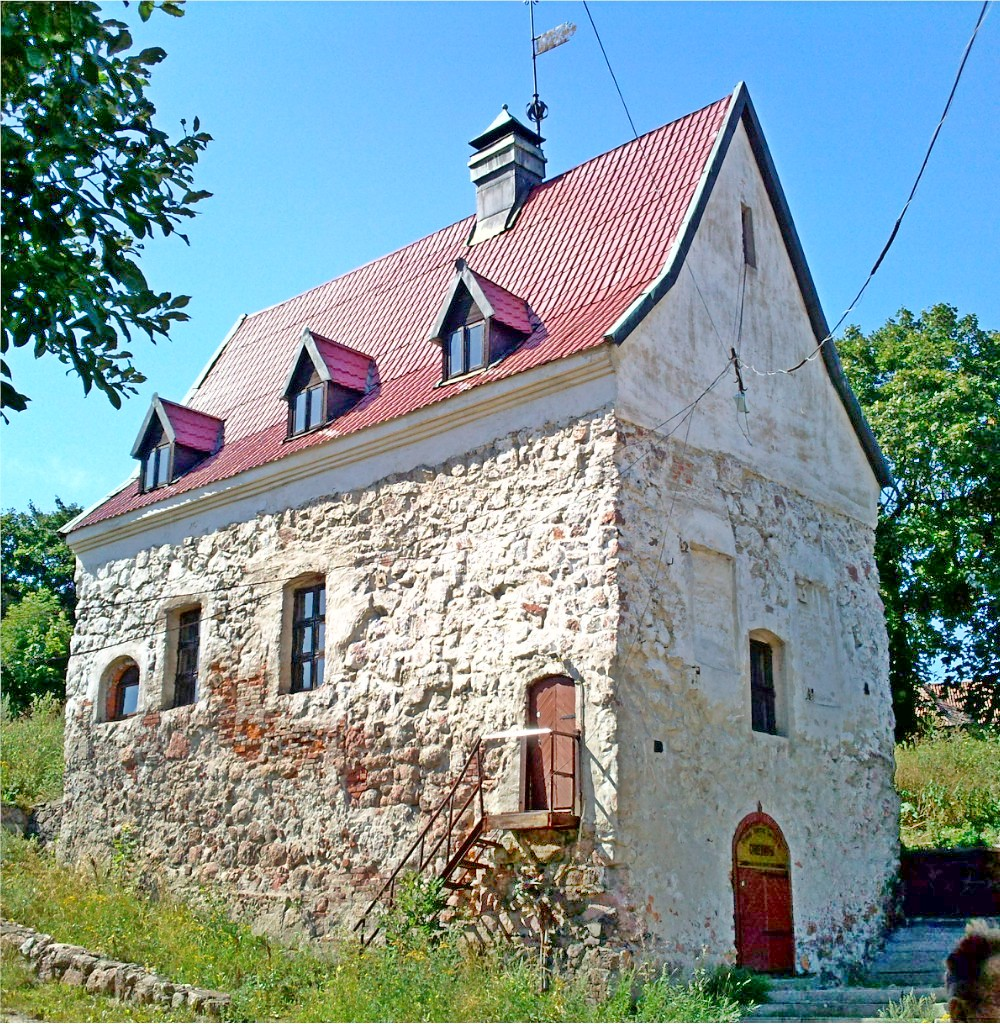
Жилой дом XVI века
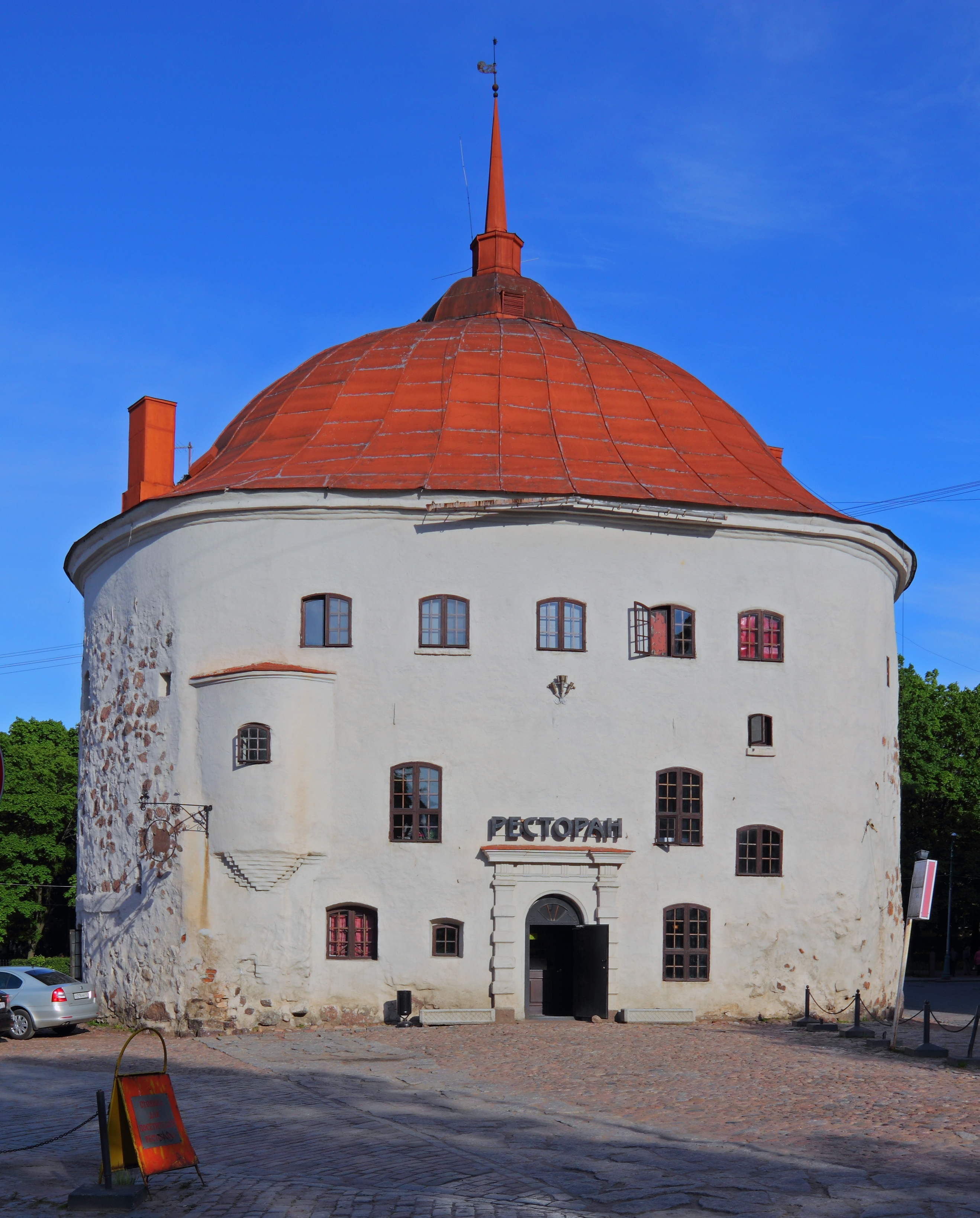
Круглая башня
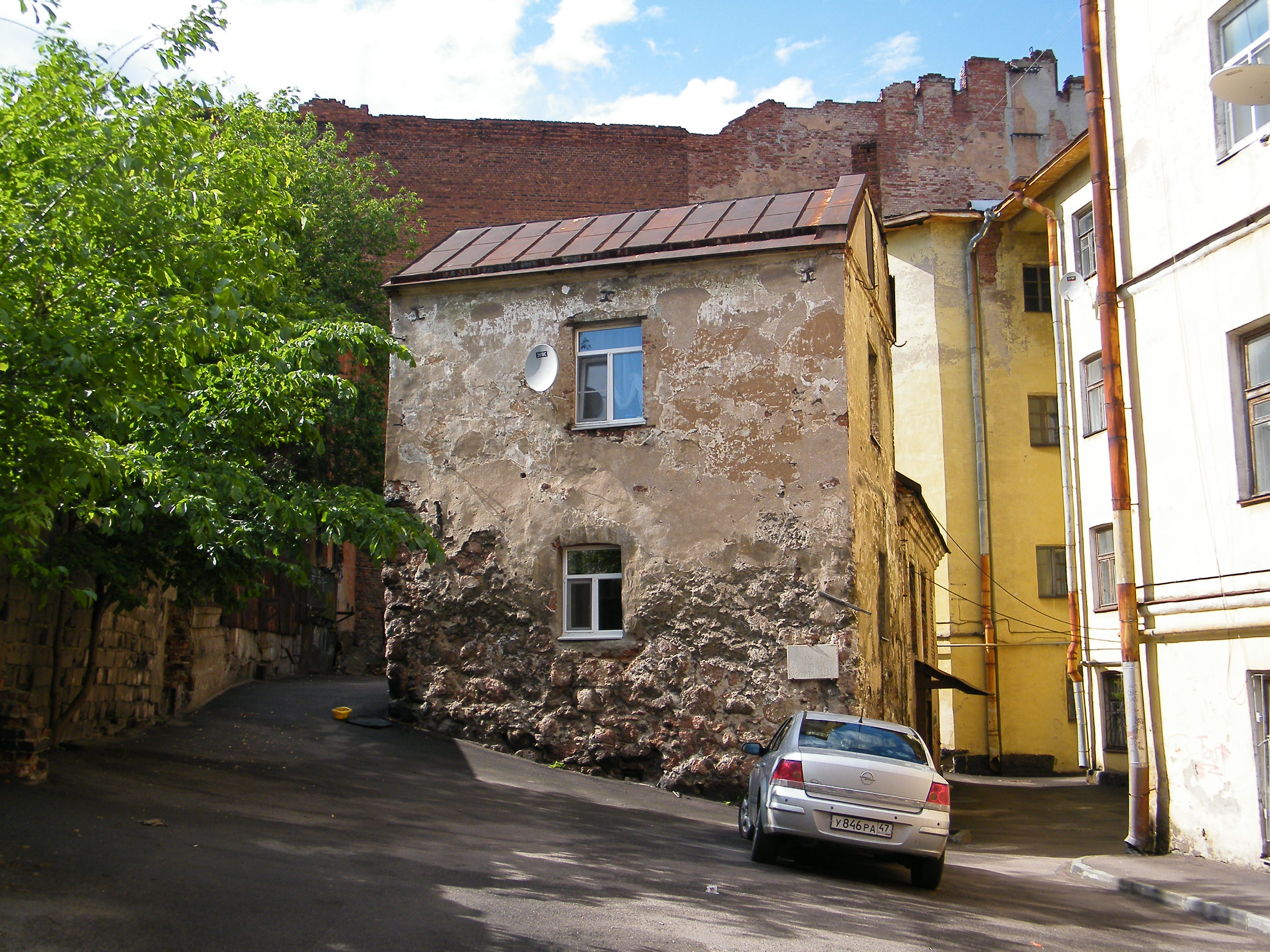
Жилой дом XVI века
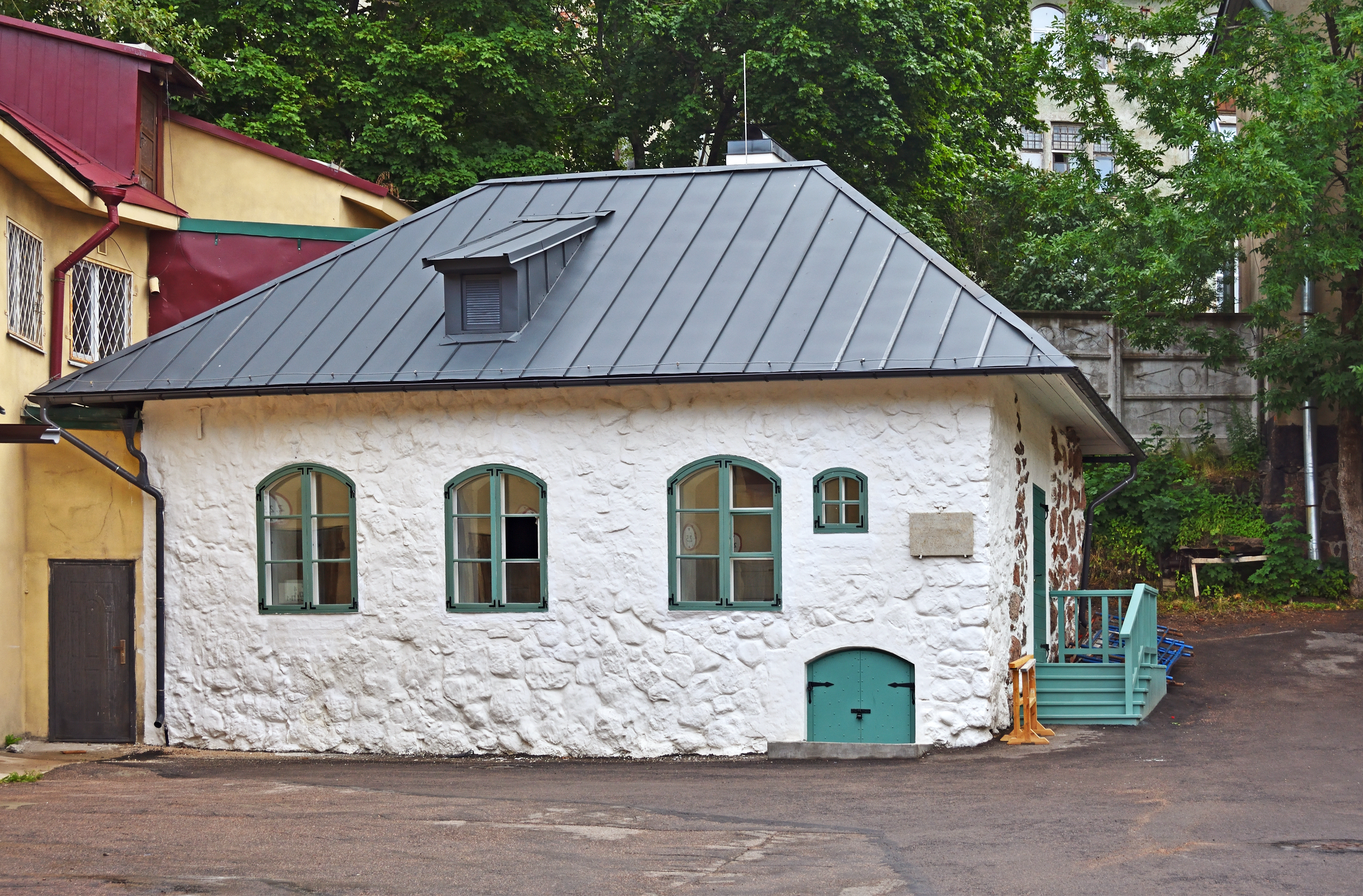
Гильдейский дом (XVI век)
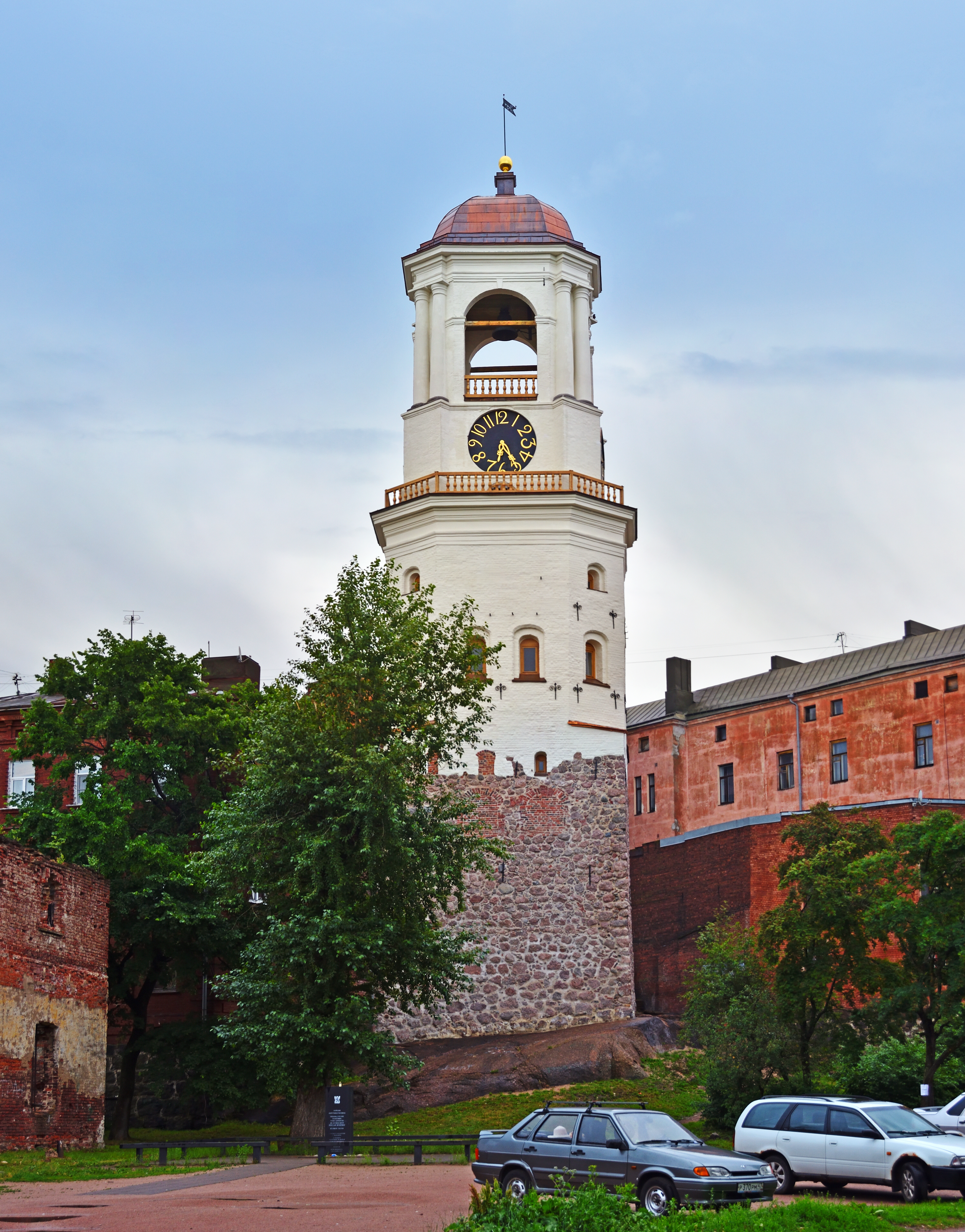
Часовая башня

30 ноября 1495 года, во время осады Выборгской крепости русскими войсками, произошло событие, закрепившееся в шведской и финской историографии как «Выборгский гром» (или «Выборгский грохот»). По всей вероятности, это был подрыв одной из крепостных башен самими осаждёнными, несчастный случай или необычное природное явление; это перепугало осаждавших и привело к их отступлению. В 1525 году Выборг стал вассальным владением графа фон Гойа, зятя короля Густава Вазы. При нём в город хлынули состоятельные переселенцы из Любека, Гамбурга, Бремена и других ганзейских городов. В быту горожан стали преобладать немецкие обычаи, открывались храмы, учреждения образования. Во второй половине XVI века к старому городу пристроили новую часть — Рогатую крепость (Вал, Горнверк), значительная часть которой сохранилась до наших дней; тогда городская территория увеличилась вдвое. XVI—XVIII века были особенно насыщены русско-шведскими войнами, где Выборгу отводилась роль основного плацдарма шведских войск. В 1556 году его осаждали русские войска, которые, не взяв город, добились выгодного мирного договора. В 1592 году в полевом сражении под Выборгом были разбиты шведские войска, однако осады не последовало. Заметным событием внутришведской войны против Сигизмунда стала серия публичных смертных казней, состоявшихся в городе в сентябре 1599 года (Выборгская кровавая баня). В 1609 году в городе было заключено несколько соглашений между посланниками царя Василия Шуйского и шведским правительством о военной помощи в борьбе с Лжедмитрием II, нарушение условий этих соглашений с русской стороны позднее привело к Русско-шведской войне 1610—1617. В историю эти соглашения вошли под наименованием Выборгского договора. В XVII веке плотно застроенный преимущественно деревянными постройками город с узкими улочками неоднократно опустошали пожары: так, в 1627 и 1628 годах город выгорал практически полностью. По заданию шведского правительства в 1639 году инженер А. Торстенсон разработал новый городской план застройки с прямоугольной сеткой улиц, осуществить который помог очередной опустошительный пожар 1652 года.
Во время Северной войны Выборг был устаревшей тыловой крепостью Швеции на Карельском перешейке и, после падения Нотебурга (Орешка) и Ниеншанца в Ингерманландии, стал неожиданно передовой базой, из которой шведы могли бы угрожать только что основанному Санкт-Петербургу. В 1706 году Пётр I предпринял первую попытку захватить шведскую крепость и осадил Выборг, однако безрезультатно. Только в 1710 году город был взят русскими войсками и флотом, а по Ништадтскому мирному договору 1721 года официально стал частью Российской империи.

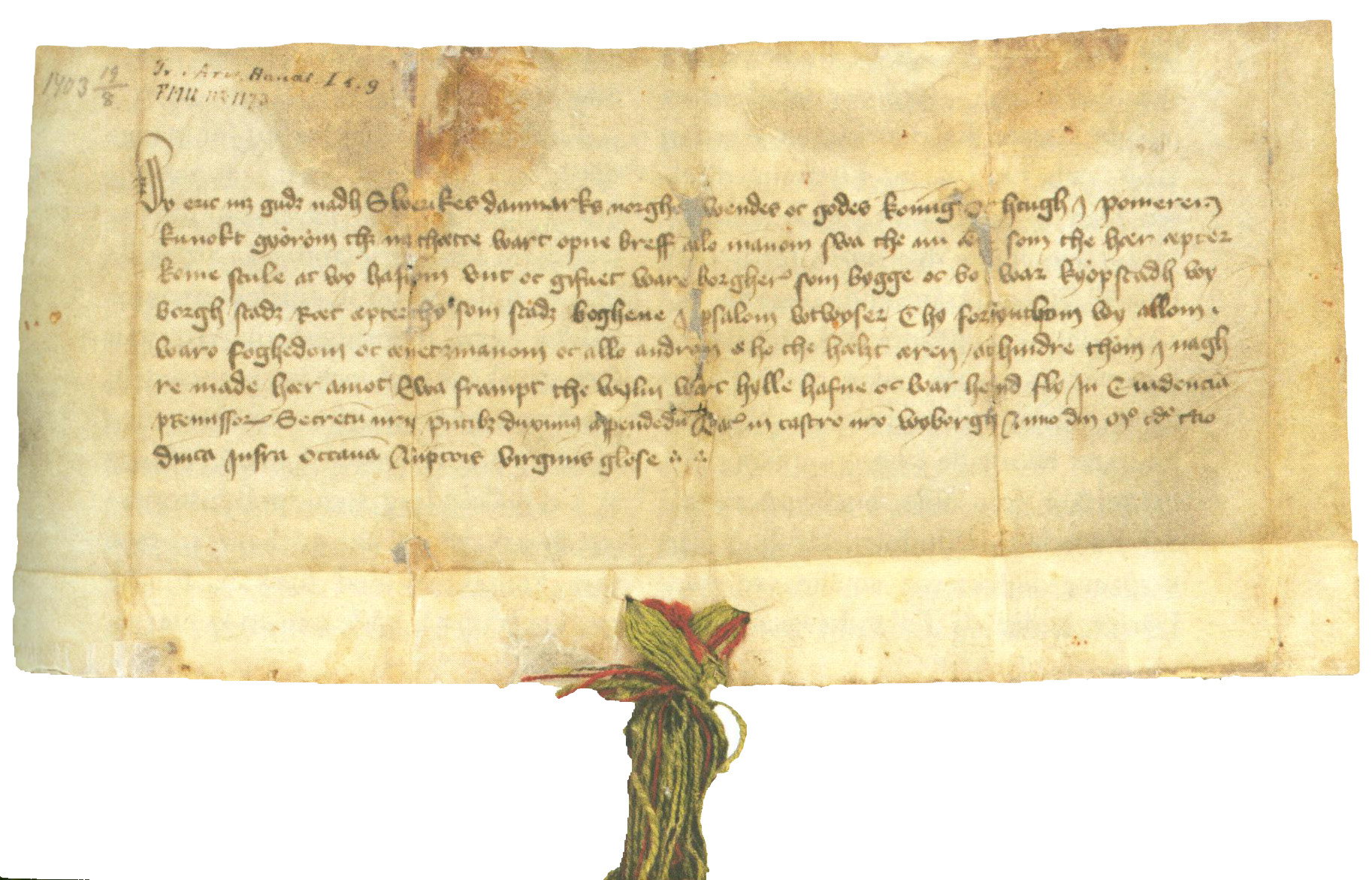
Грамота Эрика Померанского
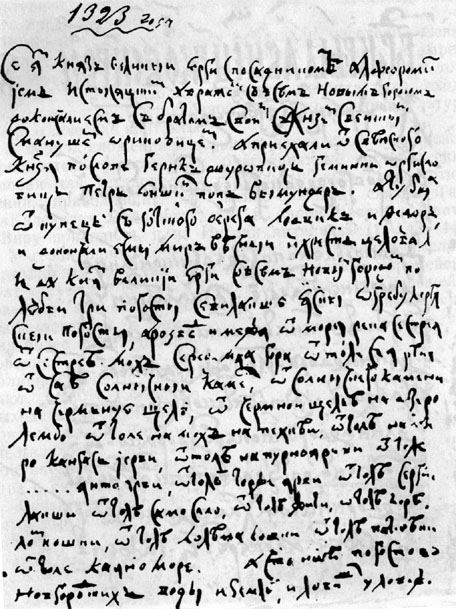
Русский экземпляр Ореховского договора
Первый регулярный план Выборга, XVII век
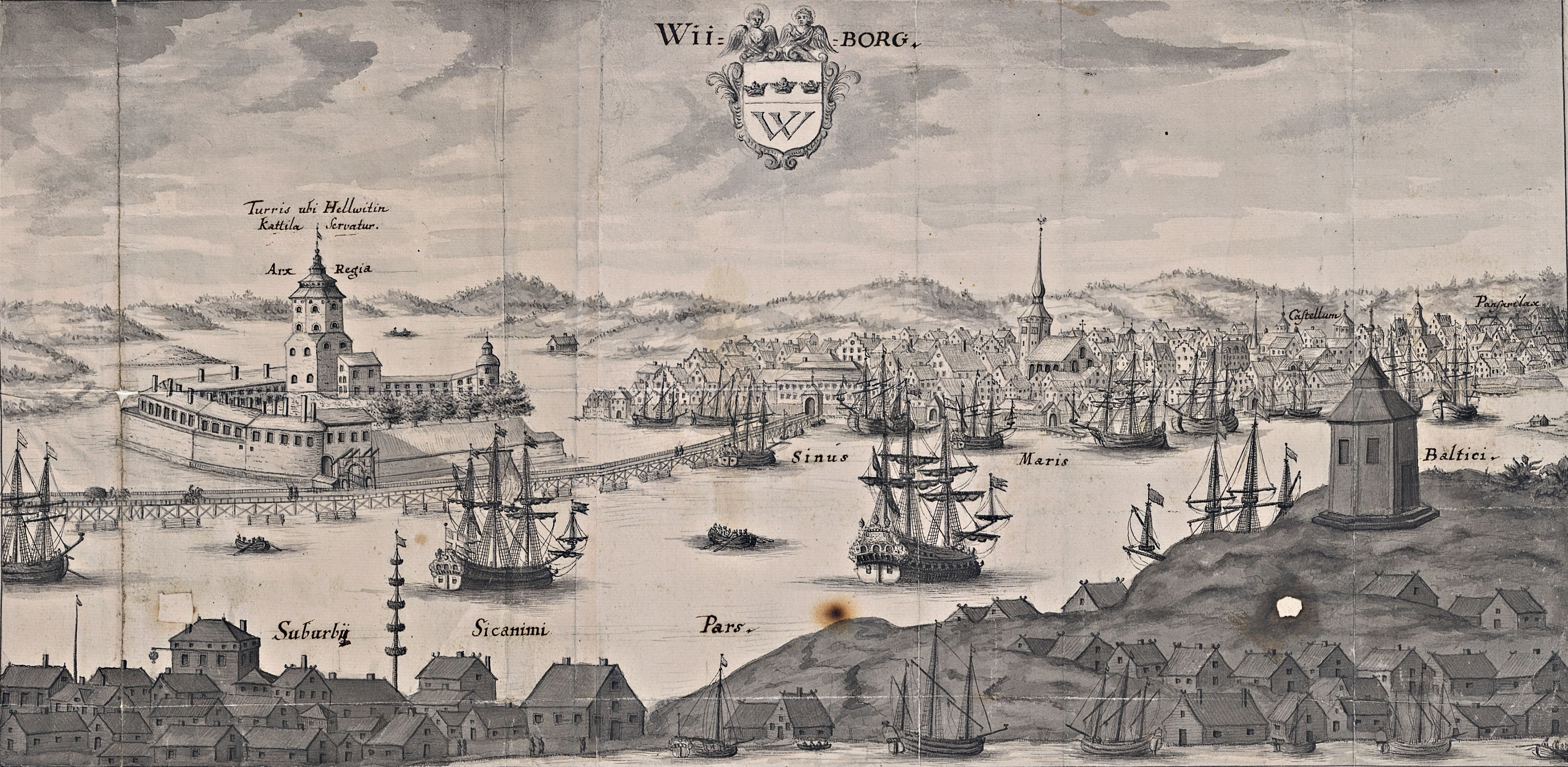
Выборг в 1709 году

### Российский период 1710—1917
По поводу взятия Выборга в 1710 году Пётр I писал:
Итако чрез взятие сего города Санкт-Петербургу конечное безопасение получено.
Для защиты новой столицы Выборг был включён в состав Российского государства, став центром комендантского округа. В 1719 году Выборгский и Кексгольмский округа были объединены в Выборгскую провинцию Санкт-Петербургской губернии, официально вошедшую в состав Российской империи по Ништадтскому мирному договору в 1721 году, а в 1744 году была создана отдельная Выборгская губерния. Жителям новой губернии позволили сохранить шведские законы. В частности, это означало, что крепостное право на жителей губернии не распространялось. Также им было разрешено сохранить лютеранскую веру.
Взятие города русскими войсками вызвало демографический всплеск, в первую очередь за счёт притока русских военных и торговых людей. Появились этнически русские предместья: Выборгский и Петербургский форштадты (теперь — Петровский посёлок и безымянный район, ограниченный улицами Вокзальной, Железнодорожной, Онежской и Ленинградским шоссе, соответственно).
Постепенно замок утратил своё военное значение и назрела необходимость строительства новых укреплений с запада. В 1731 году был утверждён проект генерал-майора Кулона, и к 1742 году были возведены бастионы. Строительство продолжилось и в 1750-х годах под присмотром генерал-фельдмаршала Миниха, позже — А. П. Ганнибала. Новые укрепления, прекрасно сохранившиеся до нашего времени, в честь Анны Иоанновны получили название Анненкрон («корона Св. Анны»).

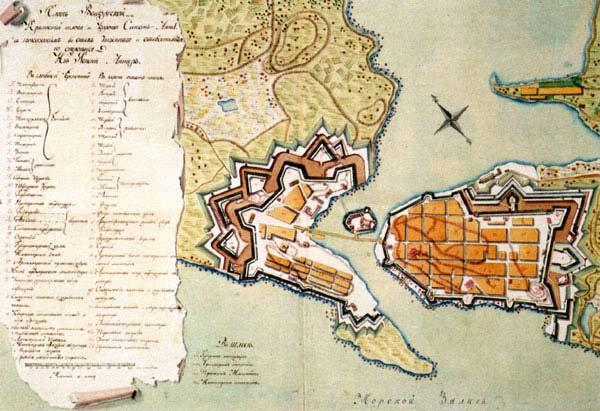
План Выборгских укреплений, XVIII век
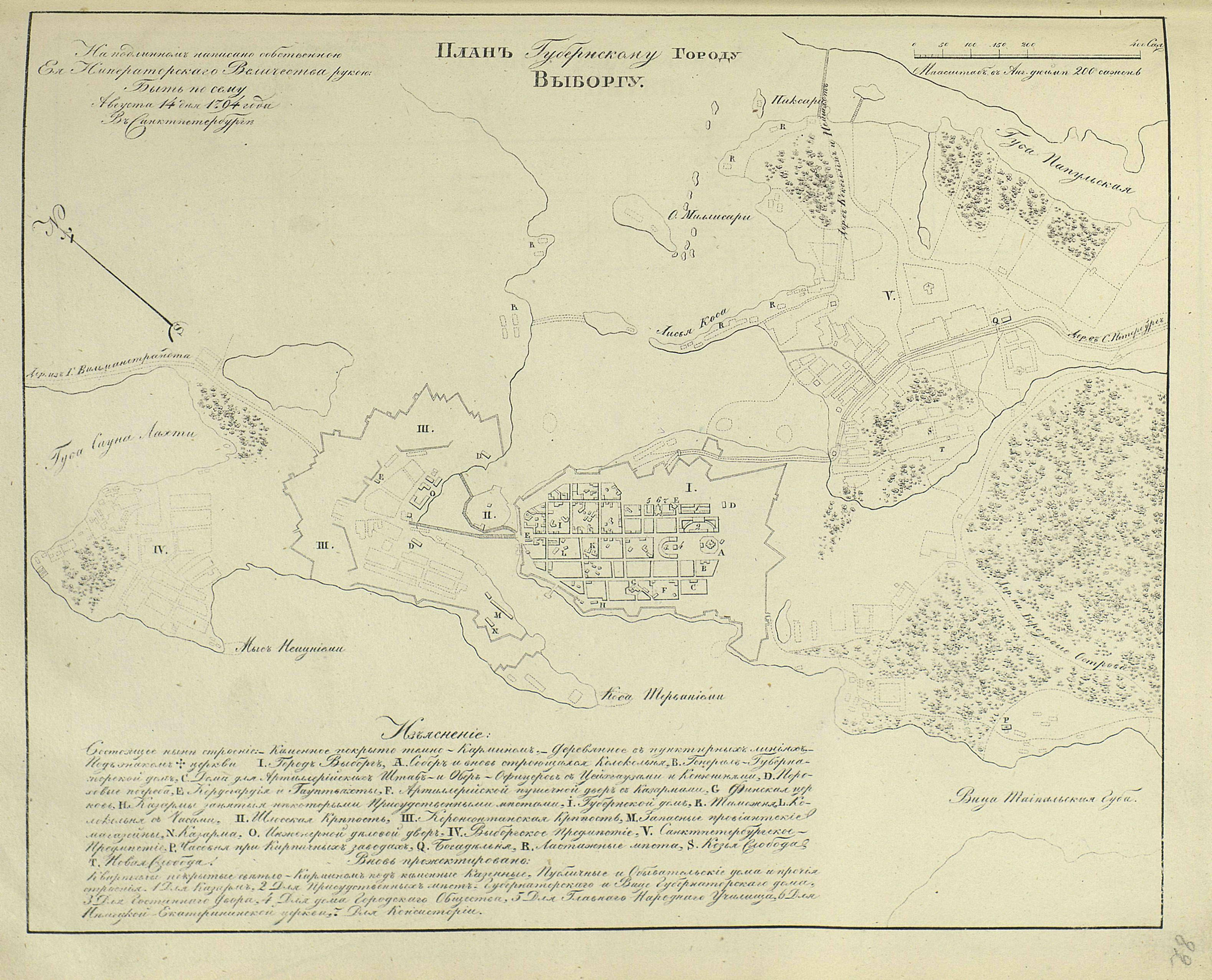
Генеральный план Выборга (1794 год)
План Выборга с предместьями 1802 года из «Атласа Финляндской губернии с уездами и городами и планами всем публичным строениям 1803 года»
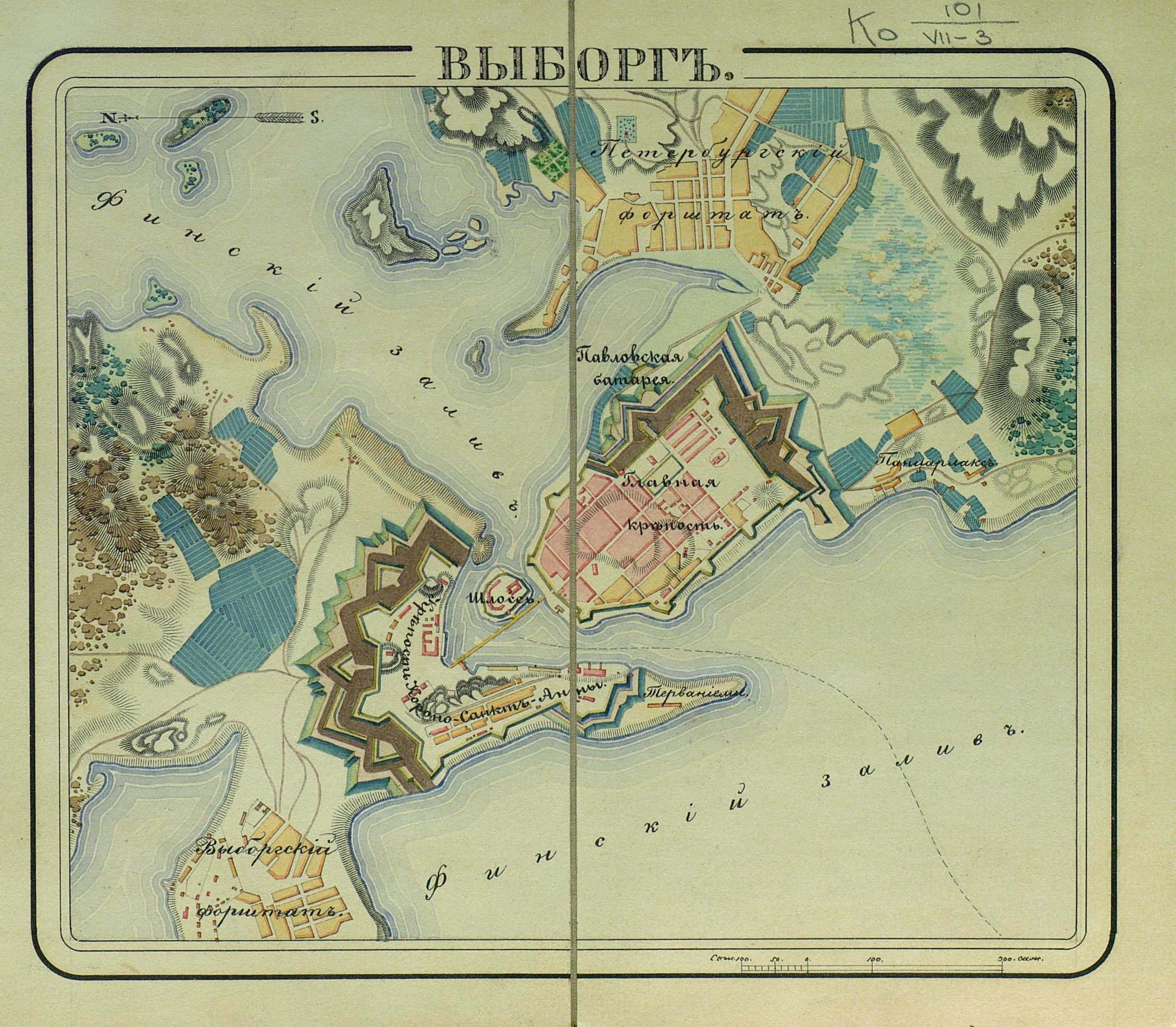
План Выборгской крепости. «Атлас крепостей Российской империи» — СПб., 183? год

Швеция неоднократно пыталась вернуть Выборг, и в ходе русско-шведской войны летом 1790 года в акватории Выборгского залива происходит крупнейшее морское сражение между русской эскадрой под командованием адмирала Чичагова и шведской эскадрой под командованием короля Густава III, завершившееся разгромом шведов. В русско-шведской войне 1808—1809 годов Выборг уже не участвовал непосредственно, а использовался только как тыловая база. Эта война завершилась заключением Фридрихсгамского мирного договора, по условиям которого уже вся Шведская Финляндия вошла в состав Российской империи на правах Великого княжества.

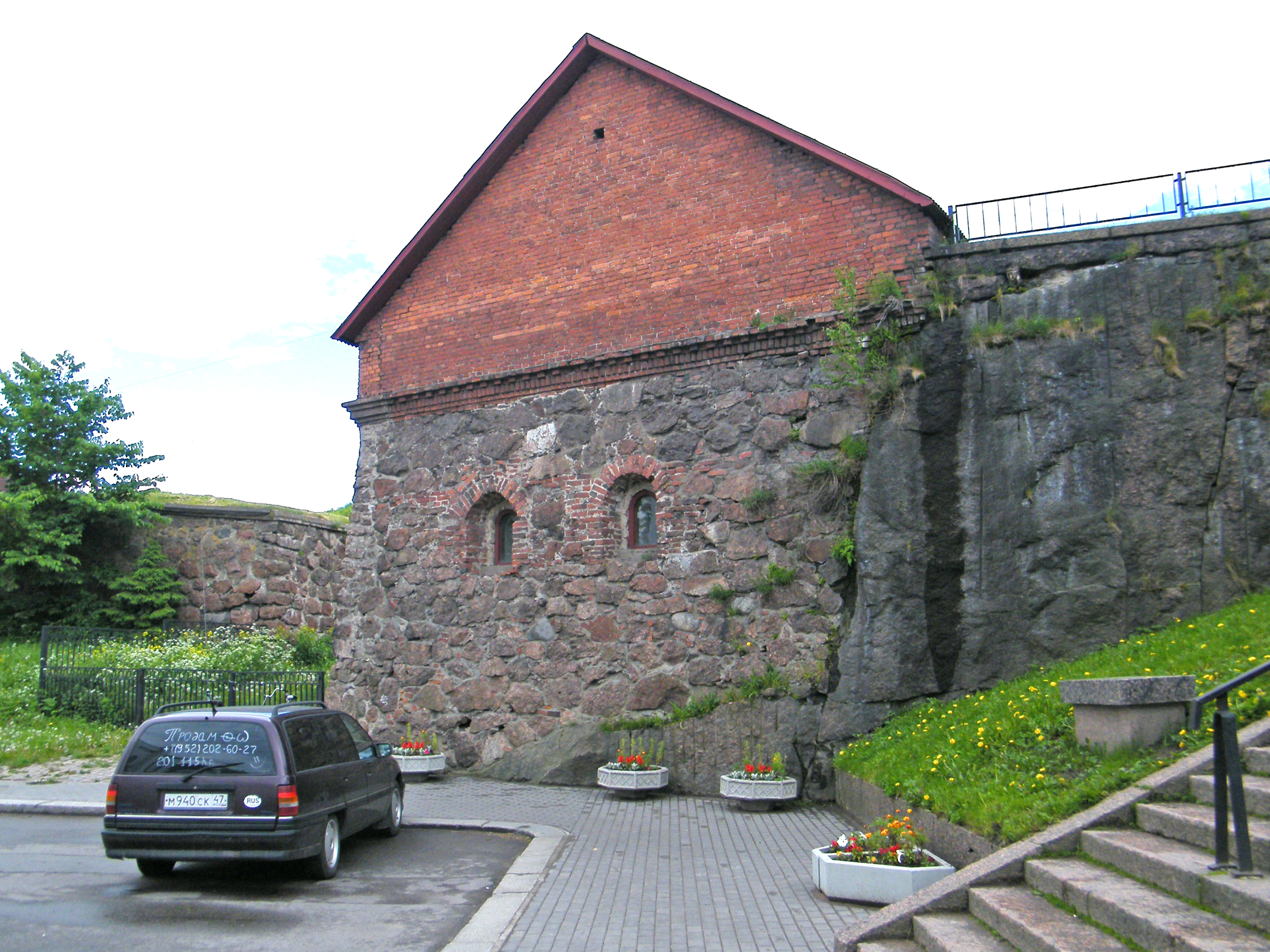
Пороховой погреб
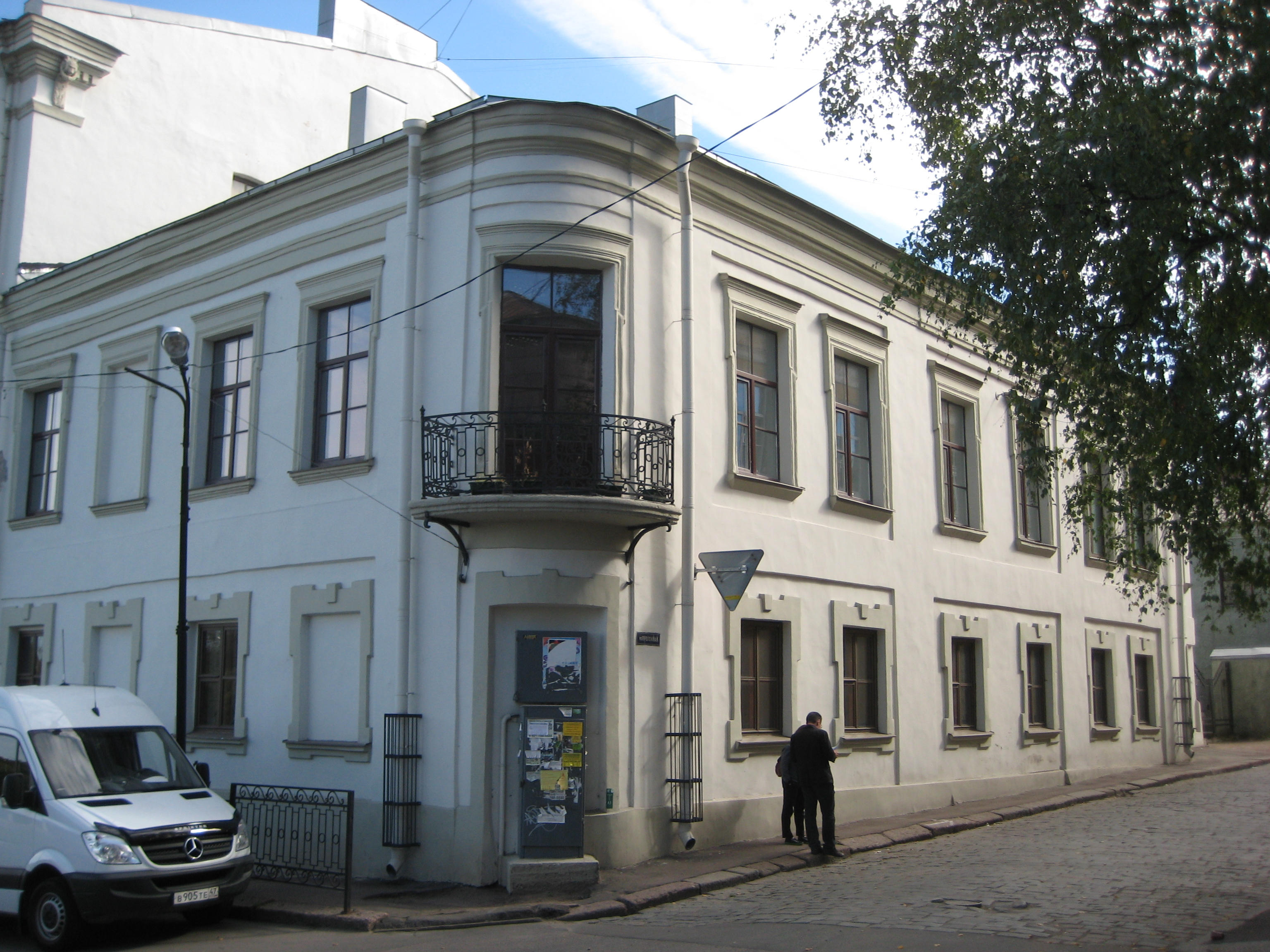
Дом Ладо
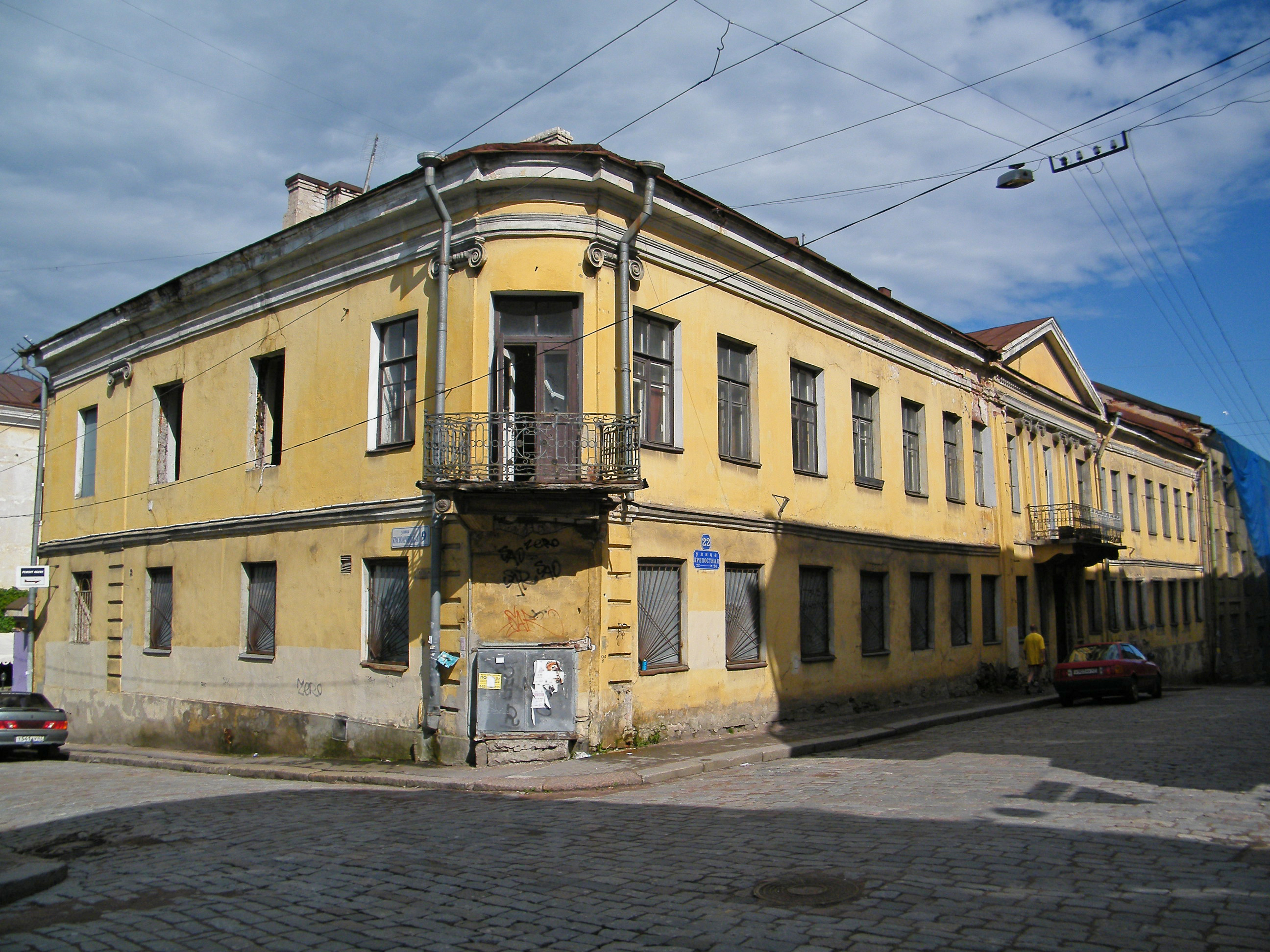
Дом Губернского правления
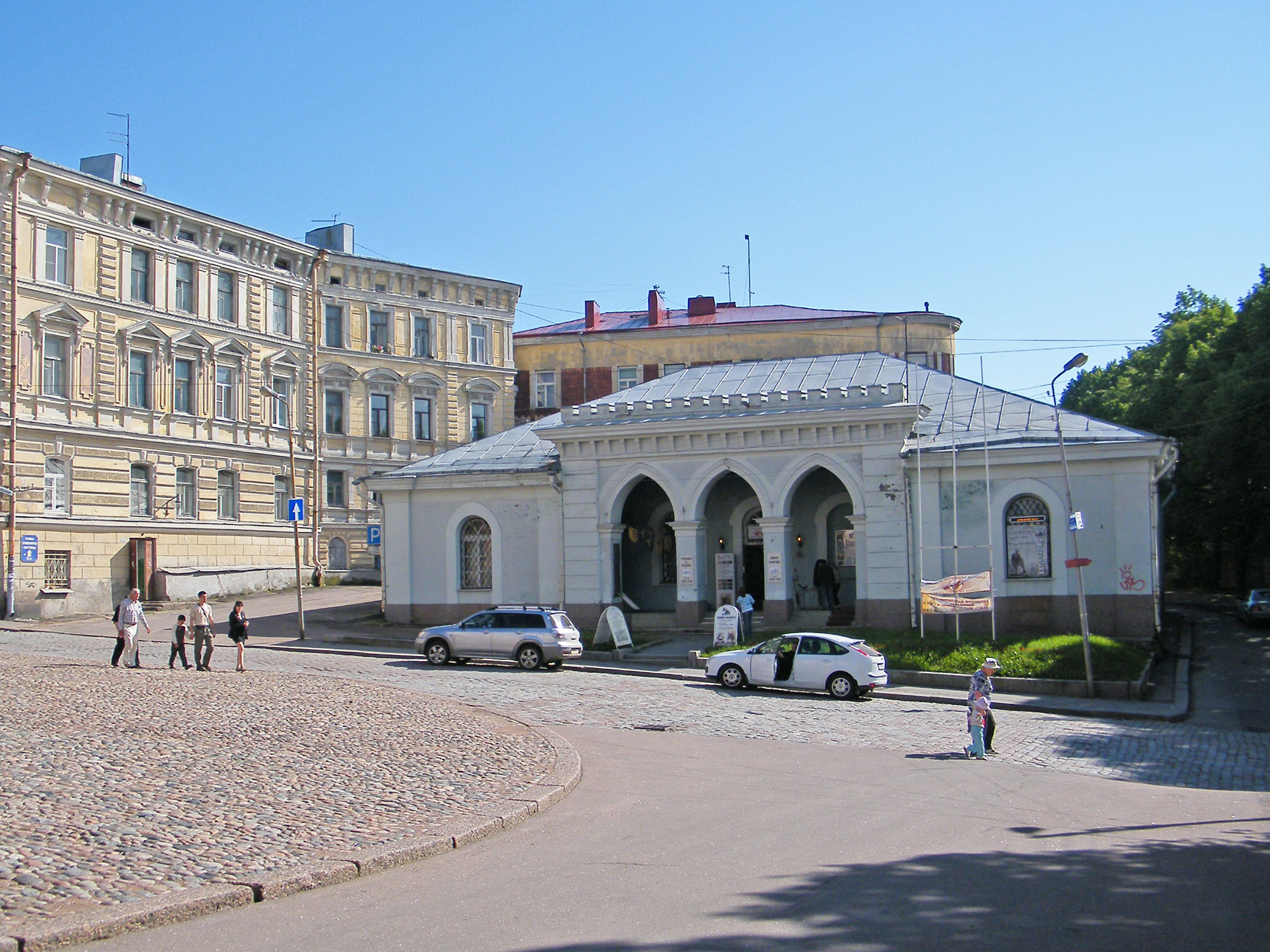
Здание гарнизонной гауптвахты

Выборгская губерния вновь была преобразована в Выборгское наместничество. Город продолжал разрастаться: начали застраиваться новые районы — Павловская слобода (ныне — Выборгский посёлок), Пантсарлахти (район Садовой улицы), Папула. В 1802 году Выборгская губерния стала Финляндской, а в 1811 году получила прежнее название, но уже в составе Великого княжества Финляндского.
В дальнейшем, до самого XX века, история Выборга почти не имеет крупных событий: в нём стоит русский гарнизон, развиваются торговля и промышленность.
После восстания декабристов в Петербурге узниками Выборгского замка стали несколько сотен его участников, в основном нижние чины. Изменился облик города: в 1861 году был утверждён генеральный план застройки Выборга, и на месте снесённых укреплений Каменного города и Рогатой крепости были проложены новые улицы и разбиты парки. Возводится множество каменных зданий по проектам известных архитекторов, в которых размещаются банки, учреждения, конторы акционерных обществ. В 1860-х годах по проекту инженера-фортификатора Э. И. Тотлебена для защиты города с востока на естественной возвышенности (в настоящее время именуемой Батарейной горой) были возведены Восточно-Выборгские укрепления.

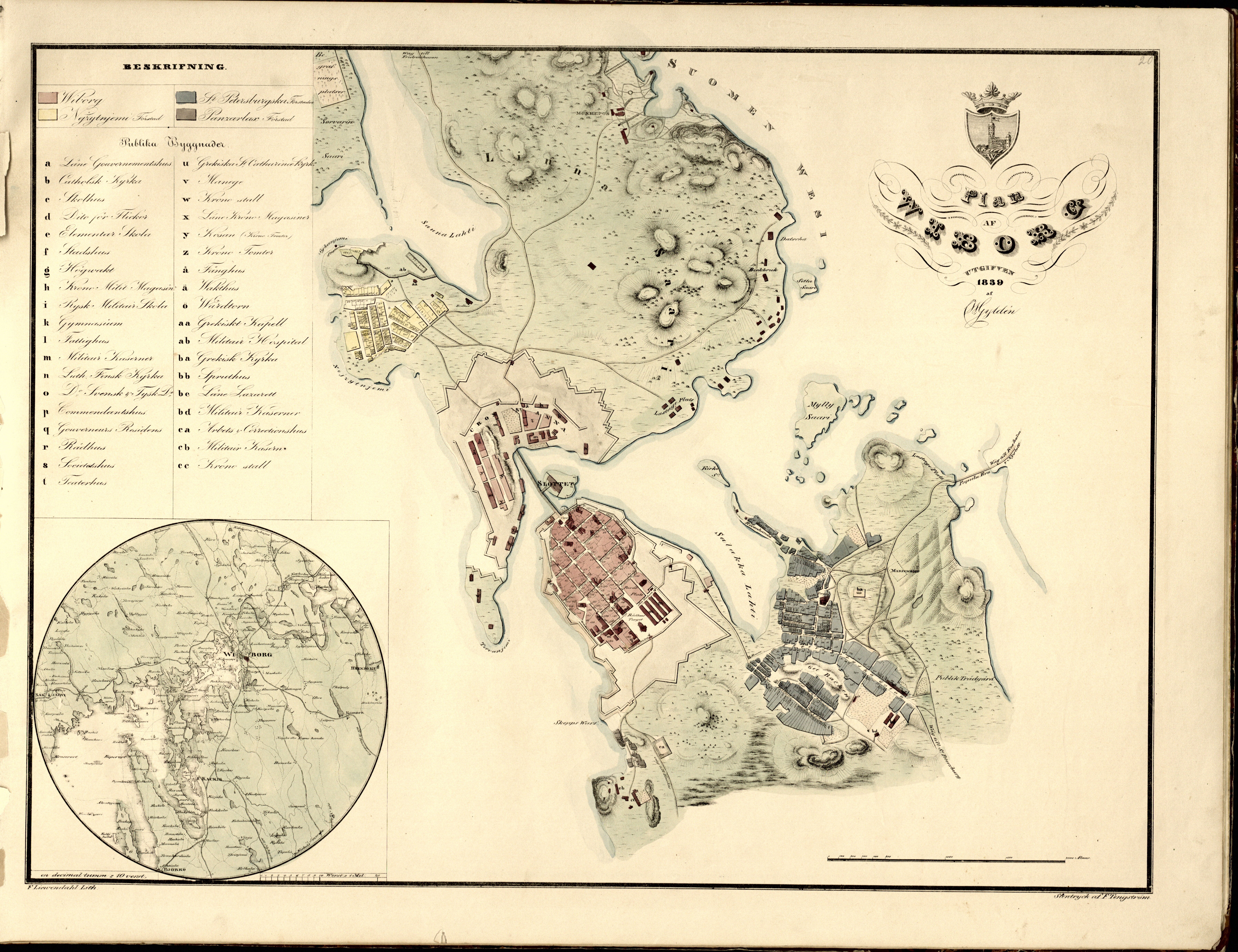
План Выборга 1839 года издания Gyldén, C. W.
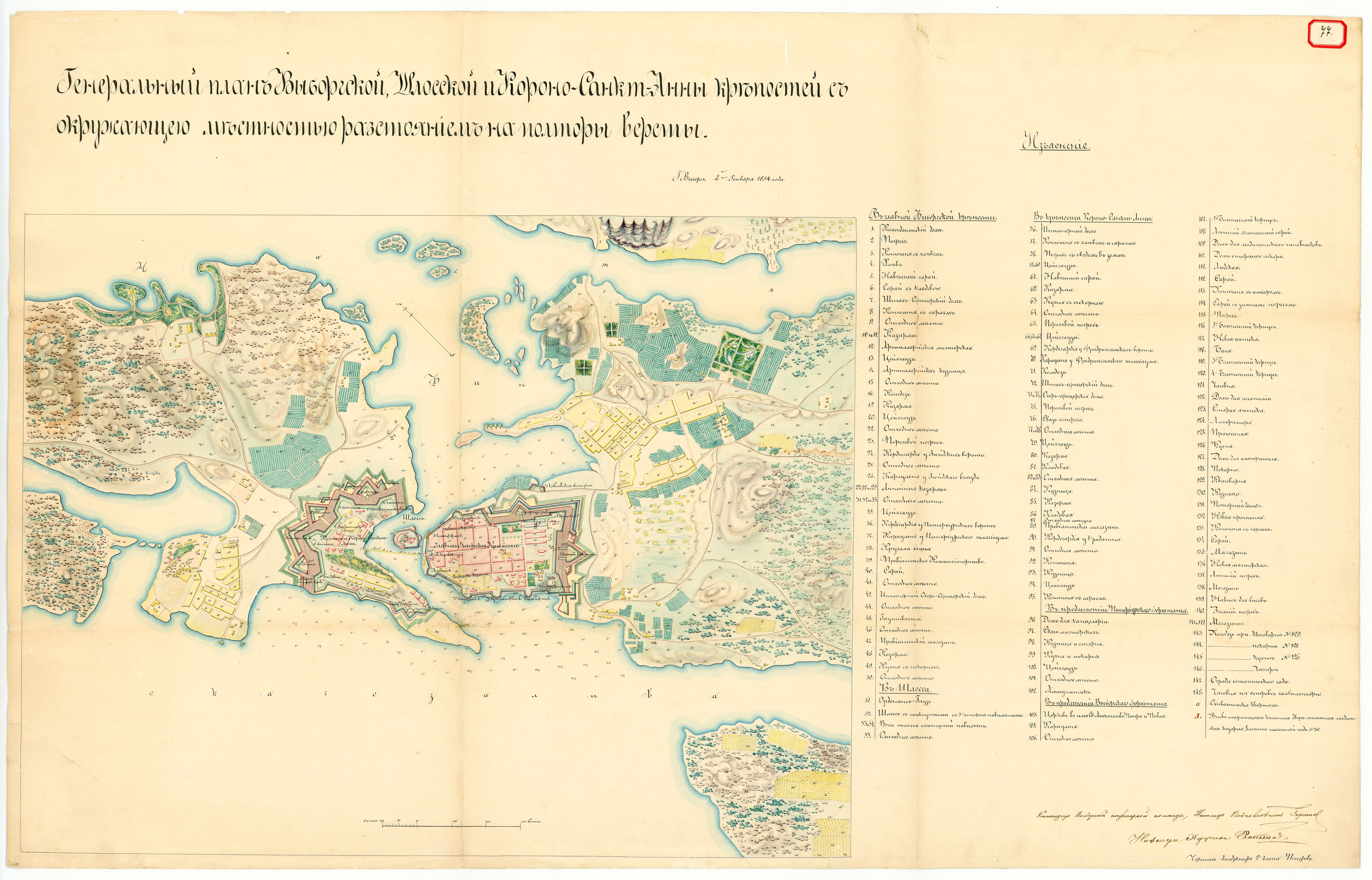
Выборгская крепость и Петербургский форштадт на плане 1854 года
Генеральный план Выборга (1861 год)
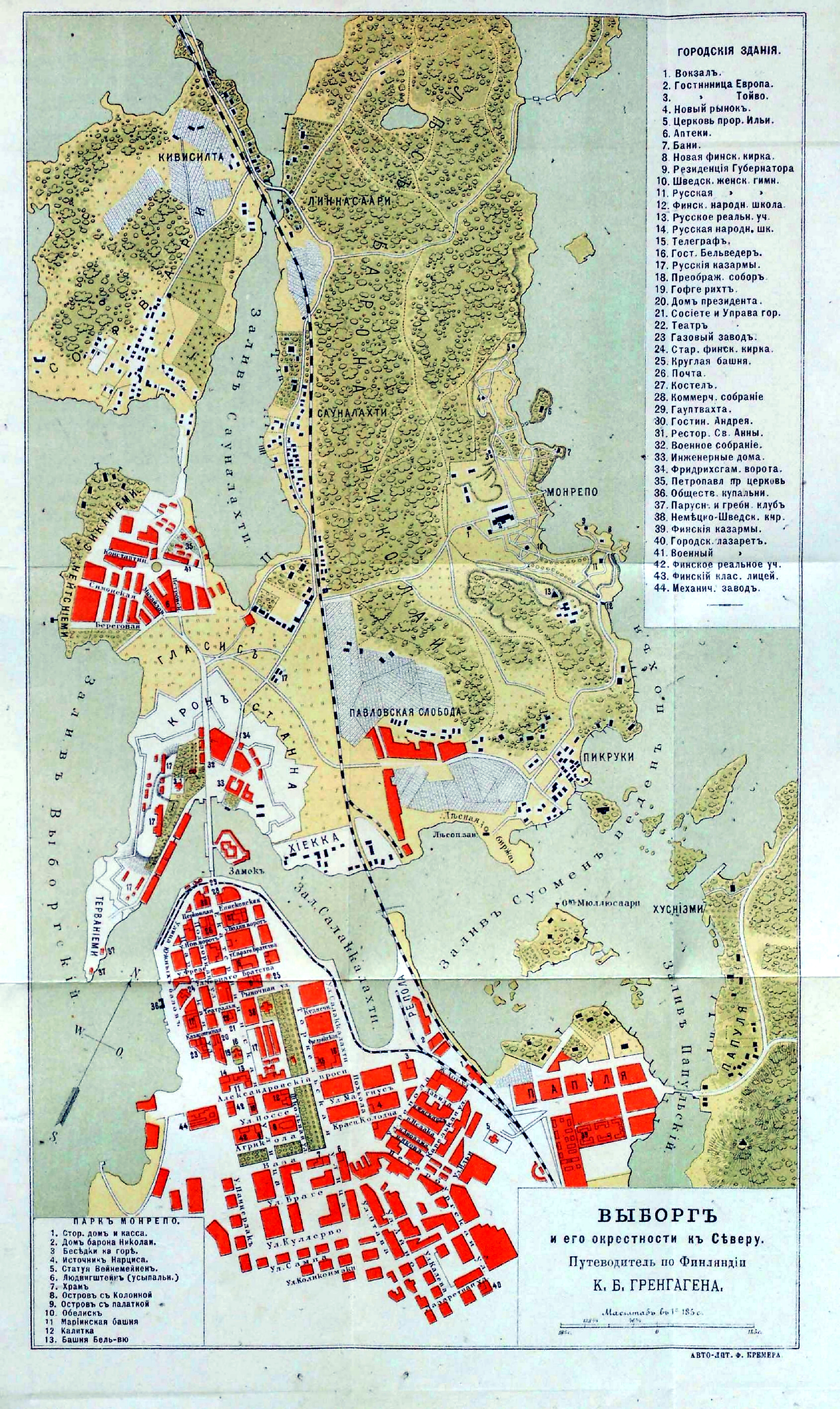
Карта Выборга (1905 год) из «Путеводителя по Восточной Финляндии» К. Б. Грэнхагена[28].
Карта Выборга с пригородами (1923 год)
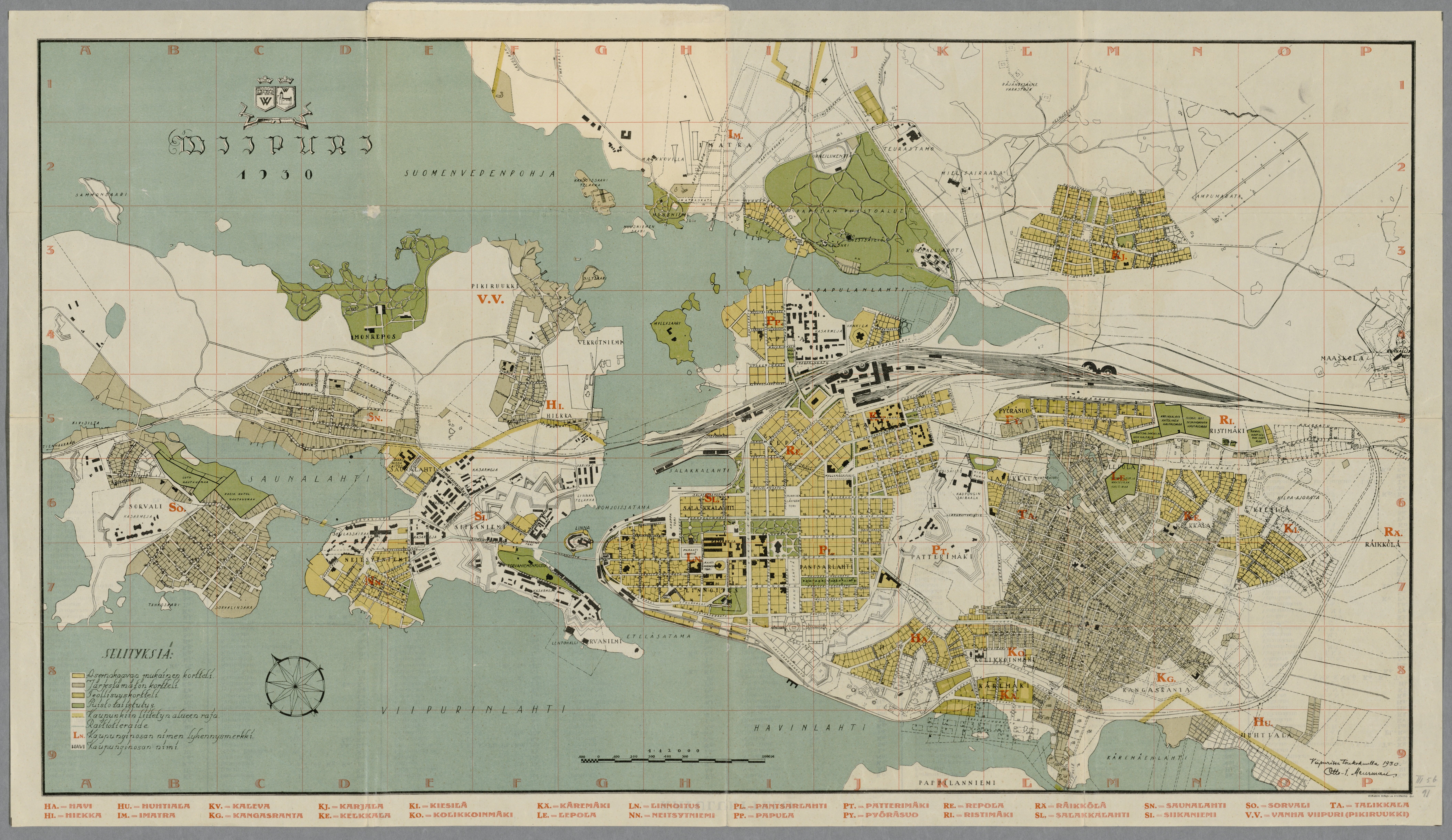
Карта Выборга (1930 год)

Вторая половина XIX — начало XX века отмечены в истории Выборга как время динамичного экономического развития. В 1856 году открылся Сайменский канал, а в 1870-м — железная дорога Санкт-Петербург — Гельсингфорс с первым городским вокзалом. В городе начинается газификация (1860 год), электрификация и телефонизация (1882 год), сооружается первая водонапорная башня и проводится водопровод (1893 год), а в 1912 году было открыто трамвайное движение.
Экономический взлёт XIX века значительно увеличил население Выборга, город стал вторым по населению и экономическому развитию в Великом княжестве Финляндском. К 1910 году в городе насчитывалось 50 тыс. жителей, из которых: 81 % — финны, 10 % — шведы, 6,5 % — русские, 0,7 % — немцы, 1,1 % — остальные. В городе находилось много промышленных предприятий, с 1888 года действовал Рабочий союз, имевший отдельную секцию для русских рабочих.
Близость к столице Российской империи и принадлежность к относительно либеральному великому княжеству притягивала в Выборг политических противников царской власти. 10 июля 1906 года, после роспуска императором Николаем II Государственной думы первого созыва, сто восемьдесят её депутатов собрались в Выборге и составили обращение «Народу от народных представителей», в котором призывали к гражданскому неповиновению царским властям. Это обращение вошло в историю как «Выборгское воззвание».
В 1917 году Выборг активно участвовал в Февральской революции, в городе был избран Выборгский Совет солдатских и рабочих депутатов, в котором большое влияние имели большевики. Взбунтовавшимися солдатами 29 августа (11 сентября) 1917 года были захвачены и убиты офицеры и генералы, заподозренные в сочувствии организаторам Корниловского выступления. Незадолго до Октябрьской революции у выборгского рабочего Юхо Латукки скрывался В. И. Ленин.

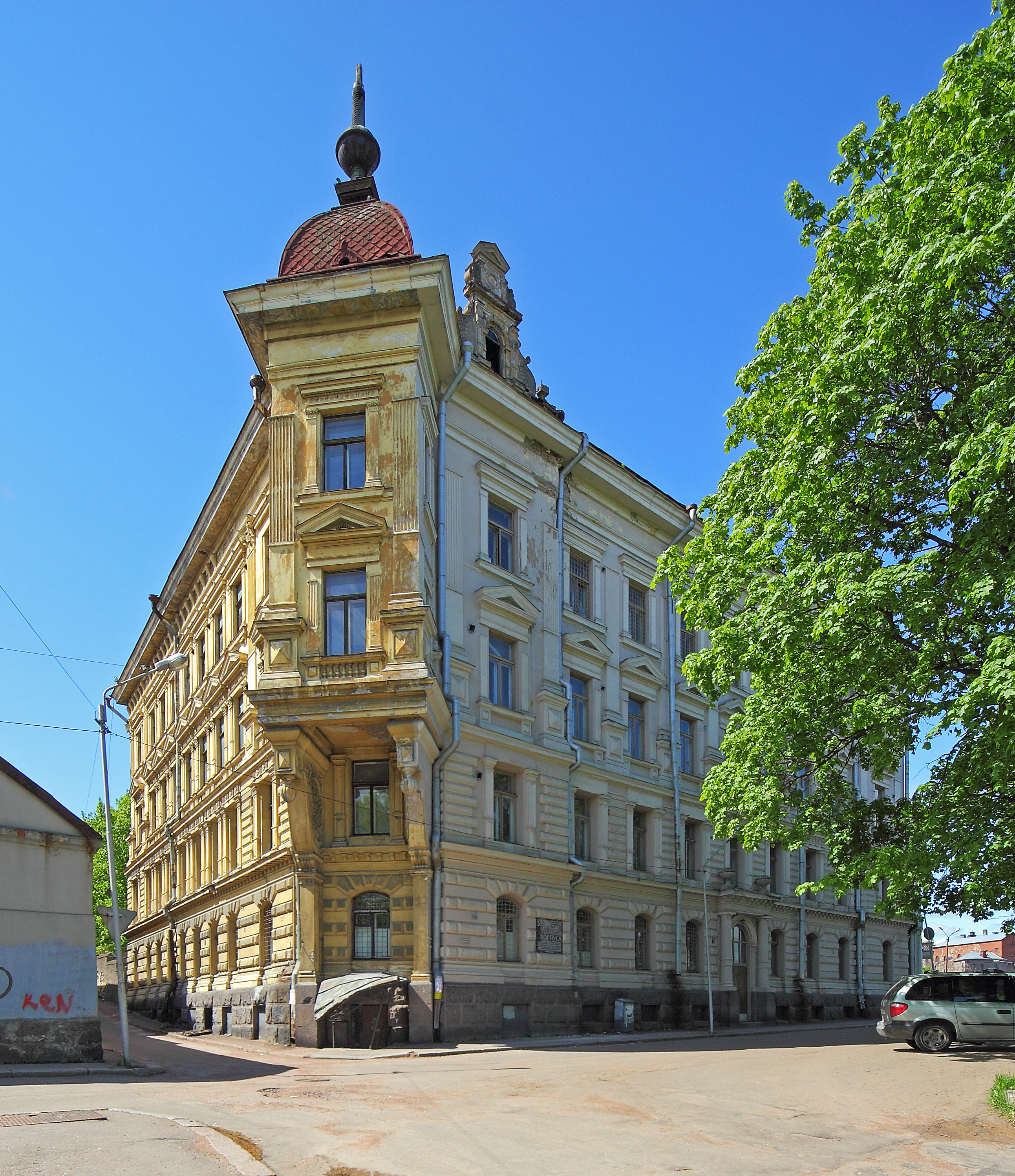
Доходный дом Хакмана
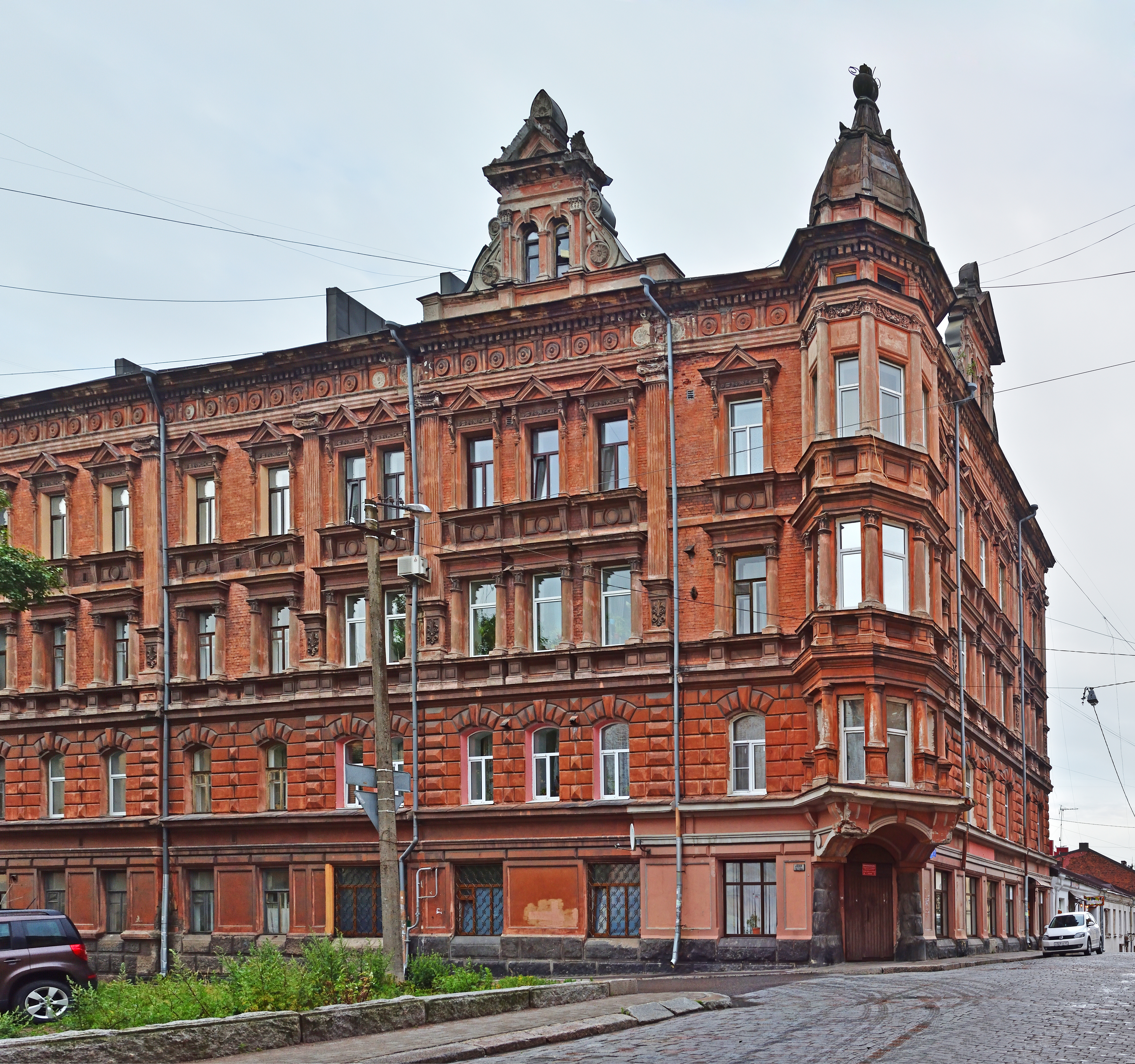
Дом купца Буттенгоффа
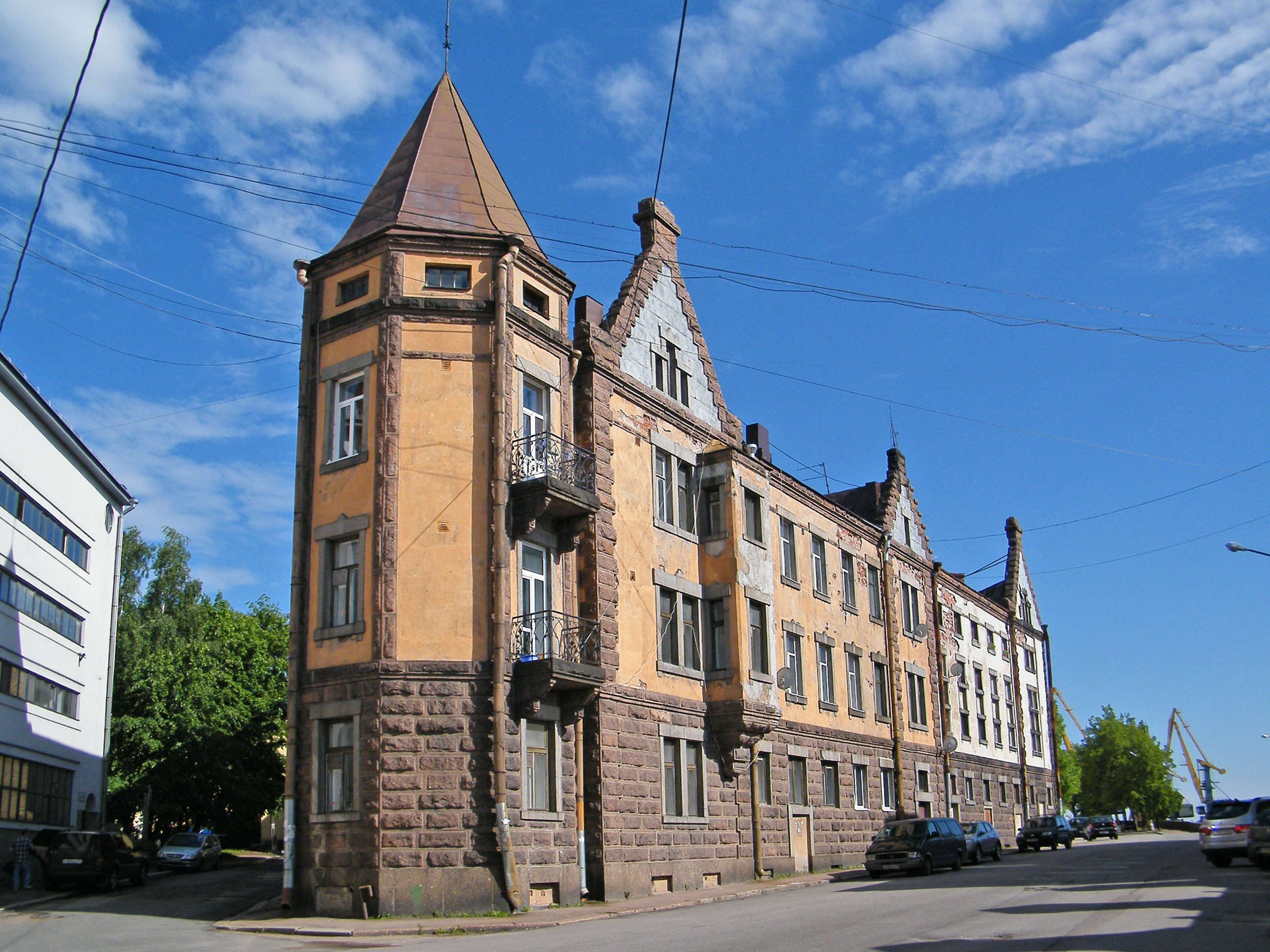
«Ведьмин дом»
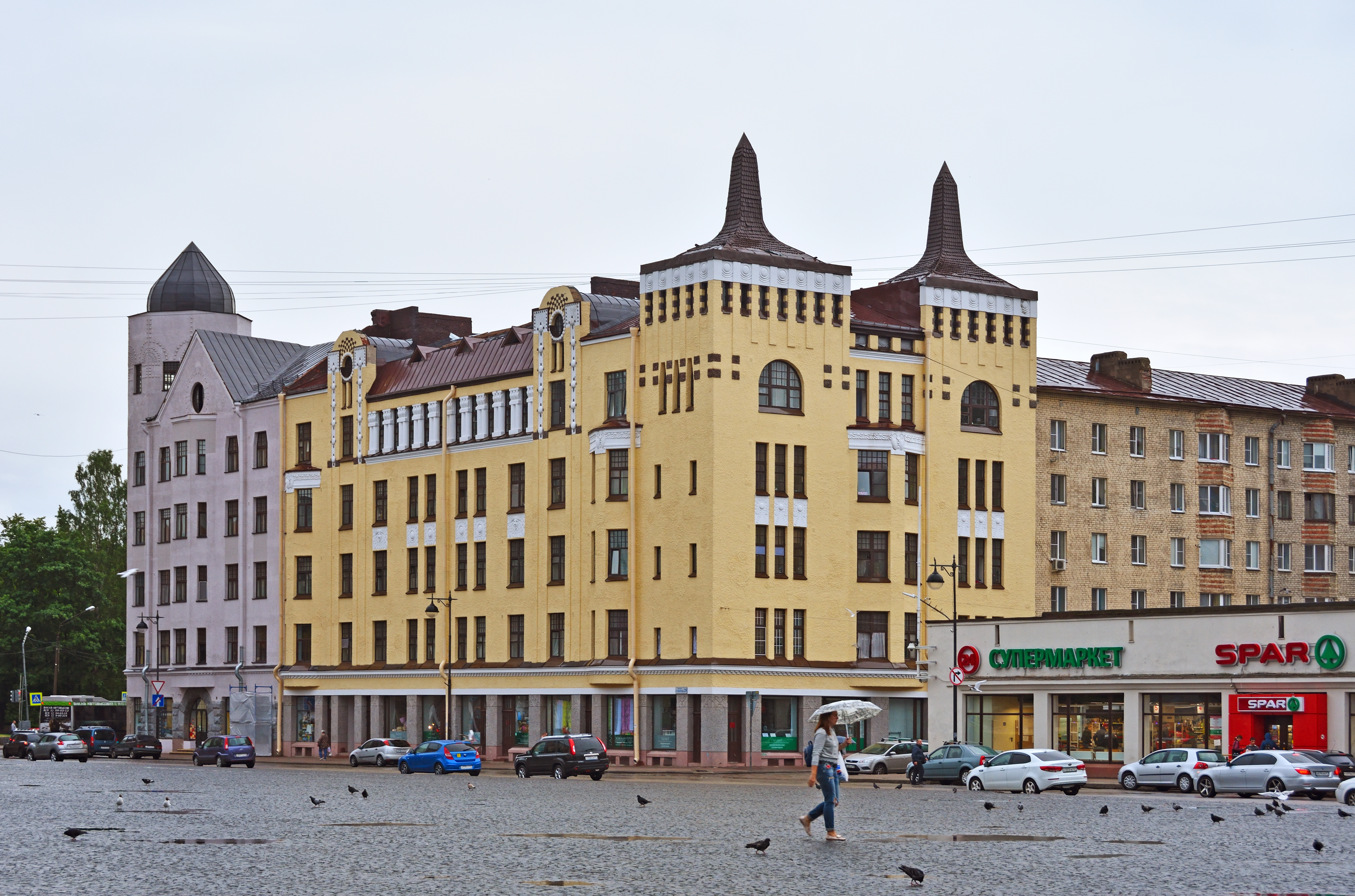
Дом купца Москвина
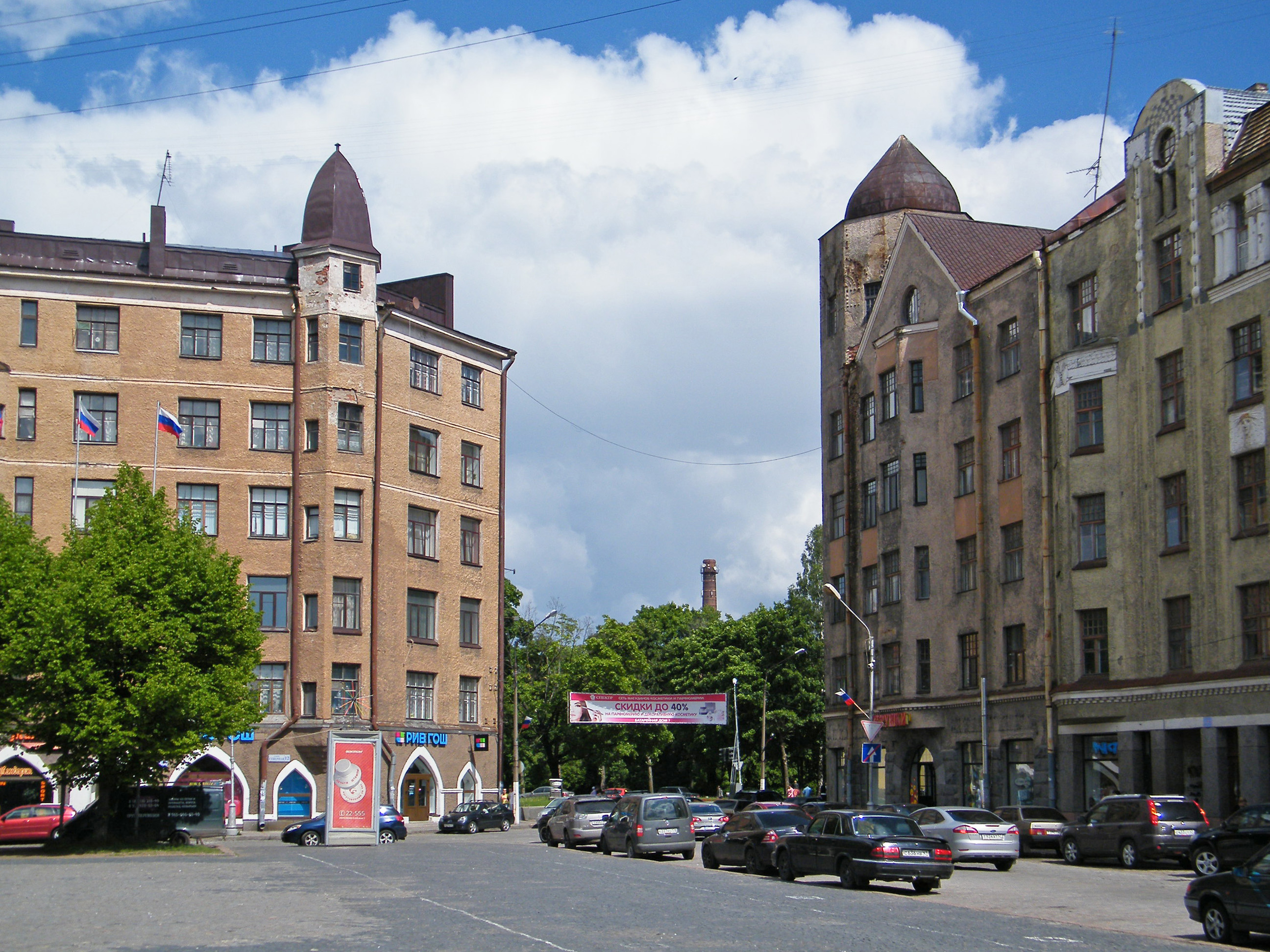
Здание компании «Арина» и здание компании «Отсо», формирующие въезд на Красную площадь

### Финляндский период 1917—1940
На первую половину 1918 года приходятся переломные события в судьбе города — после провозглашения независимости, в январе 1918 года в Финляндии началась гражданская война, и Выборг стал одним из главных центров красных финнов. 29 апреля, когда красные отряды повсеместно были разбиты, последним пал Выборг, после чего были проведены аресты и массовые расстрелы, в основном, русского гражданского населения и незначительного количества финских красногвардейцев. Точное количество жертв Выборгской резни неизвестно.
После поражения красной революции в Выборге, как и в Финляндии в целом, продолжительный период нестабильности сменился спокойствием — 17 июля 1919 года в стране было объявлено республиканское правление.

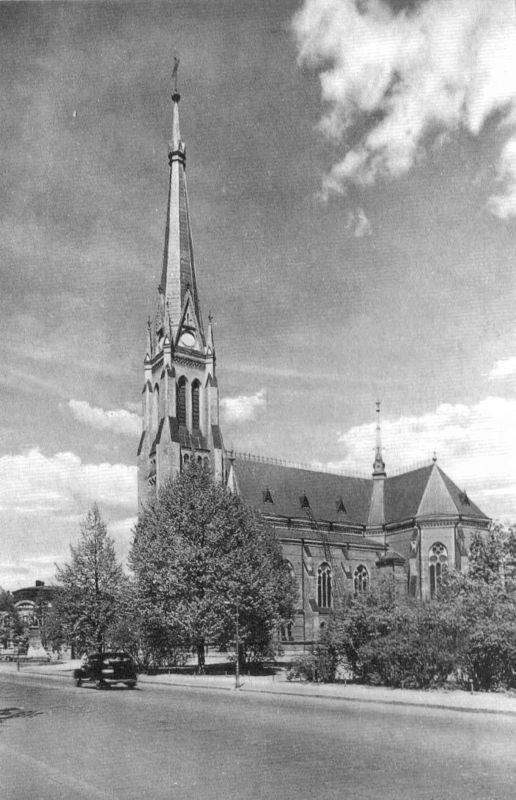
Новый кафедральный собор
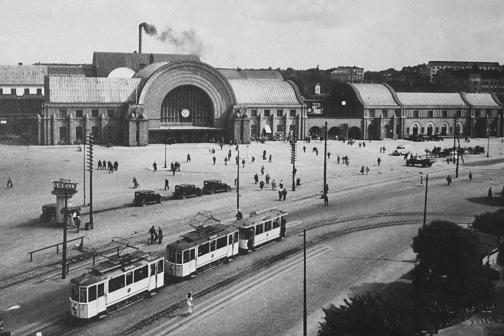
Выборгский вокзал в 1930-е годы
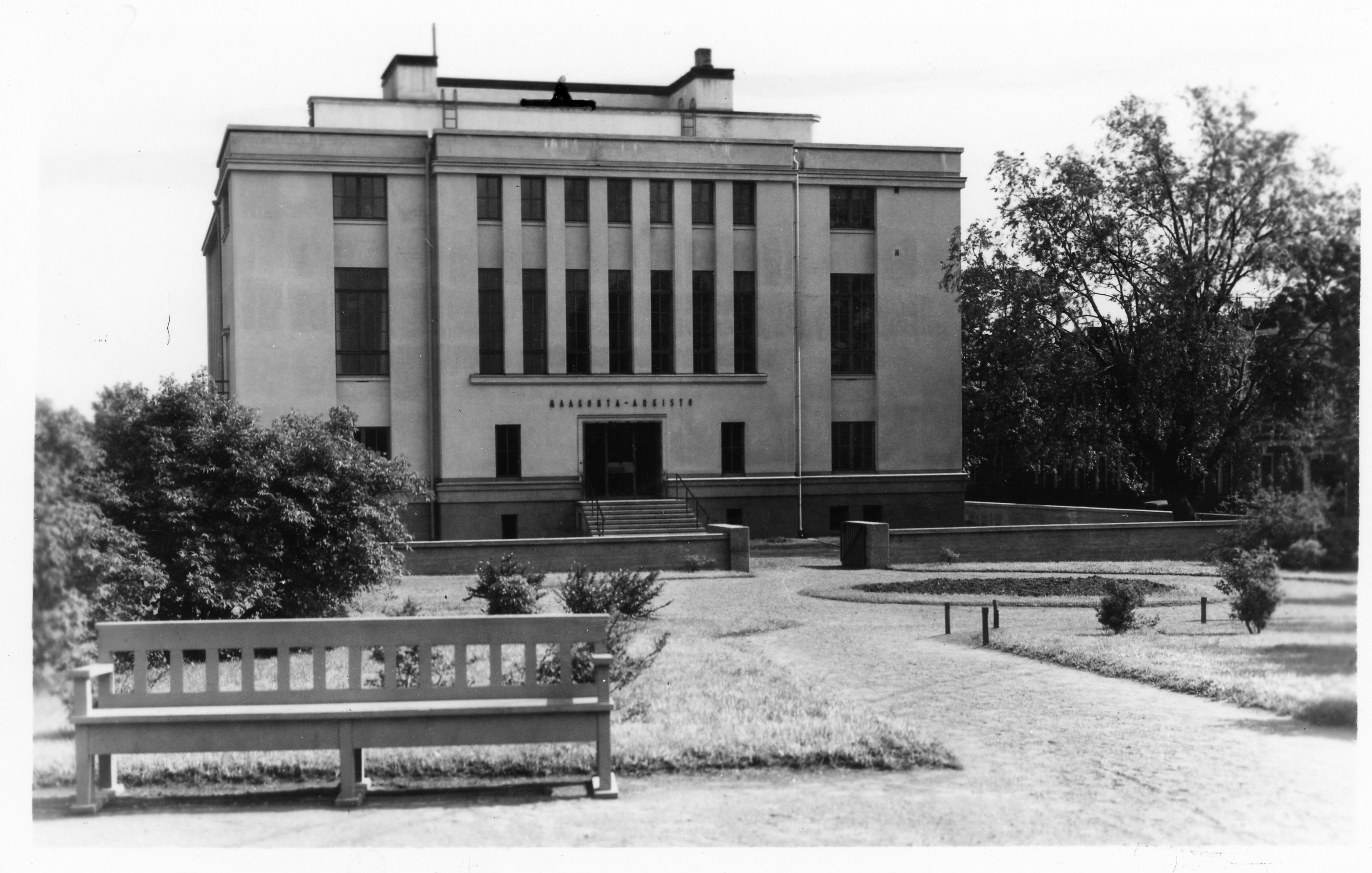
Выборгский архив
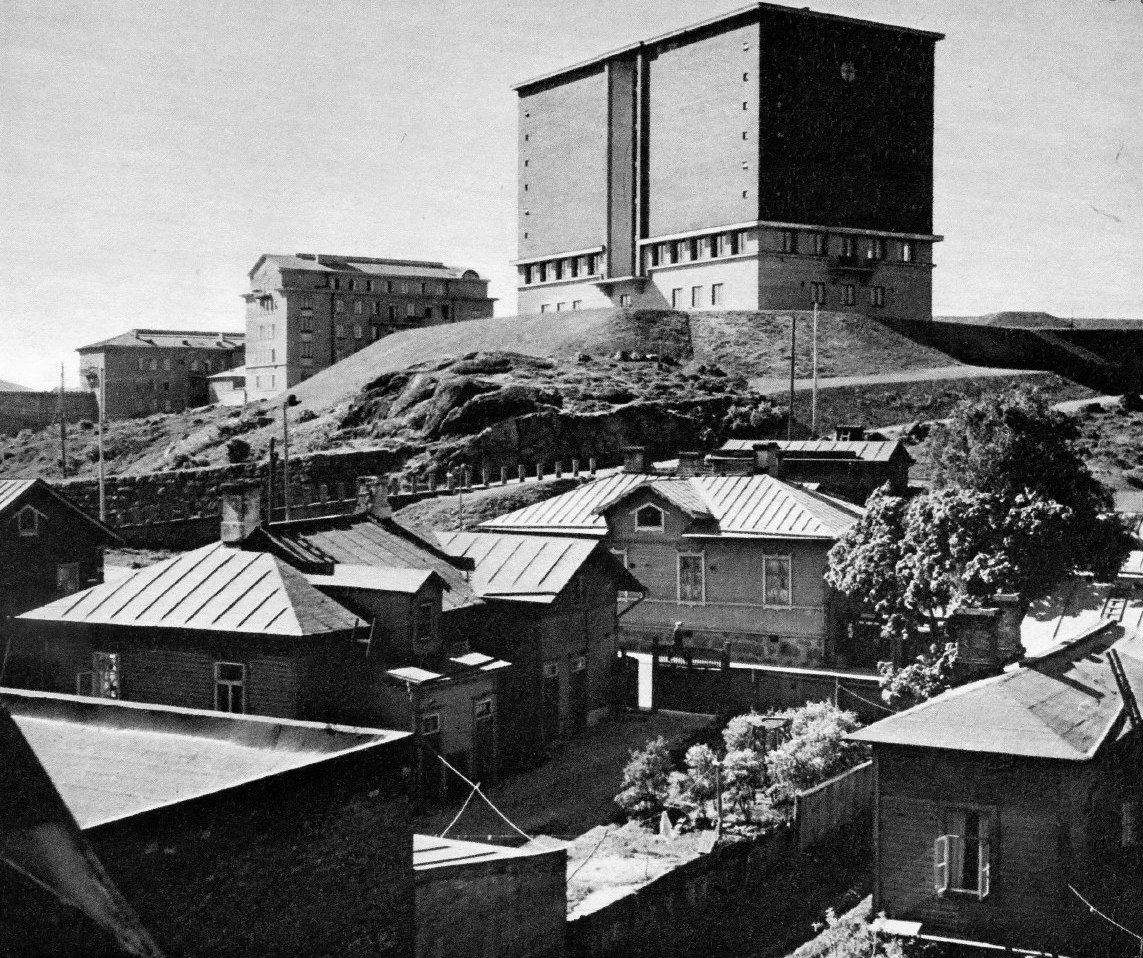
Водонапорная башня на Батарейной горе
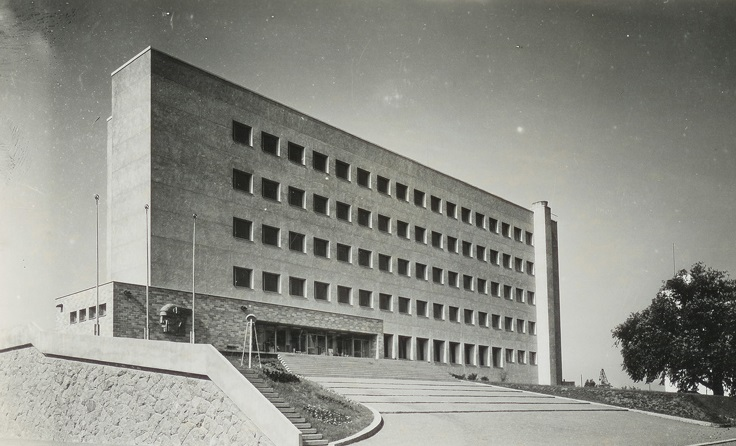
Здание коммерческого и навигационного училища

Культурные и транспортные связи города с СССР заставила прекратить прочная граница. Устойчивый приток финноязычного населения и популяризация финского языка и культуры привели к тому, что число русско-, немецко- и шведскоязычных горожан в пропорциональном соотношении сильно уменьшилось. В Выборге начался процесс увядания той атмосферы космополитизма, которая была характерна для него ранее. Официальным языком органов местного самоуправления стал теперь финский, с домов были убраны таблички с названиями улиц на трёх языках. В 1929 году ряд улиц и площадей был переименован в рамках кампании по устранению названий, связанных с российским периодом истории Выборга.
В независимой Финляндии Выборг сохранил своё положение второго города страны и центра культурной и общественной жизни Восточной Финляндии. Здесь функционировали филиалы всех крупных финских партий: социал-демократической, Аграрного союза, различных партий националистического характера и прочих.
Город был одним из важнейших торговых и транспортных центров страны. Работало много образовательных, культурных, спортивных, здравоохранительных учреждений, действовало большое количество храмов и консульств.
В 1920—1930-х годах в состав города вошли новые районы: Кангасранта, Хиекка, Таммисуо и другие. В 1929 году архитектор Отто Меурман разработал градостроительный план Большого Выборга, основные идеи которого реализовывались вплоть до 1970-х годов. В Выборге были возведены многие важные общественные здания в стиле функционализма: художественный музей и школа (1930 год), окружной архив (1933 год), новая городская библиотека (1935 год), здание торгового и морского училища (1938 год). К 1930-м годам центр деловой жизни города переместился из Старого города (территория бывшей Выборгской крепости) в районы Салаккалахти и Репола, ближе к железнодорожному вокзалу. На певческом поле проводились певческие фестивали.
В 1930-х годах Выборг с прилегающей территорией считался центром промышленности Финляндии. В 1938 году в городе действовало 38 промышленных предприятий различных отраслей. Население Выборга к 1939 году составляло 74 403 человека (по некоторым данным — около 86 000 человек). До 1940 года это был второй по величине город Финляндии.

### Военный период 1940—1944
Мирный период закончился в 1939 году, когда началась советско-финляндская война. В феврале 1940 года, после прорыва линии Маннергейма, Красная армия вплотную подошла к Выборгскому укреплённому району. С 1935 года (а де-факто — с 1925-го) войсками Выборгского укрепрайона командовал генерал-лейтенант Харальд Эквист. Про него финны говорили: «На Карельском перешейке он знает каждый ручеёк, каждый камешек.…» 2 марта советская 7-я армия начала наступление на Выборг: был осуществлён обход с запада, а основной штурм был проведён с северо-восточного направления. К 13 марта в ходе фронтального штурма части 7-й армии продвинулись к центру города, и к моменту окончания боевых действий советским войскам удалось овладеть районом восточнее Батарейной горы. Согласно условиям Московского мирного договора большая часть Выборгской губернии Финляндии, включая Выборг и весь Карельский перешеек, а также ряд других территорий отошли к СССР. 13 марта, во второй половине дня, в присутствии генерал-лейтенанта Эквиста с соблюдением всех воинских церемоний во внутреннем дворе Выборгского замка с башни святого Олафа был спущен финский флаг. Финские части покинули город утром 14 марта. Финское население города было полностью эвакуировано в Финляндию. 31 марта 1940 года был принят Закон СССР о передаче большей части полученных от Финляндии территорий в состав Карело-Финской ССР. В составе этой республики 9 июля 1940 года Выборг был определён центром Выборгского (Виипурского) района.
По специальной кампании город начал заселяться советскими переселенцами, причём число желающих уже менее чем через месяц превышало возможности. Активно шло восстановление промышленности на разрушенных предприятиях, вновь открывались учреждения культуры, образования. Но летом 1941 года в Выборг снова пришла война.
29 августа под натиском наступающего 4-го армейского корпуса Финляндии части РККА оставили город, отступив к Ленинграду, заминировав большое количество зданий радиофугасами «БЕМИ». Однако взорваться из них успели лишь единицы, большая же часть была разминирована финскими сапёрами. В город возвращалось финское население, началось восстановление городского хозяйства. В частности, было завершено строительство здания страховой компании «Карьяла», начатое до войны.
С 1941 по 1944 год в Выборге был оборудован один из самых крупных финских концентрационных лагерей — лагерь для военнопленных № 6. Границы лагеря № 6 простирались от места пересечения нынешних улиц Островной и Батальонной (напротив торгового центра «Карусель») и до берега залива Сауналахти — территория, прилегающая к Северному посёлку. У лагеря № 6 было несколько «подлагерей». Самый крупный из них — Тиенхаара — располагался на территории современного Калининского микрорайона Выборга, вблизи железнодорожной станции Пригородная.
После того, как в 1944 году в ходе Выборгской наступательной операции советских войск финская армия отступила с Карельского перешейка, финские граждане вновь эвакуировались во внутренние районы Финляндии. 20 июня 1944 года по указанию полковника Армаса Кемппи с башни святого Олафа был спущен финский флаг, и в Выборг вошли части советской 21-й армии Ленинградского фронта, которым командовал маршал Говоров.

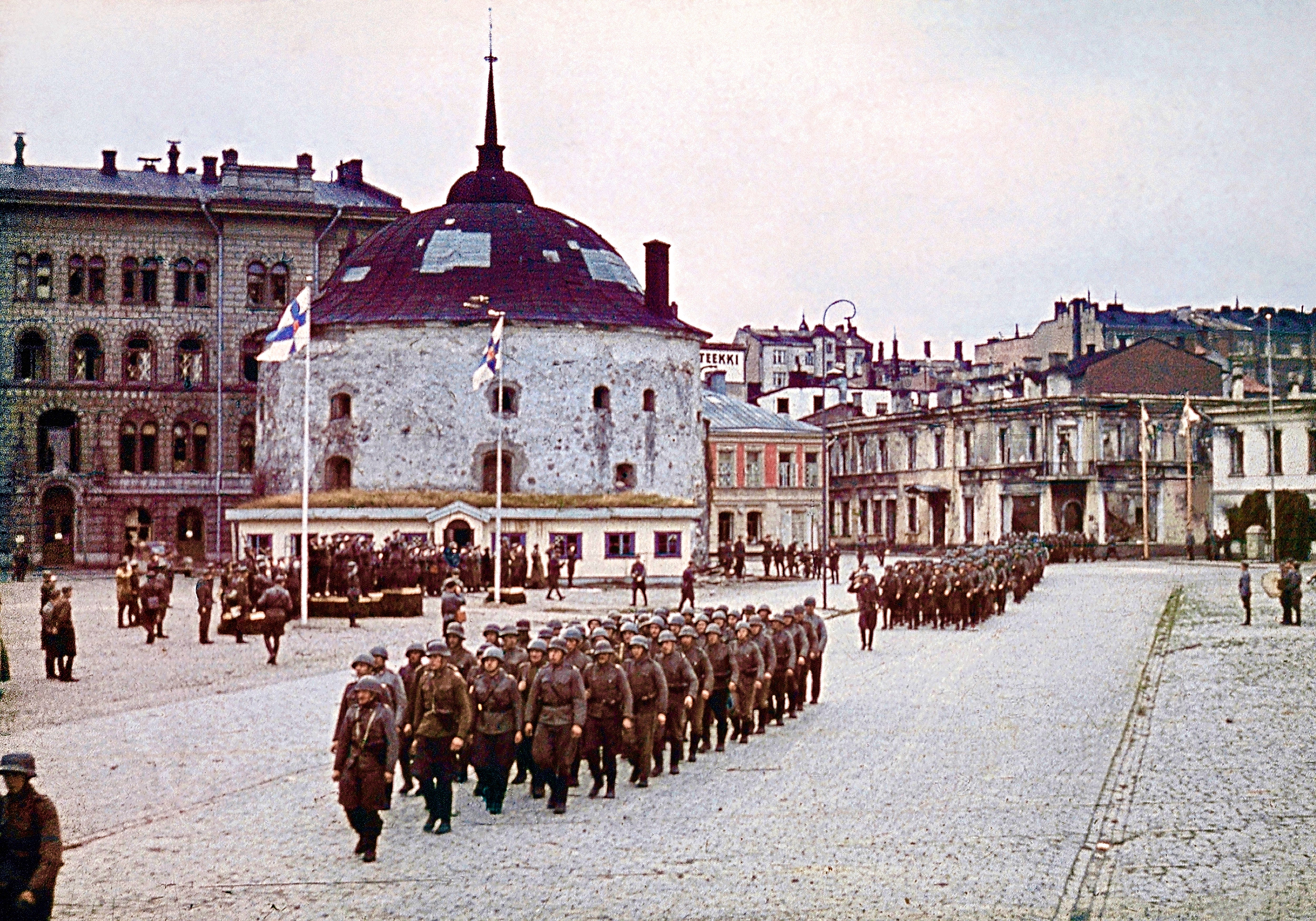
Парад финских войск на Рыночной площади 31 августа 1941 года
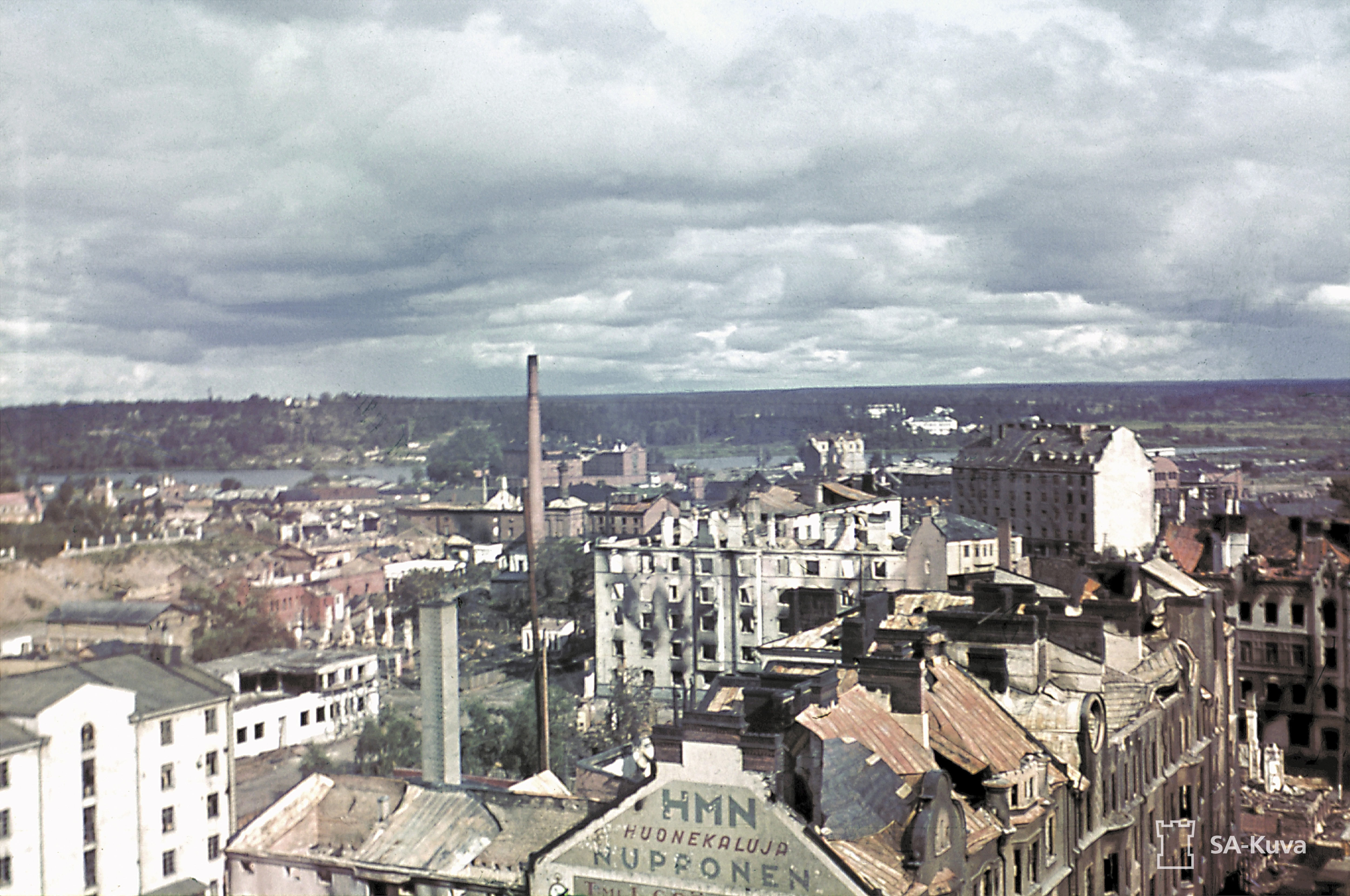
Выборг 7 сентября 1941 года
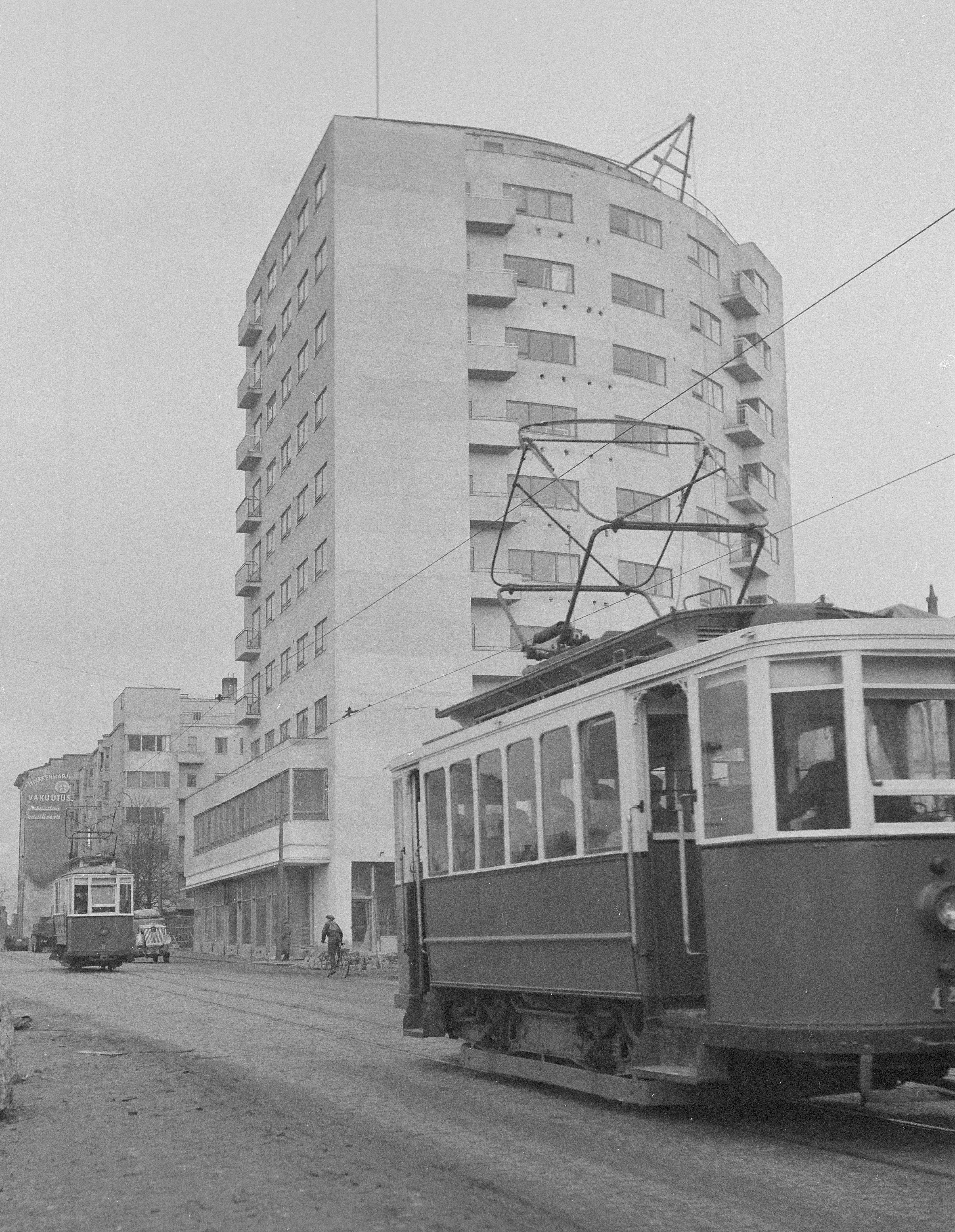
Здание страховой компании «Карьяла», достроенное в 1943 году
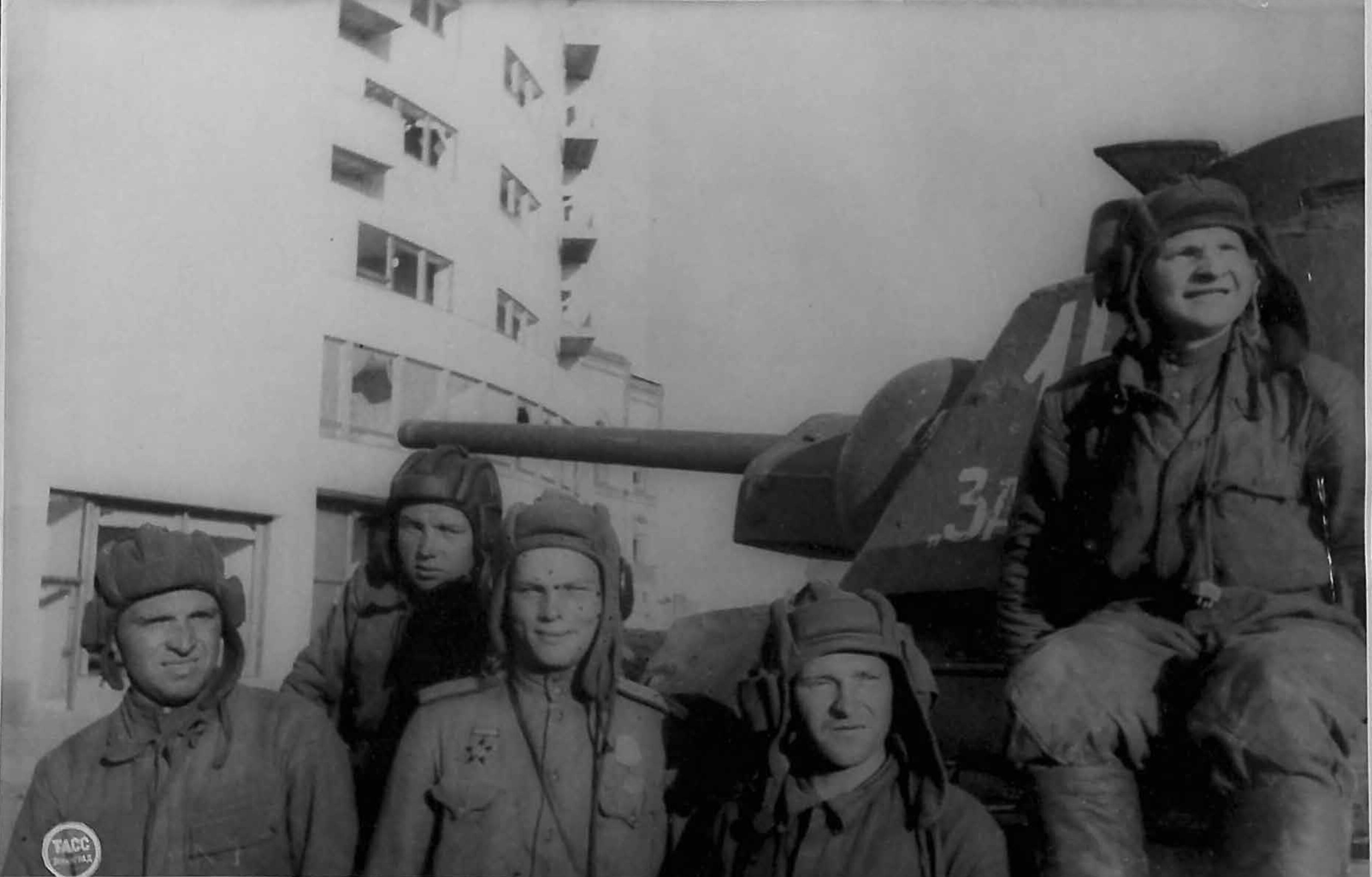
Советские танкисты, одними из первых ворвавшиеся в город, у здания страховой компании «Карьяла» (20 июня 1944 года)
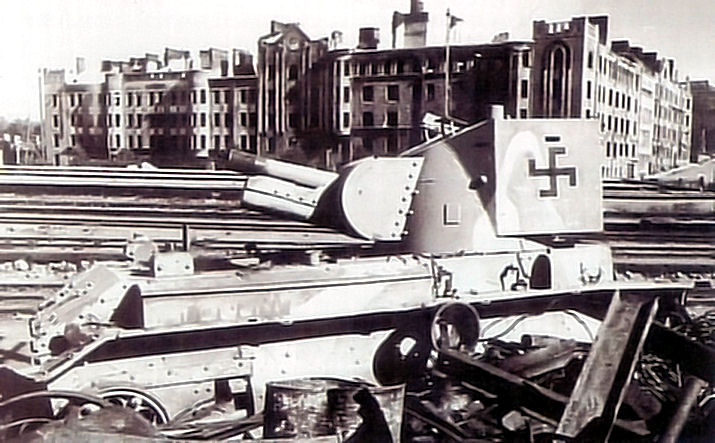
Подбитое финское штурмовое орудие БТ-42 на станции Выборг (июнь 1944 года)

### Советский период 1944—1991
Вторая мировая война принесла городу огромный ущерб: были разрушены и сожжены промышленные предприятия, более пятисот жилых домов, культурно-просветительные и лечебные учреждения, выведены из строя предприятия городского хозяйства, причинены огромные повреждения железнодорожному узлу. Тем не менее уже летом 1944 года началось интенсивное восстановление города. Постановлением правительства Выборг был отнесён к пятнадцати городам, подлежавшим восстановлению в первую очередь (на работы по восстановлению было выделено три миллиарда рублей), и к 1948 году последствия войны, в основном, были ликвидированы. В Выборг съезжаются тысячи переселенцев из республик СССР, город становится крупным промышленным центром. В 1944 году город c другими территориями Карельского перешейка передан из Карело-Финской ССР в состав Ленинградской области РСФСР.
В 1947 году был разработан новый план застройки города, предусматривавший восстановление старых зданий и возведение новых на месте разрушенных в войну, преимущественно в историческом центре города. Осенью 1948 года на Карельском перешейке проходили массовые переименования: все улицы и районы Выборга получили новые, русские, названия, чаще всего без каких-либо исторических обоснований. Было исключено всё то, что могло напоминать об интернациональном прошлом города.
В конце 1940-х — начале 1950-х годов открылись новые предприятия: судостроительный завод (1948 год), в дальнейшем ставший ведущим предприятием города, завод «Электроинструмент» (1947 год), завод лимонной кислоты (1948 год), приборостроительный завод (1953 год). Население города увеличилось с 35 тыс. человек в 1950 году до 51 тыс. в 1957-м. Началась реставрация некоторых архитектурных памятников: Выборгского замка, Часовой башни, башни Ратуши. В 1960 году открылся краеведческий музей. В этот период председателем горисполкома был П. Ф. Ладанов, удостоенный звания почётного гражданина Выборга за большой вклад в восстановление и благоустройство города.
К 1960-м годам жилищное строительство распространилось на район восточнее Батарейной горы, ранее застроенный, преимущественно, малоэтажными домами, значительная часть которых была разрушена во время войны. Застройка шла по типовым проектам жилых и общественных зданий, город приобретал «советский» облик, свойственный большинству новых районов в городах СССР. Меняется структура транспорта: на смену закрытому в 1957 году трамваю приходит автобус, а тепловозы в 1969 году вытесняются электропоездами. Прежде главный двигатель выборгской экономики — Сайменский канал — вновь начал работу только в 1968 году, после реконструкции, в ходе которой в Выборге были сооружены грандиозные мосты Дружбы: железнодорожный и автомобильный. К 1970 году численность населения Выборга достигла 65 тыс. человек, что всё ещё было ниже довоенного уровня.

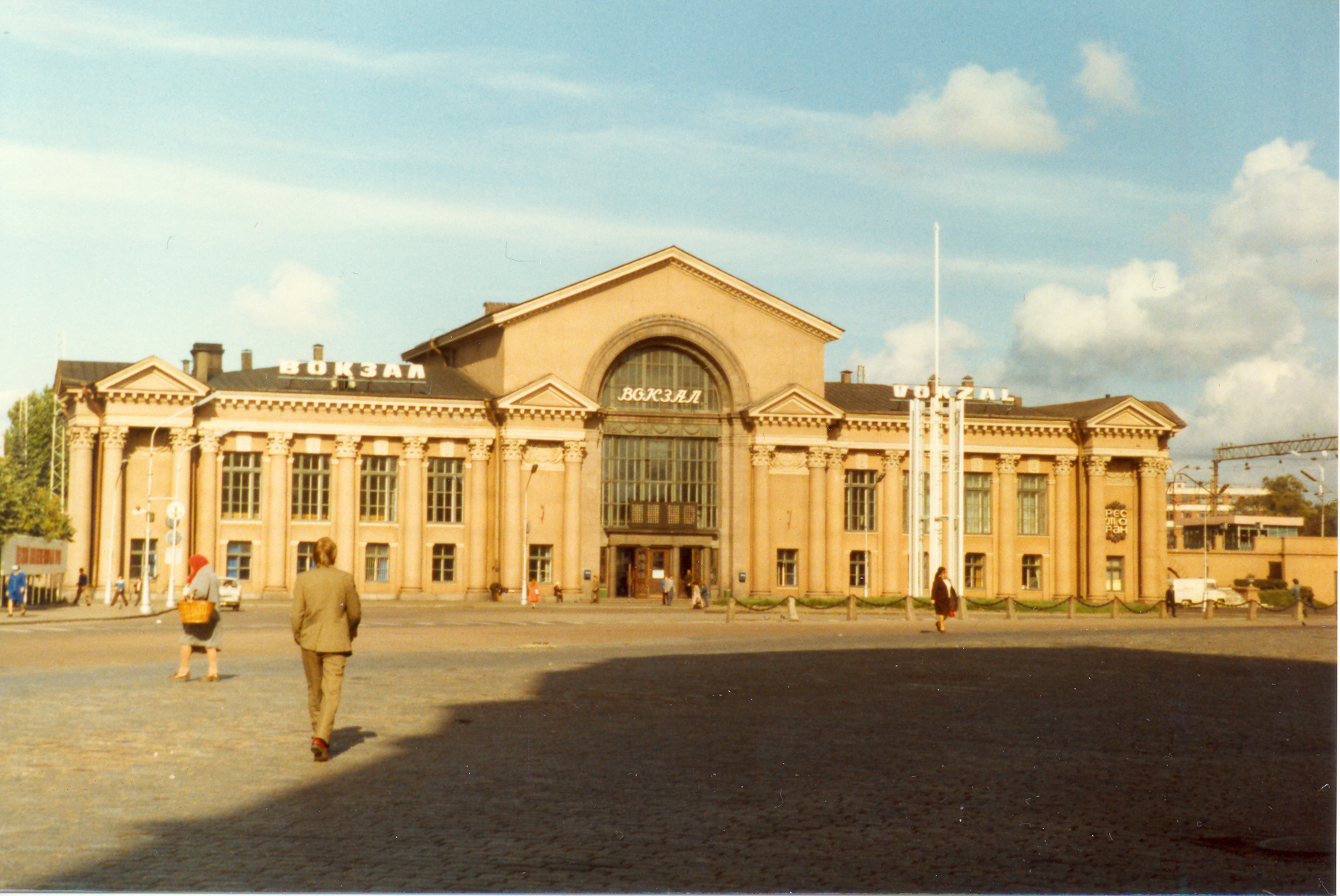
Выборгский вокзал (1953 год, фото 1980 года)
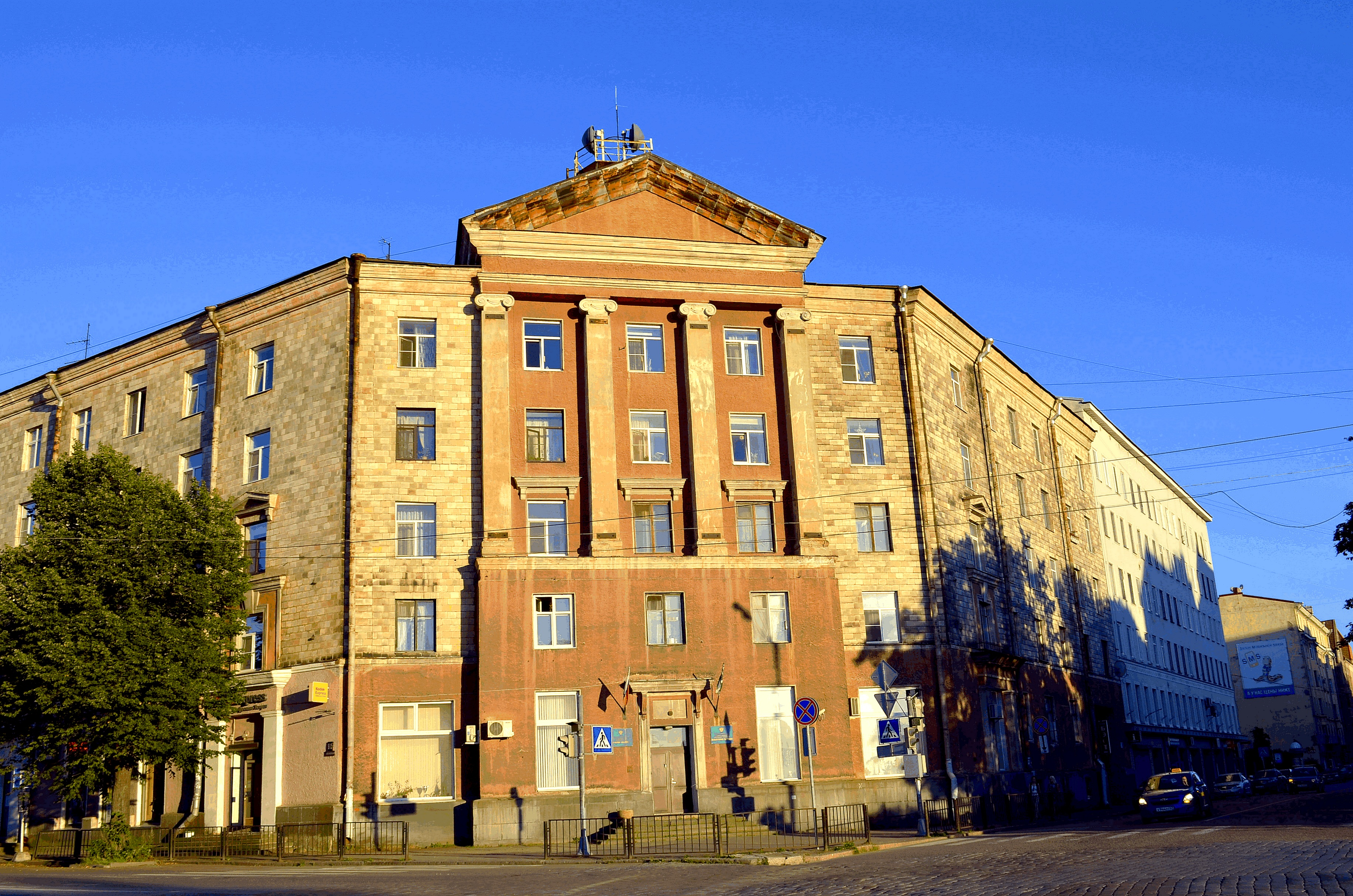
Жилое здание 1950-х годов (фото 2015 года)
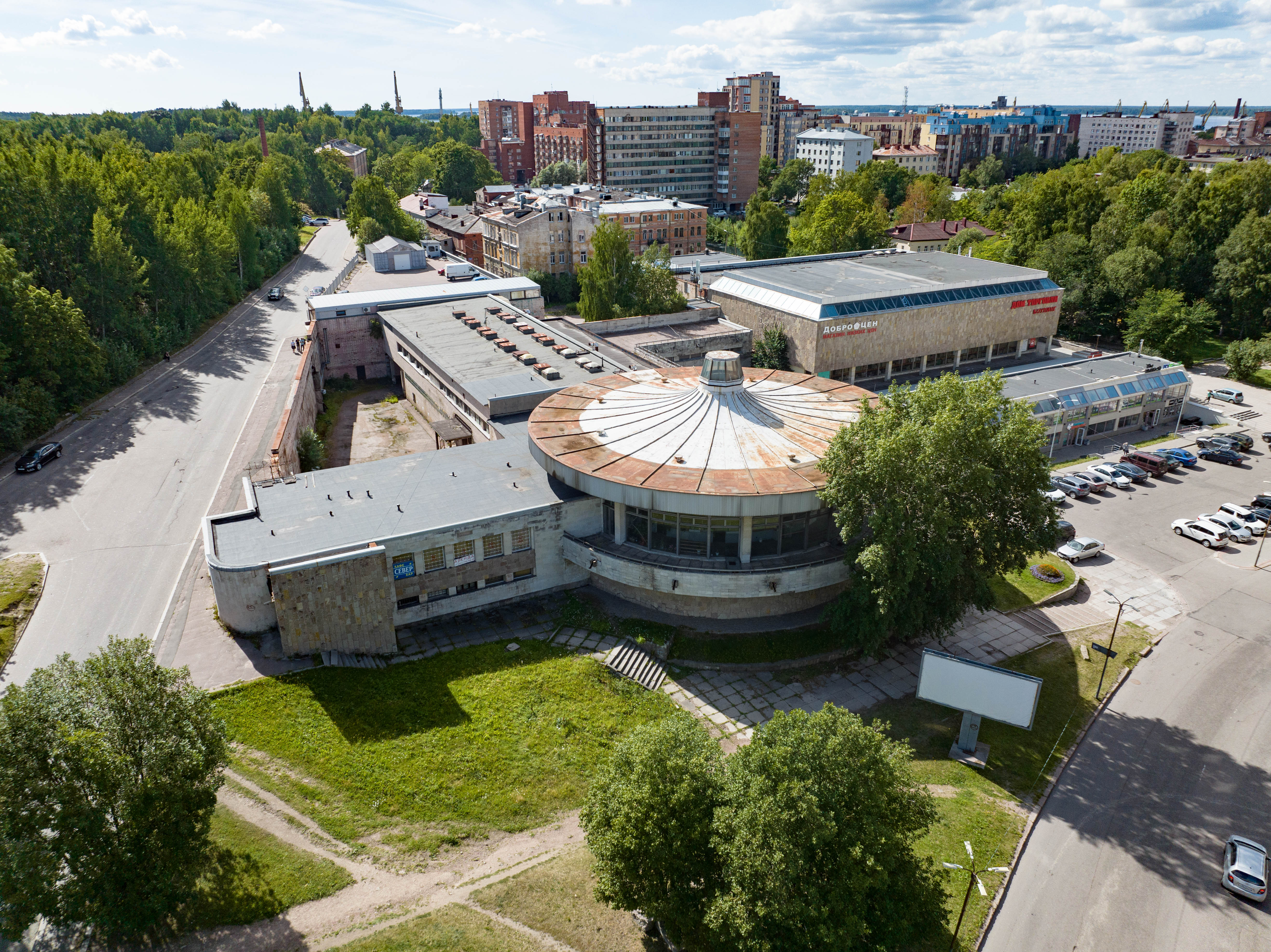
Ресторан «Север» и универмаг (1980 год), фото 2022 года
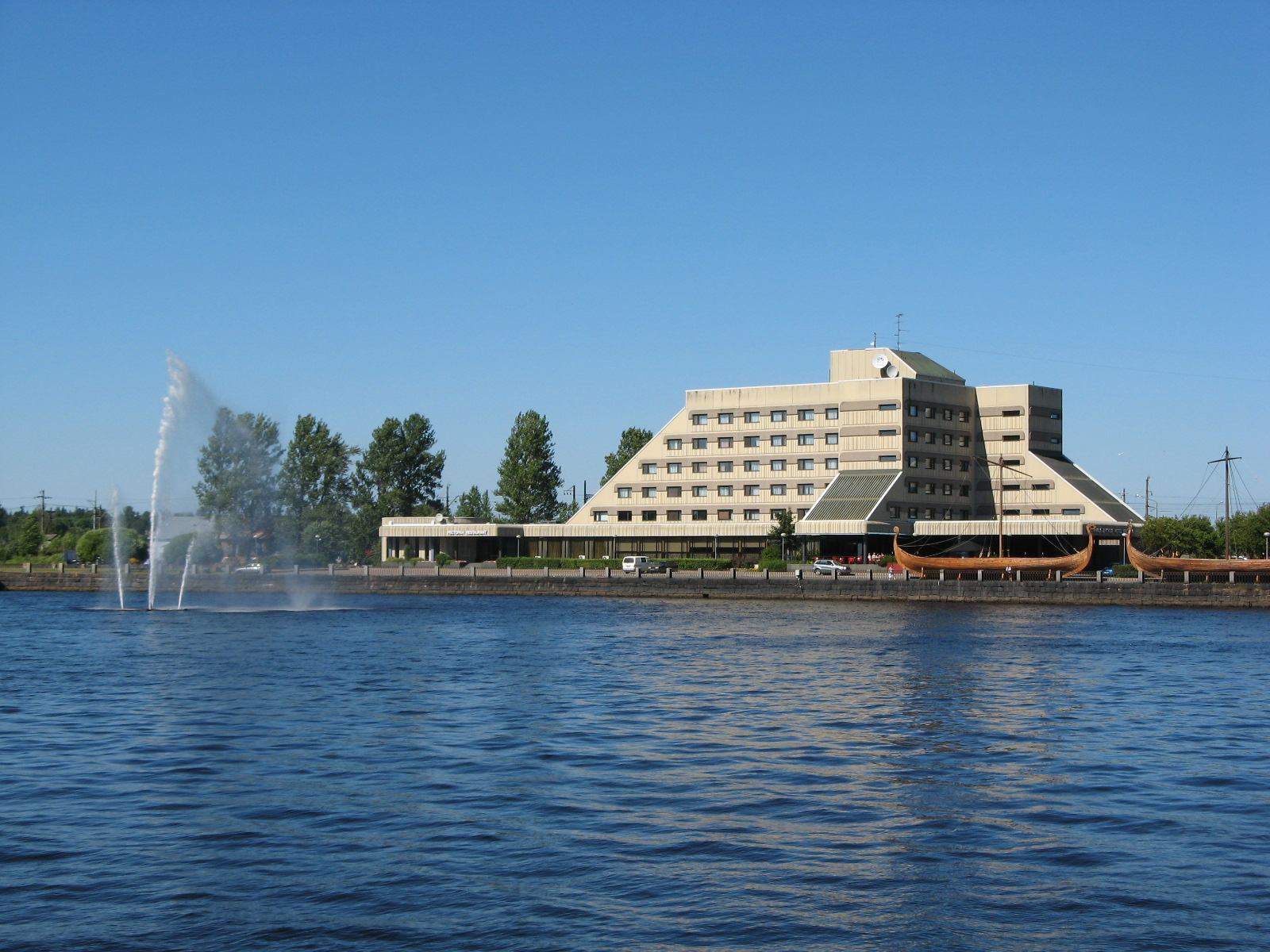
Гостиница «Дружба» (1982 год) и Выборгские драккары (1985 год), фото 2010 года
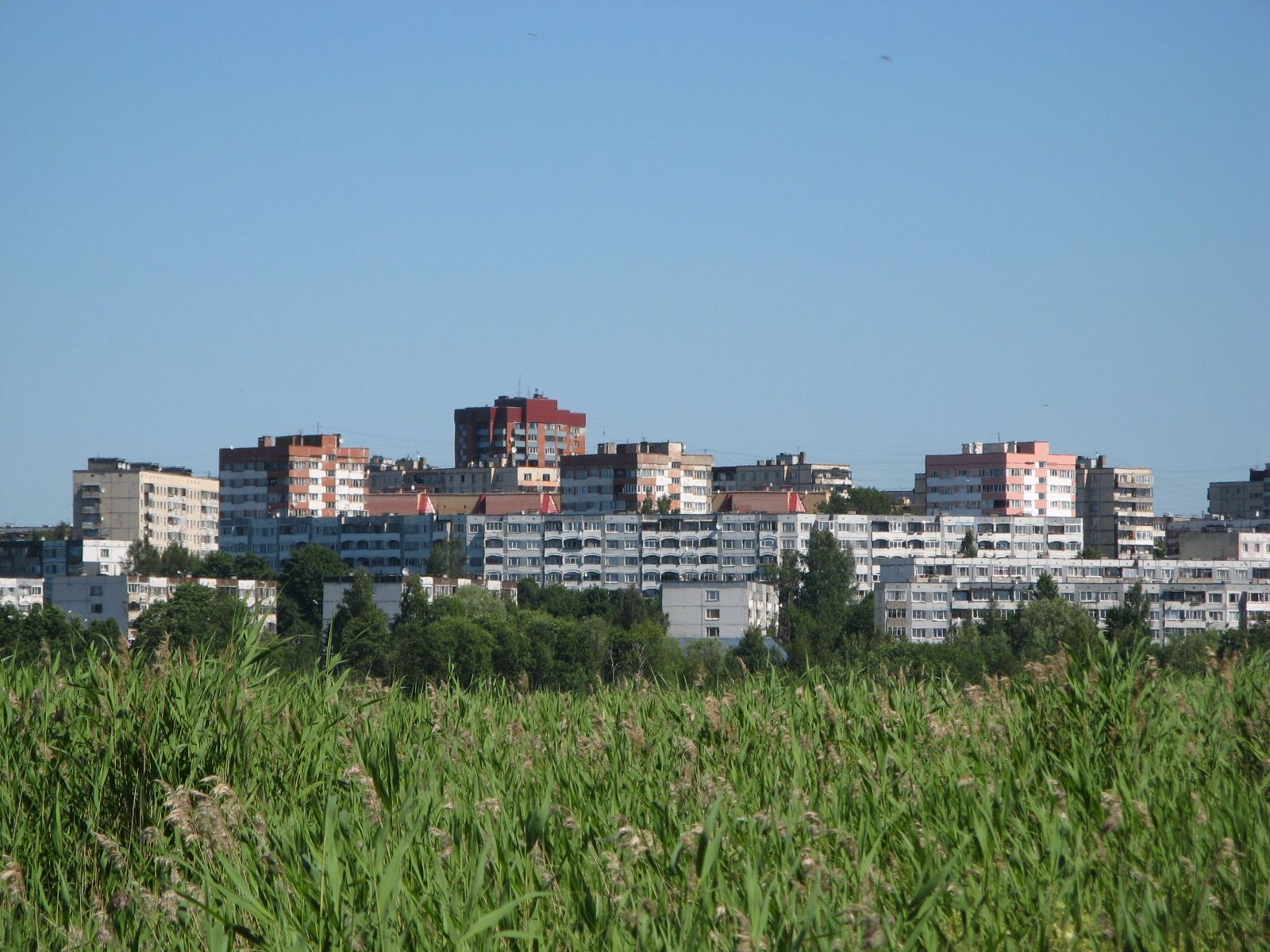
Жилые дома советского периода постройки на юго-восточной окраине Выборга, фото 2010 года

C 1970-х годов в городе начались активные археологические раскопки, большее внимание уделялось сохранению и реставрации старого фонда. В 1982 году в Выборге основан ленинградский областной театр драмы и кукол «Святая крепость», созданы многочисленные музыкальные ансамбли, объединения художников, другие творческие объединения. В 1988 году принято решение правительства РСФСР об организации музея-заповедника «Парк Монрепо». Летом того же года в городе был проведён скульптурный симпозиум, результатом которого стало появление Сада скульптуры.
С конца 1950-х годов идёт последовательное увеличение числа туристов, приезжающих в Выборг, в том числе иностранных, из республики Финляндия.

### Период Российской Федерации (с 1991 года)
Перестроечное время знаменует для города новую эпоху — граница с Финляндией открылась, приграничная торговля стала новым источником доходов для жителей. В 1990-х годах значительная часть городских предприятий остановилась из-за банкротства, однако в то же время открылось много новых предприятий и иностранные инвестиции. Выборг развивается как туристический центр: число посетивших город туристов растёт с 400 тыс. в 1994 году до 600 тыс. в 1996 году. Открываются объекты соответствующей инфраструктуры: несколько десятков туристических фирм, гостиниц, много пунктов общественного питания.
В августе 1993 года в Выборге проходили торжества, посвящённые 700-летию основания города. Тогда же прошёл первый кинофестиваль «Окно в Европу», одним из инициаторов проведения которого стал С. И. Ростоцкий, удостоенный звания почётного гражданина Выборга. В 1999 году выборгская библиотека Алвара Аалто была включена ЮНЕСКО в список «100 памятников мировой культуры, нуждающихся в особом внимании в 2000 году».
В 1996 году население города достигло официально зафиксированного максимума — 81 200 человек. В городе открыли свои представительства более сорока религиозных конфессий. К Выборгу вновь начинает возвращаться звание перекрёстка национальных и духовных культур. Развиваются связи с городами Финляндии, Норвегии, Швеции, Китая.
В 1990-х годах в исторической части города отстроено заново несколько зданий, разрушенных во время войны. В начале—середине 2000-х годов был реконструирован ряд заброшенных зданий, построены новые (в основном это торговые центры и элитное жильё). Появилось большое количество супермаркетов и универсамов.
Однако общий экономический упадок в России 1990-х годов оказал значительное влияние и на ситуацию в Выборге. Город затронули такие общегосударственные проблемы, как снижение уровня жизни населения, рост преступности, коммунальные проблемы. Ветхость здания стала одной из причин обрушения 9 октября 2006 года жилого дома по Железнодорожной улице, 11, под обломками которого погибло семь человек.
Вместе с тем, с экономическим ростом в 2000-е годы некоторые отрицательные последствия предыдущего периода были преодолены. В 2007 году по итогам всероссийского конкурса «Самый благоустроенный город России» Выборг занял второе место среди городов с населением до 100 тыс. жителей.

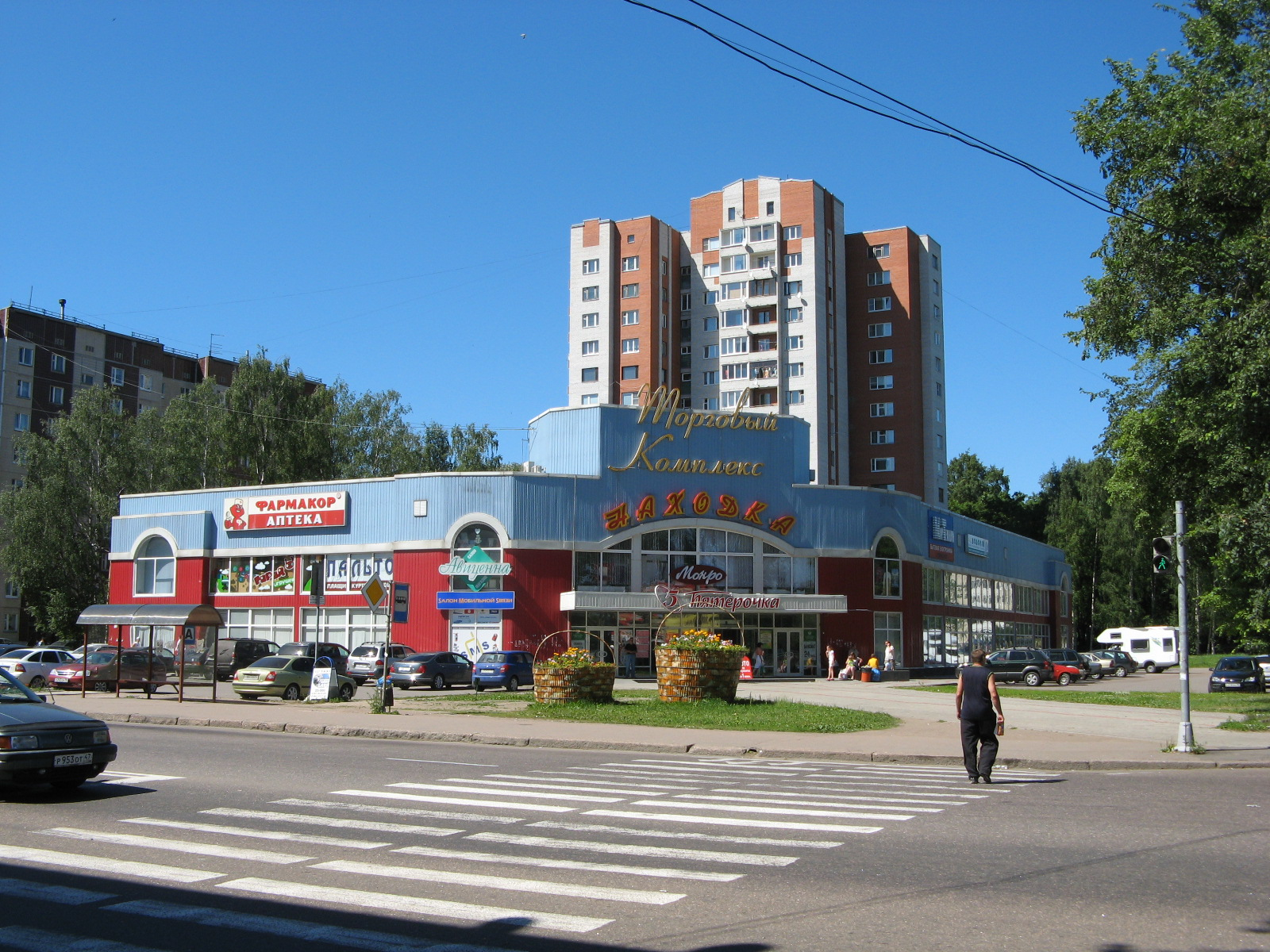
Торговый комплекс «Находка» на Ленинградском шоссе
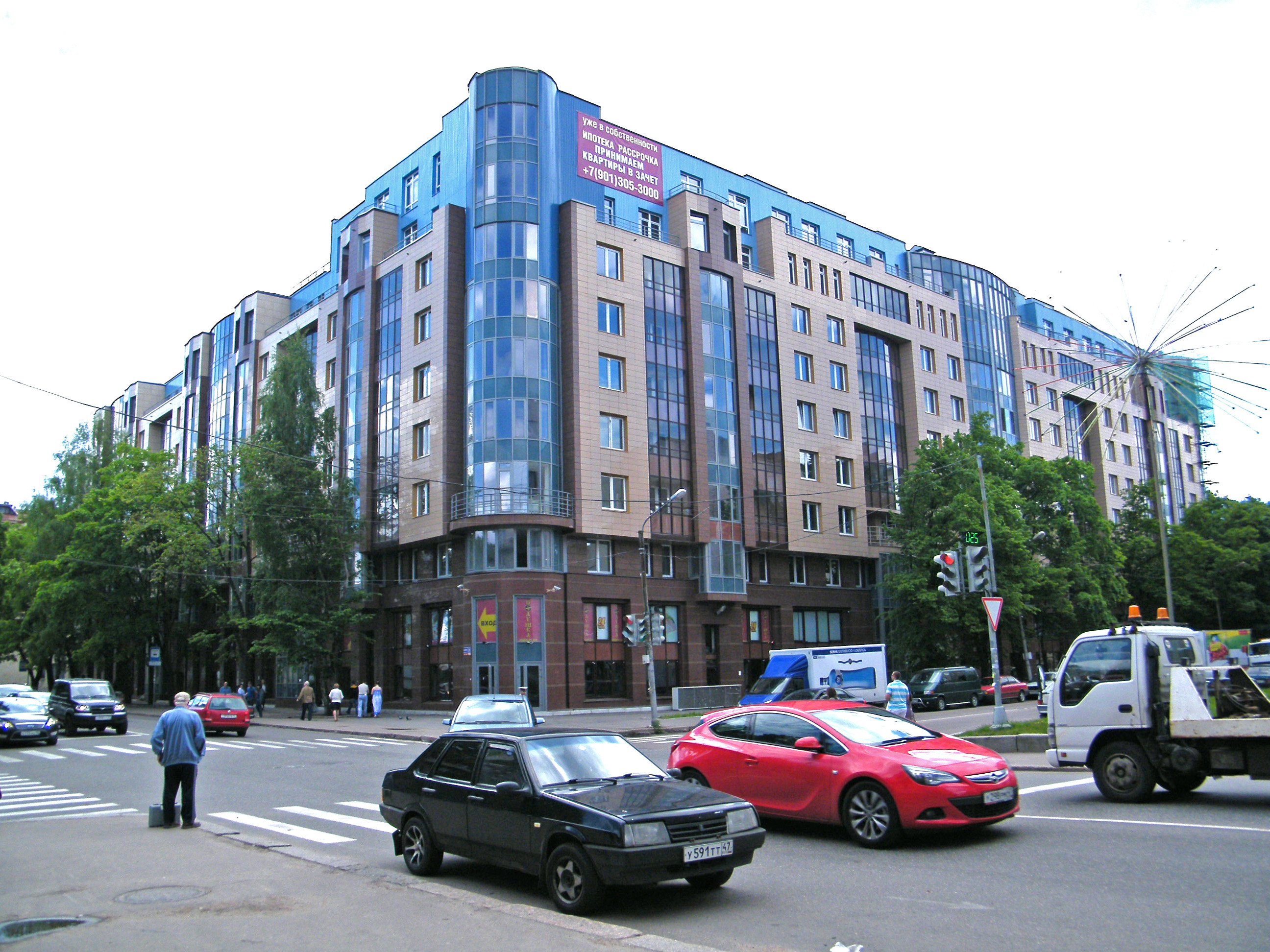
Жилой комплекс «Магирус»
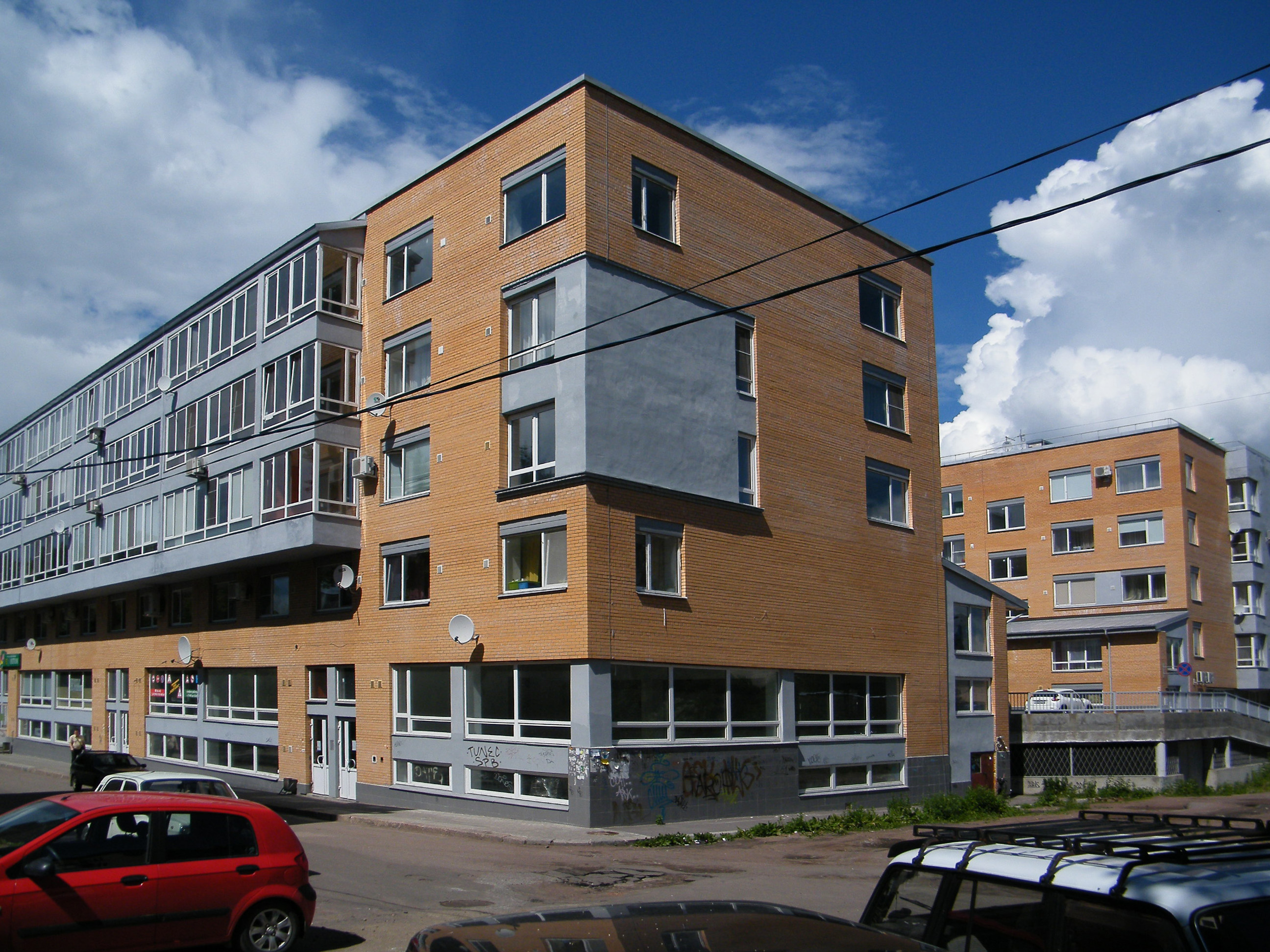
Жилое здание на улице Некрасова
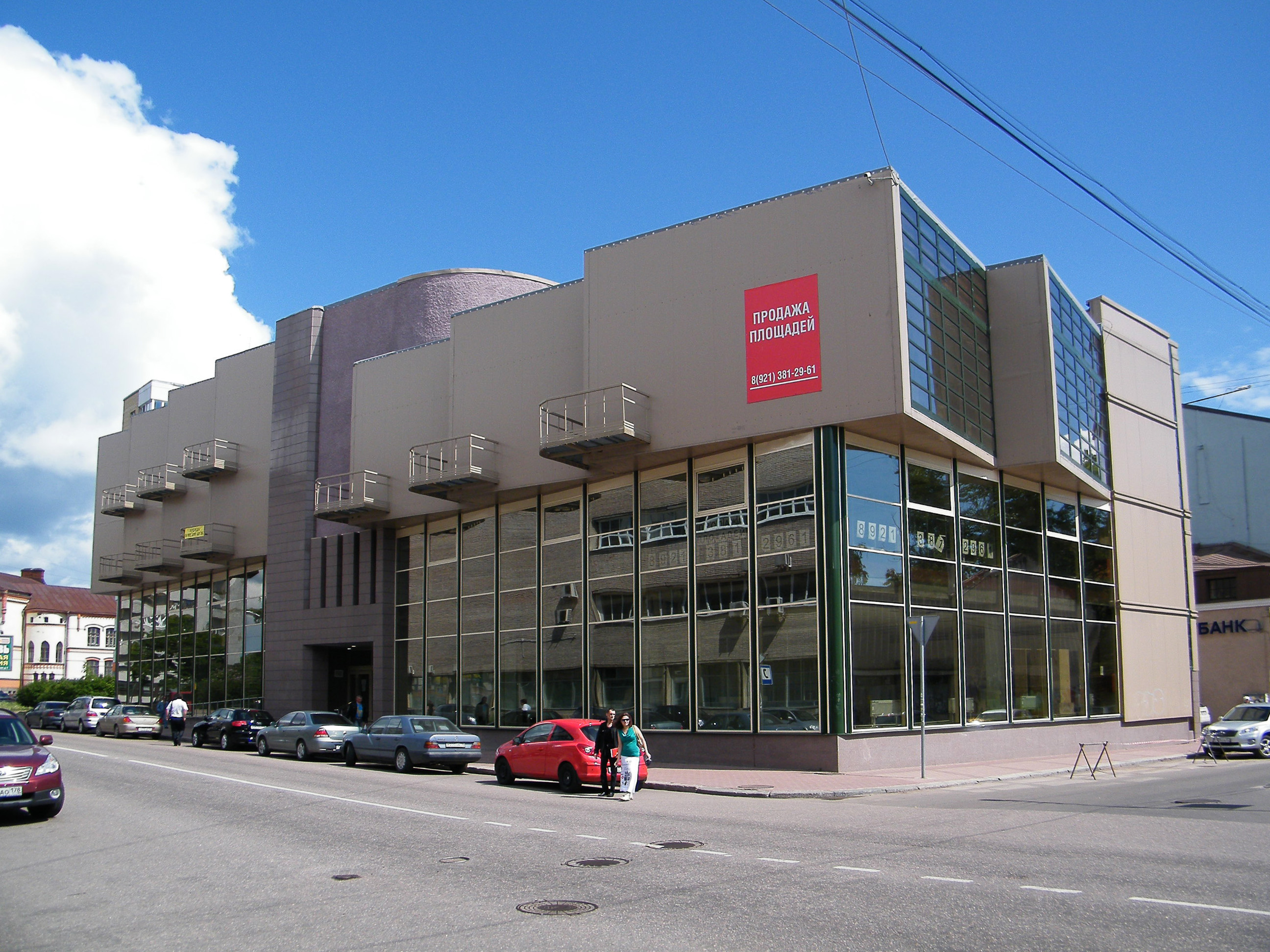
Торговый центр «Атриум»
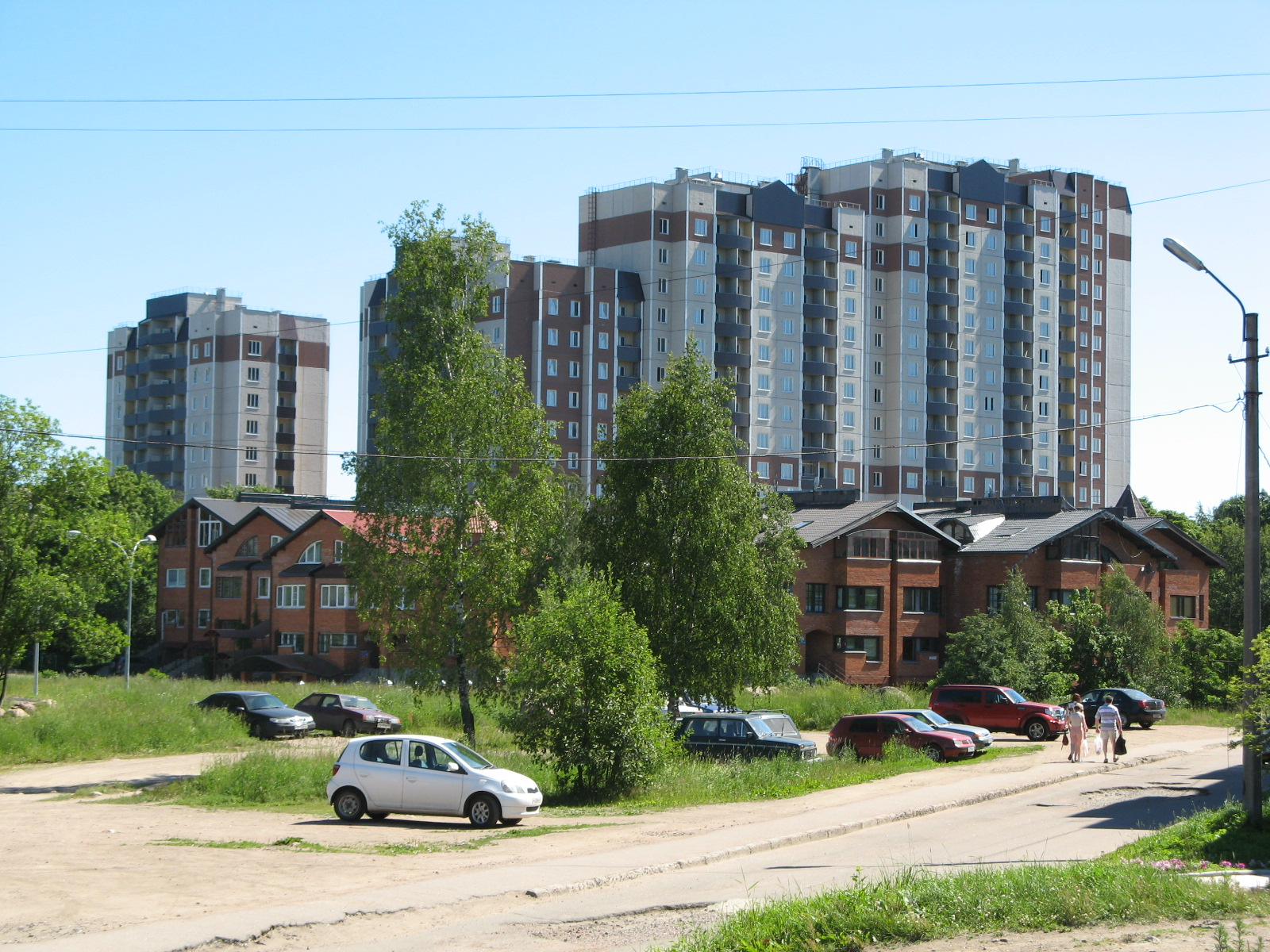
Жилой комплекс «Сайма» (на заднем плане)

1 августа 2009 года Выборг стал центром праздника, посвящённого 82-й годовщине образования Ленинградской области, а 4 августа 2018 года — 91 годовщине.
25 марта 2010 года Указом Президента Российской Федерации Дмитрия Медведева Выборгу присвоено почётное звание Российской Федерации «Город воинской славы». С этого времени началась комплексная реставрация города, получившего статус исторического поселения. Восстановление объектов культурного наследия ведётся в рамках нескольких федеральных и региональных программ.
В рамках городского благоустройства появляются новые малые архитектурные формы. Так, 19 июня 2010 года на Петровской площади был установлен памятник Фёдору Апраксину. В мае 2013 года в городе открыли отремонтированный фонтан со скульптурой медведя напротив собора Петра и Павла. Популярной достопримечательностью стал и памятник Выборгскому трамваю, открытый третьего августа 2018 года.
При этом в апреле 2013 года был снесён исторический квартал зданий. По этому поводу 11 мая был проведён митинг за сохранение объектов культурного наследия.
В 2014 году была разработана концепция сохранения исторической части Выборга, предусматривающая комплексный подход к сохранению сложной исторической среды средневекового города с ориентацией на воссоздание городского ландшафта по состоянию на 1939 год, сохранение исторической функции зданий и сооружений с приспособлением их к современному использованию. В соответствии с ней осуществляется реставрация памятников истории и архитектуры.

## Физико-географическая характеристика

### Географическое положение

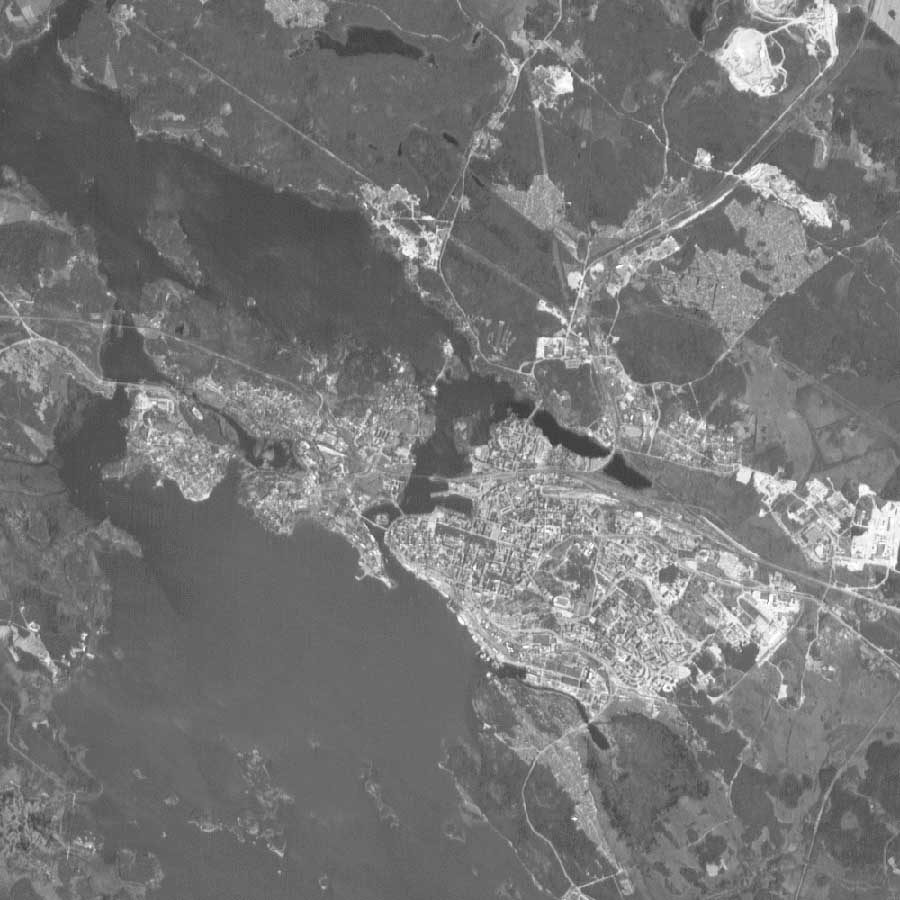
Вид города из космоса

Выборг расположен на западе Карельского перешейка в 174 км от Санкт-Петербурга, в 30—50 км к востоку от границы с Финляндией. Географические координаты: 60°42′33″ с. ш. 28°44′39″ в. д.. Максимальная высота над уровнем моря — 51 м.
Граничит:
- на севере — с Каменногорским городским поселением,
- на востоке — с Гончаровским сельским поселением,
- на юге — с Советским городским поселением,
- на западе — с Селезнёвским сельским поселением.

Территория города — 160,847 км² (112,27 км² — в пределах объездной дороги). Протяжённость поселения с юго-востока на северо-запад — около 16 км, с юго-запада на северо-восток — около 10 км.
С юго-запада город омывается водами Выборгского залива, а с севера — Защитной бухты. На территории МО «Город Выборг» насчитывается до 54 наименованных островов, крупнейшие из которых — Твердыш, Гвардейский, Черкасовский, Беличий, и до 36 наименованных водных объектов. Берега бухт и заливов изрезаны шхерами — небольшими скалистыми островками и полуостровками.
Выборг, как и вся Ленинградская область, располагается в Московском часовом поясе (MSK/MSD).

### Рельеф и геологическое строение
Город расположен на территории Выборгской низменности. Рельеф пересечённый, средняя высота над уровнем моря повышается к северу, самая высокая точка (51 м) расположена в Скандинавском микрорайоне. В центральной части города самое высокое место — Батарейная гора (33 м).

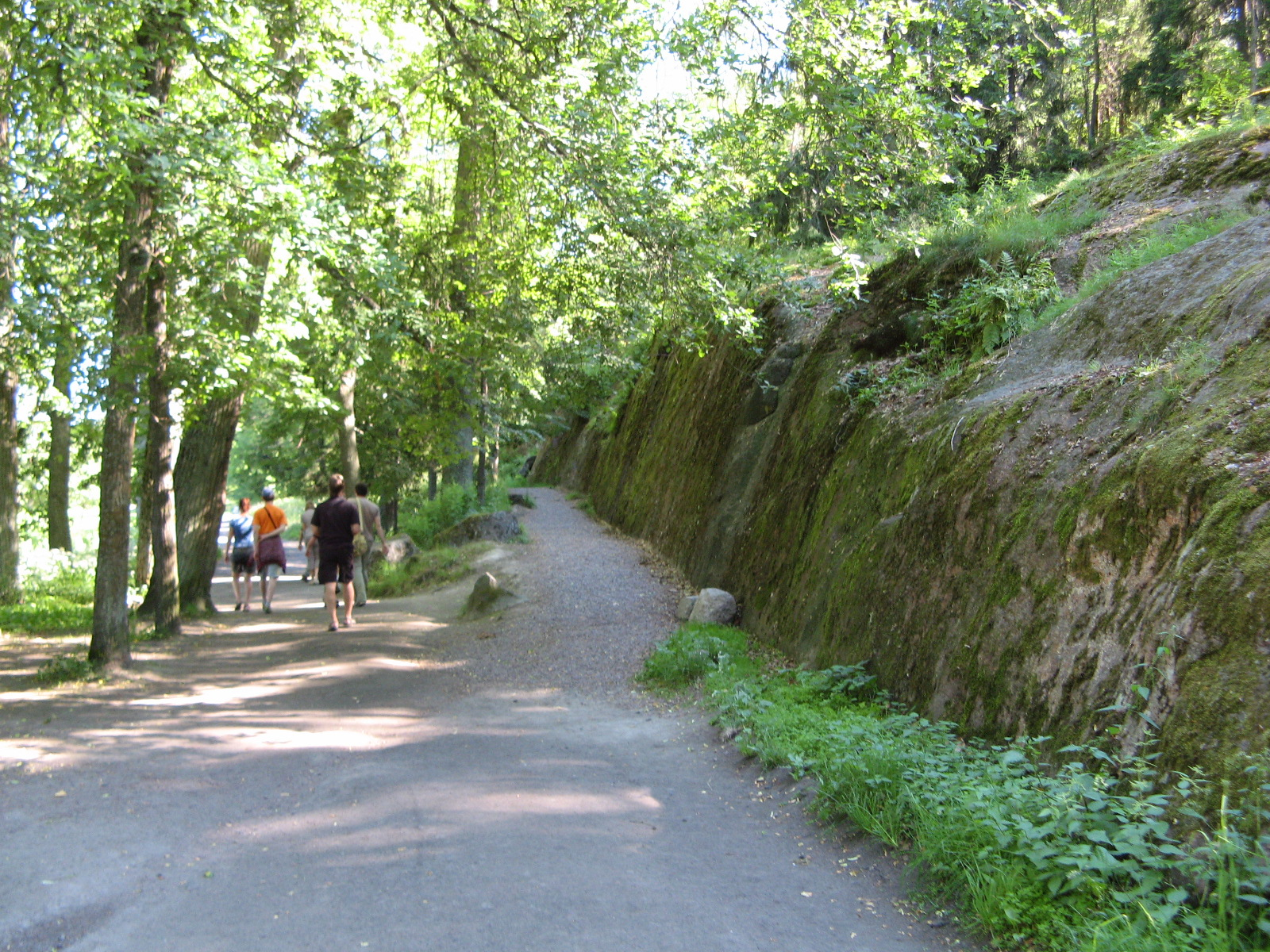
Скальные выступы в парке Монрепо

Выборг находится в пределах Балтийского щита, где близко к поверхности выходят кристаллические породы раннепротерозойского периода, преимущественно — гранит-рапакиви. Поэтому морены здесь имеют менее резкие очертания. На вершинах коренные породы обнажены, а на нижних, более пологих склонах прикрыты песчаной и супесчаной мореной с гравием, щебнем и валунами. Они покрыты озёрными и озёрно-аллювиальными отложениями четвертичного периода. Характерными ледниковыми формами рельефа являются «бараньи лбы». Берег Финского залива шхерного типа, сильно изрезанный, с множеством скалистых островов и проливов между ними. Вдоль берега протянулись песчаные террасы высотой 2—5 метров, ограниченные высокими уступами.
Вблизи города есть месторождения облицовочного камня.

### Климат
Климат города морской с переходом к континентальному. Зима умеренно мягкая, лето умеренно тёплое, что для такой географической широты объясняется влиянием Гольфстрима. При этом максимальная температура, зарегистрированная в Выборге, составляет +34,6 °C, а минимальная —36,8 градусов мороза.
Климат Выборга более холодный, чем климат расположенного на более низкой широте Санкт-Петербурга, а самый холодный месяц — февраль. Среднегодовая температура составляет +5,4 °C.
Осадков в Выборге выпадает немного больше, чем в Петербурге. Больше осадков выпадает летом, осенью и зимой, существенно меньше — весной. Годовое количество осадков — 700 мм, в зимний период выпадают преимущественно в виде снега и дождя. Среднегодовая относительная влажность воздуха — 80 %. Преобладают юго-западные ветры. Среднегодовая скорость ветра — 3,4 м/с.
Весной и летом наблюдается явление белых ночей, при максимальной долготе дня в 19 ч. 10 мин., а минимальной — 5 ч. 38 мин. Количество часов солнечного сияния — 1530 в год. В среднем дневная инсоляция на горизонтальной поверхности составляет 2,79 кВт/м².
| Показатель                          | Янв.  | Фев. | Март | Апр. | Май  | Июнь | Июль | Авг. | Сен. | Окт.  | Нояб. | Дек. | Год   |
| ----------------------------------- | ----- | ---- | ---- | ---- | ---- | ---- | ---- | ---- | ---- | ----- | ----- | ---- | ----- |
| Абсолютный максимум, °C             | 6,9   | 10,0 | 13,8 | 22,1 | 30,0 | 32,9 | 34,6 | 33,4 | 27,2 | 19,0  | 11,1  | 8,4  | 34,6  |
| Средний суточный максимум, °C       | −3,4  | −3,3 | 1,0  | 7,4  | 14,9 | 19,5 | 22,6 | 20,8 | 15,1 | 7,9   | 2,3   | −1   | 8,6   |
| Средняя температура, °C             | −6    | −6,3 | −2,6 | 3,2  | 10,4 | 15,3 | 18,5 | 16,8 | 11,6 | 5,5   | 0,4   | −3,2 | 5,4   |
| Средний суточный минимум, °C        | −8,8  | −9,5 | −6,1 | −0,4 | 6,0  | 11,3 | 14,5 | 13,1 | 8,4  | 3,2   | −1,5  | −5,4 | 2,1   |
| Абсолютный минимум, °C              | −36,8 | −34  | −29  | −20  | −5   | 0,0  | 5,8  | 0,0  | −4   | −11,4 | −19,8 | −34  | −36,8 |
| Норма осадков, мм                   | 52    | 43   | 40   | 35   | 43   | 60   | 68   | 79   | 68   | 77    | 70    | 66   | 700   |
| Температура воды, °C                | 0,0   | 0,0  | 0,1  | 2,0  | 10,3 | 16,7 | 19,7 | 18,7 | 13,5 | 7,3   | 2,0   | 0,3  | 7,6   |
| Источник: «Погода и климат» «ЕСИМО» |       |      |      |      |      |      |      |      |      |       |       |      |       |

### Почвы, растительность и животный мир
Почвы на территории города преимущественно подзолистые, бедные перегноем и отличающиеся значительной кислотностью. Основными почвообразующими породами являются пески и супеси, подстилаемые суглинками и глинами. Велико количество камней — более 500 м³/га. Среднегодовая температура земли составляет +3,8 °C. Сельскохозяйственное использование почв требует искусственного улучшения.
В городе много озеленённых территорий. Общая площадь городских парков и скверов составляет более 432 тыс. м². В центре города произрастают преимущественно лиственные породы деревьев, а на окраинах сохранились коренные еловые и сосновые леса.
Помимо обычной городской фауны — воробьёв, голубей, ворон, чаек, уток, обитающих в городских водоёмах, на лесистых окраинах Выборга можно встретить животных и птиц, обычных для лесов Карельского перешейка: зайцев, белок, лосей, кабанов, лисиц, рысей, ондатр, выдр, норок. В выборгских лесах можно встретить одного из самых необычных представителей фауны — росомаху. Особенностью животного мира Карельского перешейка является присутствие канадских бобров. В акваториях города встречаются виды рыб, характерные в целом для этой части Финского залива: щука, окунь, судак, лещ, плотва, краснопёрка и другие.

### Экологическая обстановка
В городе наблюдается повышенный уровень загрязнения атмосферного воздуха, отмечались превышения ПДК в четыре раза. Основными источниками загрязнения атмосферного воздуха являются энергетические комплексы и автотранспорт.
Высок уровень загрязнения почв, в зоне промышленных предприятий он приближается к чрезвычайно опасному. Высоко содержание тяжёлых металлов, особенно свинца и цинка.
Город находится на территории с повышенной концентрацией радона. В подвалах некоторых зданий радиационный фон превышает ПДК.

## Население
| \| 1812 \| 1841 \| 1850 \| 1870 \| 1897[77] \| 1900 \| 1924 \| 1939[78] \| 1940 \| 1944 \| 1945 \| 1946 \| 1950 \| \| -------- \| -------- \| -------- \| -------- \| -------- \| -------- \| -------- \| --------- \| --------- \| -------- \| -------- \| -------- \| -------- \| \| 2893 \| ↗4737 \| ↗8618 \| ↗13 466 \| ↗23 500 \| ↗36 800 \| ↗51 480 \| ↗74 403 \| ↘38 000 \| ↘30 000 \| ↘2500 \| ↗16 414 \| ↗35 000 \| \| 1959[79] \| 1962[77] \| 1967[77] \| 1970[80] \| 1973 \| 1976 \| 1979[81] \| 1982[82] \| 1986[77] \| 1987[83] \| 1989[84] \| 1992[77] \| 1996 \| \| ↗51 088 \| ↗57 000 \| ↗65 000 \| ↗65 188 \| ↗68 000 \| ↗71 000 \| ↗75 573 \| ↗78 000 \| ↗81 000 \| →81 000 \| ↘80 924 \| ↘80 900 \| ↗81 200 \| \| 2000[77] \| 2001[77] \| 2002[85] \| 2003[77] \| 2005[77] \| 2006[86] \| 2008 \| 2009[87] \| 2010[88] \| 2011[89] \| 2012[90] \| 2013[91] \| 2014[92] \| \| ↘79 800 \| ↘79 300 \| ↘79 224 \| ↘79 200 \| ↘78 500 \| ↘77 900 \| ↘77 595 \| ↘77 569 \| ↗79 962 \| ↗80 075 \| ↗80 653 \| ↗80 896 \| ↘80 265 \| \| 2015[93] \| 2016[94] \| 2017[95] \| 2018[96] \| 2019[97] \| 2020[98] \| 2021[99] \| 2023[100] \| 2024[101] \| 2025[2] \| \| \| \| \| ↘79 897 \| ↘79 350 \| ↘78 457 \| ↘77 400 \| ↘76 389 \| ↘75 355 \| ↘72 530 \| ↘71 772 \| ↘71 279 \| ↘70 443 \| \| \| \| 10 000 20 000 30 000 40 000 50 000 60 000 70 000 80 000 90 000 1870 1940 1959 1976 1989 2002 2009 2014 2019 2025 |         |         |         |         |         |         |         |         |         |         |         |         |
| 1812 | 1841    | 1850    | 1870    | 1897    | 1900    | 1924    | 1939    | 1940    | 1944    | 1945    | 1946    | 1950    |
| 2893 | ↗4737   | ↗8618   | ↗13 466 | ↗23 500 | ↗36 800 | ↗51 480 | ↗74 403 | ↘38 000 | ↘30 000 | ↘2500   | ↗16 414 | ↗35 000 |
| 1959 | 1962    | 1967    | 1970    | 1973    | 1976    | 1979    | 1982    | 1986    | 1987    | 1989    | 1992    | 1996    |
| ↗51 088 | ↗57 000 | ↗65 000 | ↗65 188 | ↗68 000 | ↗71 000 | ↗75 573 | ↗78 000 | ↗81 000 | →81 000 | ↘80 924 | ↘80 900 | ↗81 200 |
| 2000 | 2001    | 2002    | 2003    | 2005    | 2006    | 2008    | 2009    | 2010    | 2011    | 2012    | 2013    | 2014    |
| ↘79 800 | ↘79 300 | ↘79 224 | ↘79 200 | ↘78 500 | ↘77 900 | ↘77 595 | ↘77 569 | ↗79 962 | ↗80 075 | ↗80 653 | ↗80 896 | ↘80 265 |
| 2015 | 2016    | 2017    | 2018    | 2019    | 2020    | 2021    | 2023    | 2024    | 2025    |         |         |         |
| ↘79 897 | ↘79 350 | ↘78 457 | ↘77 400 | ↘76 389 | ↘75 355 | ↘72 530 | ↘71 772 | ↘71 279 | ↘70 443 |         |         |         |

На 1 января 2025 года по численности населения город находился на 230-м месте из 1124 городов Российской Федерации.

Городской пляж в 1930-х годах

После присвоения в 1403 году статуса города Выборг развивается как крупный торговый центр. В городе увеличивается число богатых переселенцев из Любека, Гамбурга, Бремена и других ганзейских городов. Под влиянием этого факта с XVI века в быту горожан стали преобладать немецкие обычаи, сохранявшиеся до середины XIX века, хотя немцы не были самой многочисленной диаспорой города. К примеру, в 1812 году в Выборге проживало 2893 человека, немцев было 362, в основном купцов, шведов — 412, русских — 846, финнов — 1273. Со времён взятия Выборга русскими войсками значительную часть населения города составлял военный гарнизон (более 8 % в 1870 году). К концу XIX века подавляющее большинство городского населения составляли финны, однако в городе наблюдалась наибольшая концентрация русских в дореволюционной Финляндии.
В 1939 году Выборг являлся вторым по населению городом в Финляндии (74,4 тыс. жителей). Во время Советско-финляндской войны в 1939—1940 годах население города в полном составе эвакуировалось в центральные районы Финляндии, восточная часть финской Карелии вместе с Выборгом перешла к СССР и была заселена семьями из РСФСР, БССР и УССР. В 1941 году, после наступления финской армии, Выборг вновь оказался под юрисдикцией Финляндии, а советские переселенцы были эвакуированы в Ленинград. В Выборг возвращается часть эвакуированных финских жителей, однако их планы по восстановлению города в составе Финляндии так и остаются неосуществлёнными. В 1944 году, после наступательной операции на Карельском перешейке, Выборг вновь заняли советские войска, и началось его новое заселение.
Демографическая ситуация характеризуется естественной убылью населения. В 2011 году родилось 755 человек, а умерло — 1184. Однако в то же время наблюдается миграционный прирост: прибыло в город 1235 человек, покинули город 607 человек.
Экономически активное население составляет 42 600 человек. Уровень безработицы составляет 0,28 %. Имеет место превышение числа вакансий над числом безработных.
Возрастная структура населения (2011):
- дети до 18 лет — 17,4 %;
- экономически активное население — 54,4 %;
- неработающее население — 1,2 %;
- пенсионеры — 27,0 %[106].

Половой состав населения (2002):
- мужчины — 46,1 %;
- женщины — 53,9 %.

| Перепись | Перепись | русские | украинцы | белорусы | татары | азербайджанцы | евреи | чуваши | прочие | Всего  |
| -------- | -------- | ------- | -------- | -------- | ------ | ------------- | ----- | ------ | ------ | ------ |
| 1959     | число    | 47 063  | 1602     | 943      | 165    | …             | 587   | …      | 728    | 51 088 |
| 1959     | %        | 92,1    | 3,1      | 1,8      | 0,3    | …             | 1,1   | …      | 1,4    | 100    |
|          |          |         |          |          |        |               |       |        |        |        |
| 1989     | число    | 73 607  | 2883     | 1664     | 378    | 128           | 304   | 139    | 1671   | 80 774 |
| 1989     | %        | 91,1    | 3,6      | 2,1      | 0,5    | 0,2           | 0,4   | 0,2    | 2,1    | 100    |
|          |          |         |          |          |        |               |       |        |        |        |
| 2002     | число    | 71 476  | 1879     | 1055     | 408    | 155           | 125   | 101    | 4025   | 79 224 |
| 2002     | %        | 90,2    | 2,4      | 1,3      | 0,5    | 0,2           | 0,2   | 0,1    | 5,1    | 100    |

## Символика
С получением прав города в 1403 году Выборг получил и первую городскую печать. На ней изображалась литера W под тремя коронами (гласный герб). На печати 1448 года литера и короны уже разнесены в разные части щита.
После занятия города русскими войсками в 1710 году на их военных знамёнах с 1712 года эмблемой Выборга был слон, идущий влево от зрителя. Однако он не смог вытеснить старый шведский герб. В знамённом гербовнике 1729—1730 годов герб для знамён Выборгского полка описывался следующим образом:
По старому, какой прислан из Выборга: на лазуревом поле внизу литера W, поперёк полоса золотая, под нею три короны, а сверху два ангела с крыльями, в одеянии красном, крылья у одного лазуревые, а у другого жёлтые.
Официальный герб Выборга утверждён Екатериной II 4 октября 1788 года: «Щит разделён на две части: в верхней в красном поле три золотые короны, в нижней в голубом поле золотая литера W; над щитом два ангела».
В 1812 году герб Выборга было решено сделать гербом Выборгской губернии. В связи с этим был разработан новый городской герб. 2 октября 1817 года императором был утверждён такой герб для Выборга: в голубом поле двухбашенная Выборгская крепость, на её правой большей башне флагшток и флаг, над крепостью золотая литера W. Над щитом каменная корона.
В период геральдической реформы Кёне был разработан проект на основе первого варианта герба Выборга. Этот проект не был утверждён официально.
В советское время был составлен проект герба Выборга. В центре композиции портовый кран. Выпускались значки с таким гербом, но официально он не утверждался.
Решениями городских властей от 28 ноября 1994 года и 28 марта 2006 года был восстановлен исторический герб Выборга.

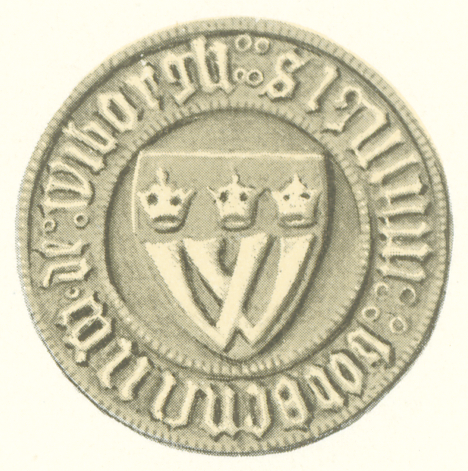
Городская печать XV века
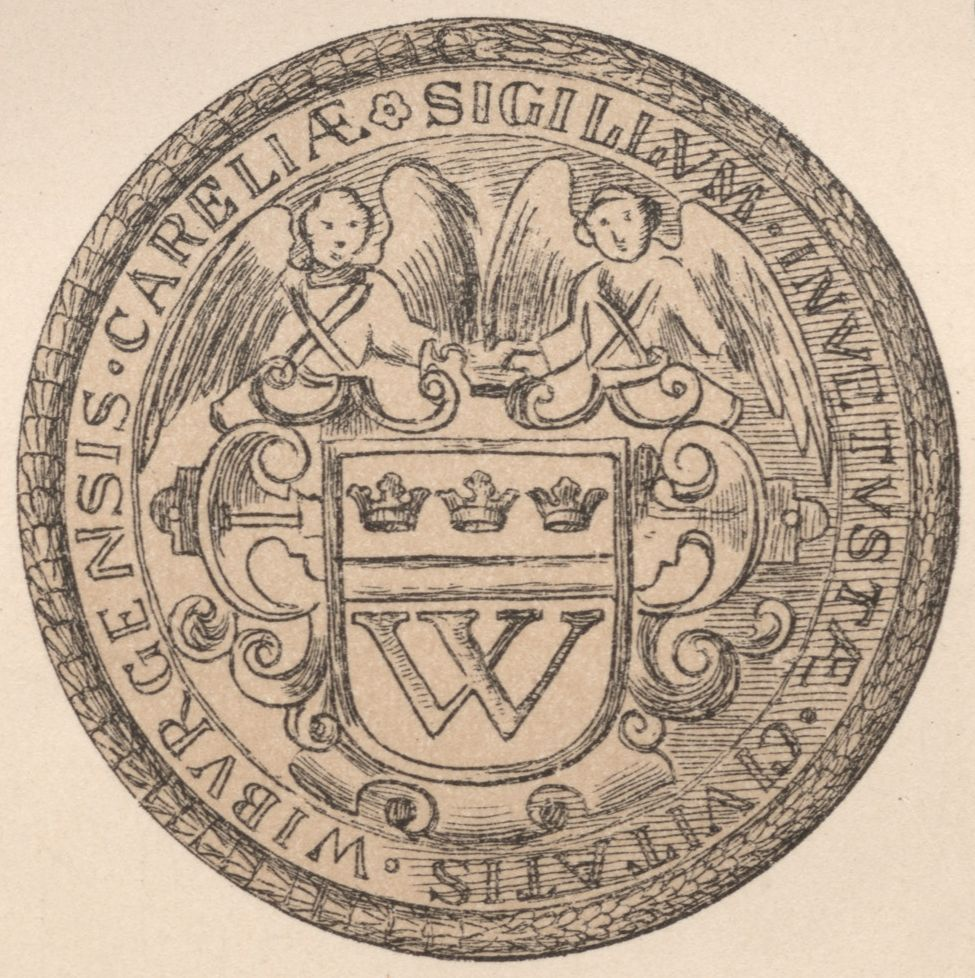
Городская печать XVIII века
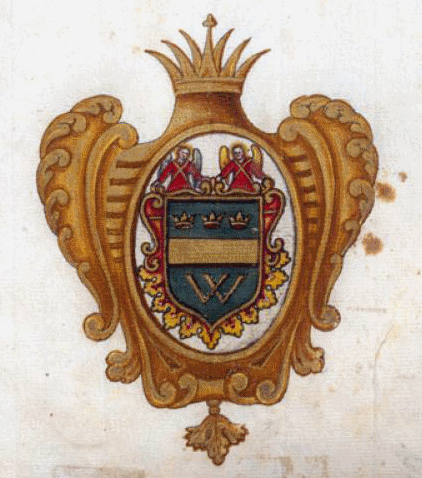
Герб в знамённом гербовнике 1729—1730 годов
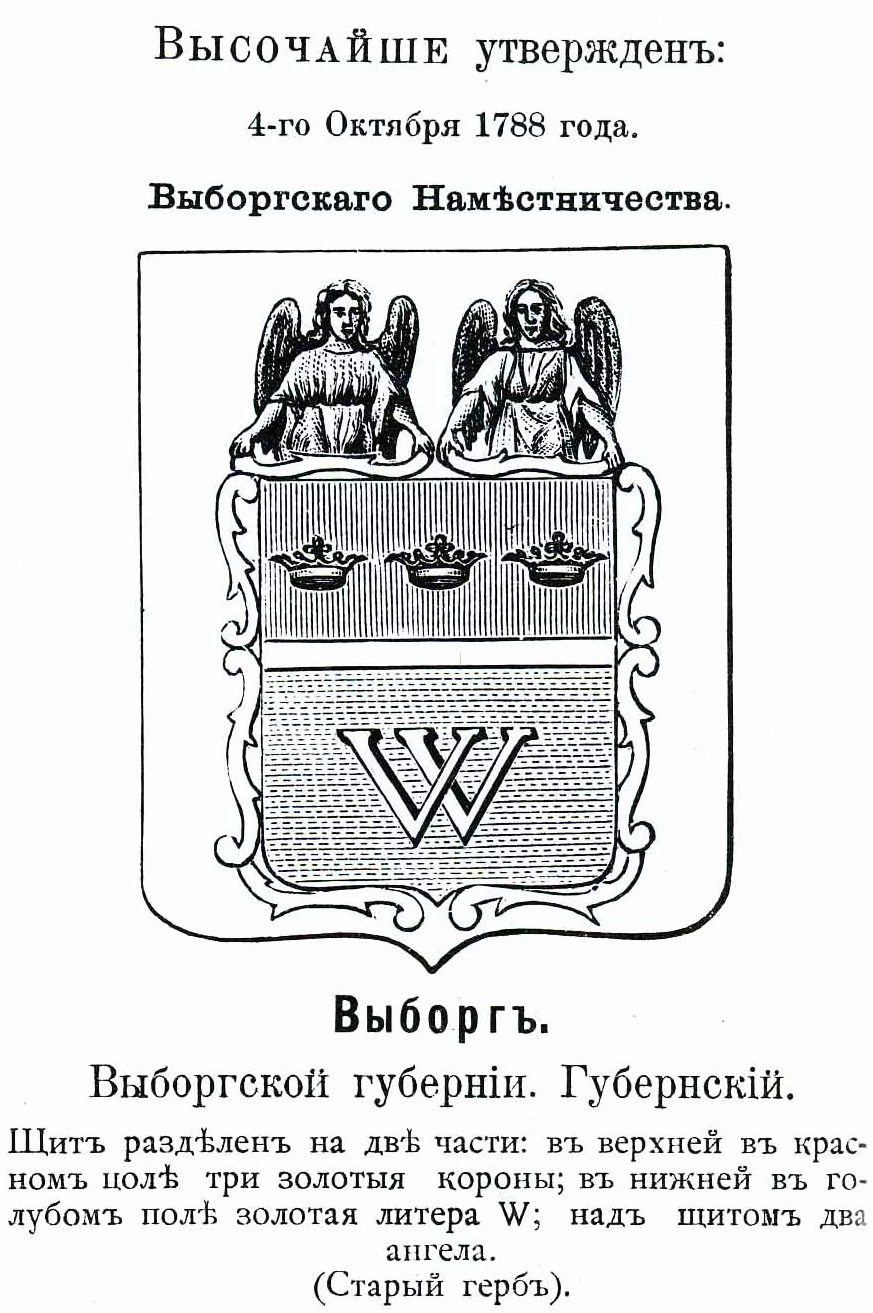
Герб, утверждённый в 1788 году
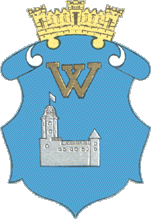
Герб, утверждённый в 1817 году
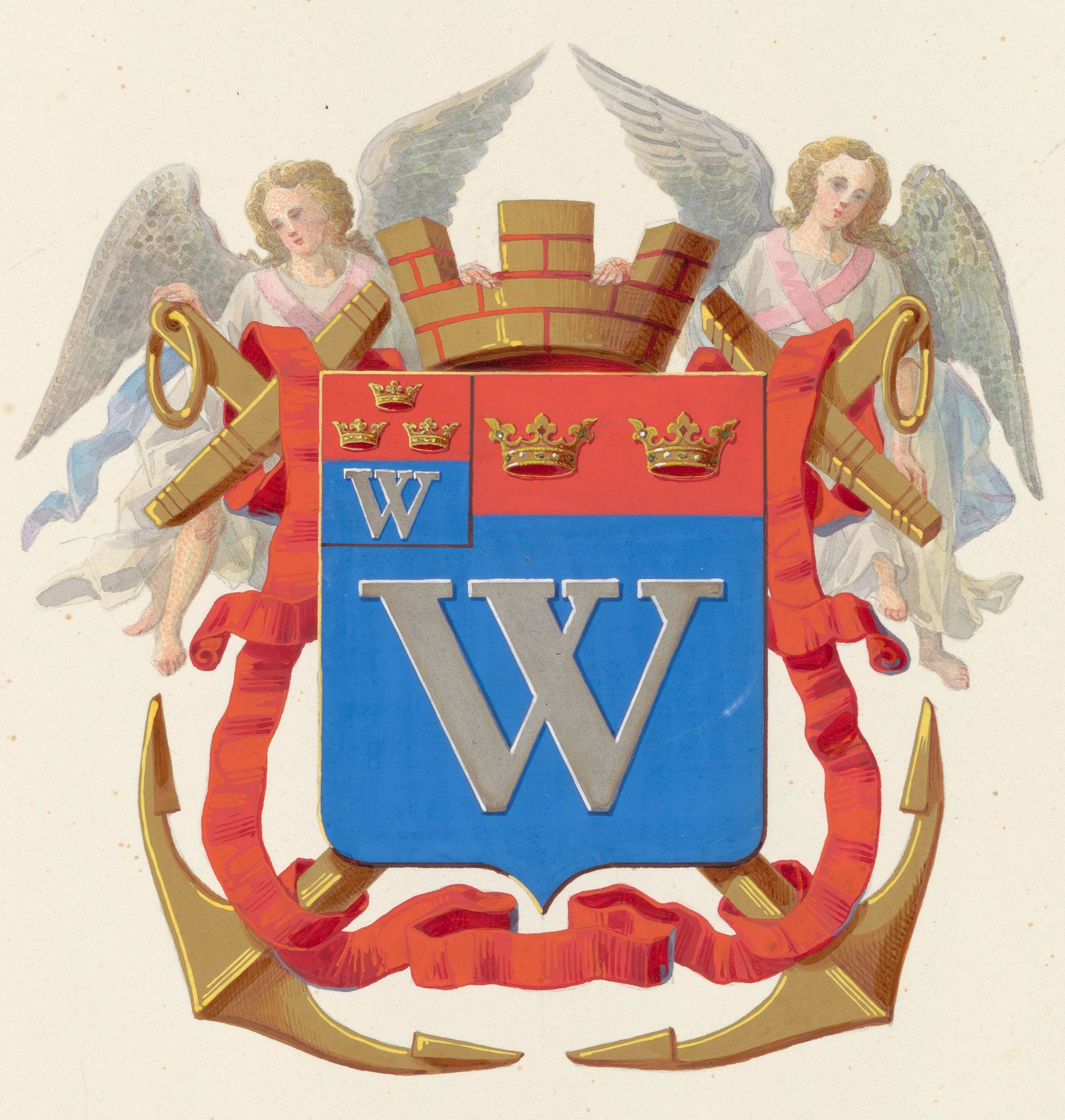
Проект герба, разработанный Б.В. Кёне
Современный герб

Город также имеет флаг, представляющий собой прямоугольное полотнище с соотношением сторон 2:3, дублирующее изображение герба.
Флаг Выборга утверждён 28 марта 2006 года, одновременно с гербом города.
Нередко в различных сферах используются и неофициальные символы города. Чаще всего это различные изображения Выборгского замка, в особенности башни Святого Олафа. К символам города относят и выборгский крендель, от которого Выборг получил прозвище «Крендельный город». Он изображён на эмблеме землячества выходцев из Выборга в Финляндии. Часто в качестве символа города используют литеру W, в отличие от герба, без других деталей. Такой «символ» в конце 2006 года был установлен на площади перед железнодорожным вокзалом.

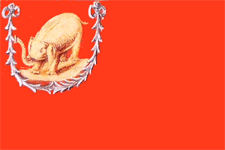
Знамя Выборгского полка в XVIII веке
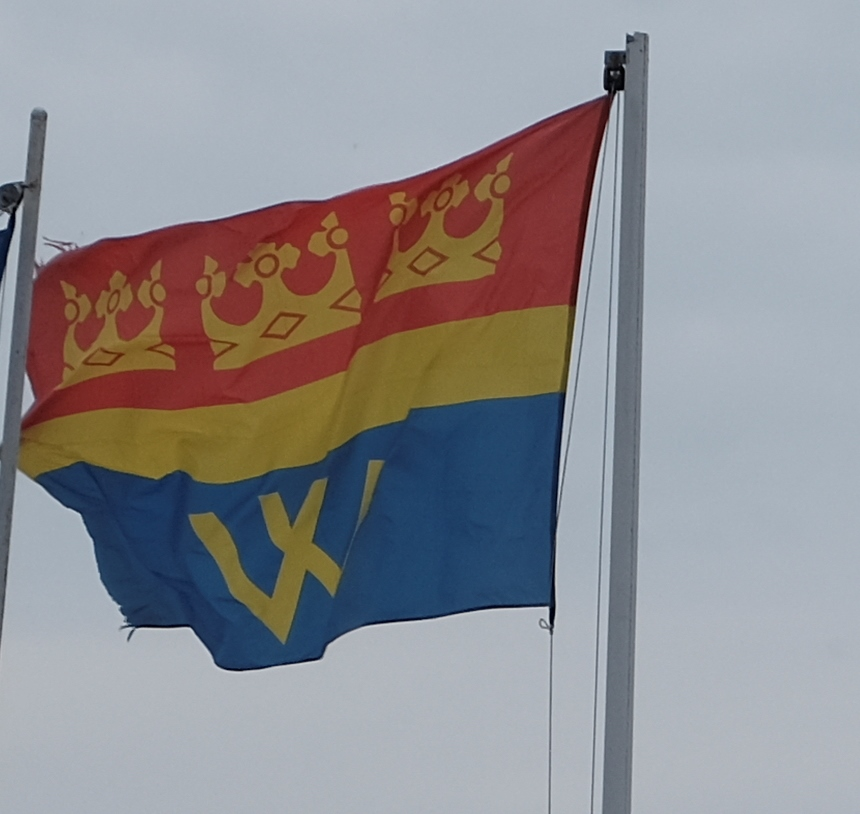
Современный флаг Выборга
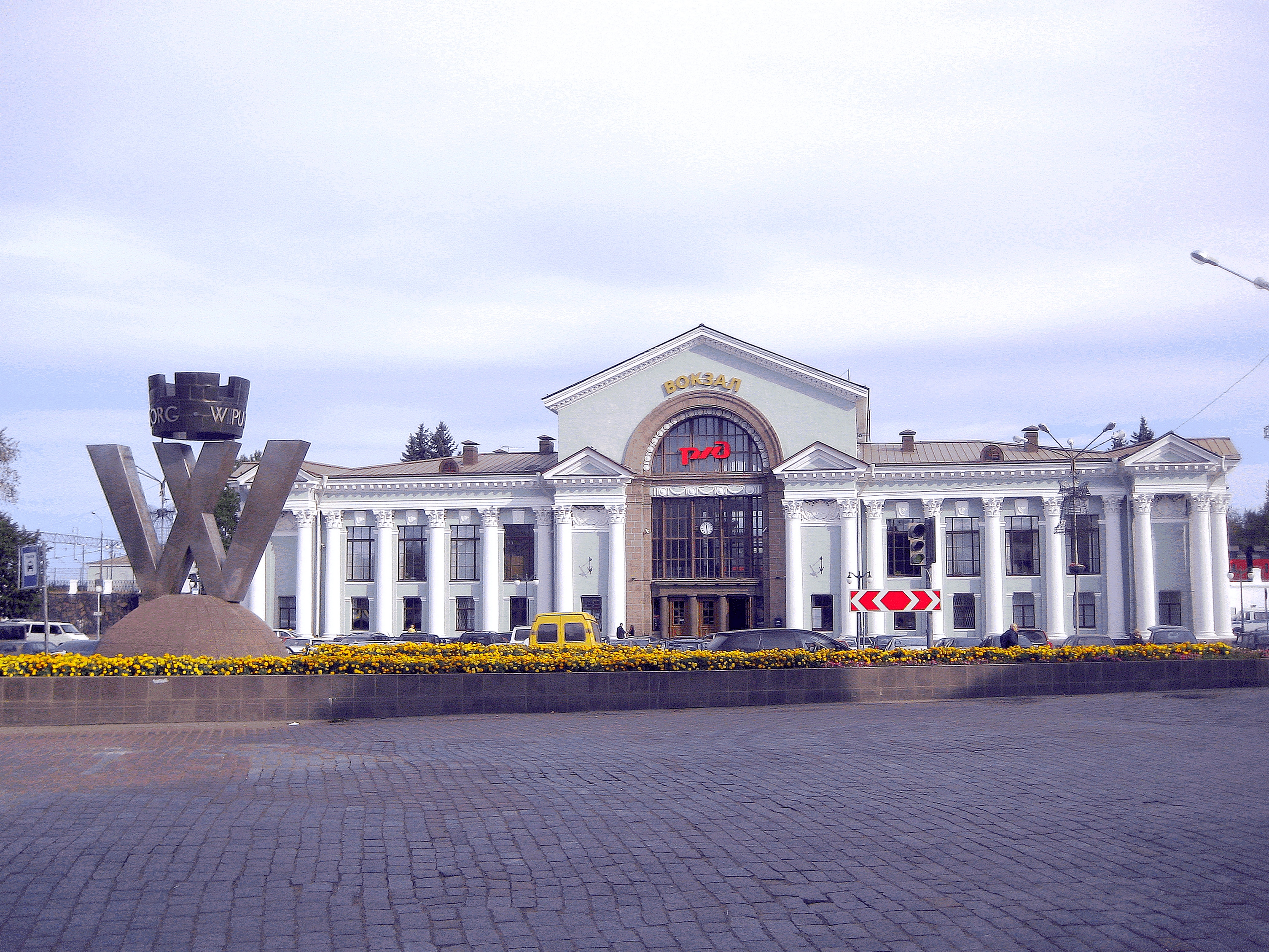
«Памятный знак городу Выборгу» работы В. А. Димова
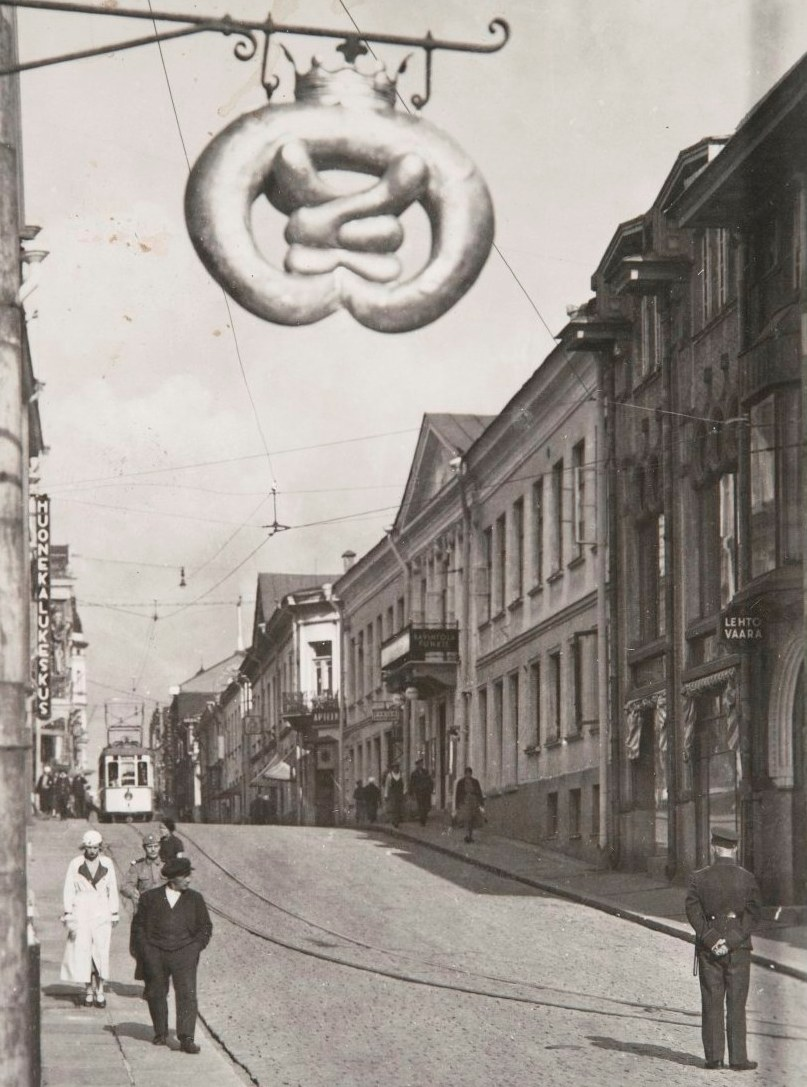
Выборгский крендель на вывеске
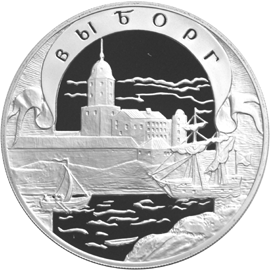
Монета в 3 рубля из цикла «Историческая серия: Окно в Европу», 2003 год
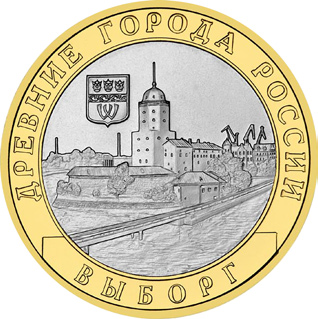
Монета в 10 рублей из цикла «Древние города России», 2009 год
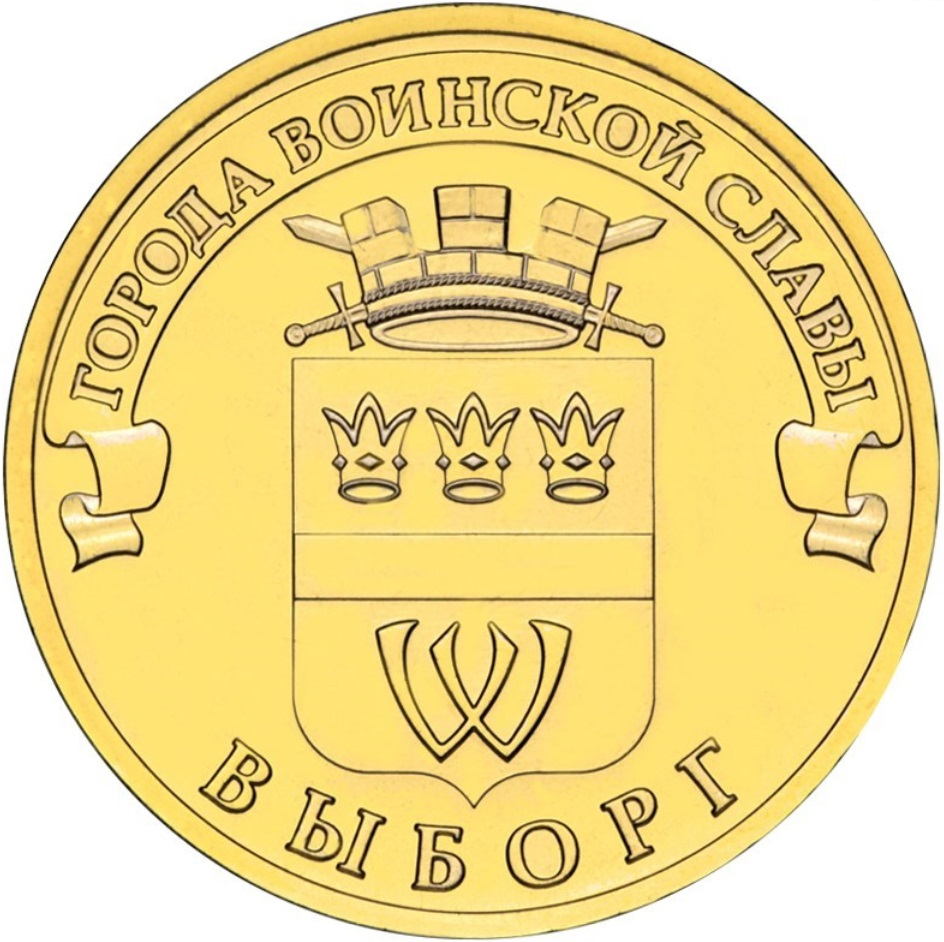
Монета в 10 рублей из цикла «Города воинской славы», 2014 год

Также к неофициальным символам можно отнести драккары, использовавшиеся при съёмках фильма С. Ростоцкого «И на камнях растут деревья» (в 2009 году были заменены современными копиями), скульптуру «Лось», Круглую и Часовую башни.

## Местное самоуправление

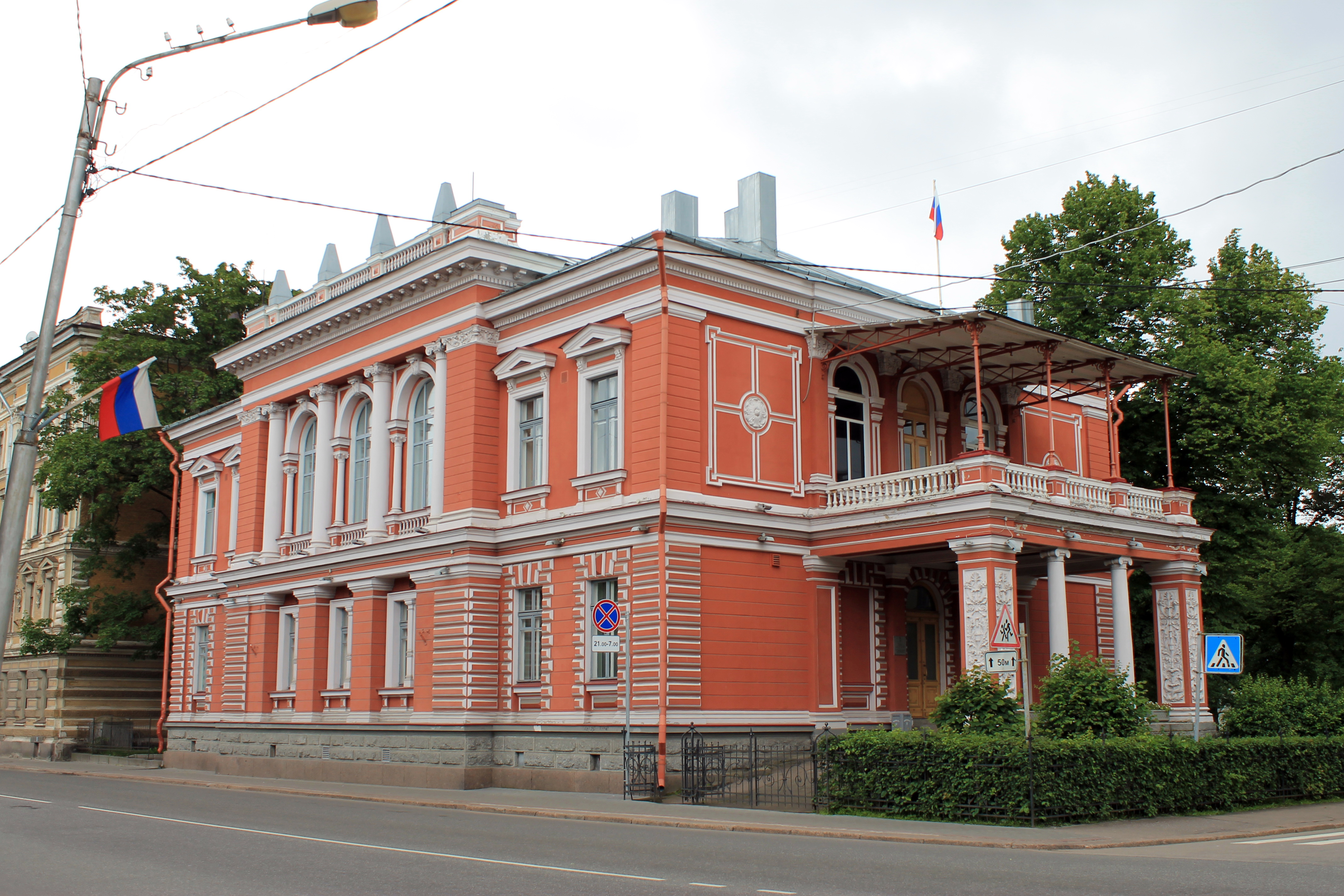
Здание городского совета депутатов

Выборг является муниципальным образованием в составе Выборгского района Ленинградской области. Его официальное наименование — муниципальное образование «Город Выборг» Выборгского района Ленинградской области, сокращённое наименование — МО «Город Выборг».
Местное самоуправление осуществляется на основании устава, который был принят решением совета депутатов Выборга от 16 июня 2010 года № 63.
Представительным органом местного самоуправления является совет депутатов. Он состоит из 20 депутатов, избираемых на муниципальных выборах по одномандатным избирательным округам сроком на пять лет. По результатам выборов 11 октября 2009 года, все 20 мест были заняты членами партии «Единая Россия». Совет депутатов возглавляет глава муниципального образования, избираемый депутатами из своего состава также сроком на пять лет. С 20 октября 2009 года им являлся Геннадий Алексеевич Орлов. С сентября 2014 года должность главы МО «Выборгский район» Ленинградской области занимает Александр Петрович Лысов. Также с сентября 2014 года Геннадий Алексеевич Орлов вступил в должность главы администрации муниципального образования «Выборгский район» Ленинградской области.
Исполнительно-распорядительным органом местного самоуправления является администрация. Её формирует и возглавляет глава администрации, который назначается по контракту, заключаемому по результатам конкурса, сроком на пять лет. Со 2 августа 2011 года им являлся Александр Александрович Буянов. 24 сентября 2014 года пост главы МО «Город Выборг» занял Александр Петрович Лысов. Его кандидатура была поддержана единогласно.

## Экономика

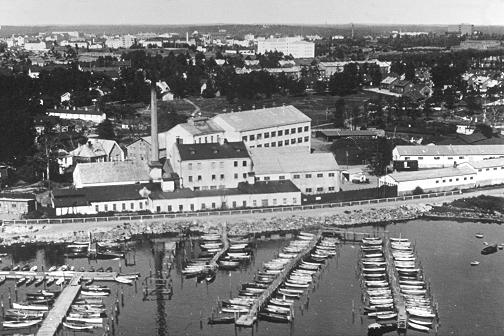
Один из старейших промышленных районов Выборга — Хави в 1930-е годы

Основанный в устье одного из рукавов Вуоксы, Выборг с самого начала развивался как торговое поселение. В городе процветала морская торговля, через Выборг экспортировалась в соседние страны значительная часть товаров Русского государства. Выборгские промышленные предприятия представляли собой, в основном, ремесленные мастерские или мелкие заведения мануфактурного типа. Развивалось гончарное, столярное, ювелирное и прочие ремёсла.
Развитие транспорта в конце XVIII века способствует быстрому развитию промышленных предприятий. В 1930-х годах Выборг с прилегающей территорией считался центром промышленности Финляндии. В 1938 году в городе действовало 38 промышленных предприятий различных отраслей.
Во время Второй мировой войны предприятиям города был нанесён значительный ущерб. Многие из них так и не были восстановлены. Открываются предприятия совершенно новых отраслей: приборостроения, производства электроинструментов и детских колясок. Значительная часть из них прекратила свою деятельность с распадом СССР. На рубеже XX—XXI веков в Выборге появляются новые предприятия, многие из них с иностранными инвестициями.
В настоящее время Выборг является крупным промышленным центром Ленинградской области. В городе расположено несколько крупных предприятий. Велика роль малого бизнеса, в сфере которого занято 47 % экономически активного населения.
Экономически активное население — 42,6 тыс. человек (55 % всего населения). Среднемесячная заработная плата в 2009 году составила 20 431,7 рублей. Самая высока заработная плата — в сфере производства неметаллических минеральных продуктов (29 016 рублей).
На 1 октября 2008 года в городе насчитывалось 6240 предприятий малого бизнеса, основными видами его деятельности являются торговля, услуги и операции с недвижимостью и сфера оказания транспортных услуг и связи.
В 2007 году предприятиями города отгружено товаров собственного производства, выполнено работ и оказано услуг на 19903 млн рублей, что на 21 % больше, чем в 2006 году.

### Промышленность
Основой экономики города является промышленность, на её долю приходится 35 % всей отгруженной продукции (почти 7 млрд рублей). Инвестиционные вложения в промышленность составили 191 млн рублей.
Средняя заработная плата на предприятиях промышленного сектора экономики за 2008 год составила 21 234,2 рубля. Самая высокая заработная плата — в сфере производства строительных материалов (в среднем 32 147 рублей).

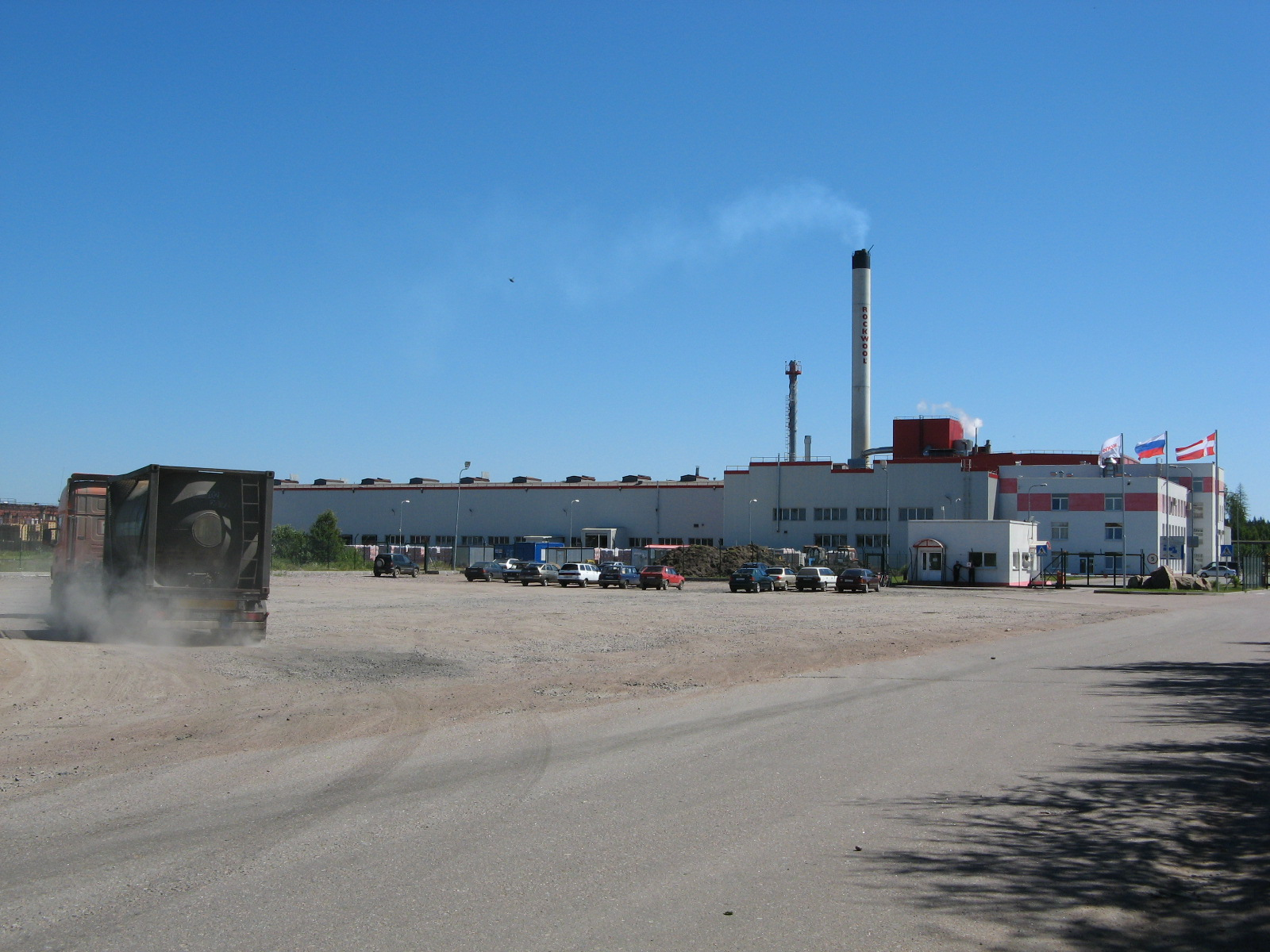
Завод «Роквул-север» в промзоне Лазаревка

Крупнейшими предприятиями города являются:
- ПАО «Выборгский судостроительный завод» — специализируется на строительстве морских платформ для освоения шельфовых запасов, судов малого и среднего тоннажа;
- ООО «Управляющая компания „Горное управление“ ПО „Возрождение“» — добыча и производство гранитных изделий;
- ЗАО «Выборгское карьероуправление» — специализируется на производстве инертных строительных материалов;
- ООО «Порт Выборгский» — специализируется, в основном, на накатных грузах;
- ООО «Роквул-север» — производство изоляционных материалов;
- ООО «Бриксли фэктори» (производство умных холодильников)[121][122];
- ОАО «Завод Пирс» — производство роликов, роликоопор, барабанов для ленточных конвейеров[123];
- ОАО «ЗАРО» — обработка тонколистного металла;
- ООО «Планета-ЭКО» — системы газоочистки и пылеудаления, промышленные пылесосы;
- ЗАО «Приборостроитель»;
- ЗАО «Трафо» — производство трансформаторов, дросселей, помехоподавляющих фильтров, жгутов, кабелей и источников питания[124];
- ЗАО «Финскор» — производство автозапчастей;
- ООО «Выборгский хлебокомбинат»[125];
- ООО «Вереск» — вафельная продукция[126];
- ООО «Малета» в составе ООО «Национальный винный терминал»[127];
- ЗАО «Онега-транс» — мясные изделия;
- ООО «ТехноНиколь-Выборг» — битумно-полимерные материалы;
- ООО «Выборгский завод строительных материалов»;
- ОАО «Выборгский оконный завод» — производство металлопластиковых окон на базе судостроительного завода[128].

### Газопровод «Северный поток»
Газопровод «Северный поток» (Nord Stream) — новый маршрут экспорта российского газа в Европу — соединяет балтийское побережье России под Выборгом с балтийским берегом Германии в районе Грайфсвальда. Протяжённость газопровода составляет 1224 км.
Обеспечивает транспортировку газа по газопроводу «Северный поток» компрессорная станция «Портовая». Она является уникальным объектом мировой газовой отрасли по суммарной мощности (366 Мвт), рабочему давлению (220 атм), расстоянию транспортировки газа (более 1200 км), а также суточному объёму осушки газа (170 млн м³). Первая и вторая очереди её строительства введены в 2011—2012 годах.

### Туризм
Существенную роль в экономике города играет туристический бизнес, связанный с приёмом гостей из России и зарубежных стран, и связанная с этим экономическая активность в сфере обслуживания. Так, в 1998 году Выборгский район посетило около 700 тыс. туристов. Самым посещаемым туристическим объектом традиционно является Выборгский замок (более 243 тыс. посещений в 2009 году). Развитию туризма способствует включение Выборга в межрегиональный проект «Серебряное ожерелье России».
В городе работает 18 предприятий гостиничного комплекса (15 гостиниц, два общежития и один мотель). В 2008 году ими было принято более 70 тыс. туристов. Крупнейшие гостиницы — «Дружба», «Виктория» и «Выборг». В городе свои услуги предоставляет 21 турфирма.

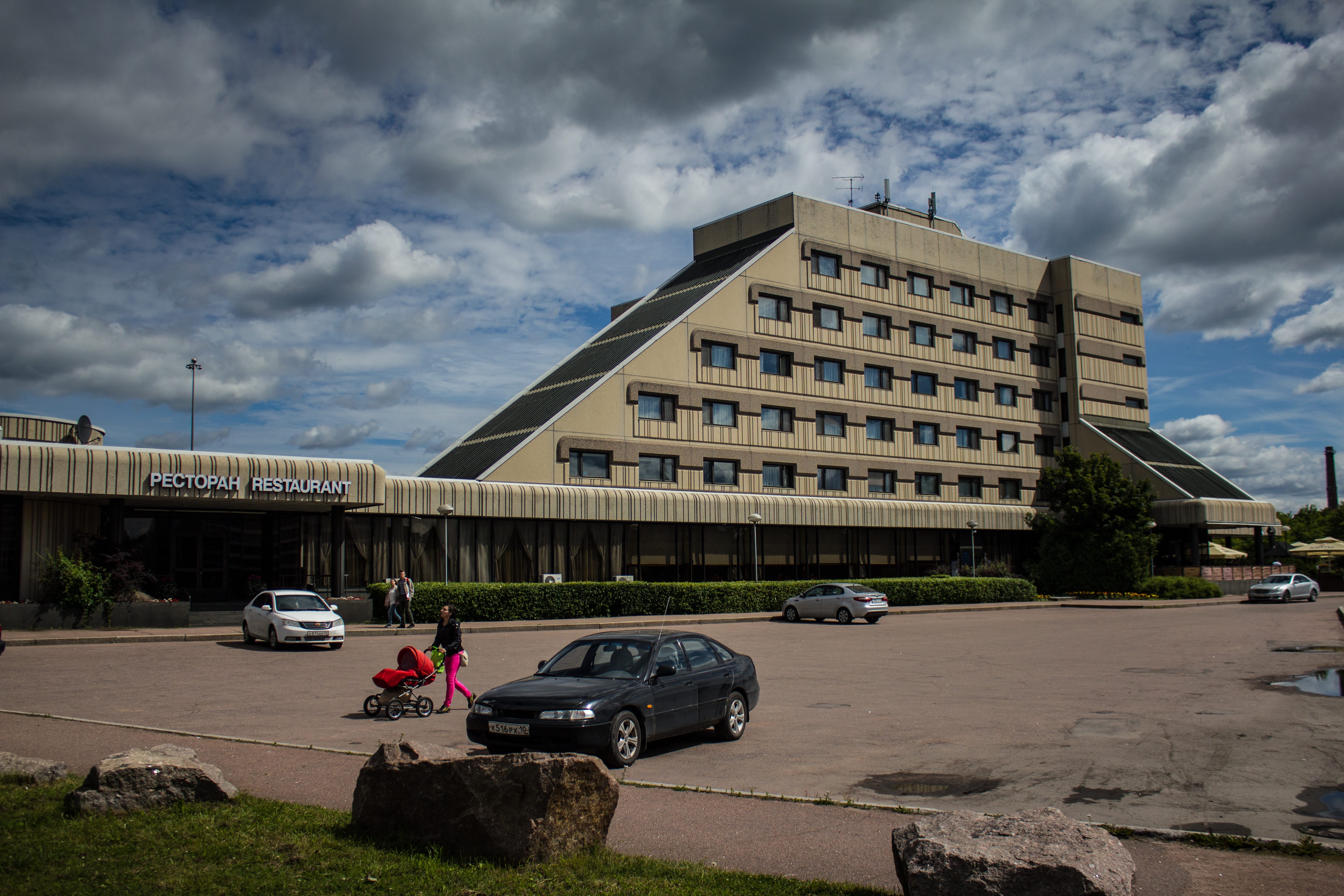
Гостиница «Дружба»
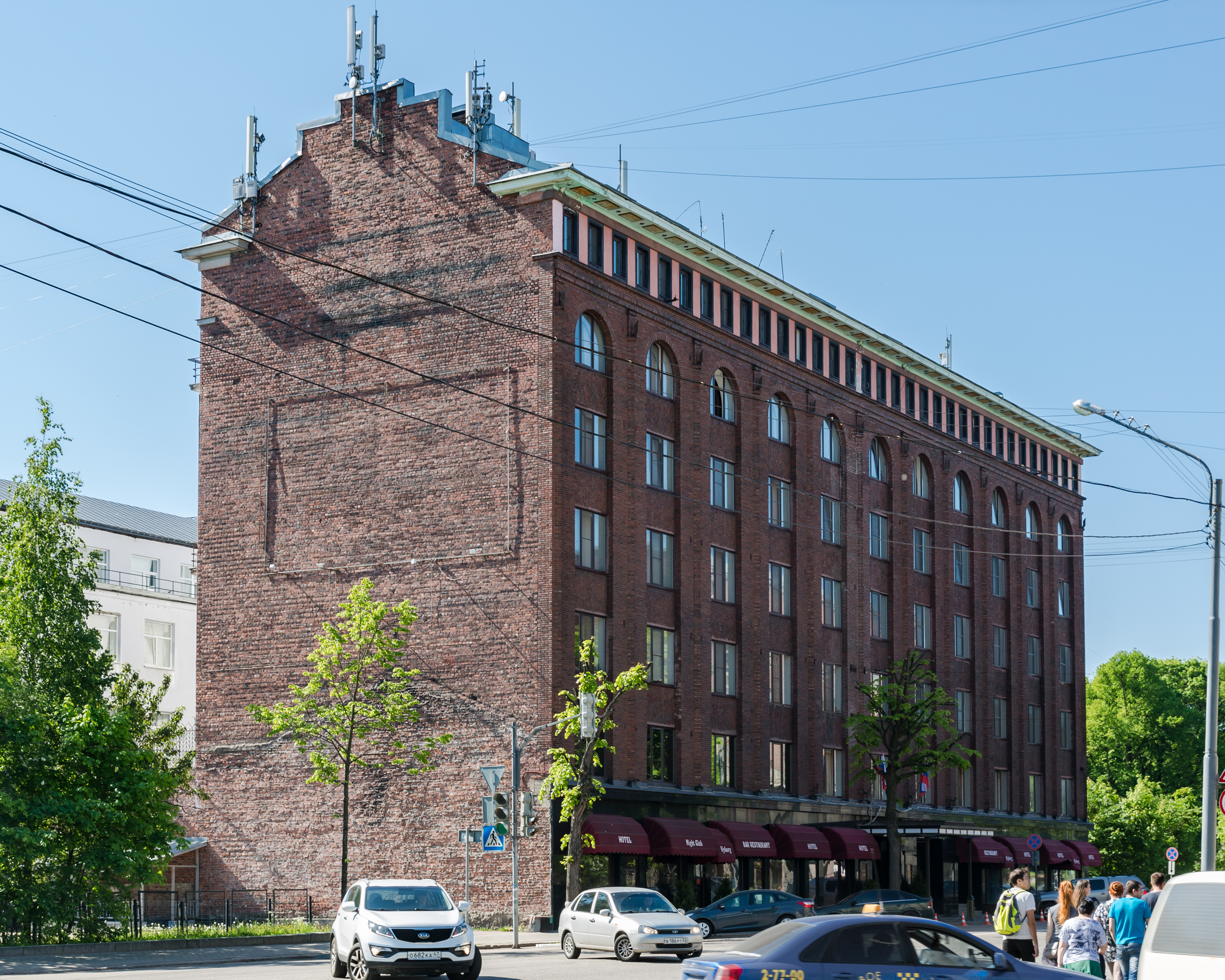
Гостиница «Выборг»
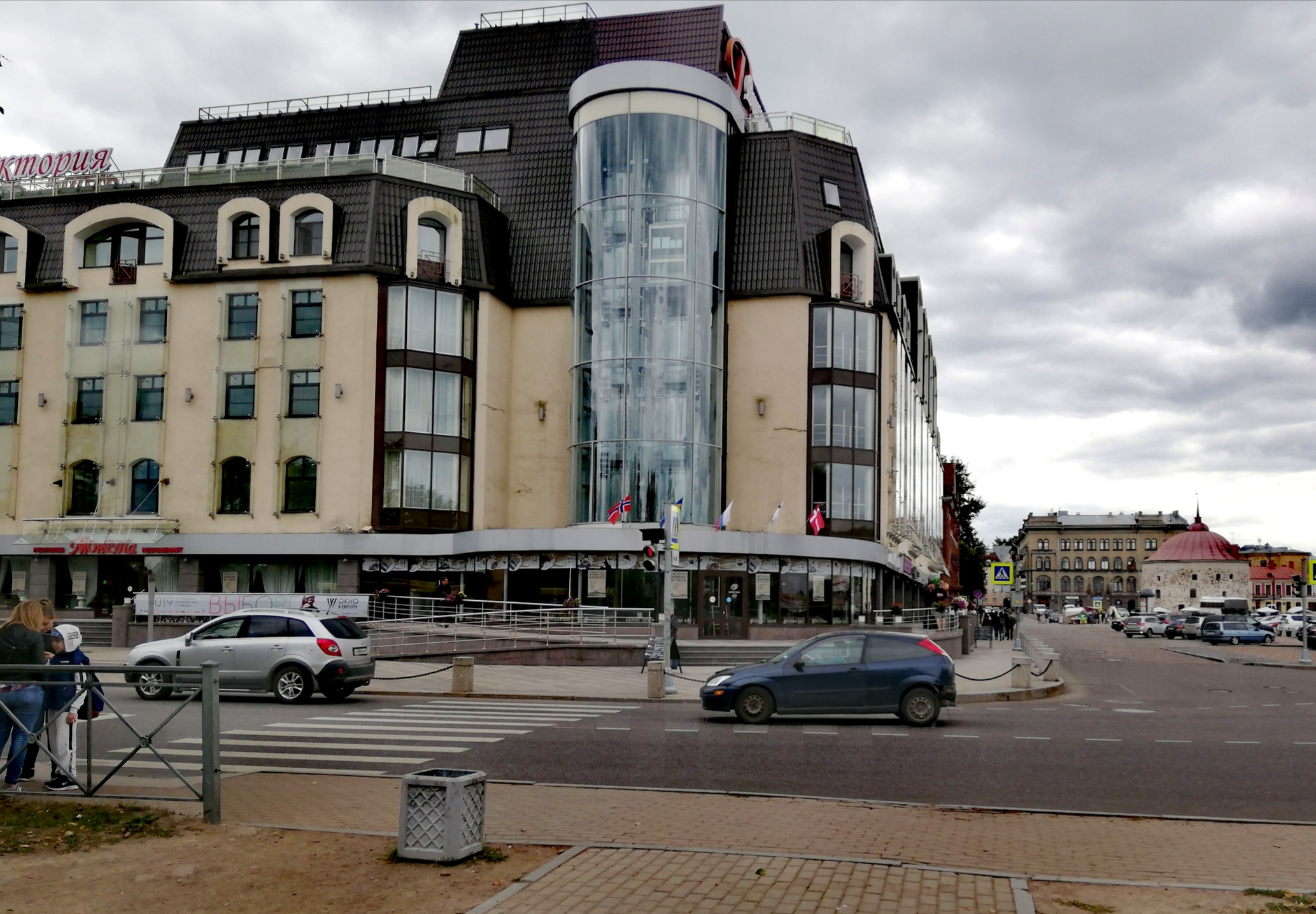
Гостиница «Виктория»
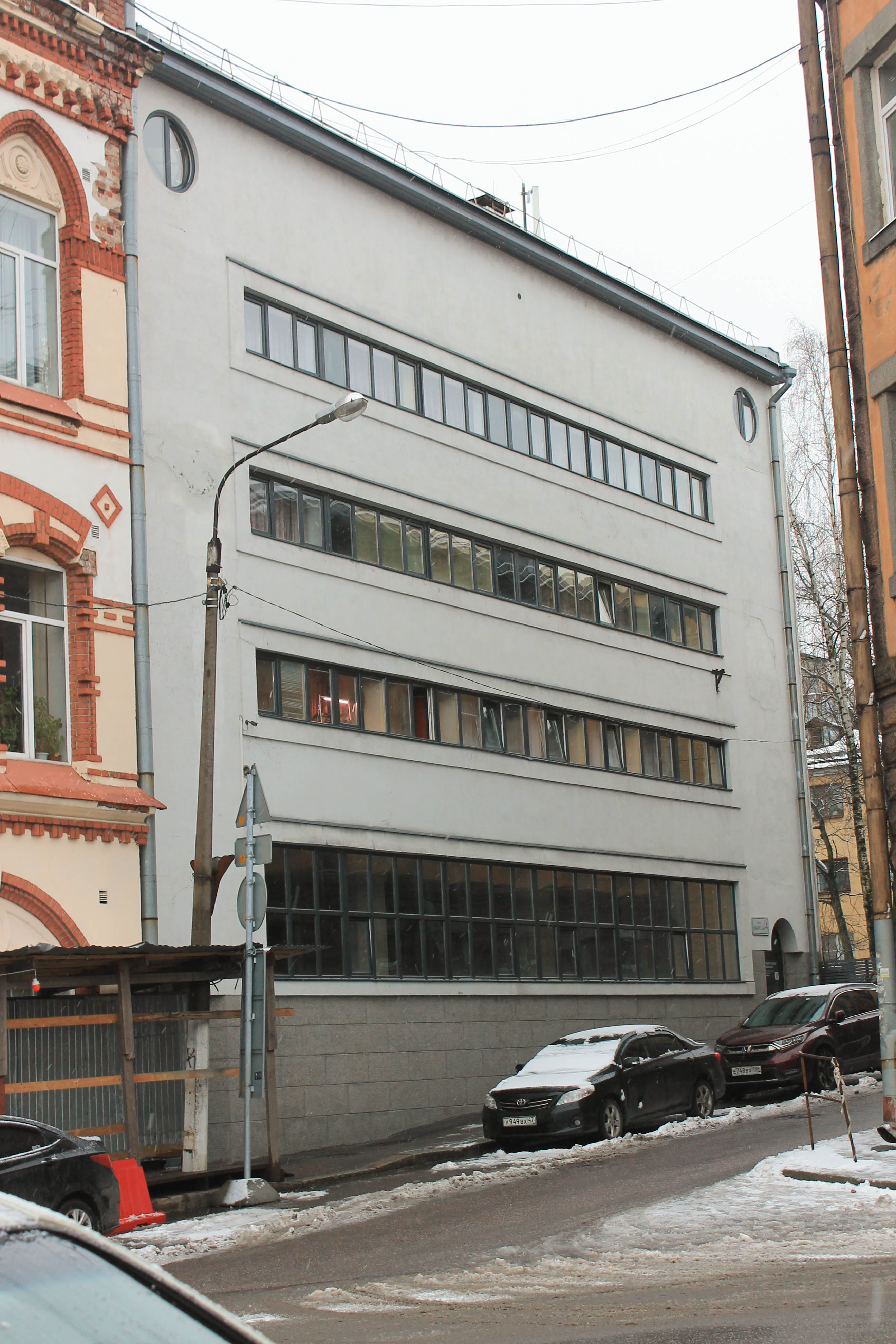
Выборгский хостел
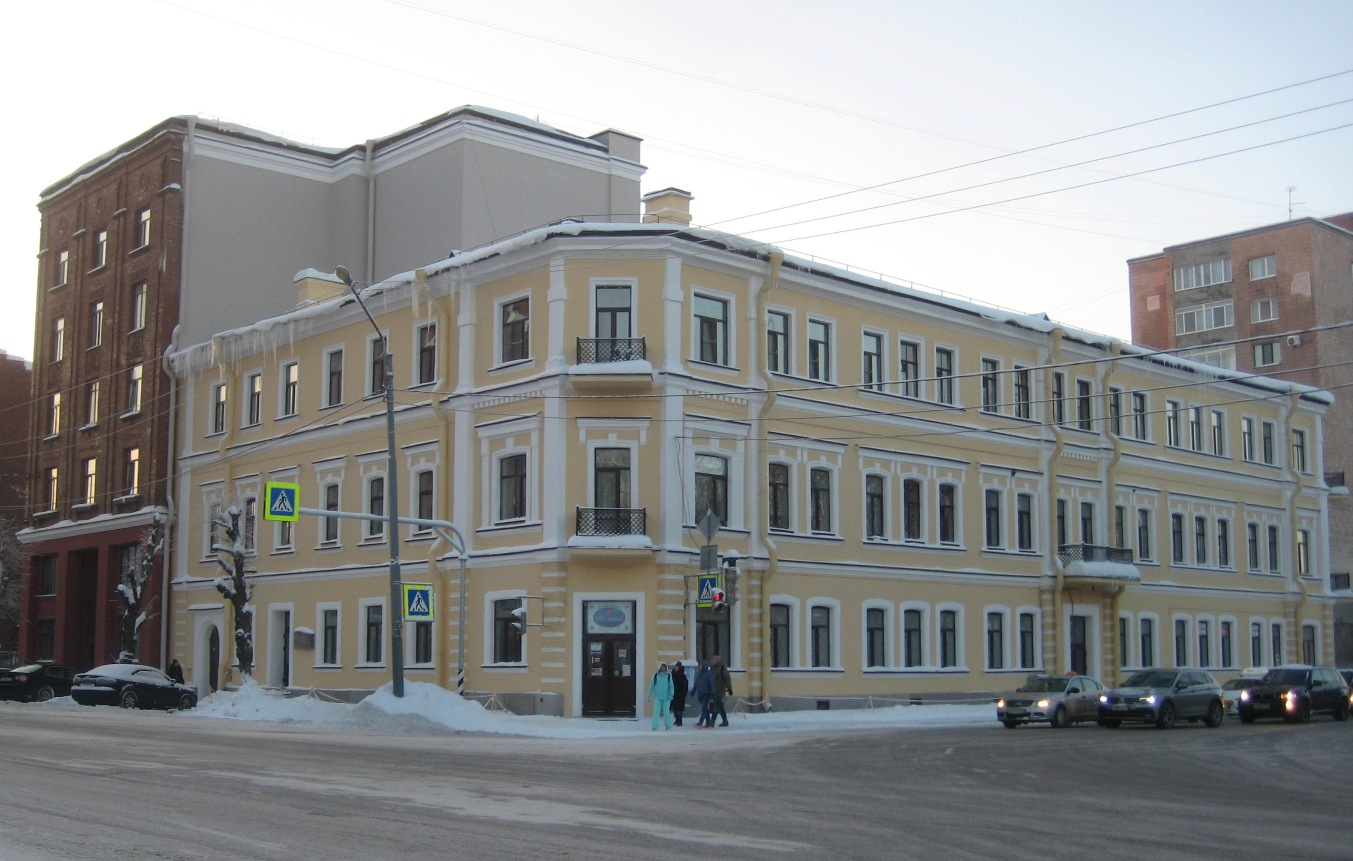
Гостевой дом «Бельведер»

### Торговля и бытовые услуги
На 1 января 2010 года в Выборге действует:
- 1299 объектов розничной торговли, в том числе:
  - один гипермаркет,
  - один супермаркет,
  - восемь универсамов,
  - 559 магазинов,
  - 15 АЗС,
  - 33 аптечных пункта;
- 267 предприятий общественного питания, в том числе:
  - 14 ресторанов,
  - 102 кафе,
  - 22 бара,
  - 26 столовых;
- 460 предприятий бытового обслуживания, в том числе:
  - 124 парикмахерских,
  - 77 предприятий по ремонту автотранспортных средств,
  - 36 автостоянок,
  - две прачечных,
  - 14 бань и саун[105].

В городе расположены магазины общероссийских торговых сетей: «Карусель», «Пятёрочка», «7Я семьЯ», «Полушка», «Дикси», «Вимос», «Метрика», «Петрович», «Позитроника», «Эльдорадо», «Евросеть», «Связной», «585», «Рив Гош», «Эксперт». Многие торговые точки сосредоточены в 11 торговых центрах. Действуют два рынка: «Центральный» и «Южный». Оборот розничной торговли крупных и средних предприятий в 2007 году составил 2112,1 млн рублей.

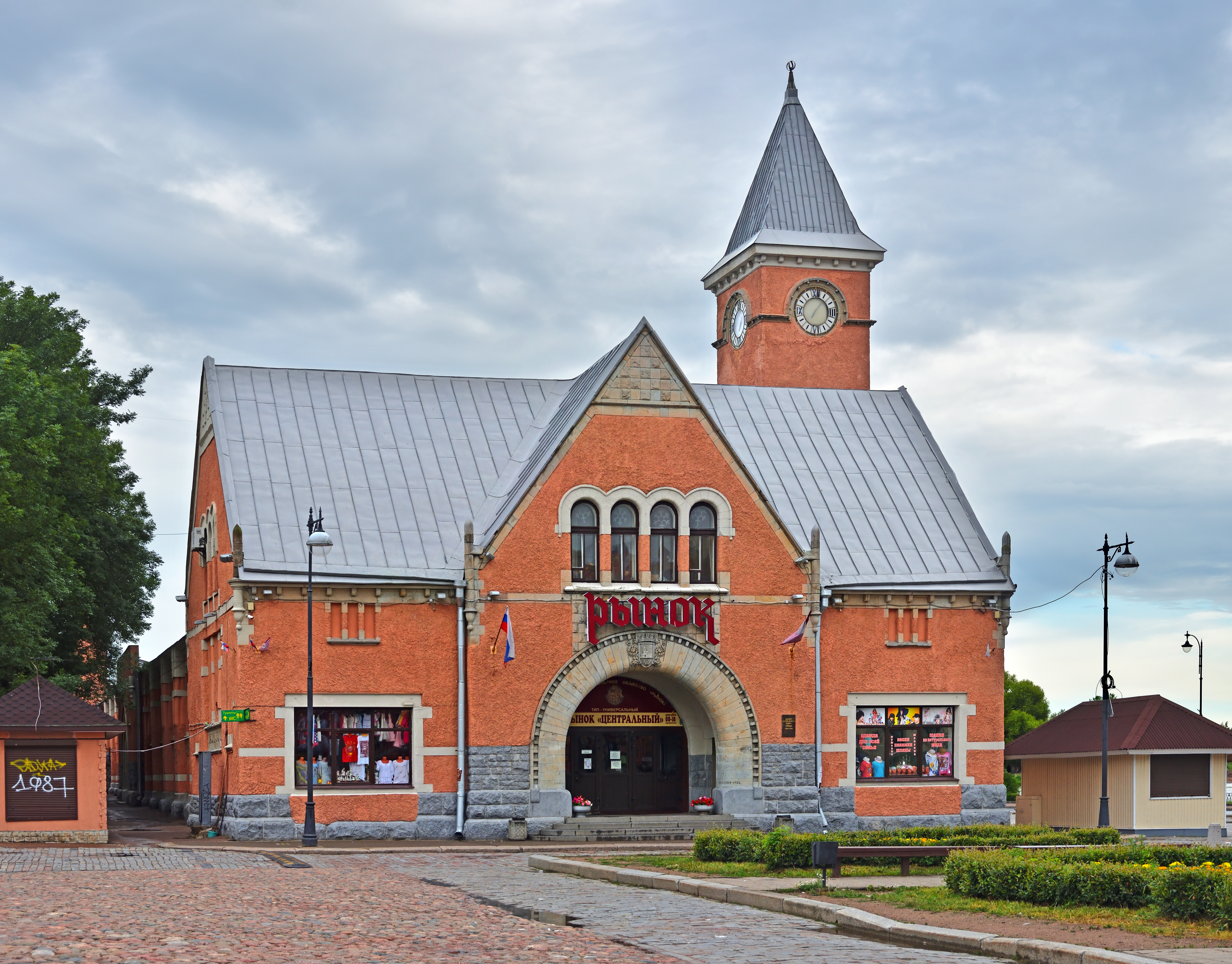
Выборгский рынок
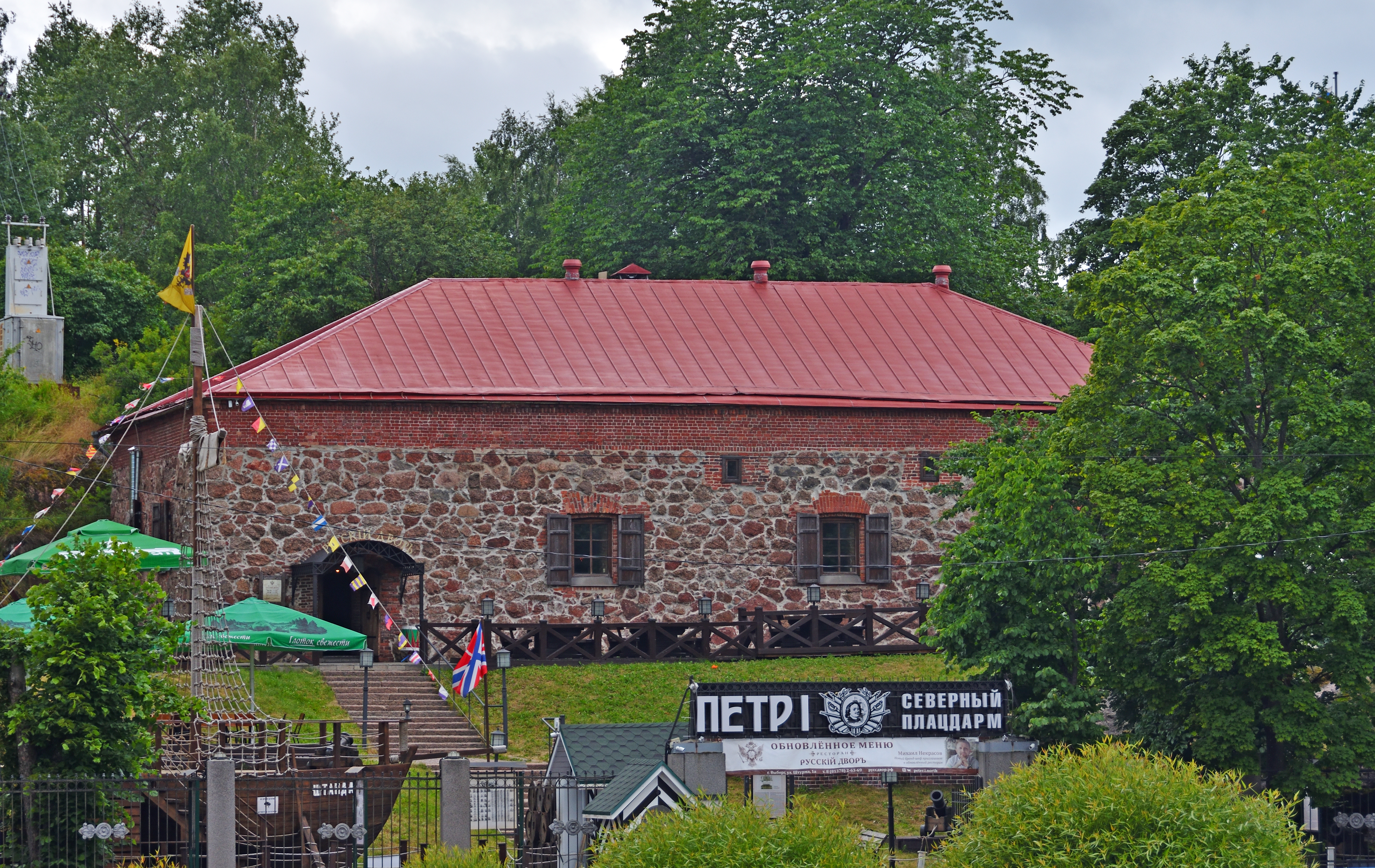
Кафе и магазин шоколада в бывшем пороховом погребе
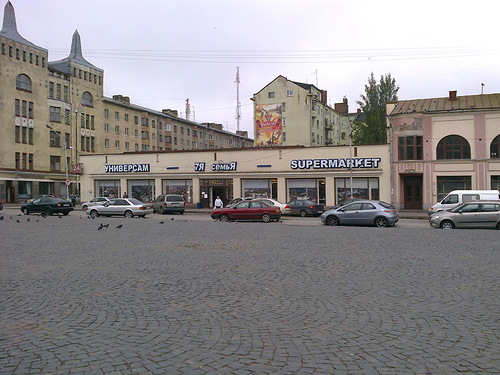
Здание универсама на Красной площади
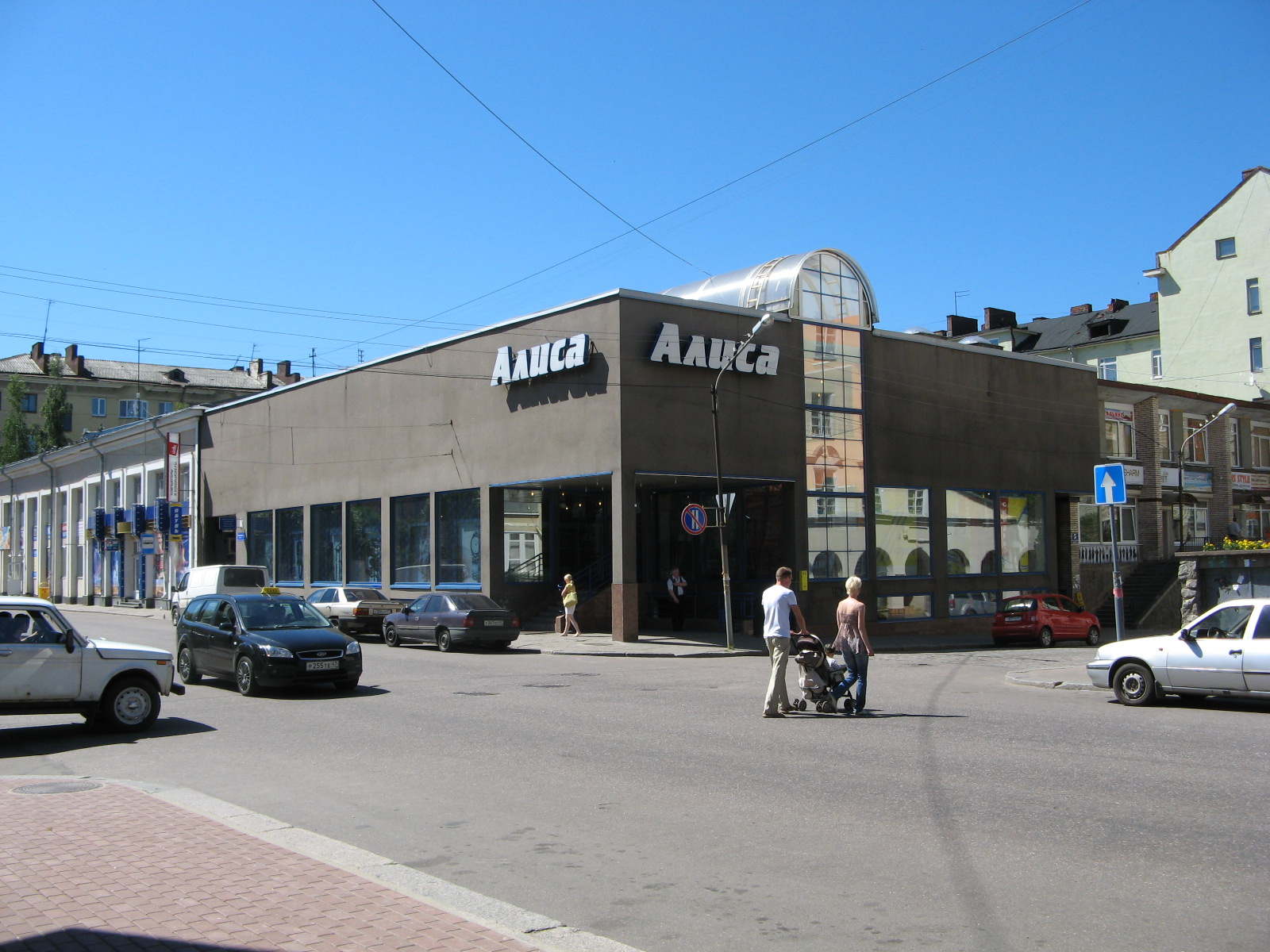
Торговый центр «Алиса»
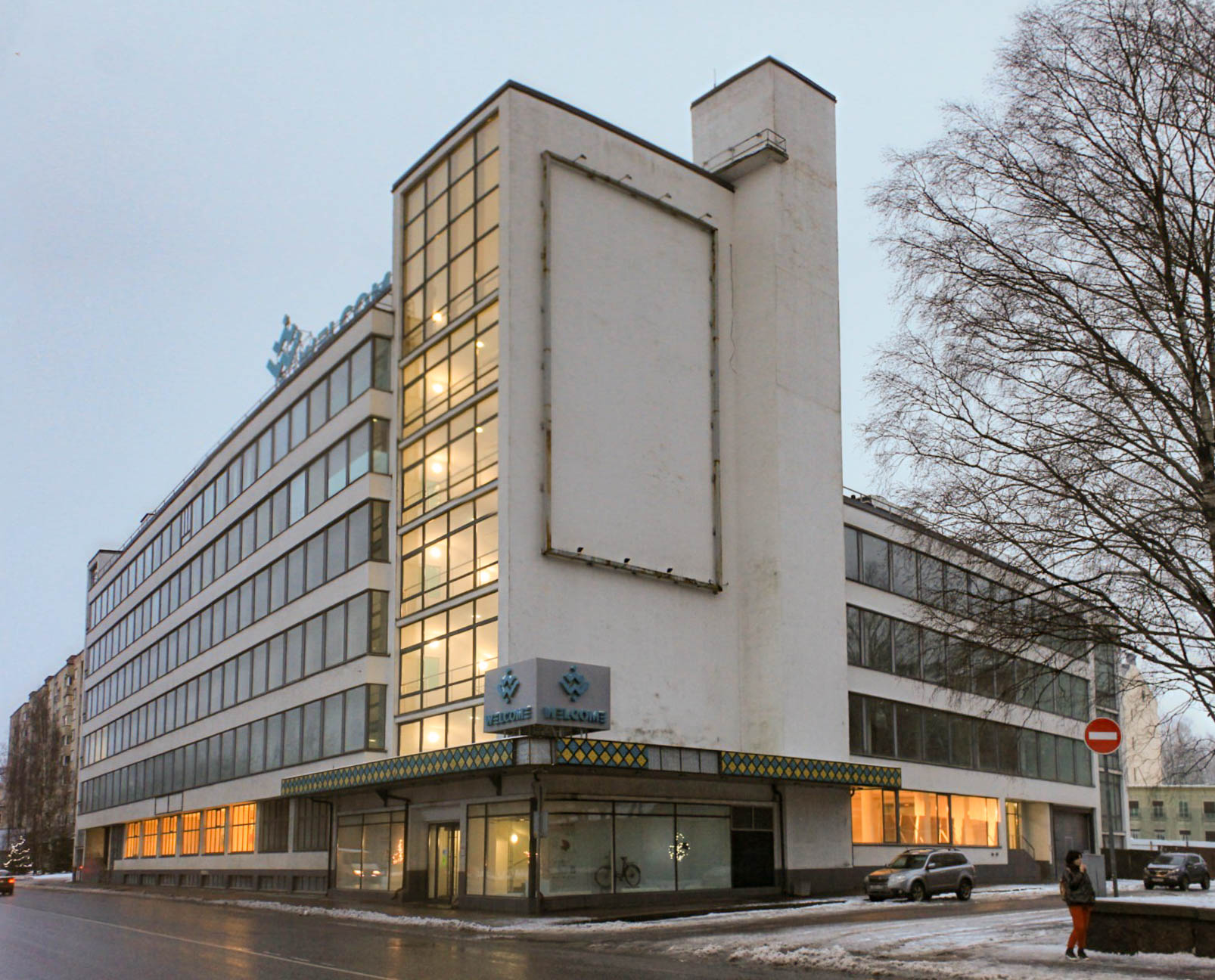
Недействующий торговый центр

### Строительство
В 2009 году на территории города введено в эксплуатацию три многоквартирных жилых дома и 50 индивидуальных жилых домов общей площадью 33,5 тыс. м². В эксплуатацию введены 323 квартиры.
Продолжаются строительство шести объектов жилищного строительства (66,1 тыс. м², 883 квартиры). Ведутся проектно-изыскательские работы на восьми объектах. Выделен участок для строительства нового жилого района на юго-востоке города.
Несмотря на кризис, продолжается проектирование и строительство новых объектов социальной и коммунальной инфраструктуры.

### Жилищно-коммунальное хозяйство
Главным поставщиком тепла и горячей воды для населения и предприятий МО «Город Выборг» является ОАО «Выборгтеплоэнерго». Система теплоснабжения включает в себя 20 котельных: пять газовых, шесть мазутных, шесть угольных, две дизельных, одна электрическая. Общая длина теплотрасс составляет 73,52 км. Преобладающим видом топлива котельных является природный газ.
Основным источником водоснабжения города служит открытый водозабор из озера Краснохолмского, а также из скважин в Харитоновском и Калининском микрорайонах. Фактическое потребление холодной воды составляет 3600—3800 м³/сут. Протяжённость водопроводной сети составляет 166,6 км. Система водоотведения в городе, в основном, общесплавная. Протяжённость канализационных сетей составляет 210,4 км. Канализационные очистные сооружения Выборга, расположенные на выезде из города по Балашовскому шоссе, работают по схеме полной биологической очистки. Предоставление услуг водопотребления и водоотведения на территории города обеспечивается ОАО «Выборгский Водоканал».
Основными центрами электроснабжения города являются пять подстанций: «Выборг-Южная», «Выборг-районная», «Выборг-город», «Калининская», «Стапель». Протяжённость городских питающих и распределительных сетей составляет 354,2 км. Основными предприятиями, предоставляющими услуги электроснабжения, являются филиал ОАО «Лоэск» — «Выборгские городские электрические сети» и «Ленэнерго» — «Выборгские электрические сети».
Газоснабжение города осуществляется за счёт поступления природного газа по магистральному газопроводу Лентрансгаз. Протяжённость наружного газопровода на территории города — 130,3 км. Общий уровень газификации составляет 93 %, в том числе с природным газом — 55 %, с сжиженным газом — 38 %. Обслуживающей организацией в области газификации является филиал «Леноблгаз» — «Выборгмежрайгаз».
По состоянию на 1 января 2010 года жилой фонд города составляет 993 многоквартирных дома, 82,7 % из которых управляются ОАО «Управляющая компания по ЖКХ» и ООО «РОСТЭК-Выборг» — 33 209 жилых помещений; а также 1067 индивидуальных жилых домов. Обеспеченность жилой площадью в расчёте на одного человека по городу составляет 21 м².
В 2009 году финансирование работ по благоустройству территории города составило 87 547,7 тыс. руб.

### Связь
Оператором стационарной связи является ОАО «Ростелеком». Код Выборга: +7 81378, городские номера — пятизначные.
Услуги мобильной связи предоставляют «МегаФон», «МТС», «Билайн», «Tele2», «Ростелеком» и «Yota».
В городе действует девять отделений «Почты России». Почтовые индексы Выборга: 188800—188811.

### Финансовые услуги
Банковский сектор в Выборге представлен отделениями банков «Сбербанк России», «ВТБ», «Мособлбанк», «Совкомбанк», «Пойдём!», «Россельхозбанк», «Трансстройбанк».
Страховые услуги предоставляют компании «Росгосстрах», «РЕСО-Гарантия», «РОСНО», «Ренессанс Страхование», «Прогресс-Нева», «Согласие», «Спасские ворота», «Россия» и другие.

### Городской бюджет
В 2009 году доходы бюджета составили 818,63 млн рублей. Наибольшую долю поступлений составили безвозмездные поступления (34,76 %), а также доходы от использования муниципального имущества (24,36 %) и налоги на доходы физических лиц (15,49 %).
Расходы бюджета в том же году составили 786,67 млн рублей. Больше всего средств было потрачено на жилищно-коммунальное хозяйство (51,5 %), а также на культуру и средства массовой информации (15,1 %).

## Транспорт
Выборг — важный транспортный узел Ленинградской области.

### Железнодорожный транспорт

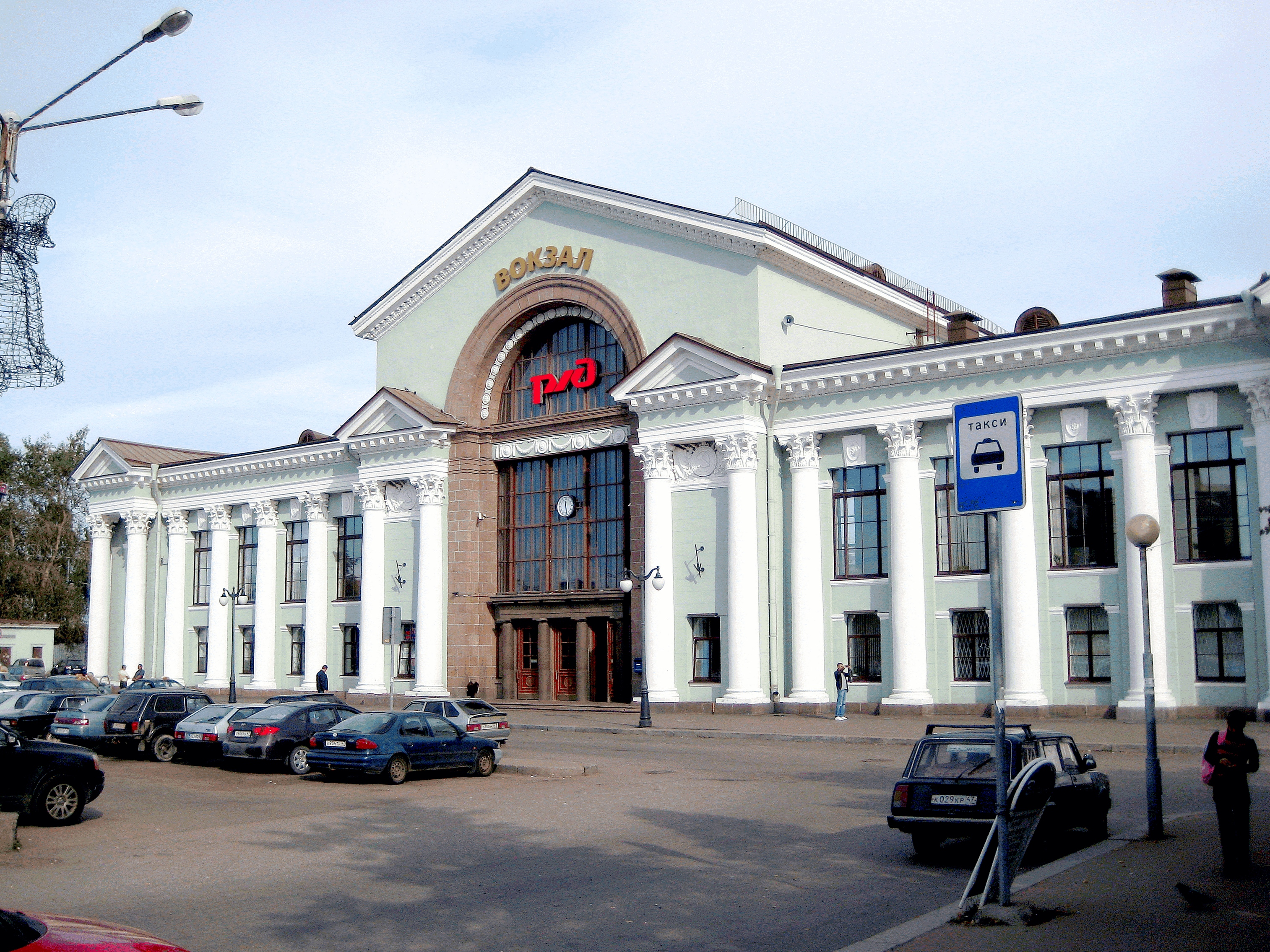
Здание вокзала

Здесь расположена крупная грузопассажирская железнодорожная станция. Строительство железной дороги Рийхимяки — Санкт-Петербург, прошедшей через Выборг, было завершено в 1870 году. В 1888—1892 годах была построена железная дорога Выборг — Йоэнсуу. В 1920-х годах была построена железная дорога Выборг — Териоки через Койвисто (нынешний Приморск). В 1930-х годах была сооружена железная дорога Выборг — Рауту (нынешний посёлок Сосново). Таким образом Выборг стал одним из важнейших железнодорожных узлов Финляндии. После присоединения к СССР (1940 год, повторно — в 1944 году) узловое значение Выборга резко снизилось. Движение по некоторым дорогам (Выборг — Йоэнсуу) резко сократилось, другие линии (Выборг — Рауту) большей частью были демонтированы. В 1969 году была завершена электрификация участка Ленинград — Выборг, 6 ноября оттуда в Ленинград уехал последний тепловоз. В 1977 году электрифицированная линия на запад от Выборга дошла до границы с Финляндией.
От станции Выборг отправляются пригородные поезда по четырём направлениям, в том числе поезда-экспрессы «Ласточка» на Санкт-Петербург, а также останавливается поезд Москва — Хельсинки. В черте города насчитывается ещё три пассажирских железнодорожных станции (Пригородная, Таммисуо, Верхне-Черкасово [частично]) и пять остановочных пунктов (Лазаревка, 134-й км, 2-й км, 5-й км, Кархусуо), а также две грузовых железнодорожных станции (Выборг-перевалка, Выборг-экспорт). Максимальное количество пар поездов между Выборгом и Санкт-Петербургом по летнему расписанию 2011 года — 15, из которых три — электропоезда-экспрессы (стоимость проезда на электропоезде и электропоезде-экспрессе — 375р и 440р с 01.01.2025). Электропоезда ходят также по направлению Выборг — Бусловская (станция на границе с Финляндией). Из Санкт-Петербурга и Зеленогорска через Приморск курсируют дизель-поезда РА2, а также по направлению Выборг — Хийтола (через Каменногорск). Ранее курсировали пригородные поезда на тепловозной тяге (ещё ранее дизель-поезда Д1) по направлению Выборг — Элисенваара, Выборг — Светогорск (оба — через Каменногорск), Выборг — Зеленогорск (с продолжением на Санкт-Петербург), Выборг — Высоцк и Выборг — Житково. Из Выборга в сторону Каменногорска отправлялись два сцепленных между собой поезда из одного—двух вагонов каждый, которые в Каменногорске расцеплялись — один следовал на Элисенваару, другой на Светогорск.

### Водный транспорт
Выборгский торговый порт специализируется, в основном, на навалочных и генеральных грузах. Грузооборот порта в 2009 году составил 1184,4 тыс. тонн, что несколько ниже уровня предыдущего года. В 2011 году было запланировано начать работы по перепрофилированию порта под обслуживание пассажиров: через Выборг смогут проходить суда, направляющиеся в Санкт-Петербург. В состав порта входит пассажирский морской вокзал, в мае — сентябре поддерживается круизное сообщение с Финляндией: теплоход «Карелия» совершает круизы по Сайменскому каналу в направлении Лаппеэнранта — Выборг — Лаппеэнранта (возможна поездка в одном направлении). Поскольку «Карелия» считается круизным судном, для граждан любой страны мира российская виза не требуется. Ещё один теплоход теплоход, «Пилигрим», курсирует от лодочной станции до Сайменского канала.
В Выборге развита яхтенная инфраструктура. В настоящее время в городе функционирует несколько причалов для яхт и катеров. Гостевой находится у замка, в исторической части города. Яхт-клуб «Фаворит» с действующей парусной школой, охраняемой зимней стоянкой и понтонами для летней, расположен Бобовом мысу. Другой яхт-клуб, «Лавола», расположен в Сайменском микрорайоне. На берегу Сайменского канала находятся понтонные причалы с инфраструктурой для стоянки катеров.

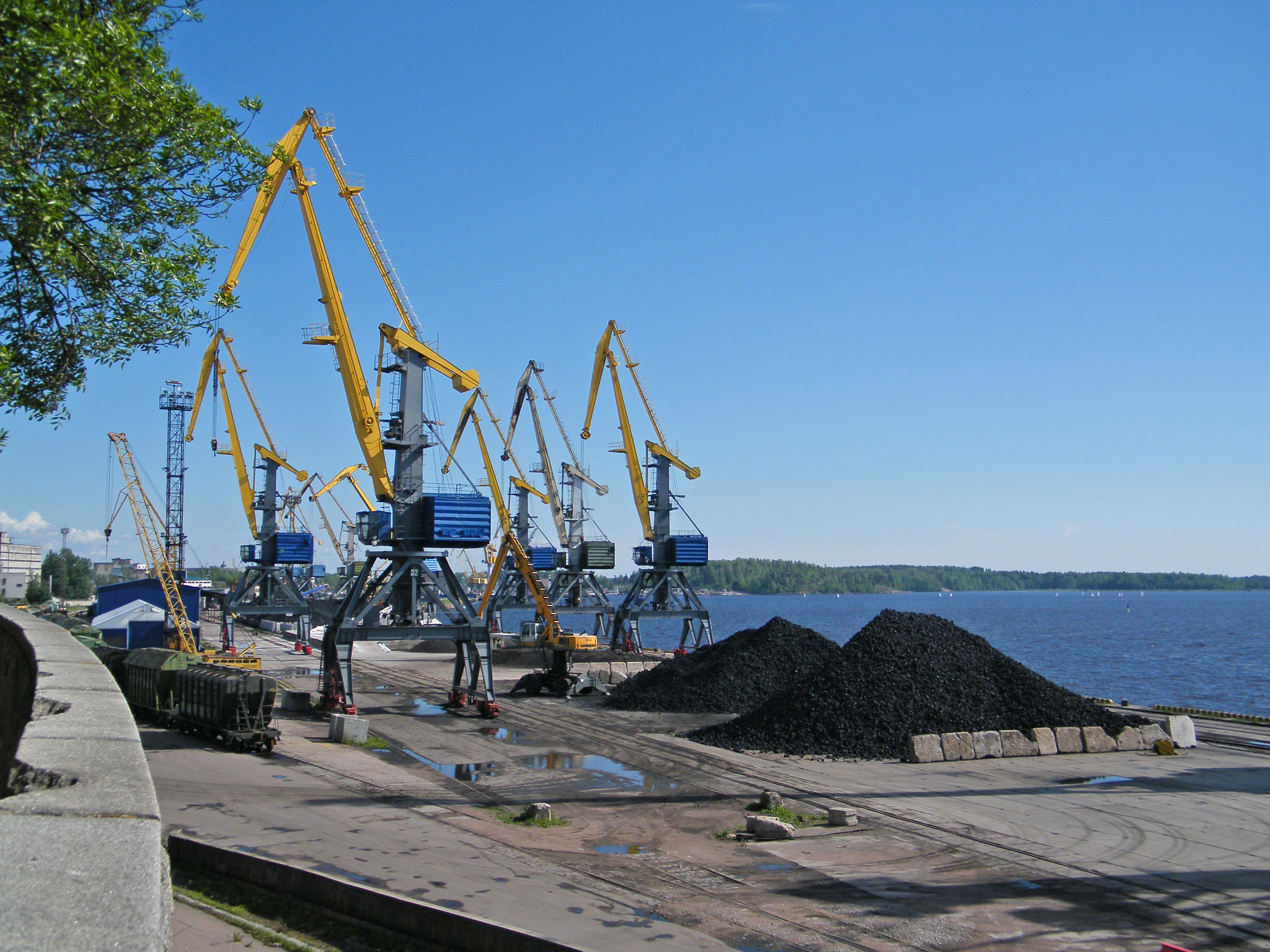
Торговый порт
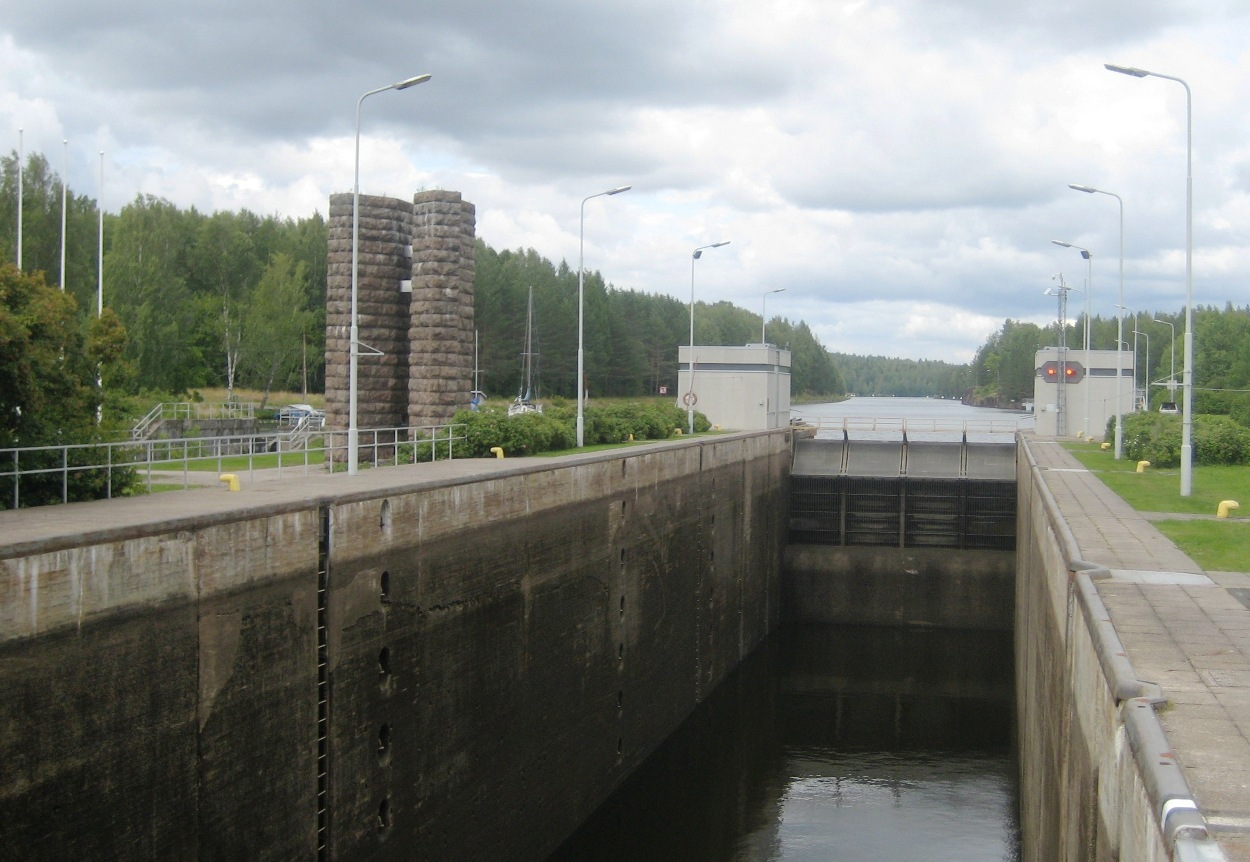
Шлюз на Сайменском канале с монументом советско-финской дружбы
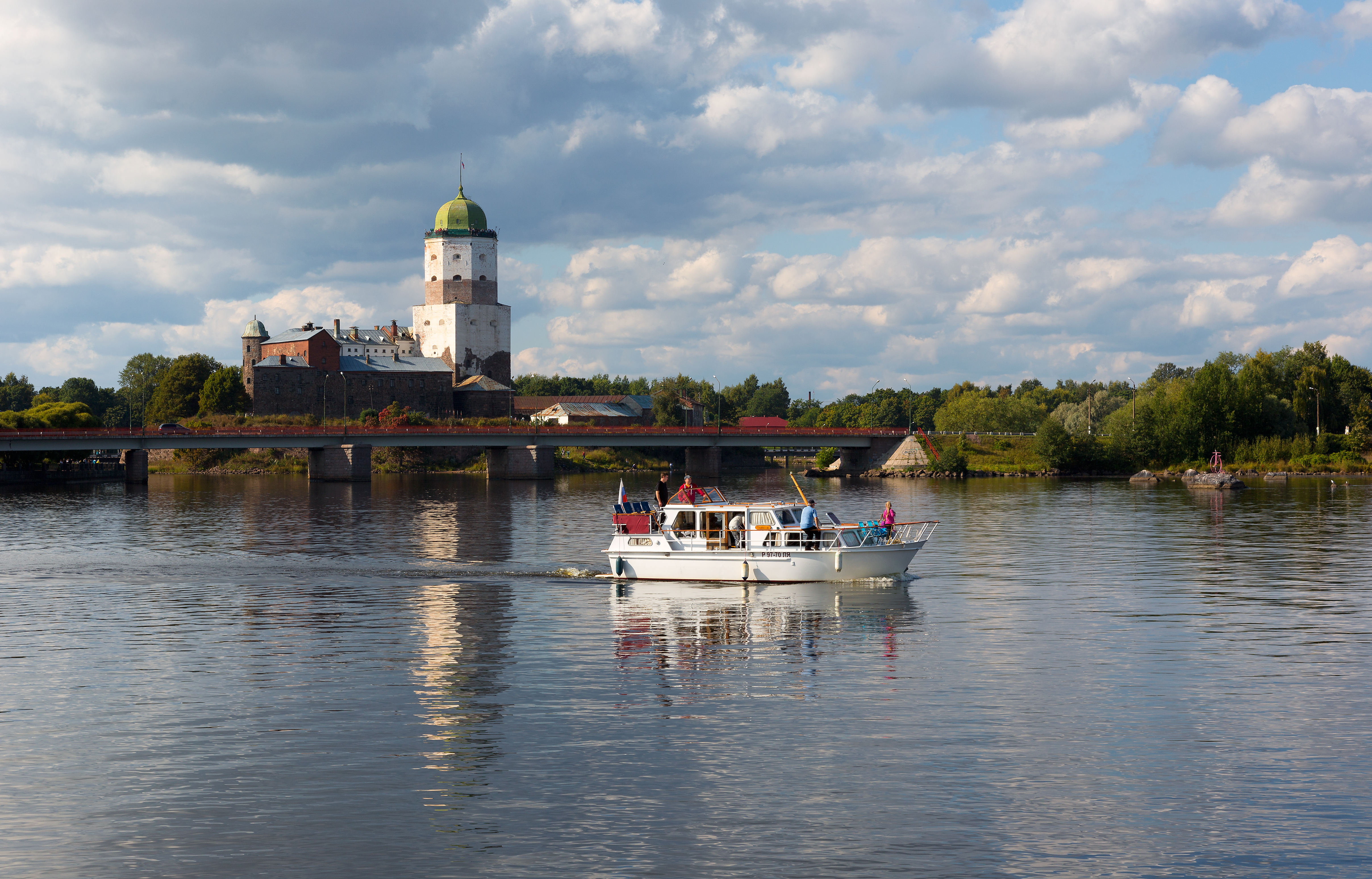
Катер в Большом Ковше
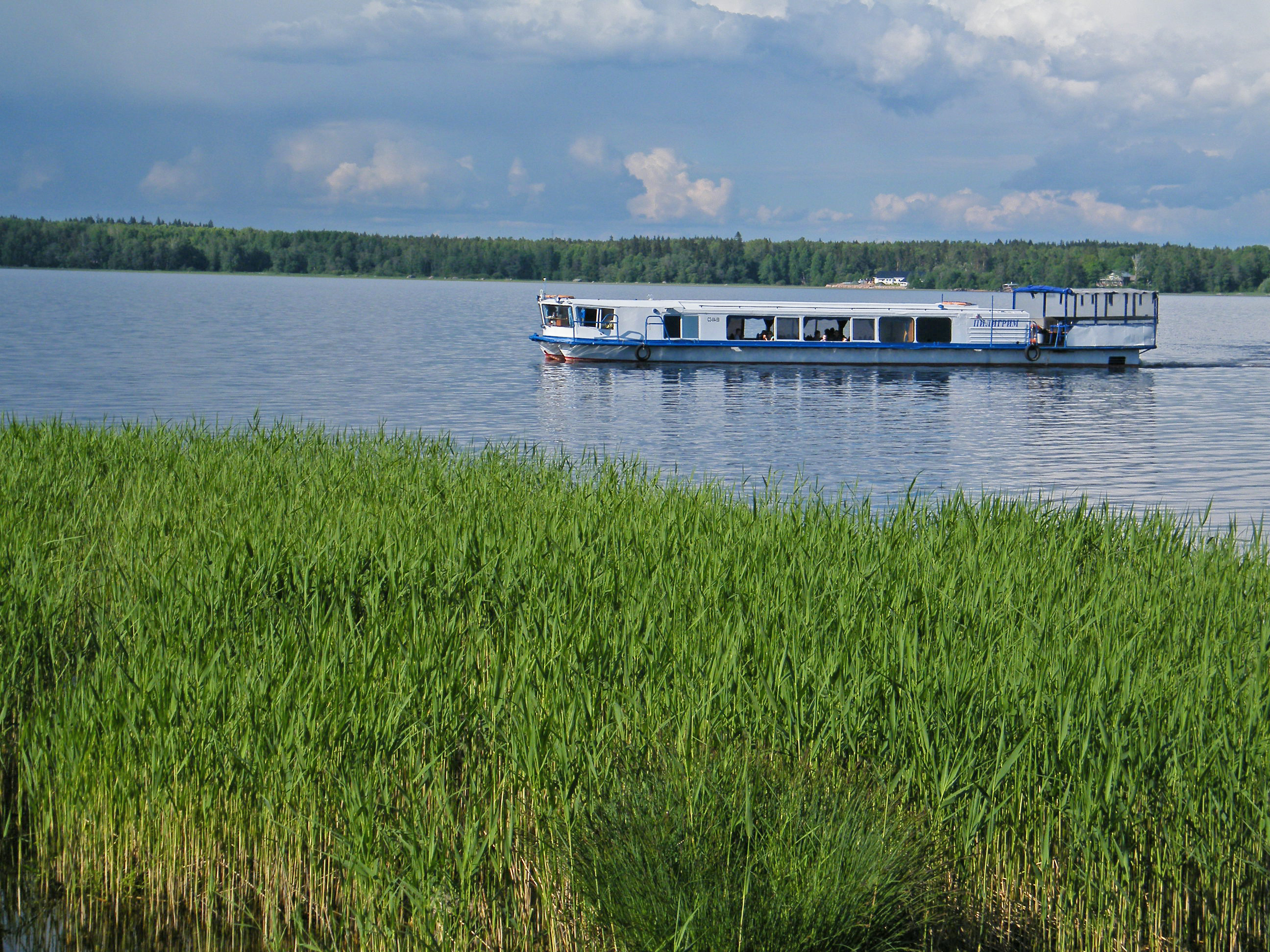
Прогулочное судно
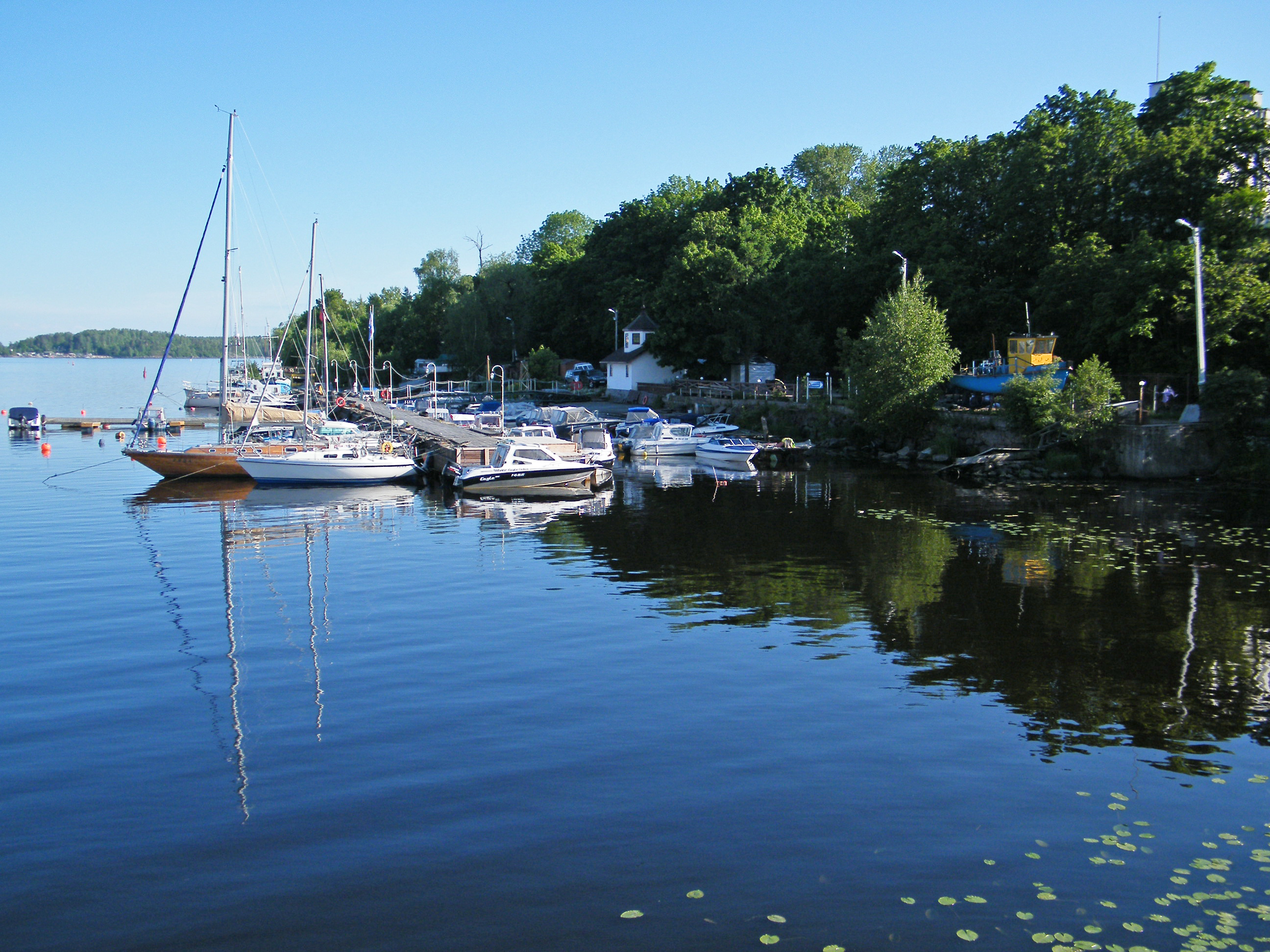
Причал для маломерных судов

### Автотранспорт
Через город проходит федеральная автотрасса А181 (часть E 18) «Скандинавия» (Санкт-Петербург — Выборг — граница с Финляндией), а также примыкают автодороги местного значения 41А-082 (Зеленогорск — Приморск — Выборг) и 41К-207 (Выборг — Смирново).
Таксомоторные перевозки осуществляют 16 предприятий.

### Выборгский автобус
Большой и постоянно возрастающий поток пассажиров приходится на автобусный транспорт. В Выборге действует 12 городских автобусных маршрутов. В 2009 году они перевезли почти 2,7 млн человек; пассажирооборот составил около 8,5 млн пасс/км. Пригородные и междугородние автобусы отправляются с выборгского автовокзала по всему Выборгскому району, на Санкт-Петербург. Имеется несколько транзитных маршрутов в Финляндию. Автобусы сообщением Выборг — Санкт-Петербург приходят к автостанции «Парнас» у одноимённой станции метро и Северному автовокзалу (станция метро Девяткино), стоимость проезда составляет 270 рублей. Поддерживается также автобусное сообщение с Приозерским районом Ленинградской области (Приозерск, Сосново).

### Трамвай
11 ноября 1910 года городским советом Выборга и немецкой фирмой Allgemeine Elektricitats Gesellschaft (AEG) («Всеобщая электрическая компания») был подписан договор о строительстве современной электростанции и трамвая. С 1912 года в Выборге начала действовать трамвайная сеть, работа которой прерывалась только во время военных действий в 1940, 1941 и 1944 годах. После вхождения Выборга в состав СССР трамвай продолжал действовать, но в 1957 он признан убыточным и закрыт. Свою роль в упразднении трамвайного сообщения в Выборге сыграла и малая ширина улиц в старой части города, где трамвай затруднял автомобильное движение.

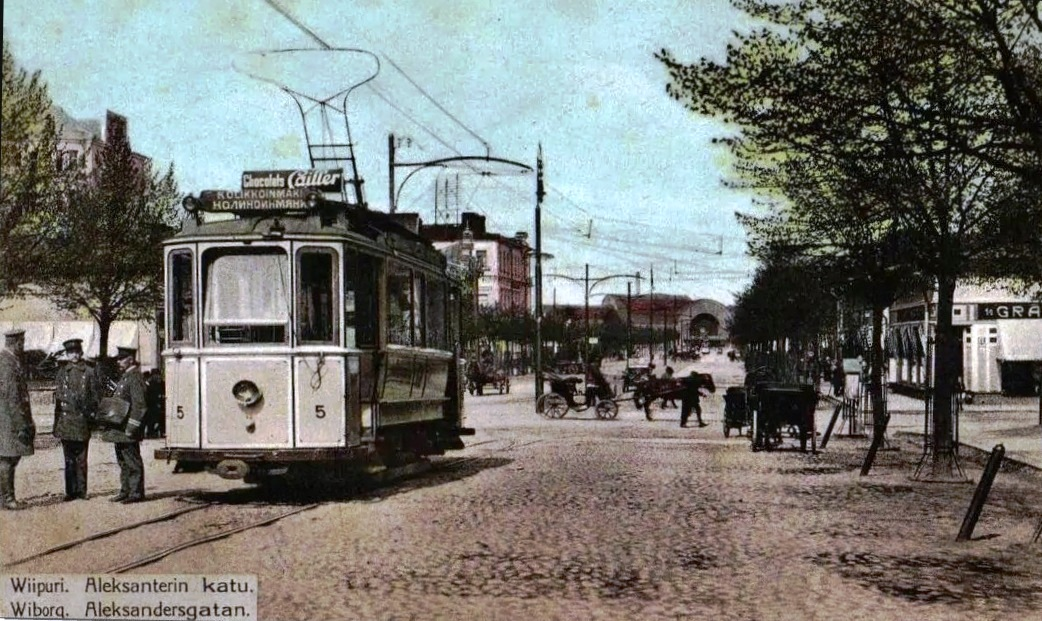
Трамвай
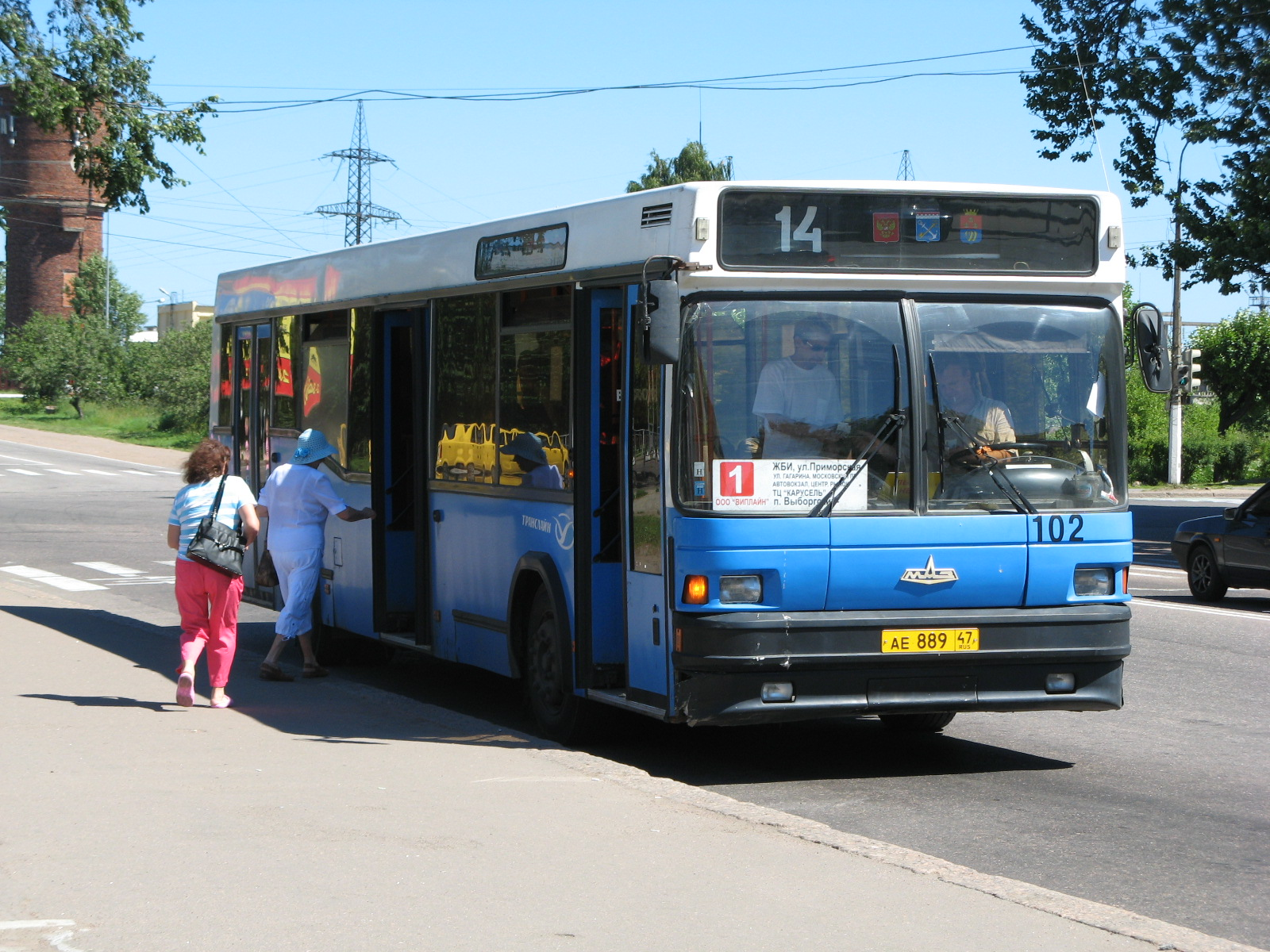
Автобус
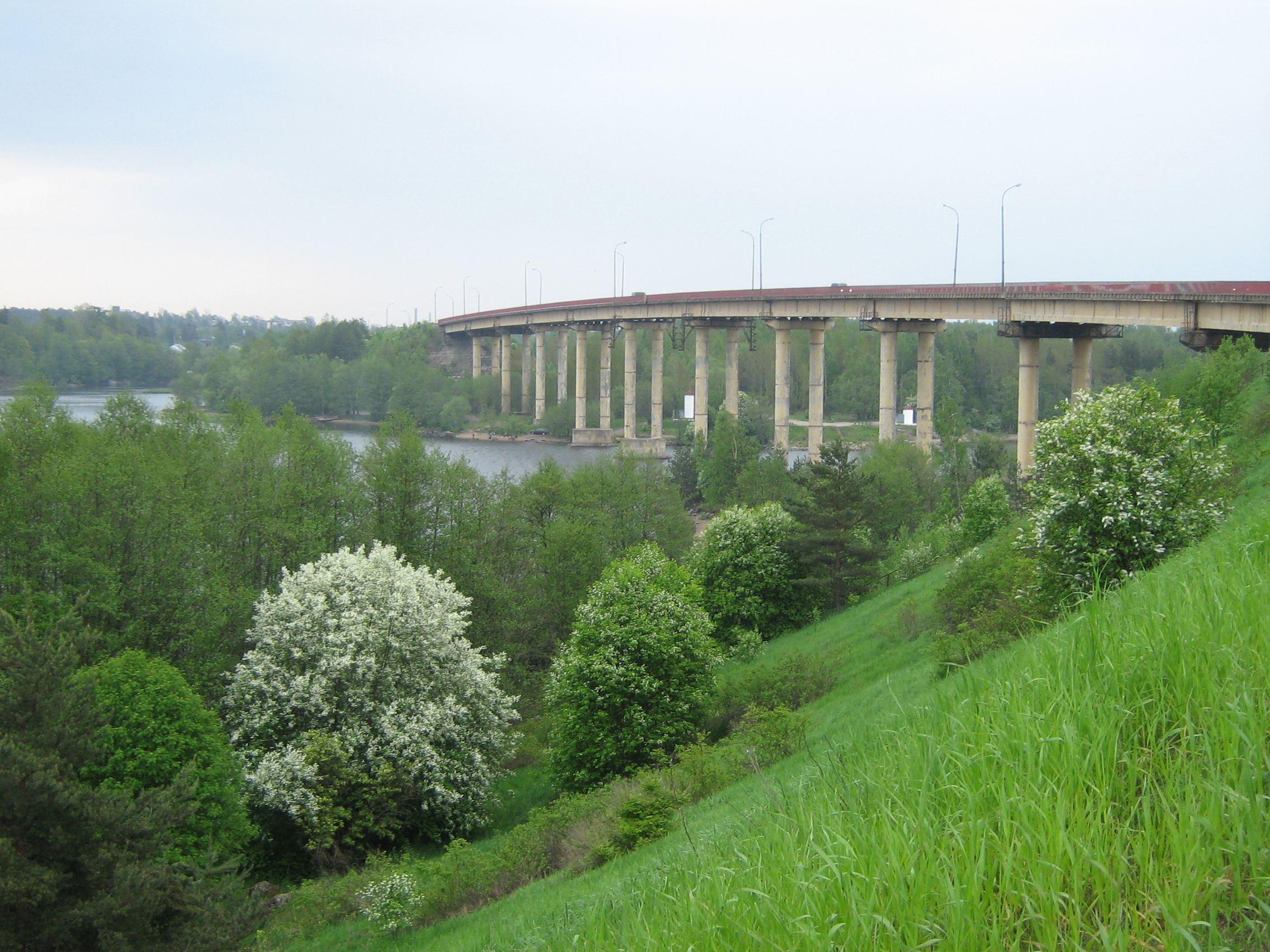
Автомобильный мост Дружбы, соединяющий Калининский и Харитоновский микрорайоны с остальной частью города
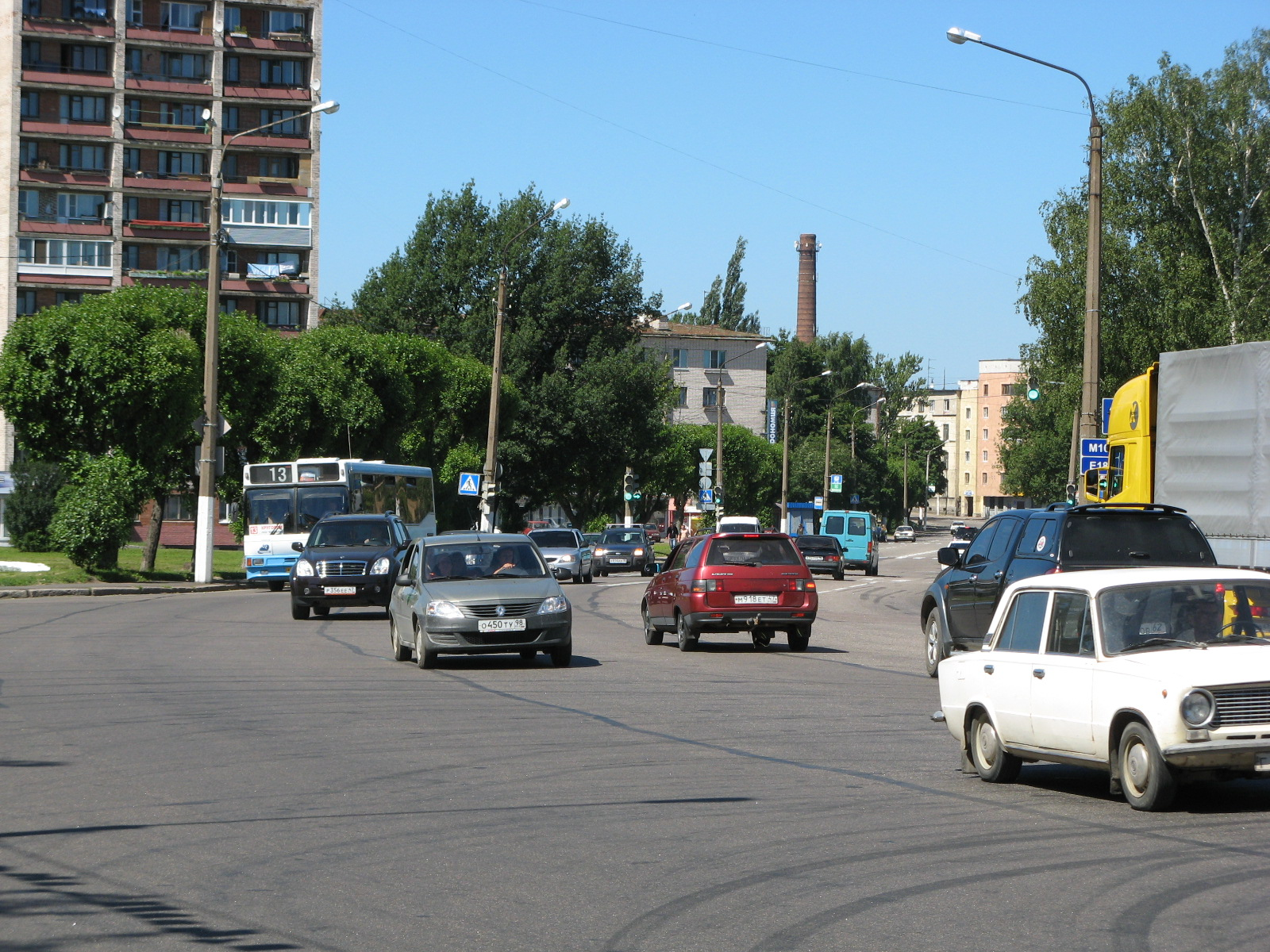
Ленинградское шоссе — главная транспортная магистраль города

## Планировка
С 15 октября 2008 года город разделён на десять микрорайонов:
1. Калининский[вд],
2. Кировские Дачи[вд],
3. Кировский[вд],
4. Петровский[вд],
5. Петербургский[вд],
6. Промышленный[вд],
7. Сайменский[вд],
8. Скандинавский[вд],
9. Харитоновский[вд],
10. Центральный[вд][143].

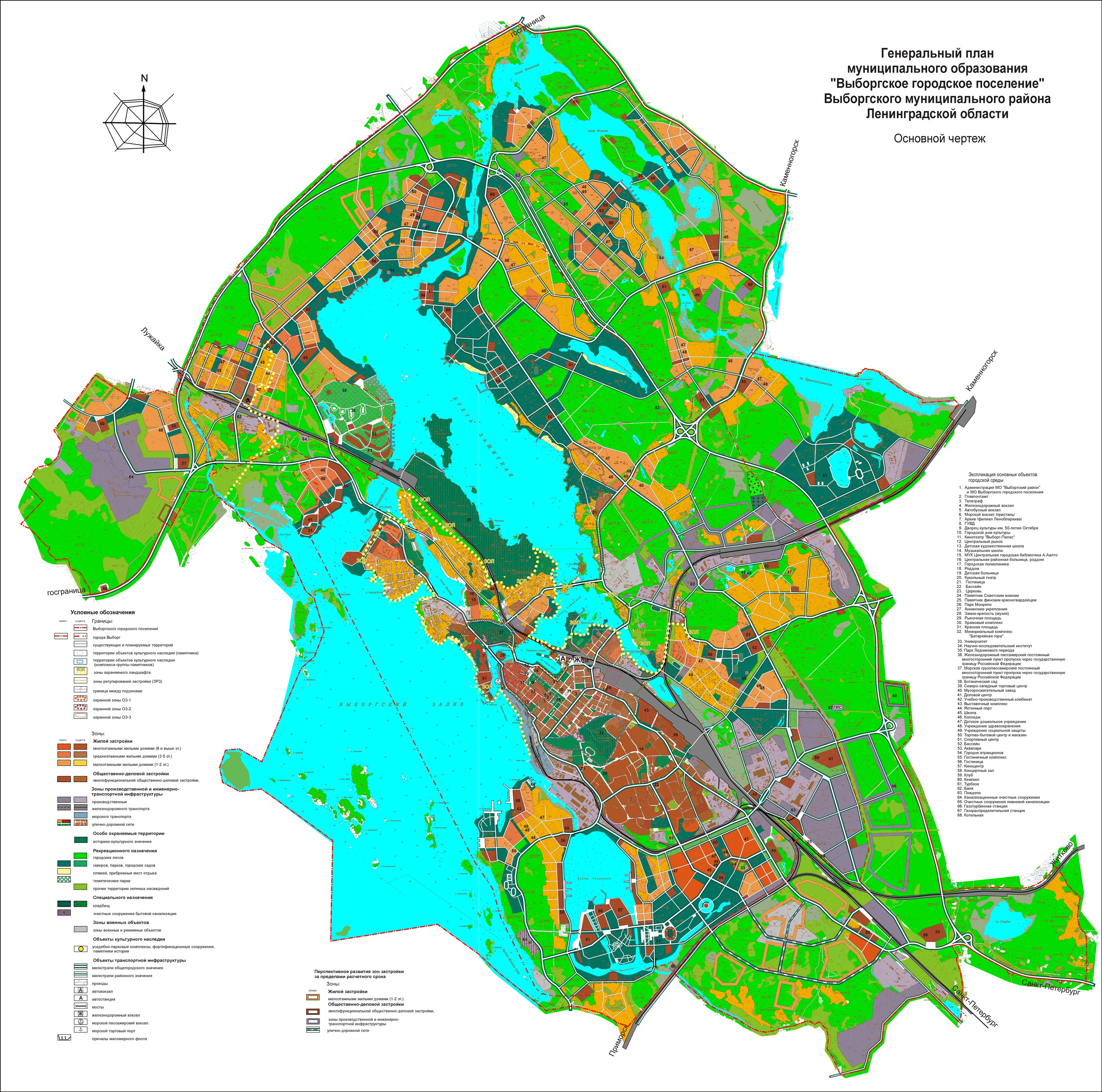
Генеральный план Выборга (2009 год)

Средневековая часть Выборга (Старый город) лежит на небольшом полуострове, протянувшемся с юго-востока на северо-запад между Выборгским заливом и Большим Ковшом (бухтой Салакка-Лахти). Оба залива связаны между собой Крепостным проливом, посреди которого находится небольшой Замковый остров, с расположенным на нём Выборгским замком. Территория Старого города, как и практически вся историческая городская застройка восточнее Крепостного моста, относится к Центральному микрорайону, территорию которого также можно охарактеризовать как полуостров, омываемый водами Закрытой бухты, Выборгского залива, Южной и Северной гаваней, Защитной бухты и бухты Радуга. Кроме Старого города в составе Центрального микрорайона можно выделить ещё два условных района — им. Ленина (Южный, спальный район восточнее Батарейной горы, и Железнодорожный (Па́пула), район к северу от железнодорожного вокзала.
К западу от Крепостного моста расположен микрорайон Петровский, включающий в себя территорию острова Твердыш (условные районы — Выборгский, Северный, Петровский), Гвардейского (с одноимённым условным районом), и ряда мелких островов. Ещё западнее располагаются Харитоновский и Калининский микрорайоны (оба — на северо-западном берегу Выборгского залива, за автомобильным мостом Дружбы) — бывшие посёлки им. Калинина и Харитоново, соответственно.
На северо-западе города расположены микрорайоны Кировский и Кировские дачи — зоны малоэтажной застройки. На северной окраине — Сайменский и Скандинавский — зоны садоводств, прилегающие к Сайменскому каналу.
На востоке расположены зоны перспективной застройки — промышленной, вдоль железной дороги на Санкт-Петербург, в Промышленном микрорайоне (где уже сформирована промзона), и многоэтажной жилой — в Петербургском (где жилой район предстоит сформировать по генплану).
В Выборге насчитывается более 800 улиц и 11 площадей. Главной улицей города является проспект Ленина, а главной транспортной магистралью — Ленинградское шоссе.

## Достопримечательности

### Фортификация
Основанный как военное укрепление, большую часть своей истории Выборг был крепостью, и на неприступности его стен покоилось благополучие выборжан. Неудивительно, что главные и наиболее яркие достопримечательности города связаны с фортификацией. Главная из них — Выборгский замок, настоящий символ города, и на протяжении столетий — центр притяжения городской жизни. Именно начало возведения на маленьком Воловьем островке (ныне — Замковый остров) в Крепостном проливе шведскими рыцарями в 1293 году замка, состоящего из мощной четырёхугольной башни, окружённой крепостными стенами с амбразурами, ознаменовало основание Выборга. Это единственный в России полностью сохранившийся памятник западноевропейского средневекового военного зодчества. Доминантой замка и всего города является башня Святого Олафа, одна из самых высоких в Скандинавии, её высота — 48,6 метров.
Разраставшийся город требовал защиты, и во второй половине XV века на ближайшем к замку полуострове была воздвигнута Выборгская крепость, впоследствии достроенная в конце XVI века (тогда крепость стала называться Рогатой из-за своей формы). До настоящего времени сохранились лишь три её элемента — бастион Панцерлакс, Круглая башня и башня Ратуши.
При императрице Анне Иоанновне, уже после перехода города под власть России, ключевым для обороны города стало северо-западное направление, оно было усилено возведением Аннинских укреплений. Эти укрепления ни разу не использовались в ходе боевых действий и хорошо сохранились до настоящего времени. К XIX веку основная опасность для Выборга стала исходить с моря, и для защиты от морского десанта с востока были построены Восточно-Выборгские укрепления, также почти без разрушений дошедшие до нашего времени. Сейчас Батарейная гора, на которой расположены их центральные позиции, превращена в центральный парк культуры и отдыха. С западной стороны, на островах Гвардейском и Твердыш, были возведены три артиллерийские батареи, до настоящего времени сохранившиеся лишь частично.
Фортификационные укрепления новейшего времени также не обошли стороной Выборг. В 1914 году начинается строительство новой — фортовой Выборгской крепости. Проект был прерван в 1917 году, к тому времени с западной стороны города, вокруг полуострова Хиэталинниеми (совр. Калининский и Сайменский микрорайоны) был построен Западный тет-де-пон, состоящий из полукольца укреплений с несколькими опорными фортами, а также нескольких бетонных пороховых погребов по обе стороны Гвардейского пролива. Укрепления, по большей части, сохранились.

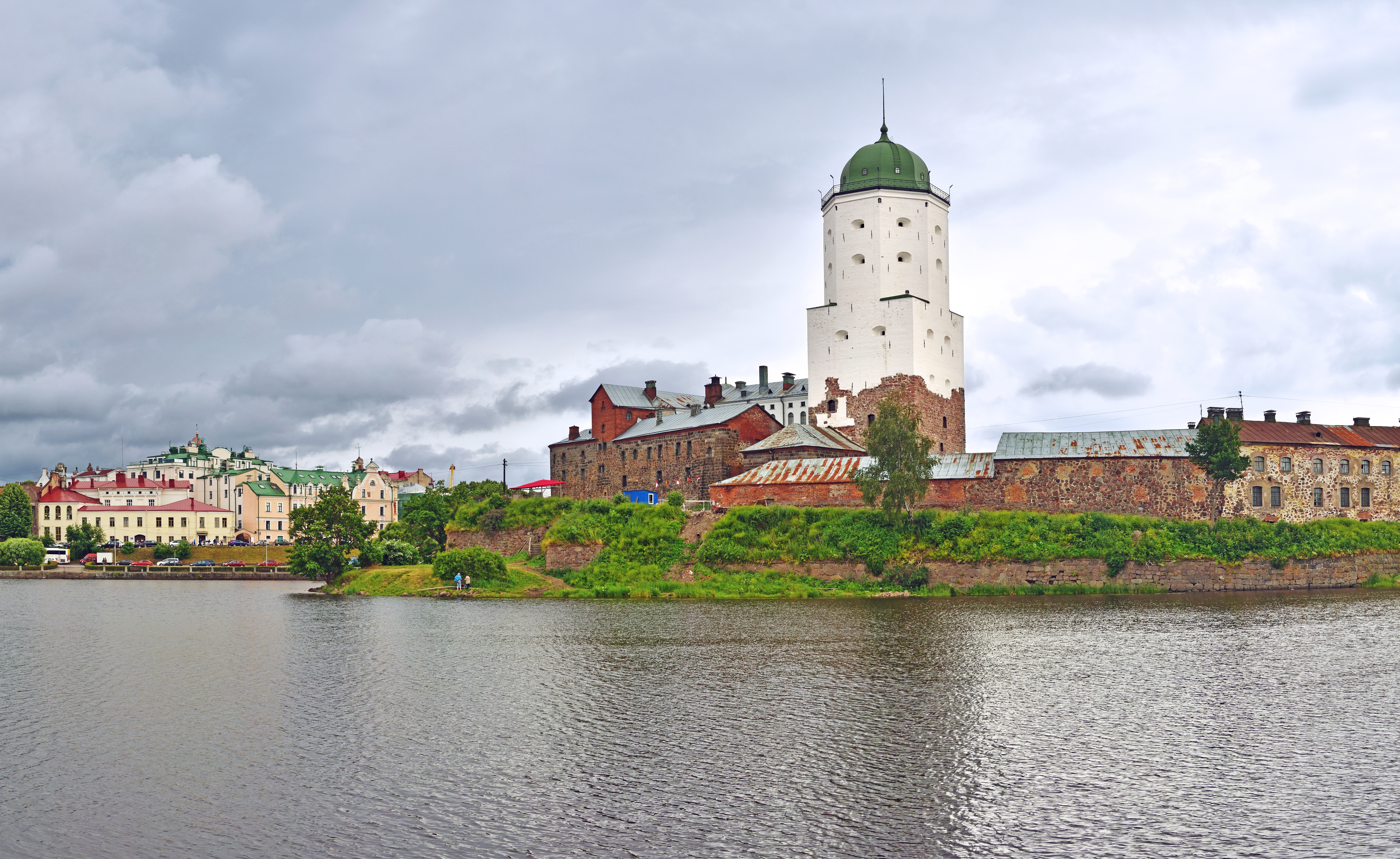
Выборгский замок. Башня Святого Олафа
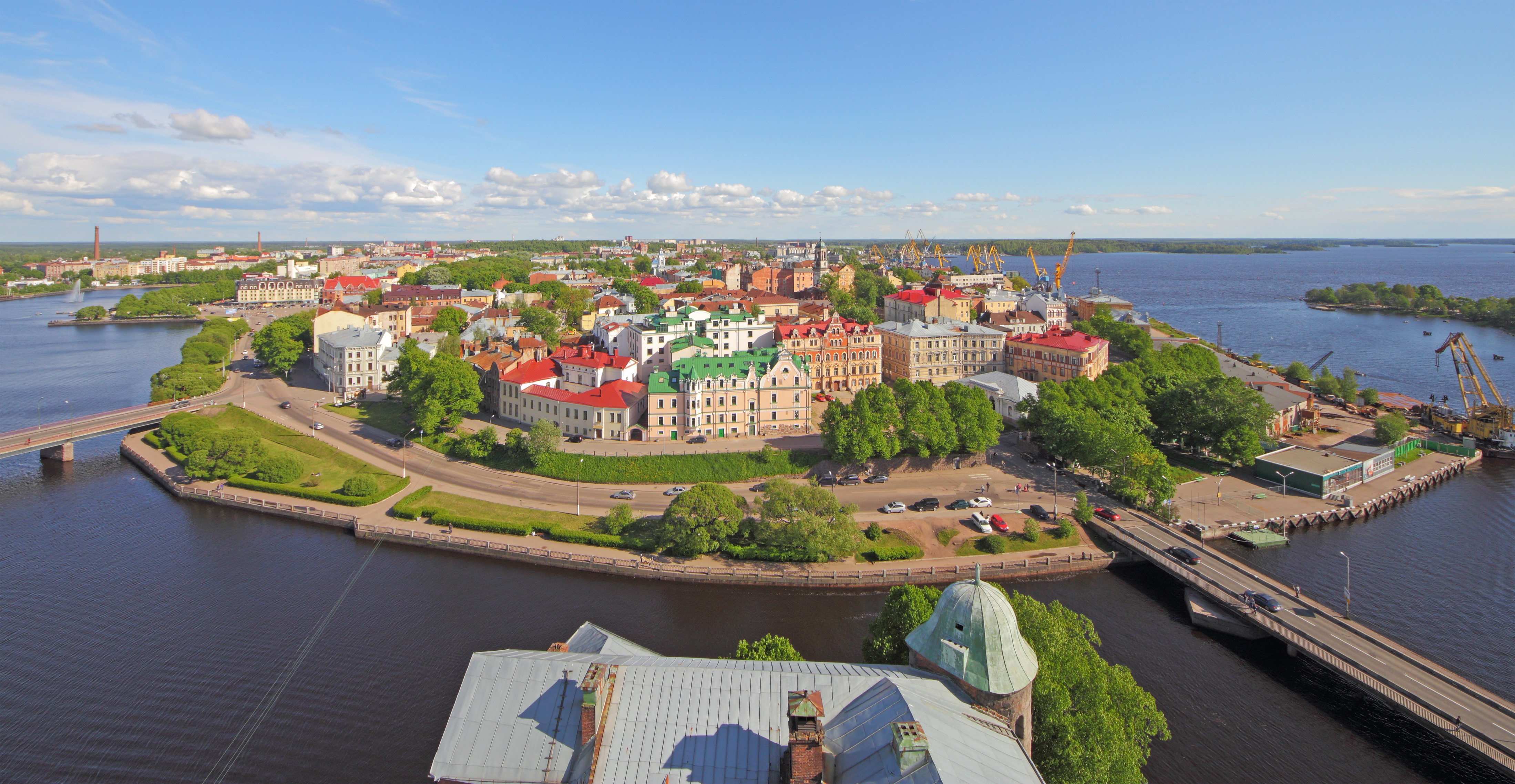
Вид на набережную 30-го Гвардейского Корпуса и центральную часть города с башни Св. Олафа Выборгского замка, 2012 год

### Архитектура
Уникальный архитектурный облик исторической части Выборга, сложившийся за более чем семь столетий под влиянием нескольких национальных культур, представлен архитектурными памятниками различных эпох — от древних построек времён Средневековья до зданий конца XX — начала XXI века.
Помимо замка, двух башен и одного бастиона бывшей Выборгской крепости, Часовой башни и двух полуразрушенных средневековых храмов, в Выборге сохранилось ещё семь зданий шведского периода (до XVIII века) — Дом на скале, Дом купца Векрута и Дом богатого горожанина (Епископский дом) на Подгорной улице, Костёл Гиацинта на улице Водной Заставы, Дом горожанина в глубине двора Крепостной улицы, а также два средневековых (гильдейских) дома на Выборгской улице. Почти все эти здания построены до появления первого городского генерального плана в 1639 году и отличаются тем, что расположены под углом к современной сетке улиц.
После прихода в 1710 году в город русского гарнизона в Выборге строятся оборонительные сооружения и воинские казармы. Во второй половине XVIII века возводятся здания гражданского назначения, тогда складывается архитектурный ансамбль Соборной площади в стиле классицизма: возводятся соборы Петра и Павла и Спасо-Преображенский, Дворец наместника и Президентский дом — резиденция главы Императорского гофгерихта, а также не сохранившиеся до нашего времени гостиный двор и новая городская ратуша.
Во второй половине XIX века Выборг застраивается в эклектическом направлении: формируется современный вид площади Старой Ратуши (Б. Бломквист, К. Э. Диппель), строится множество общественных учреждений в районе перекрёстка современных Крепостной улицы и Ленинградского проспекта: здание губернского правления, несколько учебных заведений, почтамт. В 1893 году по проекту К. Э. Диппеля в неоготическом стиле возводится крупнейший храм города — Новый кафедральный собор. Его шпиль высотой 75 метров стал важнейшей доминантой города.
В начале XX века на смену эклектике приходит национальный романтизм. Именно тогда было создано большинство зданий, являющихся в настоящее время архитектурными памятниками города. Наибольший вклад в формирование архитектурного облика Выборга внесли местные архитекторы — У. Ульберг, А. Шульман, П. Уотила и А. Гюльден. Несколько интересных зданий были построены по проектам статусных архитекторов из Хельсинки — Э. Сааринена, А. Линдгрена, К. Сегерштада, У. Нюстрёма и других. Важнейшие сохранившиеся постройки того времени: здание фирмы «Хакман и К°» («Гранитный дворец») и дом Говинга в Старом городе, дом Пиетинена у Вокзальной площади, здание фирмы «Хякли, Лаллукка и К°», дом купца Москвина на Красной площади, банковские здания в начале проспекта Ленина.

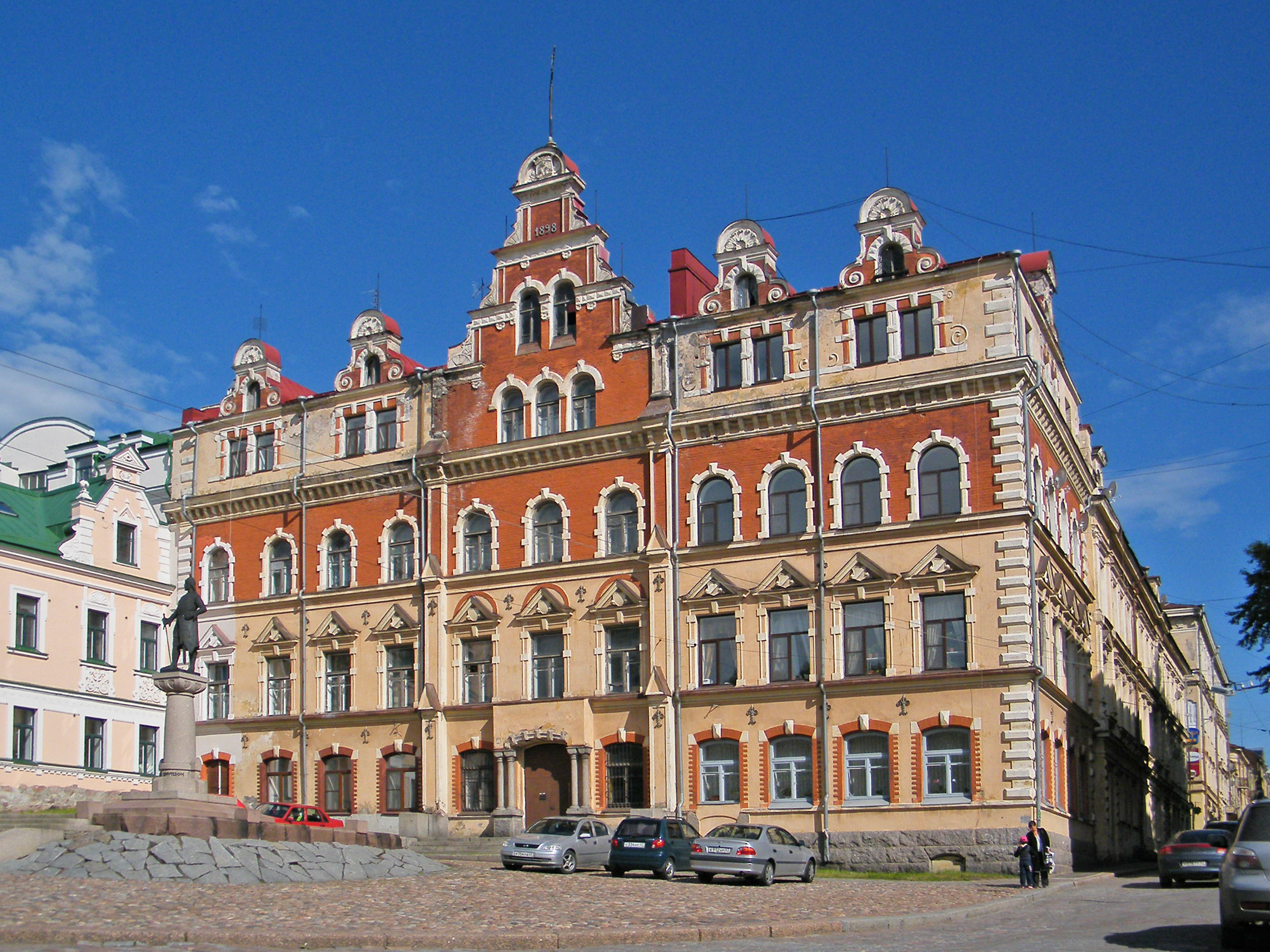
Старая ратуша
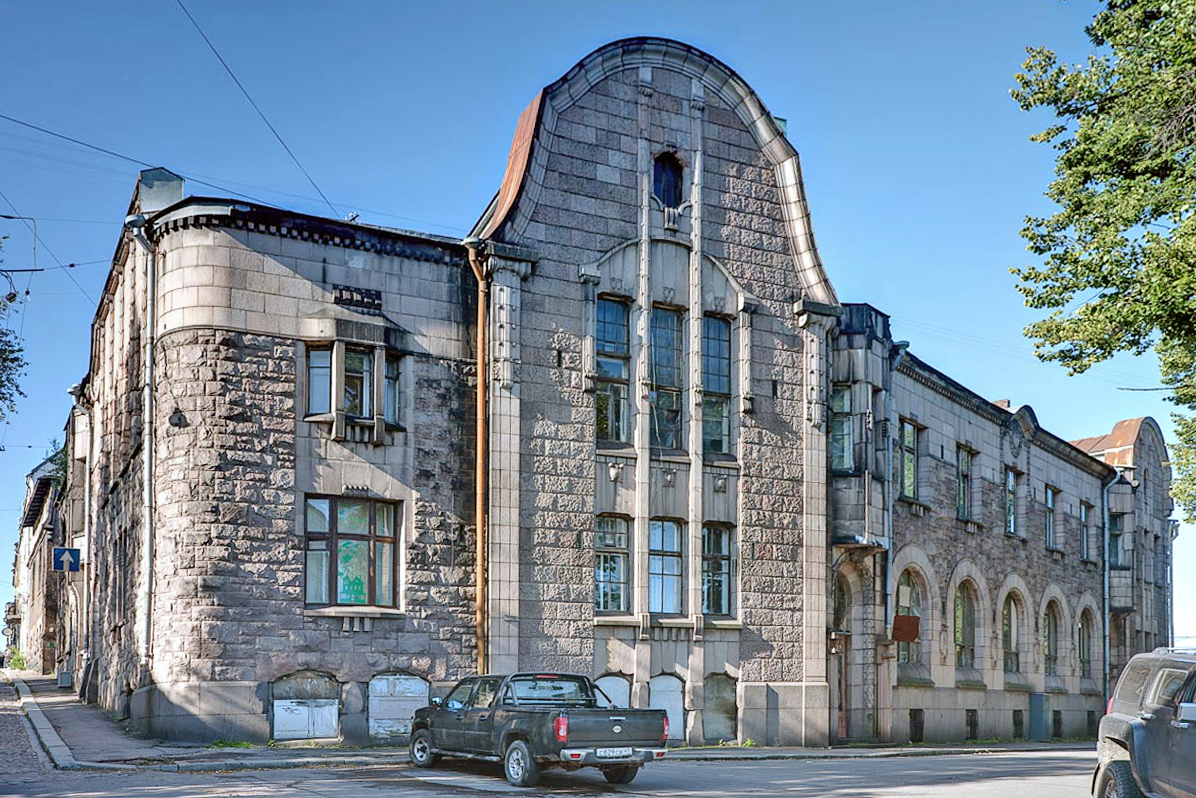
Гранитный дворец
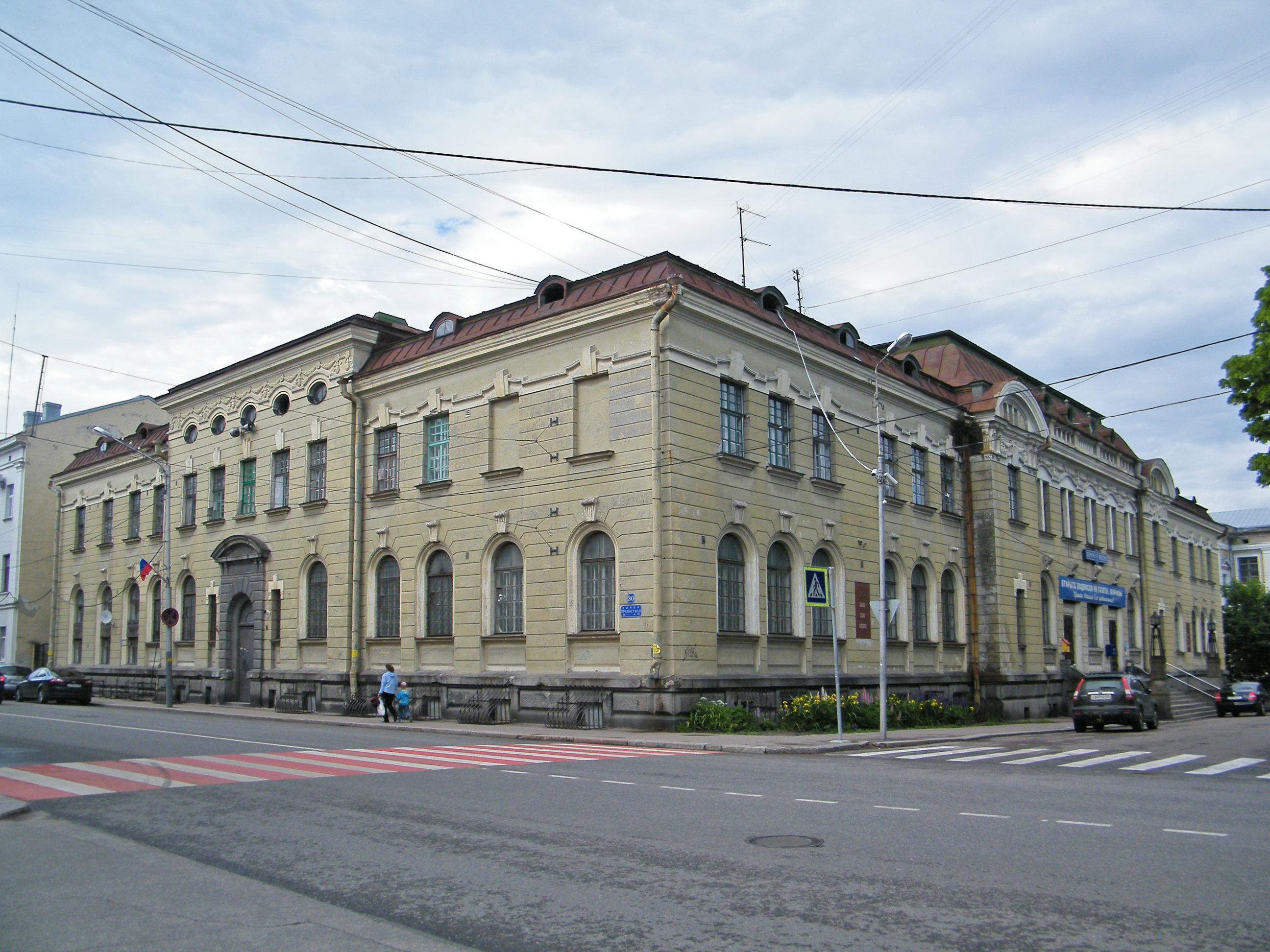
Выборгский почтамт
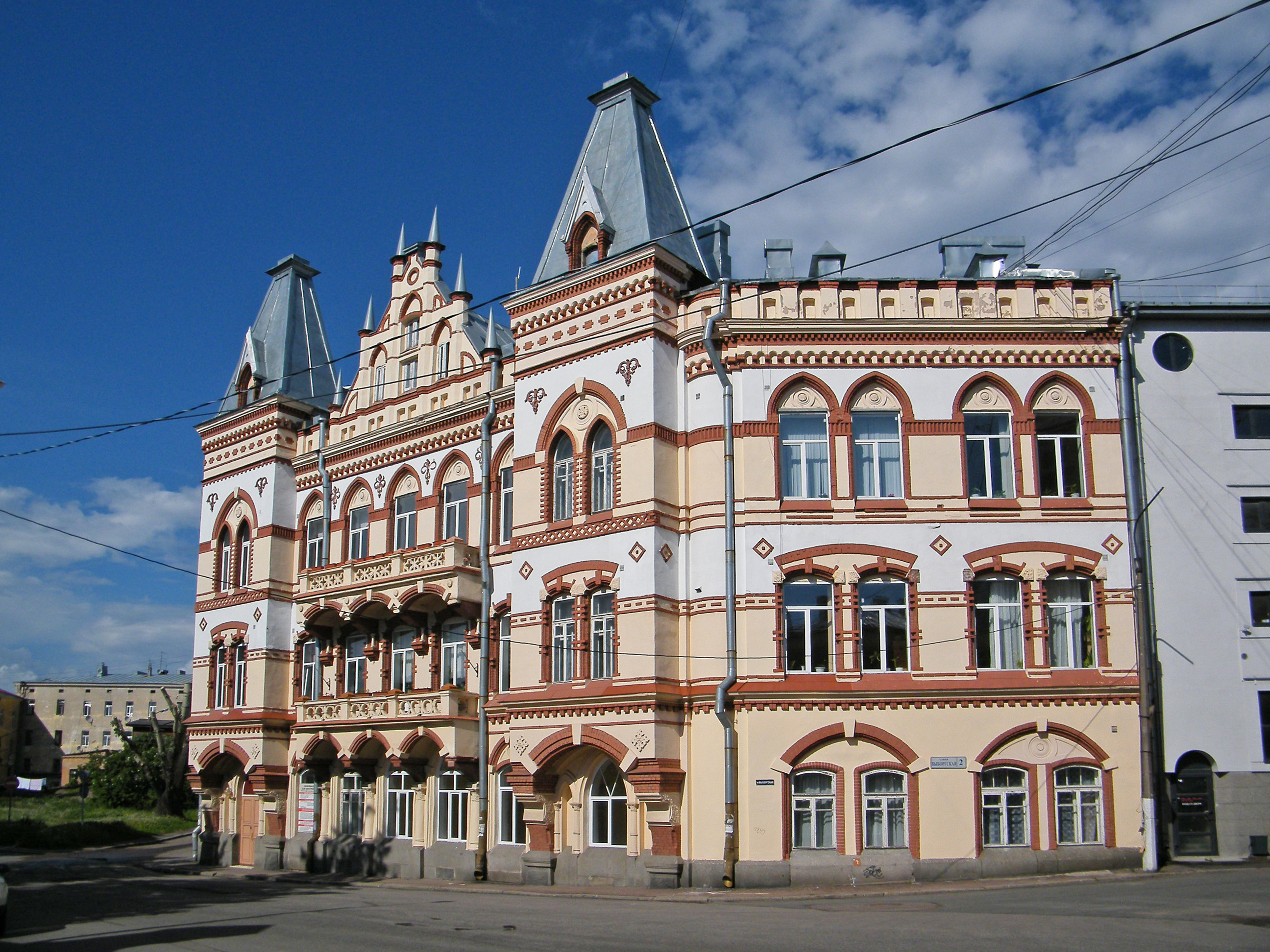
Дом консула Роте

В 1930-е годы новое влияние на городскую архитектуру оказал функционализм. Помимо жилых и коммерческих зданий в данном стиле были построены общественные учреждения: художественная школа с музеем, окружной архив и ломбард — все по проектам У. Ульберга. Важнейшим памятником эпохи функционализма в Выборге является городская библиотека, построенная в 1935 году по проекту всемирно известного архитектора А. Аалто.
В результате военных действий в районе города в 1939—1944 годах серьёзно пострадало большинство зданий, некоторые были разрушены практически полностью: старый железнодорожный вокзал, городской театр, здание телефонной станции. Почти полностью сгорела деревянная застройка Выборга, довоенные деревянные дома сохранились, в основном, в западных пригородных районах. Тем не менее после войны большая часть каменных зданий в центре города была отреставрирована, хотя порой и с отклонениями от первоначального облика: например, на фасаде здания компании «Тапиола» в ходе ремонта появились элементы, характерные для сталинской архитектуры. Городская архитектурная доминанта — получивший повреждения Новый кафедральный собор — был окончательно разобран в 1953 году. В условиях послевоенного времени первоочередной задачей считалось восстановление разрушенных зданий, а не возведение новых. Тем не менее, было построено несколько зданий в стиле советского монументального классицизма (сталинского ампира), самое значительное из которых — Выборгский железнодорожный вокзал.
Вследствие развернувшейся в СССР в 1950-х годах кампании по борьбе с «архитектурными излишествами», идеи которой были закреплены знаменитым постановлением «Об устранении излишеств в проектировании и строительстве», Выборг, как и все советские города, был массово застроен типовыми панельными домами, наибольшее количество которых появилось в посёлке им. Ленина (современный Южный условный район), на месте уничтоженной деревянной застройки. Возведение на свободных участках в центре Выборга типовых зданий советской архитектуры — «хрущёвок», не сочетающихся с фасадами соседних зданий более раннего времени, не украсило городскую застройку и было подвергнуто критике с последующим запретом на типовое строительство в историческом центре города: в центральной части строительство с 1970-х годов велось, преимущественно, по индивидуальным проектам. К числу наиболее удачных построек советского архитектурного модернизма в Выборге относятся торговый центр «Север» и гостиница «Дружба». С изменением политики СССР в архитектурно-строительном деле, приведшим к формированию нового направления — неоисторической архитектуры постмодернизма — появилась возможность воссоздания утраченных зданий в облике, близком к первоначальному. Примерами являются восстановленные на рубеже 1980-х—1990-х годов дом Борхарда и дом Гроеля.
Современное состояние ряда исторических зданий в центре Выборга вызывало опасения — без должного ухода они разрушались. В рамках программы капитального ремонта, реализуемой с 2018 года, по состоянию на ноябрь 2020 года в исторической части Выборга восстановлено 12 памятников культурного наследия регионального и федерального значения. Работы по реставрации значимых объектов города продолжаются.
На окраинах города можно встретить остатки усадебной застройки довоенного времени, самыми известными из которых являются остатки усадьбы Суур-Мерийоки в Харитоновском микрорайоне.

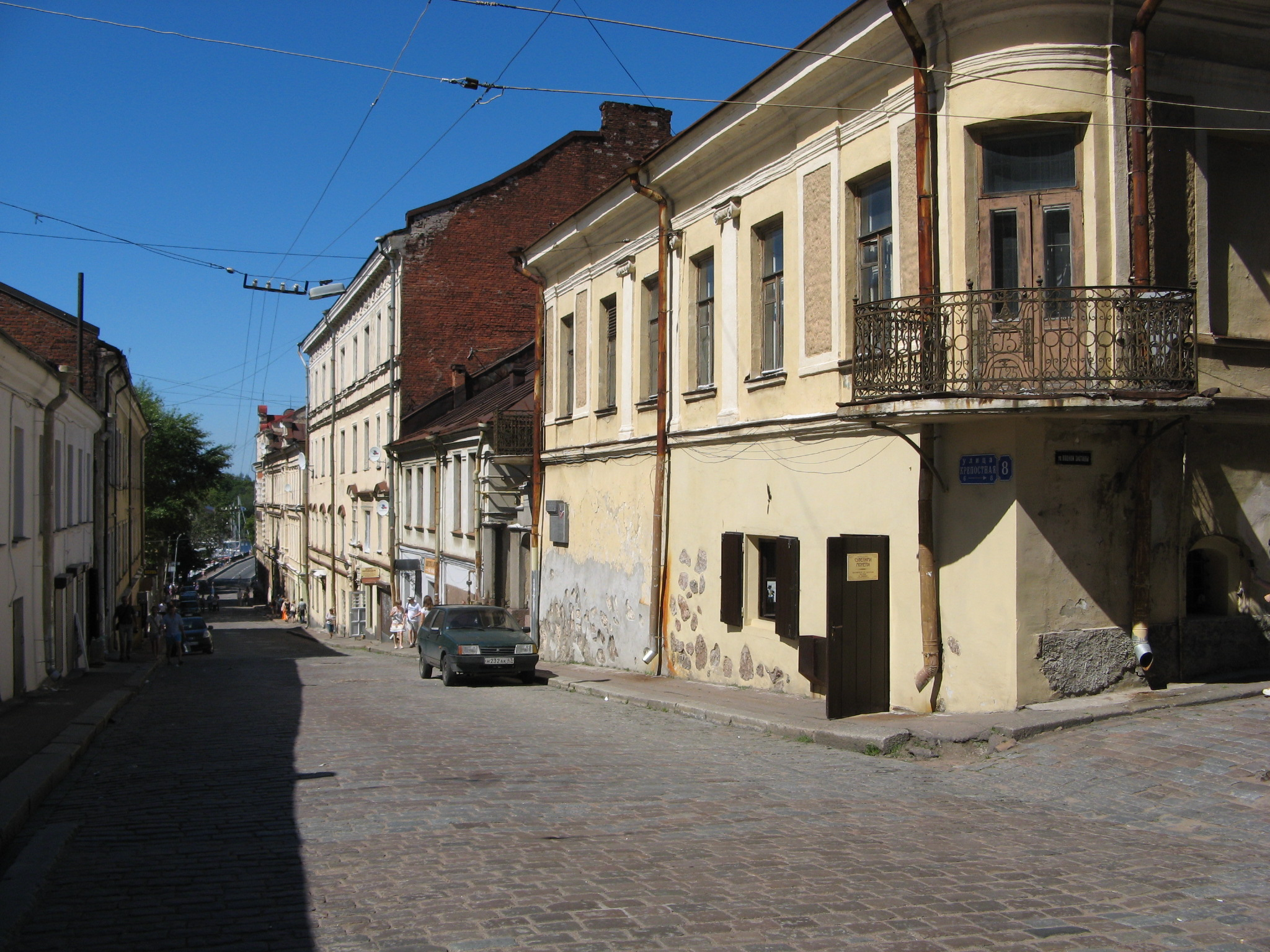
Дом Валя в Старом городе
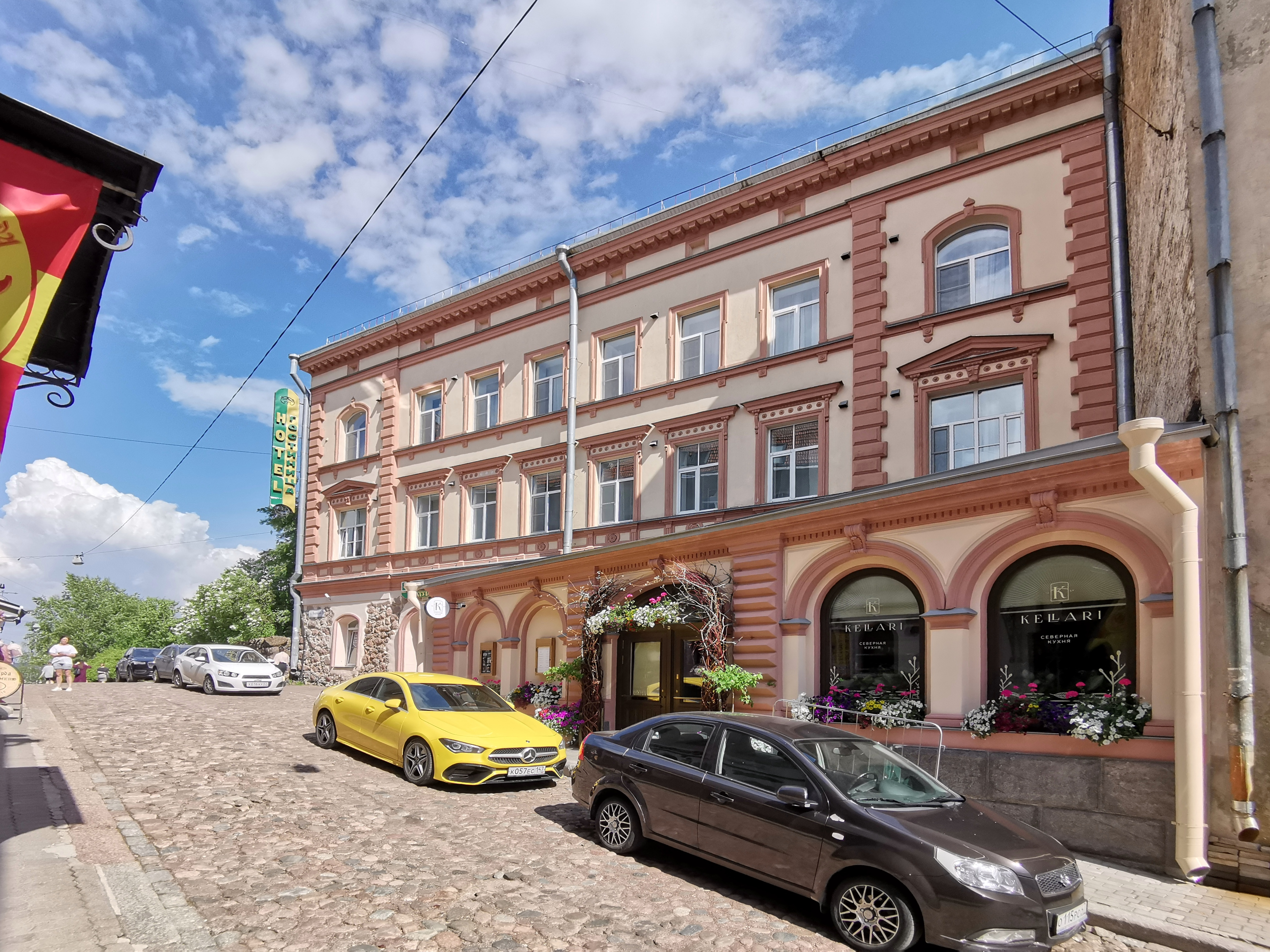
Епископский дом
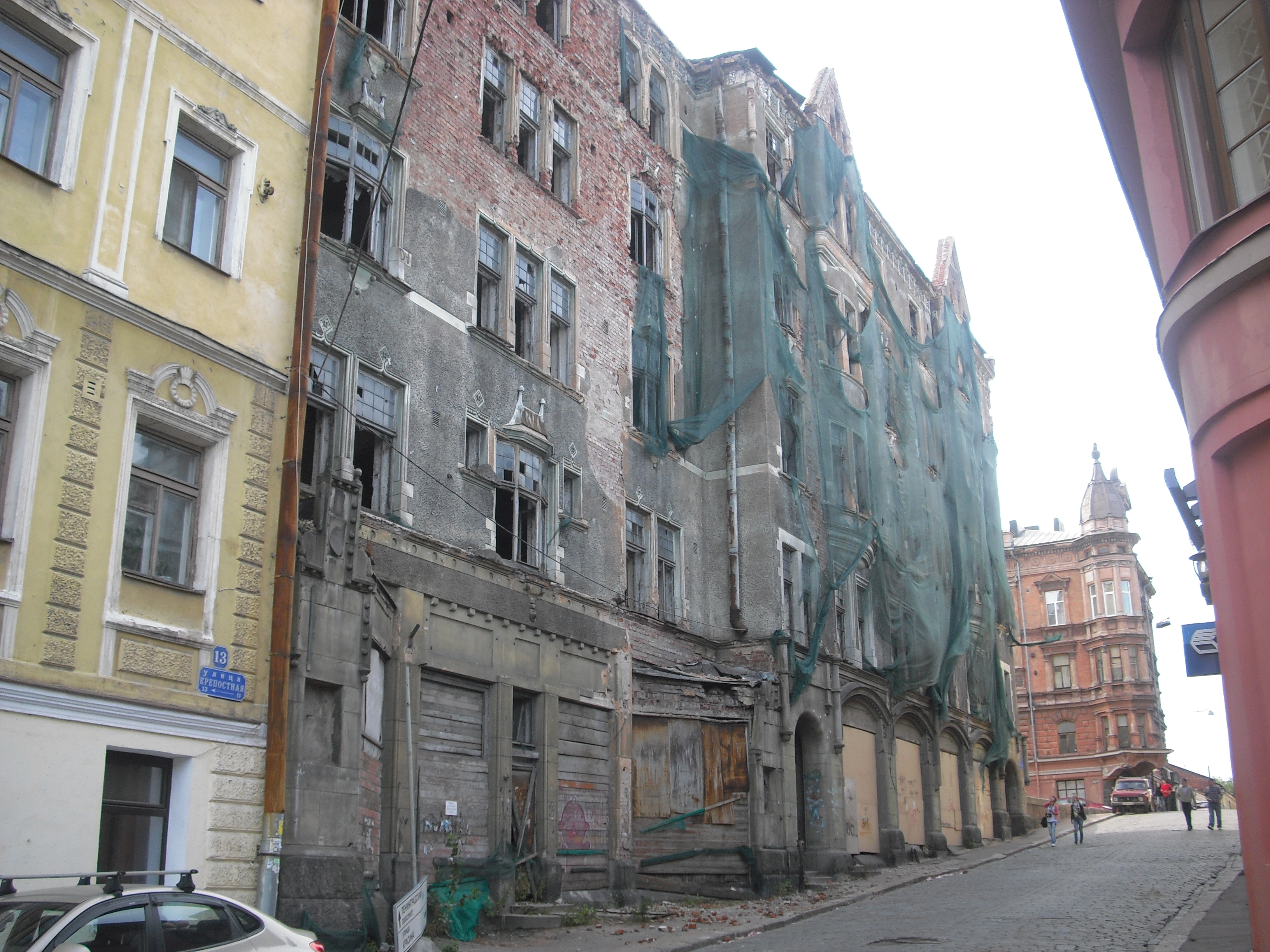
«Домус» Говинга
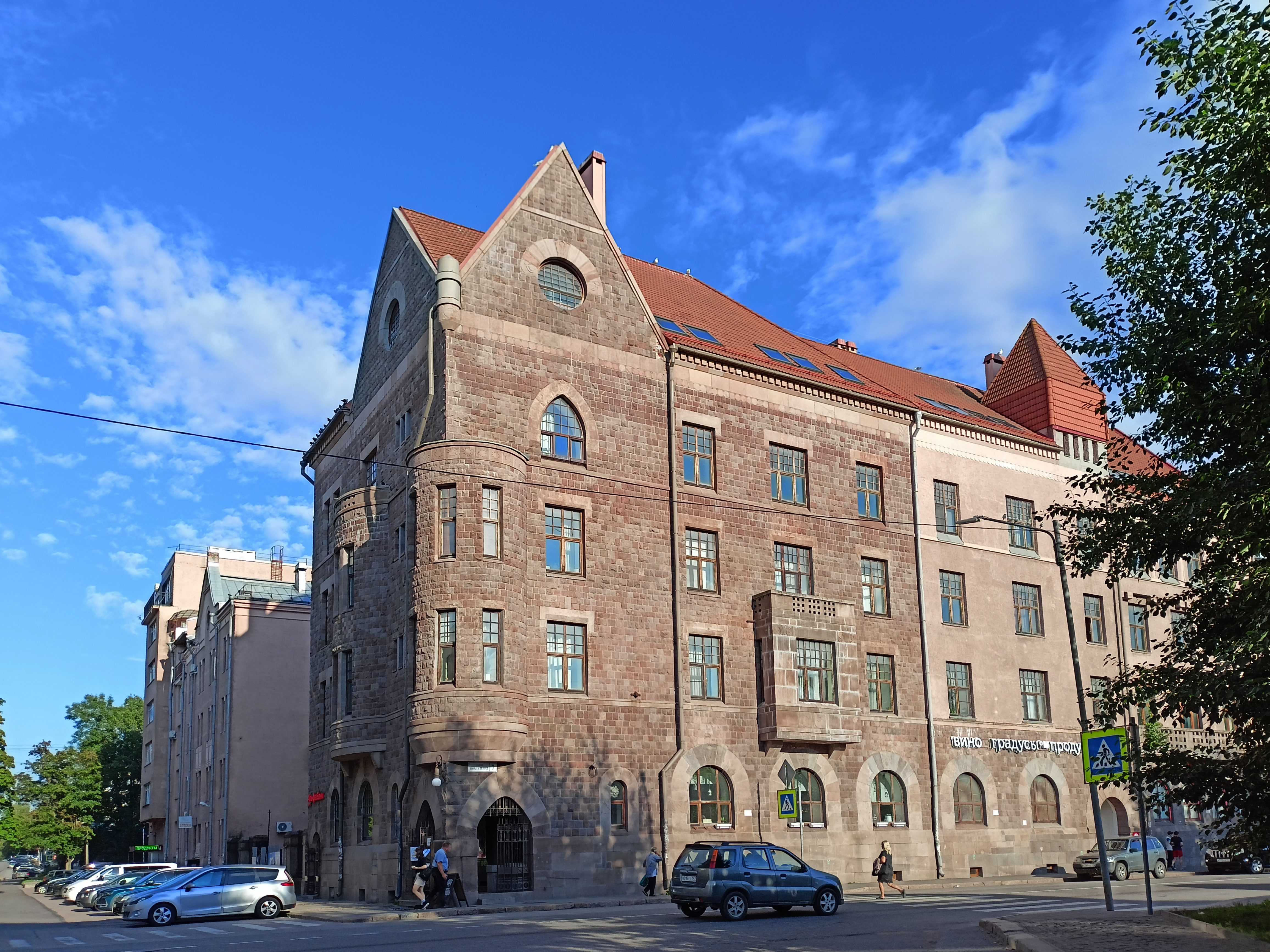
Бывший доходный дом фирмы «Хякли, Лаллукка и К°»
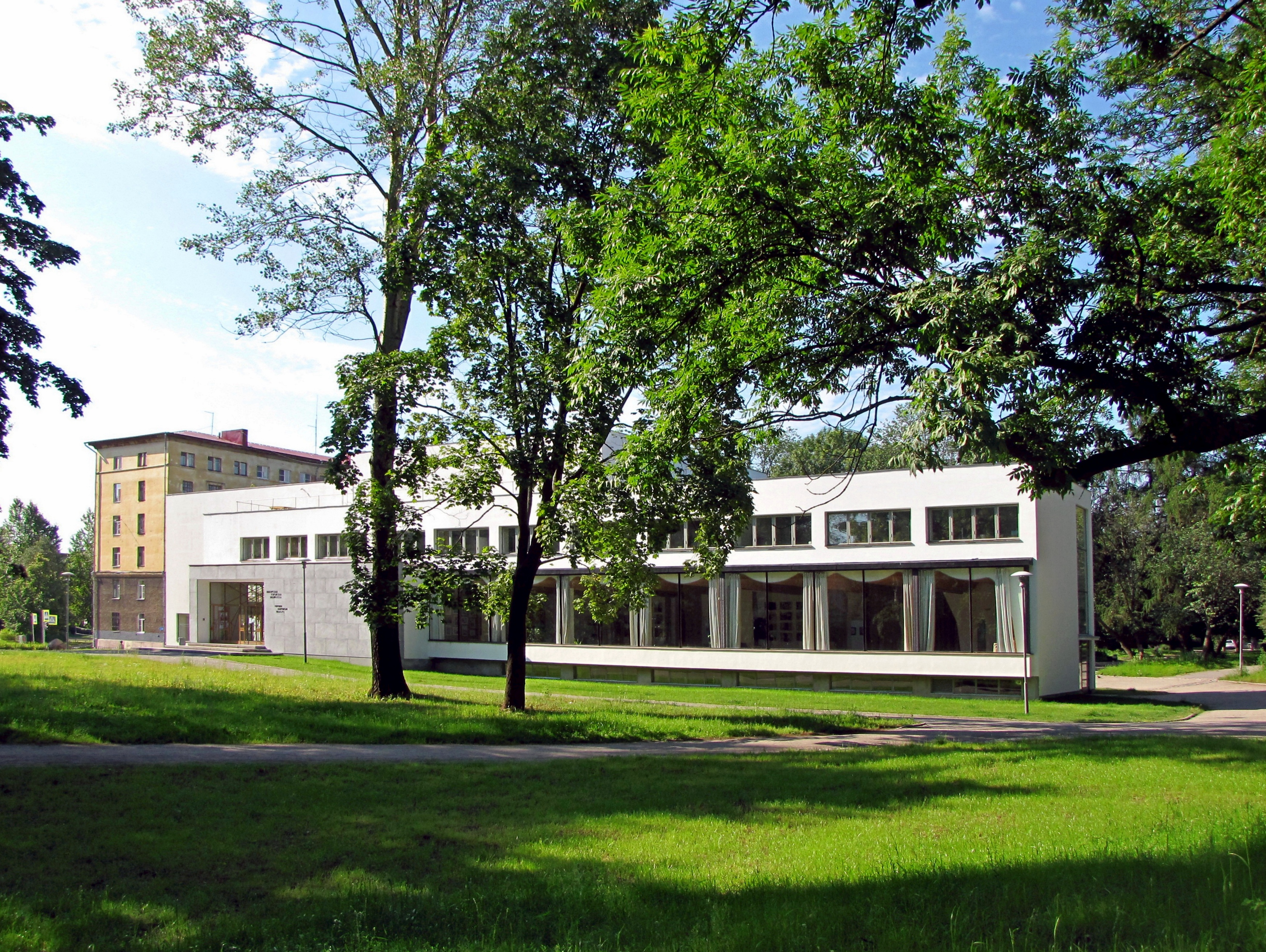
Библиотека Алвара Аалто

### Скульптура и памятники
История выборгских памятников началась с появления в XVIII веке садово-парковых сооружений в Монрепо. А первым памятником Выборга, сооружённым в общественном месте, стал установленный в 1908 году на площади Старой ратуши монумент основателю города — Торгильсу Кнутссону. После установки в 1910 году с противоположной стороны Крепостного пролива памятника Петру Великому возникла оригинальная архитектурно-скульптурная композиция: взгляды фигур скрещиваются на их «яблоке раздора» — Выборгском замке. Оба монумента в процессе своей истории демонтировались, более всего в этом отношении пострадал памятник Петру I, дважды сброшенный с постамента: в результате гражданской войны в Финляндии и в ходе Великой Отечественной войны. К образовавшейся композиции в 2010 году добавился первый в России генерал-адмиралу Апраксину, установленный на Петровской площади.

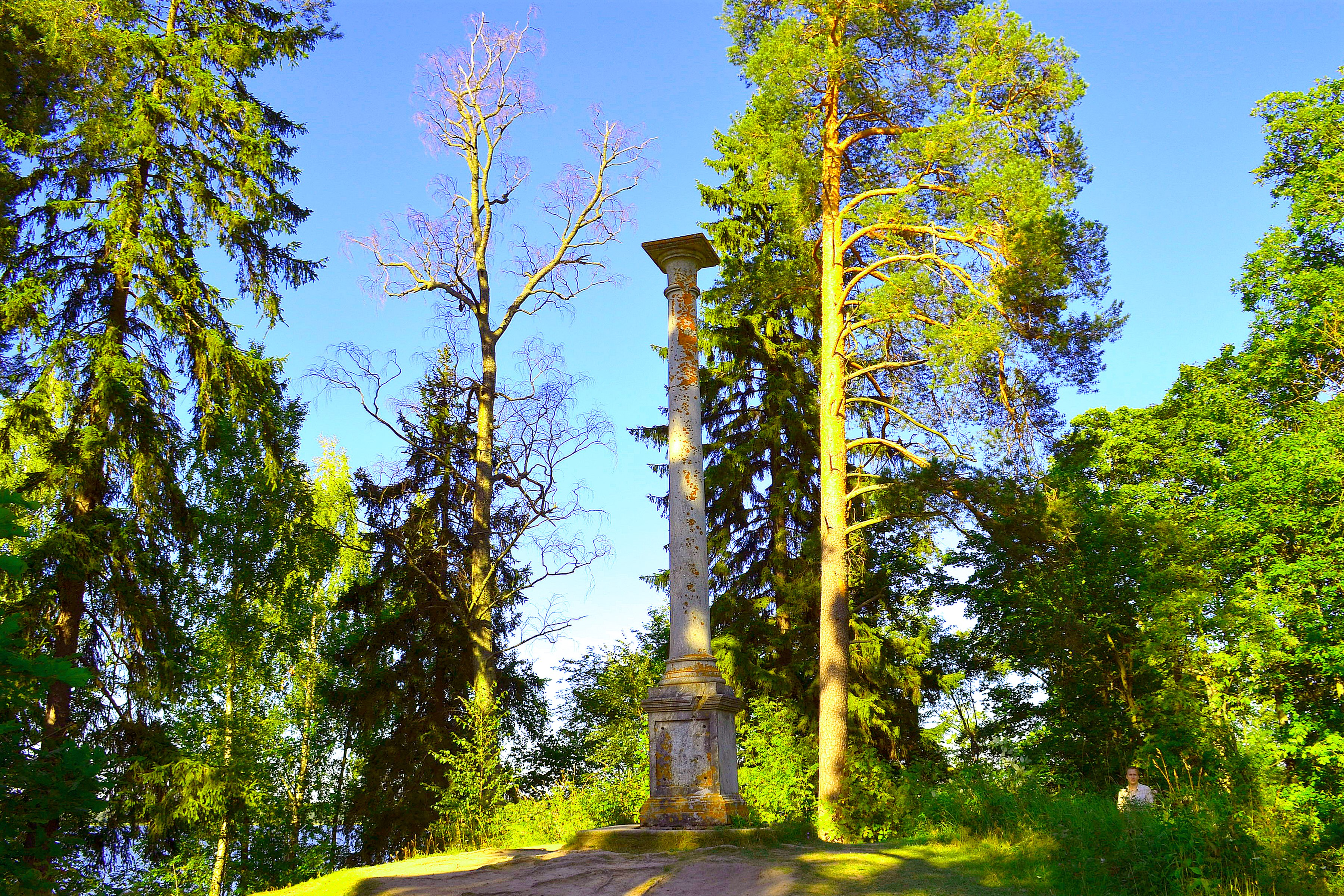
Колонна двух императоров
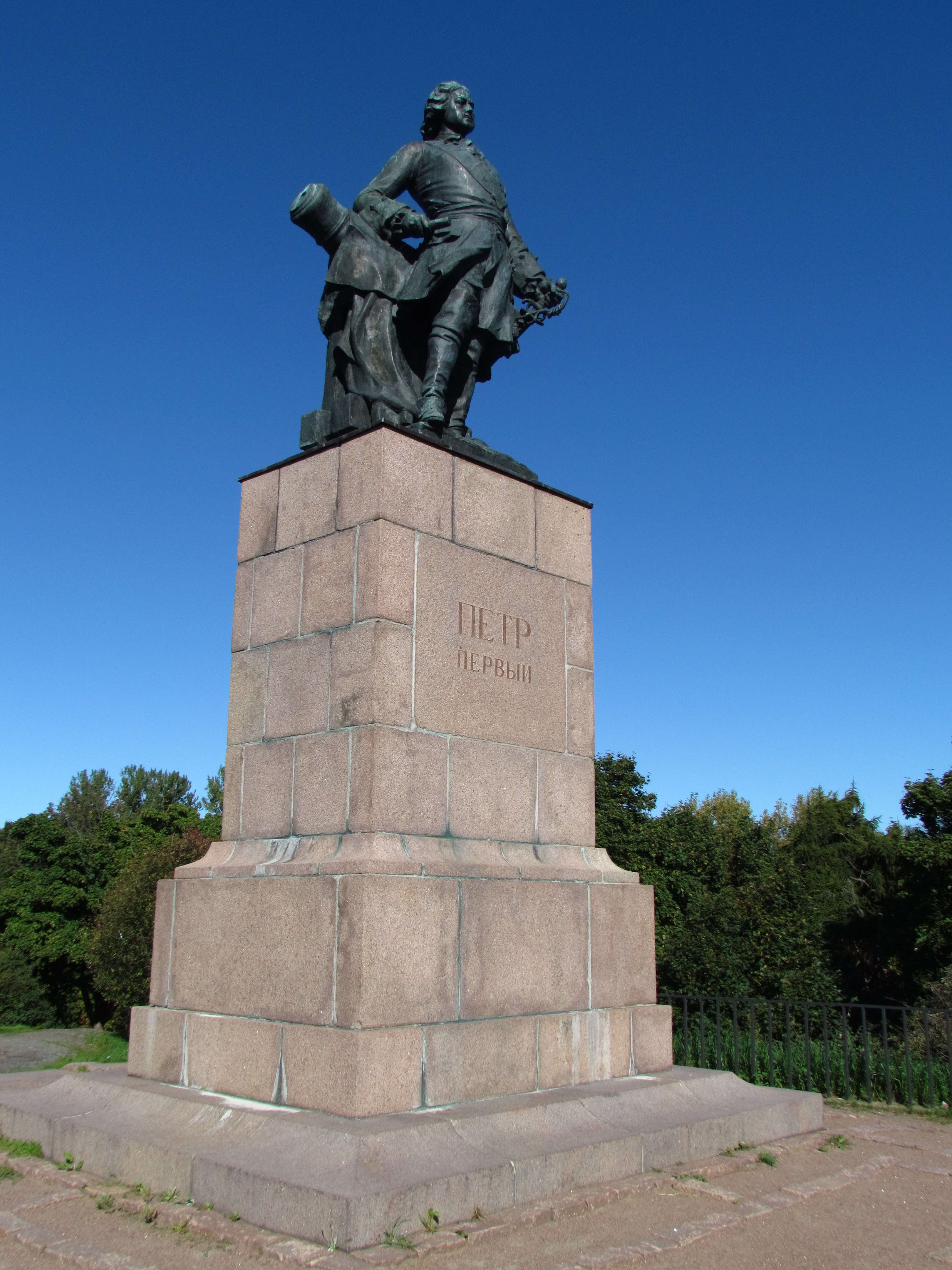
Памятник Петру I
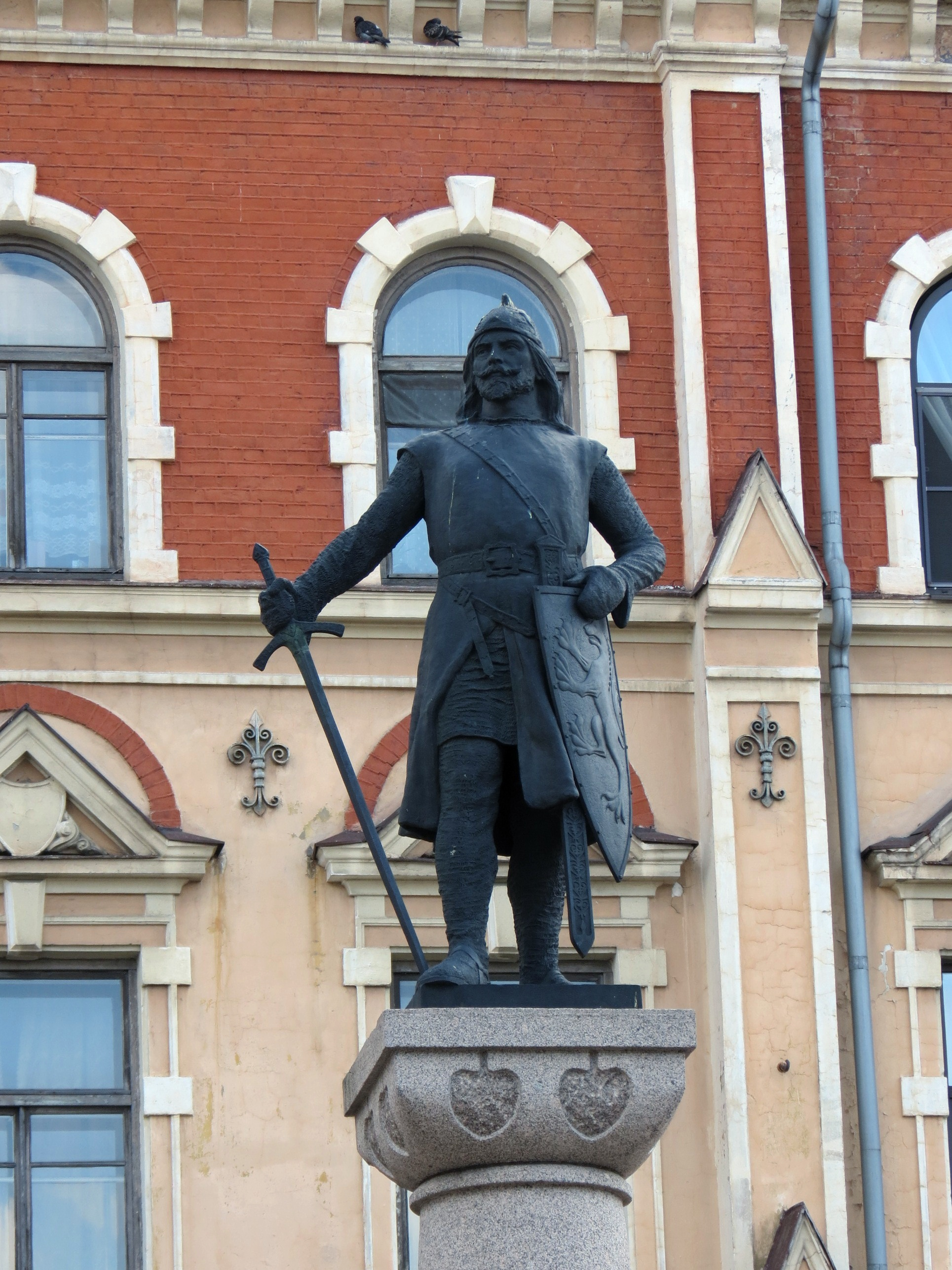
Памятник Торгильсу Кнутссону
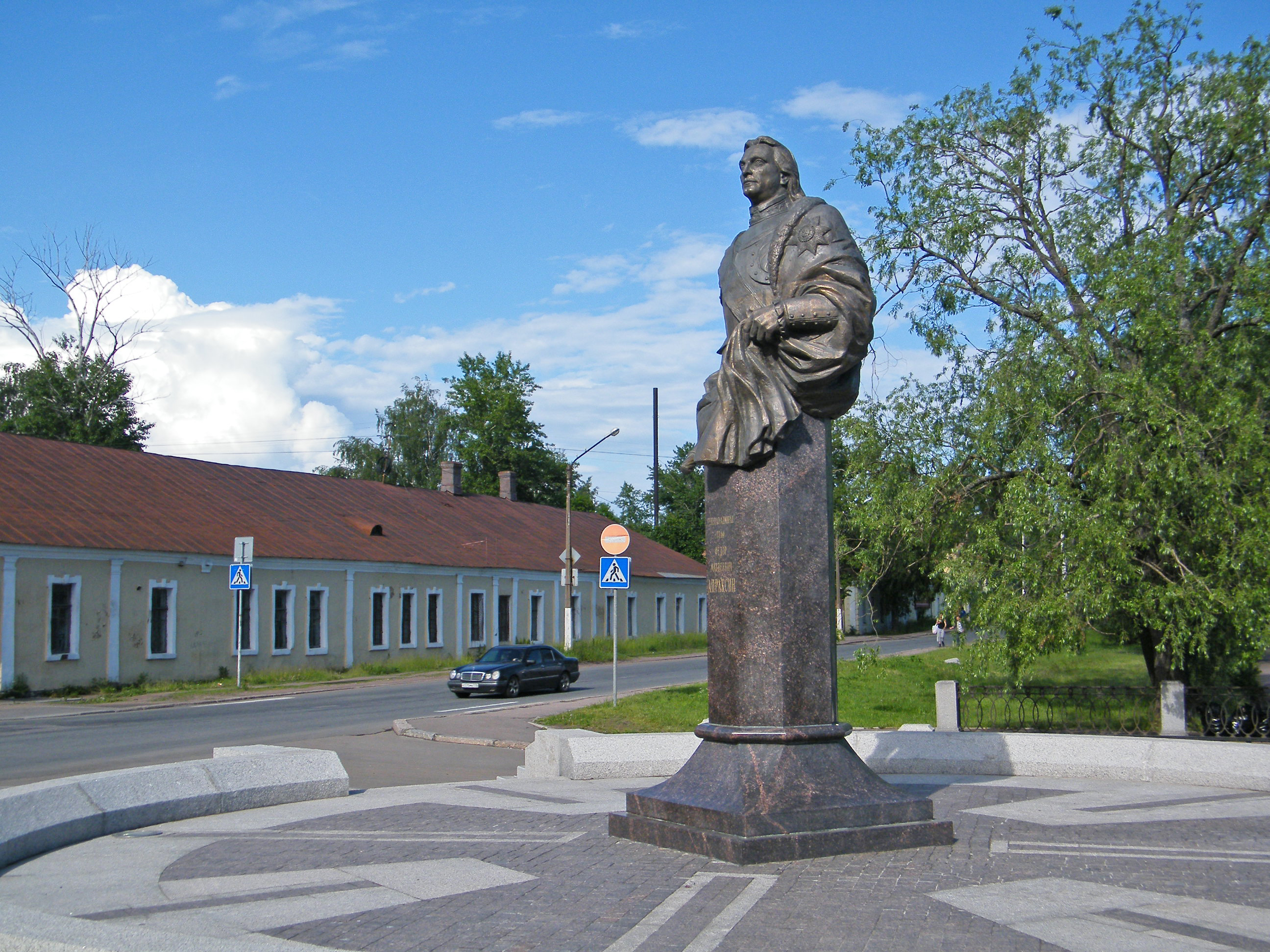
Памятник Фёдору Апраксину
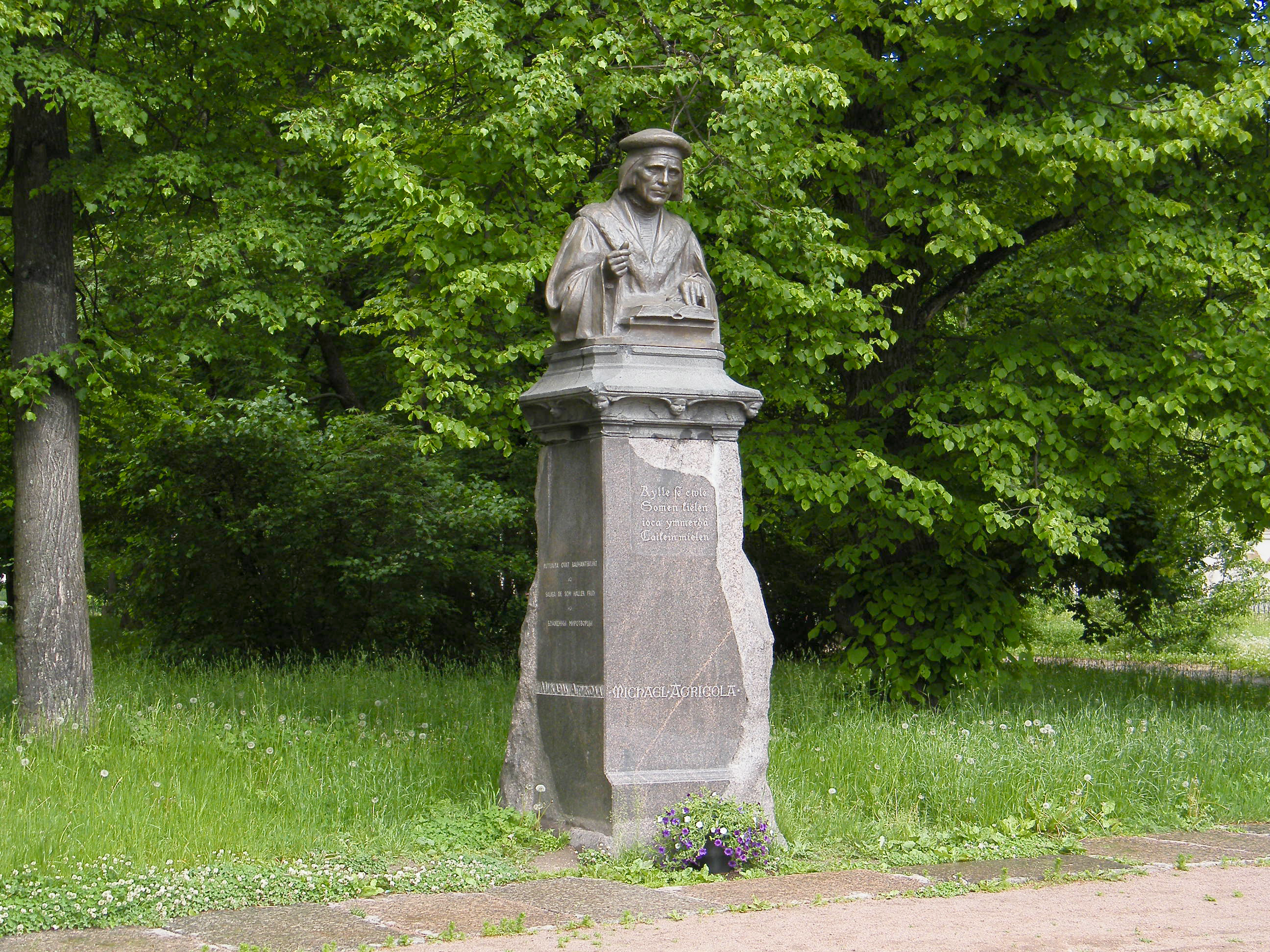
Памятник Микаэлю Агриколе

На главной площади города — Красной — в 1957 году установлена самая большая статуя в городе — монумент В. И. Ленину. В советское время в городских парках и скверах также появились памятники М. И. Калинину, М. Горькому, Н. Г. Маркину. Некоторое время в городском парке простоял также памятник И. В. Сталину, однако после XX съезда КПСС он был, наряду с множеством аналогичных монументов по всему СССР, демонтирован.
Из городской садово-парковой скульптуры наиболее известны скульптуры «Лось» и «Лесной юноша», установленные в парке-эспланаде, статуи «Промышленность» и «Морская торговля», а также скульптура парка Монрепо: памятник Вяйнемёйнену, утраченный в годы войны и восстановленный в 2007 году, колонна двум императорам (Павлу I и Александру I) и обелиск братьям Броглио. В городе находится сад Скульптуры, в котором представлено около десяти работ участников выборгского скульптурного симпозиума 1988 года.

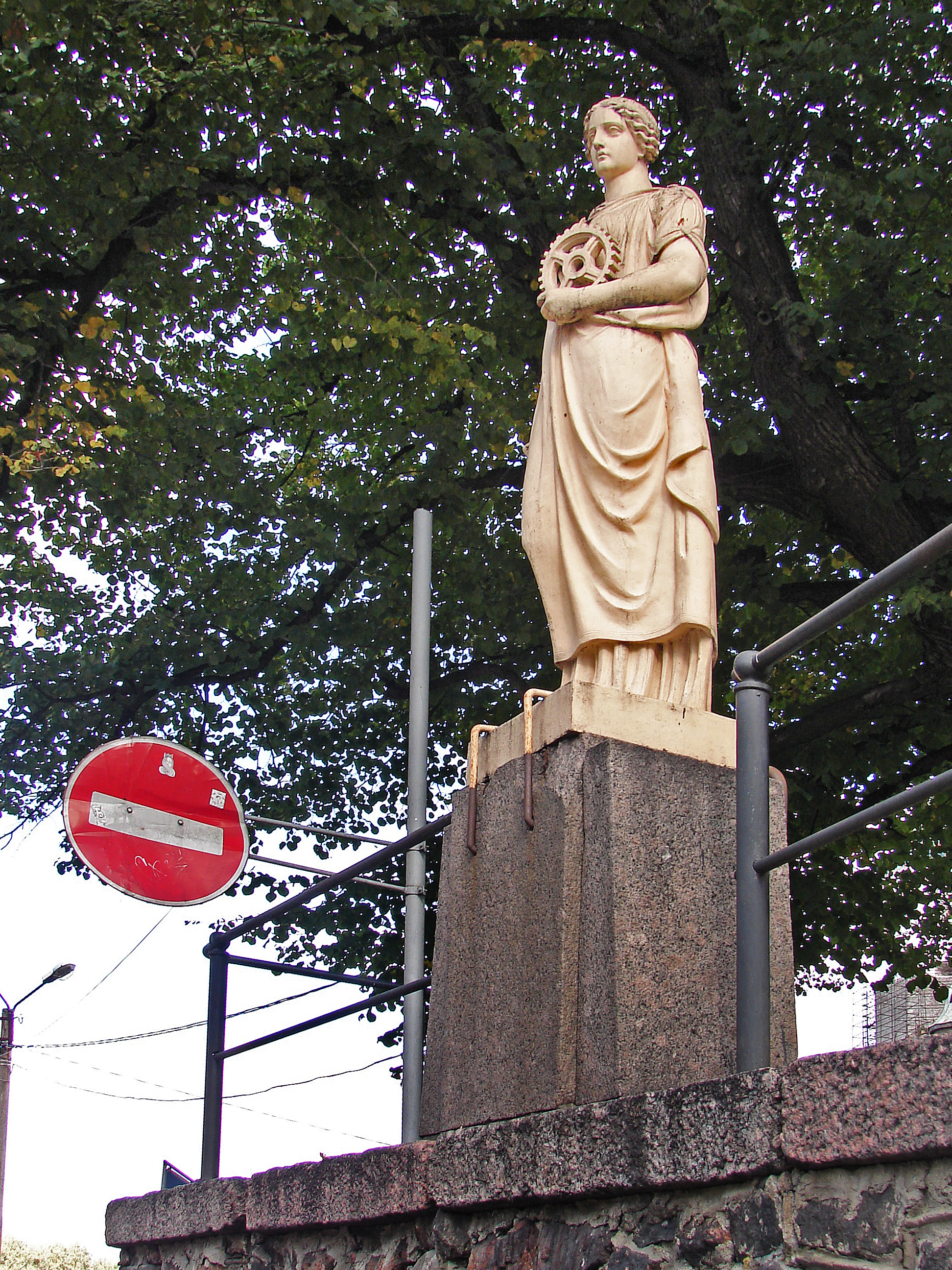
Статуя «Промышленность»
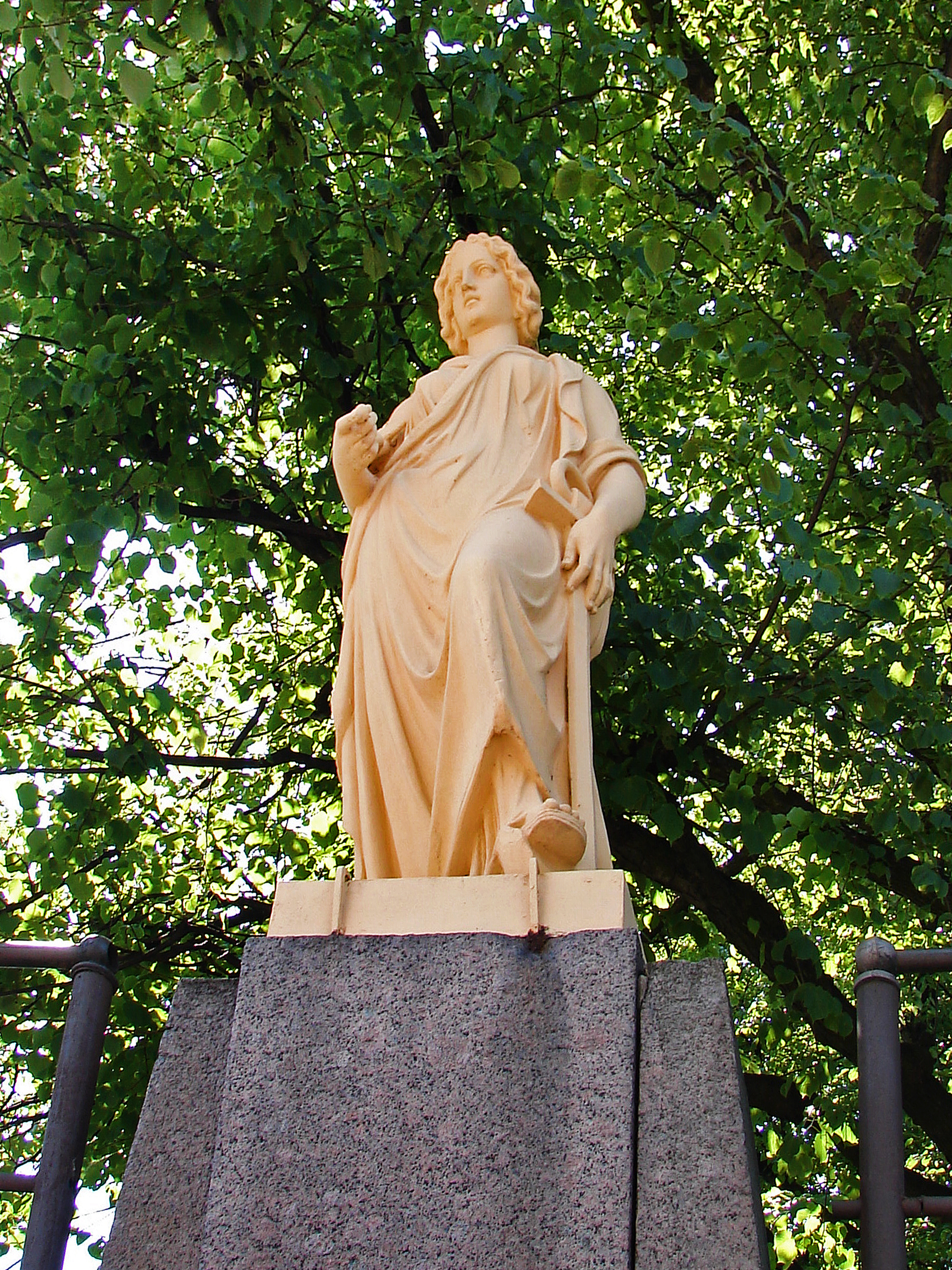
Статуя «Морская торговля»
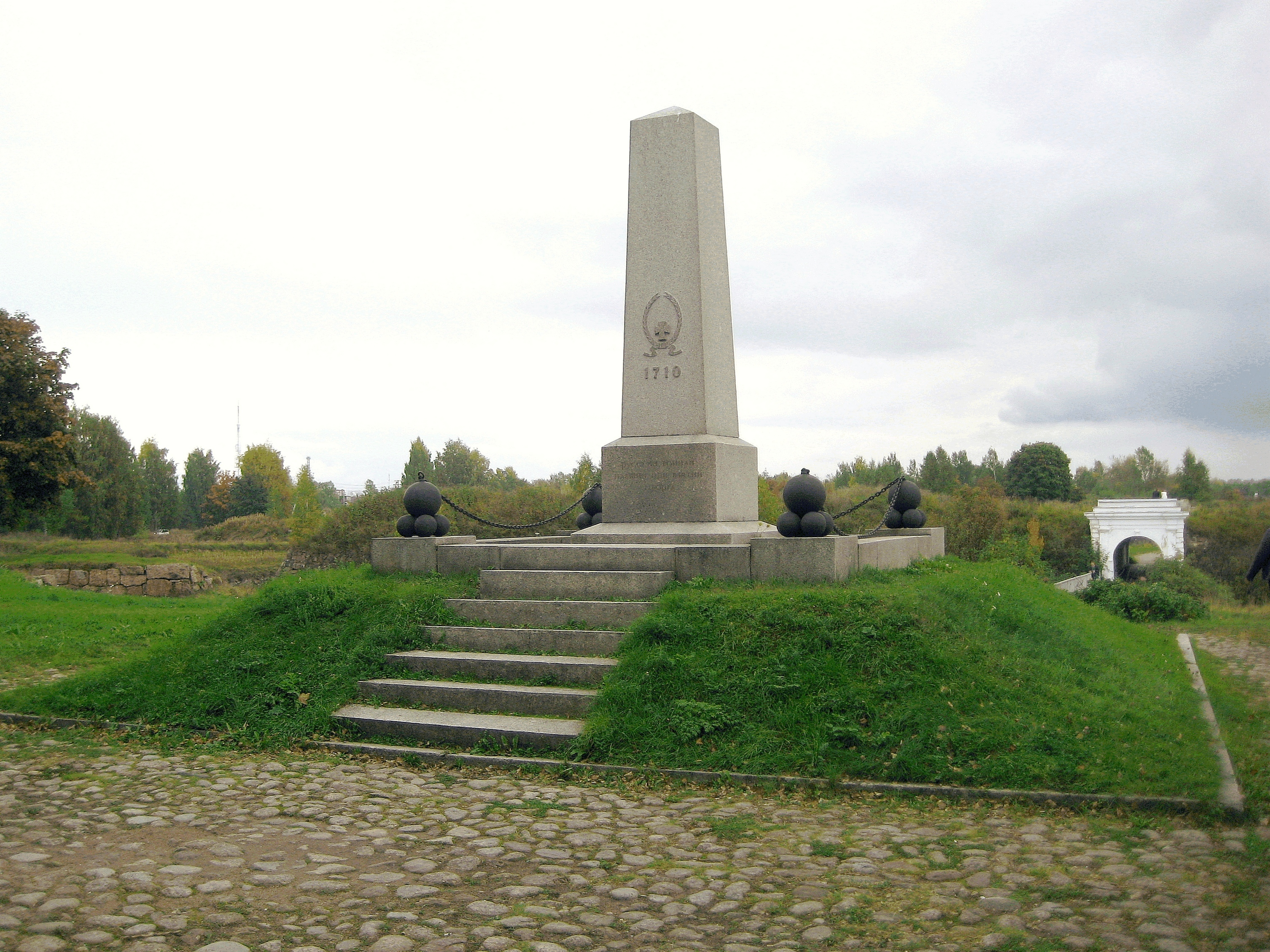
Памятник русским воинам, погибшим при осаде Выборга в 1710 году
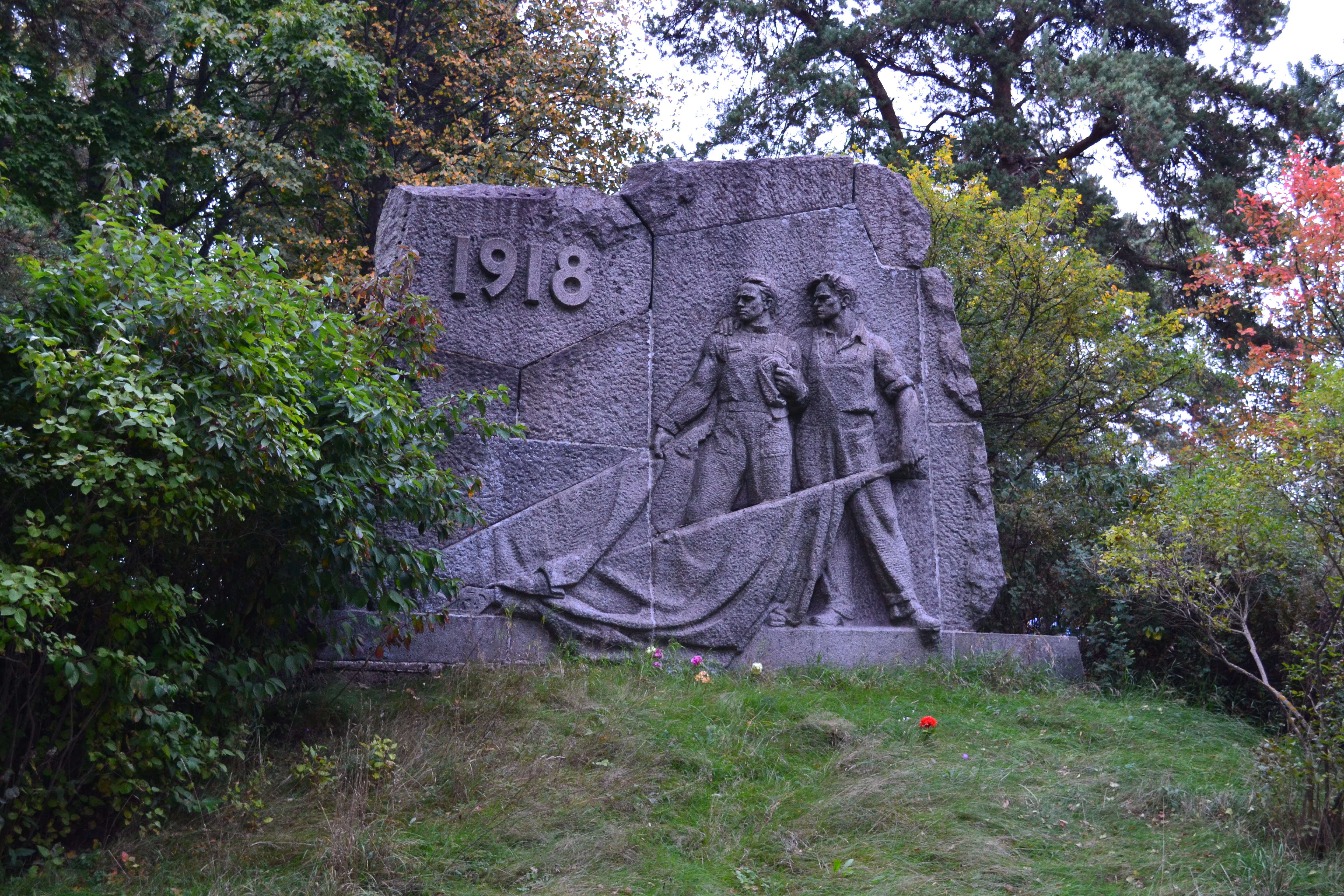
Памятник финским красногвардейцам
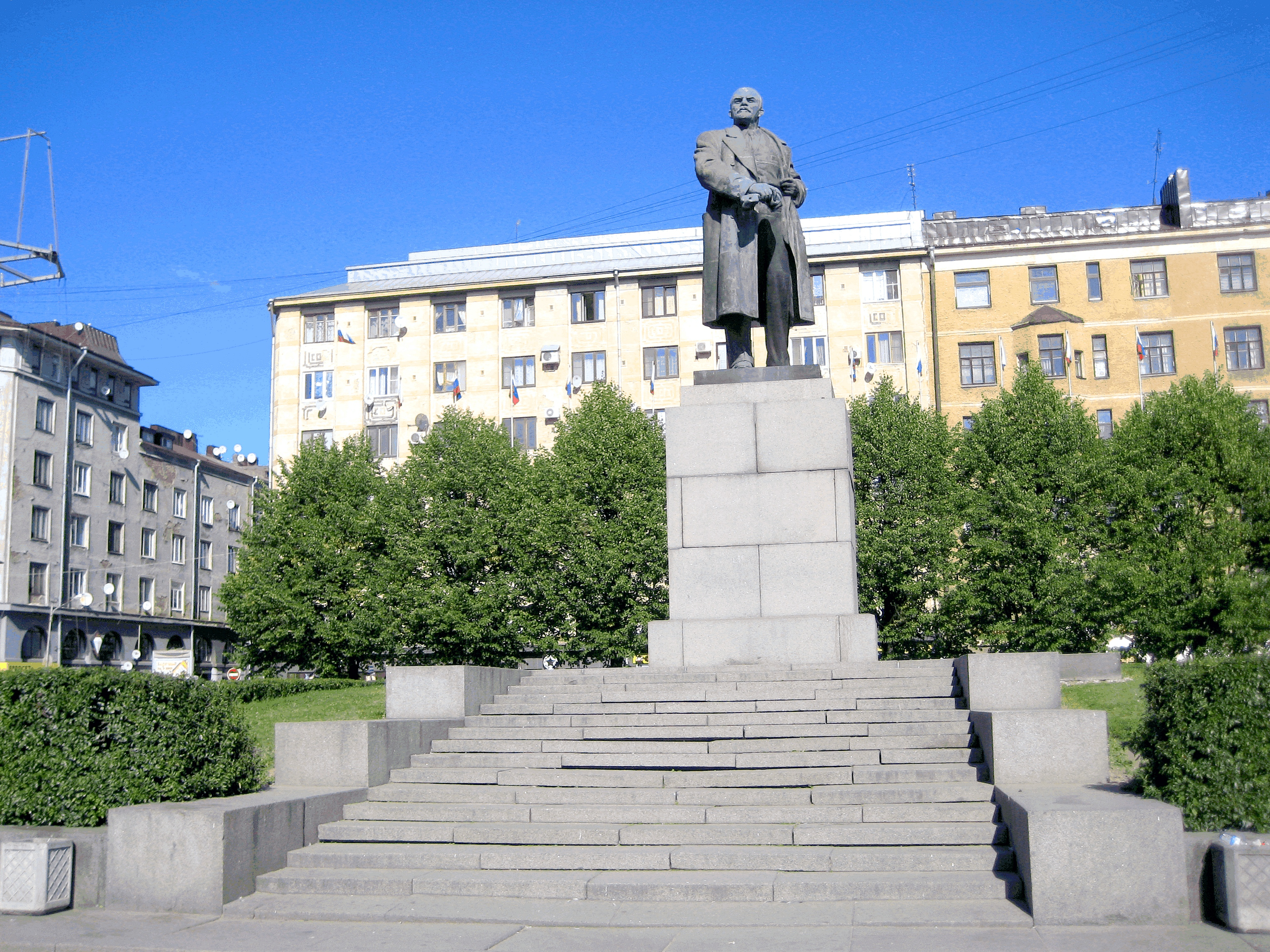
Памятник Ленину

В Выборге и на его окраинах немало воинских мемориалов различных эпох: памятник русским воинам, погибшим при осаде Выборга в 1710 году, несохранившийся памятник на братском захоронении белофиннов, установленный в 1921 году близ Нового кафедрального собора и утраченный в войну, и памятник их противникам — красногвардейцам, установленный в 1961 году на 4-м километре Ленинградского шоссе; мемориал в сквере Мужества, посвящённый погибшим в локальных войнах и при ликвидации последствий чрезвычайных ситуаций. Особенно много памятников, посвящённых жертвам советско-финских войн: мемориальные комплексы, посвящённые советским солдатам на въезде в город по Ленинградскому шоссе и на Южном кладбище, а также несколько памятников в центральной части города, установленных на средства финской стороны. Имеется и монумент советско-финской дружбы, сооружённый в 1968 году.
27 июня 2009 года на Театральной площади, близ лютеранского собора Петра и Павла, был открыт восстановленный памятник гуманисту и основателю финской письменности Микаэлю Агриколе, установленный в 1908 году у входа в новый кафедральный собор и утраченный в 1939—1941 годах.
Осенью 2010 года на площади Выборгских Полков начались работы по сооружению памятной стелы «Город воинской славы», торжественно открытой в 2011 году на месте демонтированного памятника М. И. Калинину, который предлагали установить в центральном парке культуры и отдыха имени М. И. Калинина или у здания школы в Калининском микрорайоне, однако передали на баланс городского музея и перенесли к дому-музею Ленина.
У здания управления Пограничной службы РФ в 2015 году установлен памятник «Пограничникам Выборгских рубежей». Кроме того, в 2018 году на Театральной площади установлен памятник Выборгскому трамваю, а в парке имени Ленина — скульптурная композиция «Рыцари и Дама сердца». В 2024 году в Яблоневом саду установлена скульптурная композиция «Яблоня с жар-птицей».
Наряду с этим устанавливаются и миниатюрные скульптуры: такие, как гном-хранитель и лосёнок.

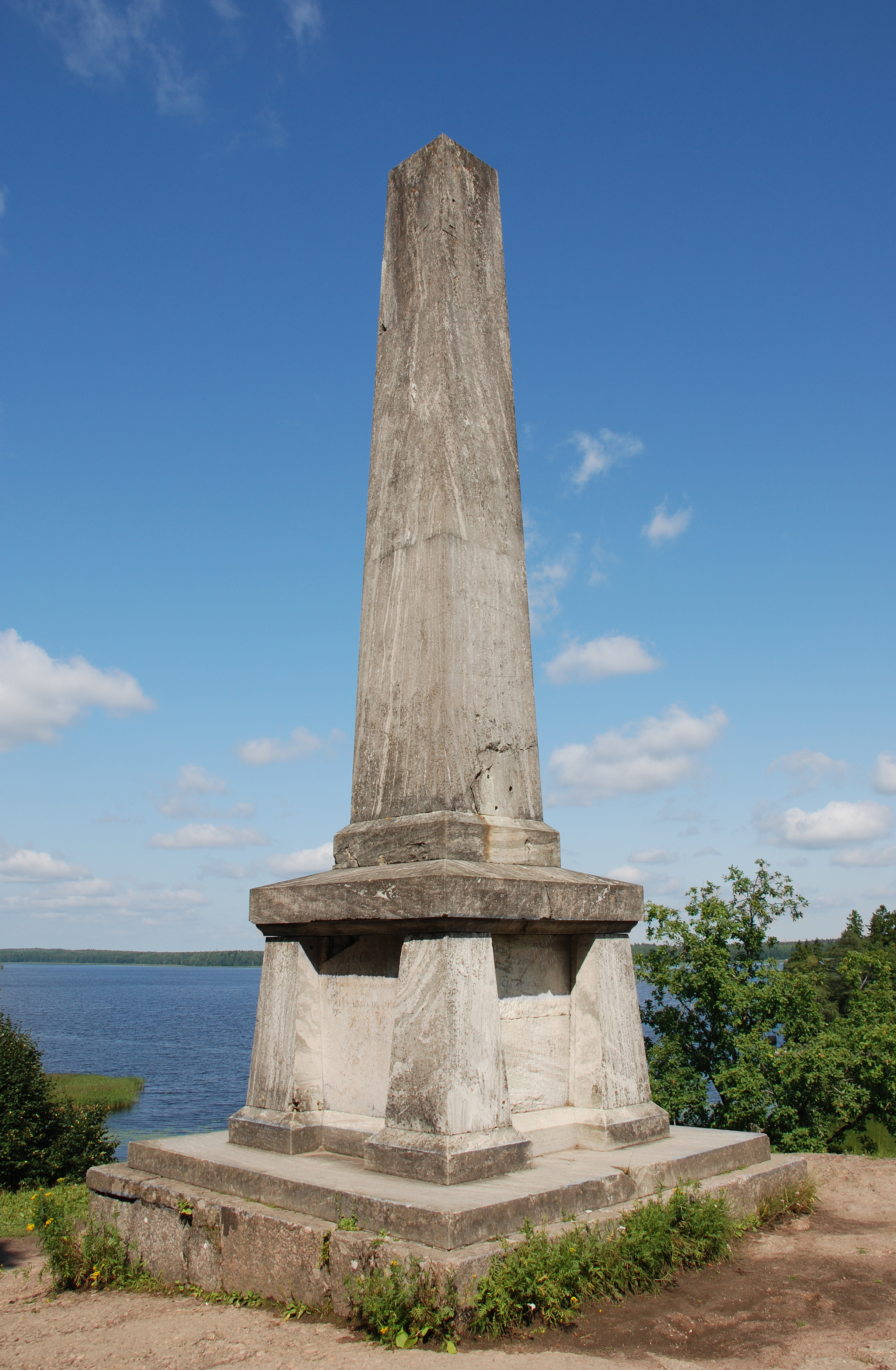
Обелиск братьям Броглио
Лесной юноша
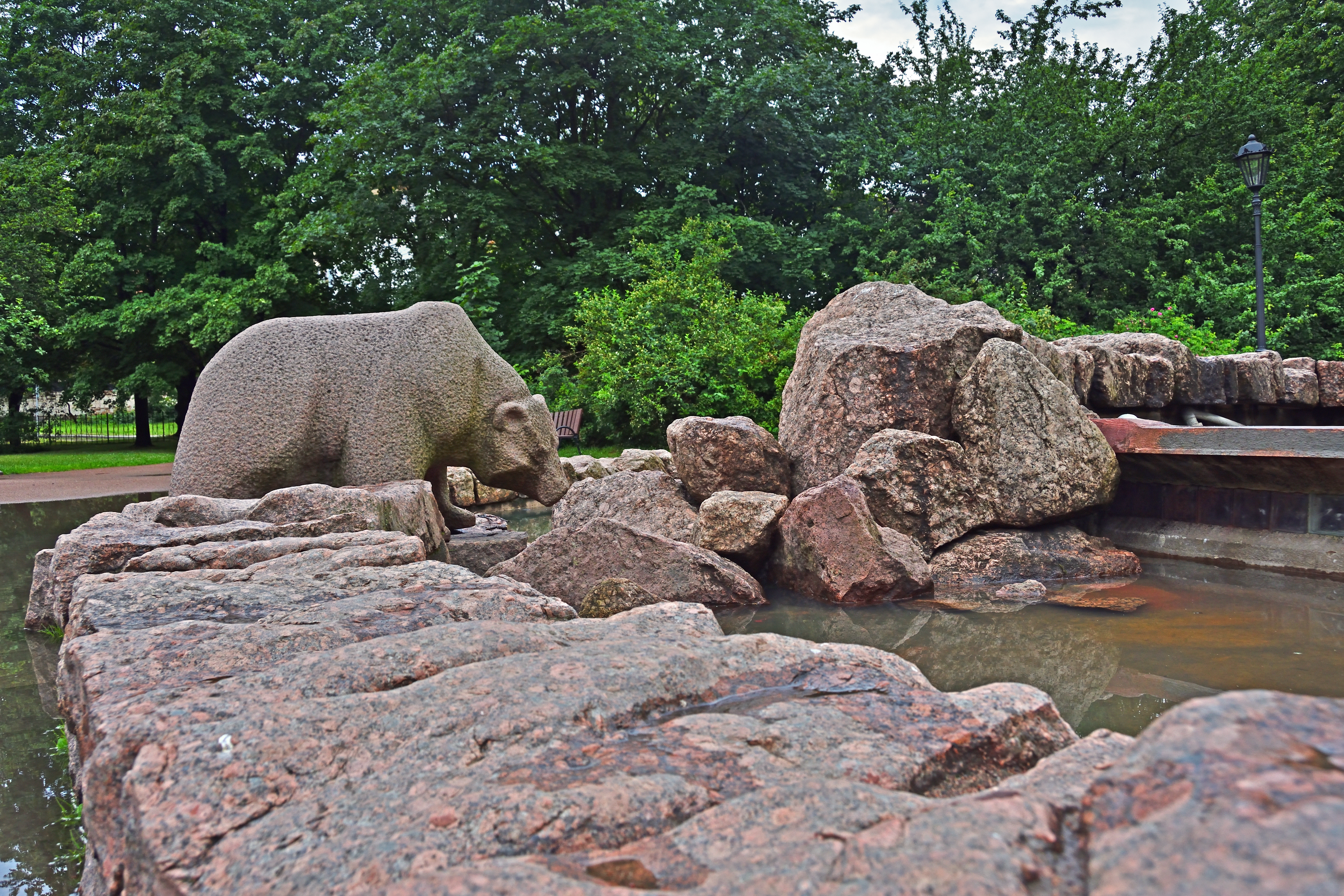
Фонтан с медведем
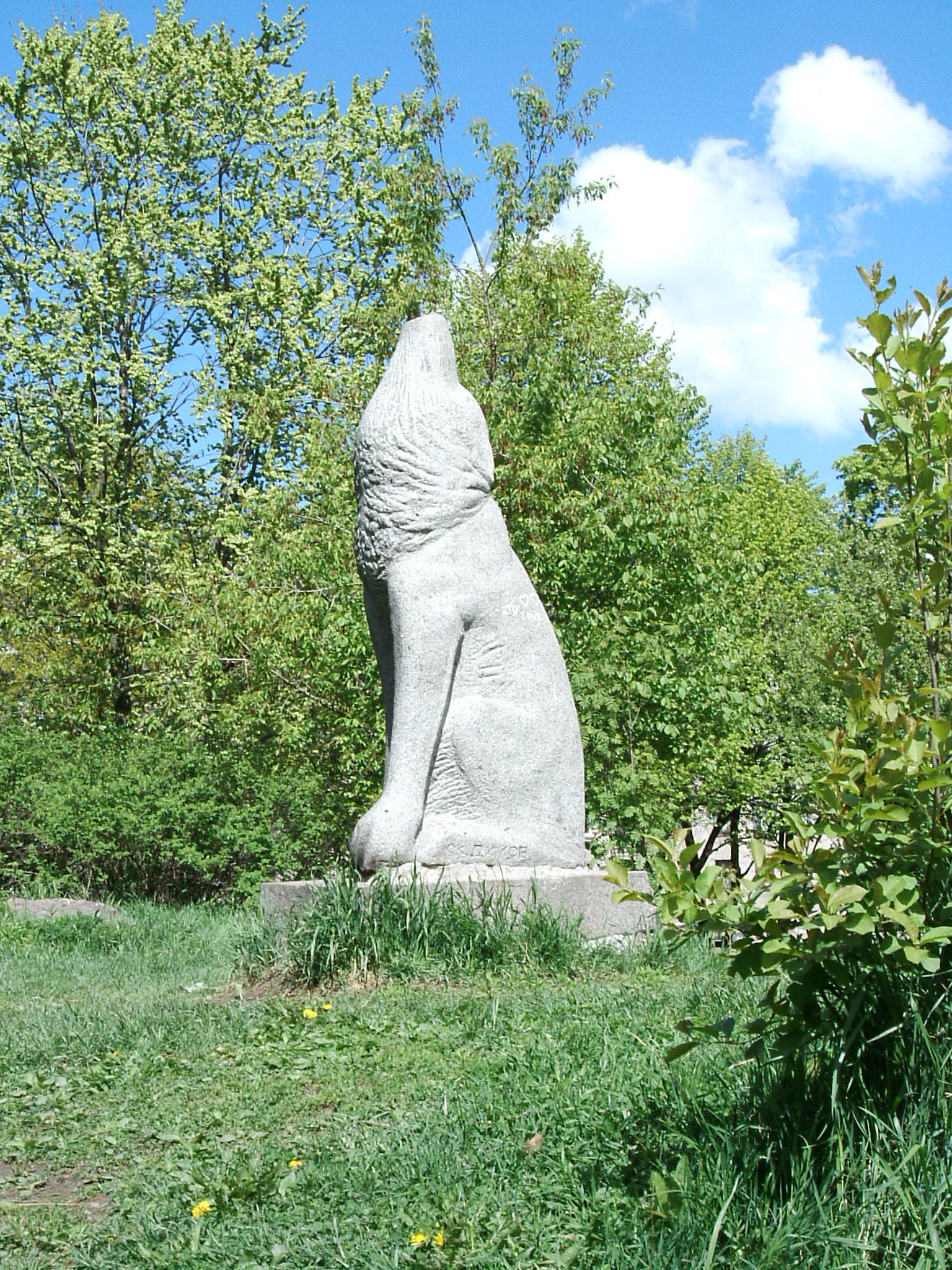
Статуя волка в Саду скульптуры
Статуя рыцаря
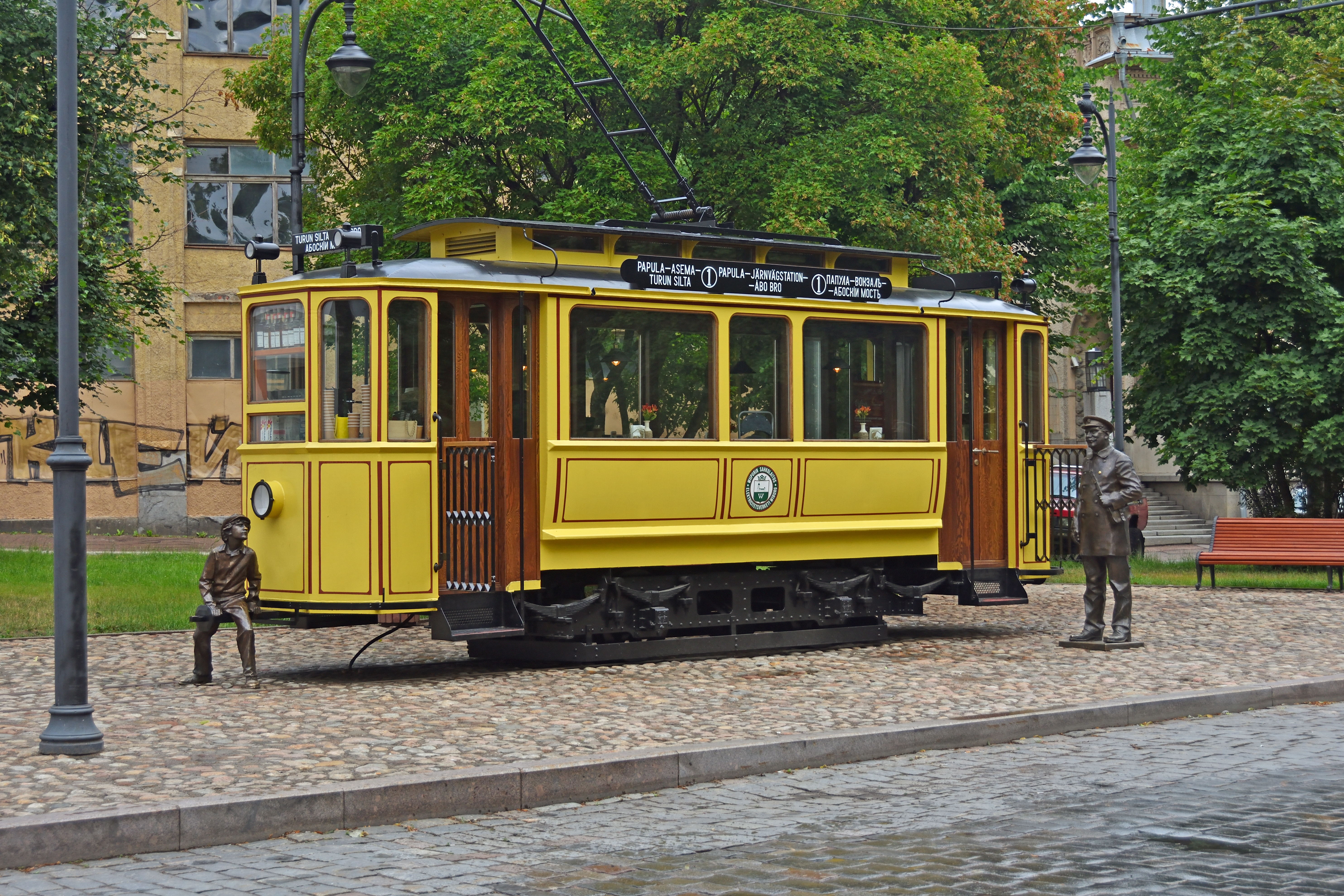
Памятник Выборгскому трамваю

### Парки
В городе много озеленённых территорий. Общая площадь городских парков и скверов составляет более 432 тыс. м².
Среди выборгских парков центральное положение занимает парк Ленина, известный также как парк-эспланада, разбитый вдоль проспекта Ленина на месте снесённых в середине XIX века валов Выборгской крепости. Этому обстоятельству парк и обязан своим неофициальным названием, ведь слово эспланада означает пространство перед крепостью, освобождённое от строений, то есть — предполье. При разбивке парка было посажено более 200 пород деревьев, среди которых белая ива, лиственница, амурский бархат. При создании пейзажей учитывались форма кроны и оттенки листвы. Парк простирается от Рыночной площади на западе до Московского проспекта на востоке и от проспекта Ленина на севере до Крепостной улицы на юге. Имеются несколько скульптур и фонтанов, аттракционы, ресторан.
Согласно генеральному плану Выборга, составленному в 1861 году, старые и новые городские кварталы опоясывала цепь бульваров, включавшая современные парк имени Ленина, площадь Выборгских Полков, Садовую улицу, бульвар Кутузова и Первомайскую улицу. Эта идея с некоторыми отступлениями от плана в основном была реализована к 1950-м годам. Ещё одним местом отдыха стал разбитый в 1950-х годах парк на набережной 40-летия ВЛКСМ. В то же время разбитый в конце XIX века Папульский парк пришёл в запустение.

Статуя лося в парке Ленина
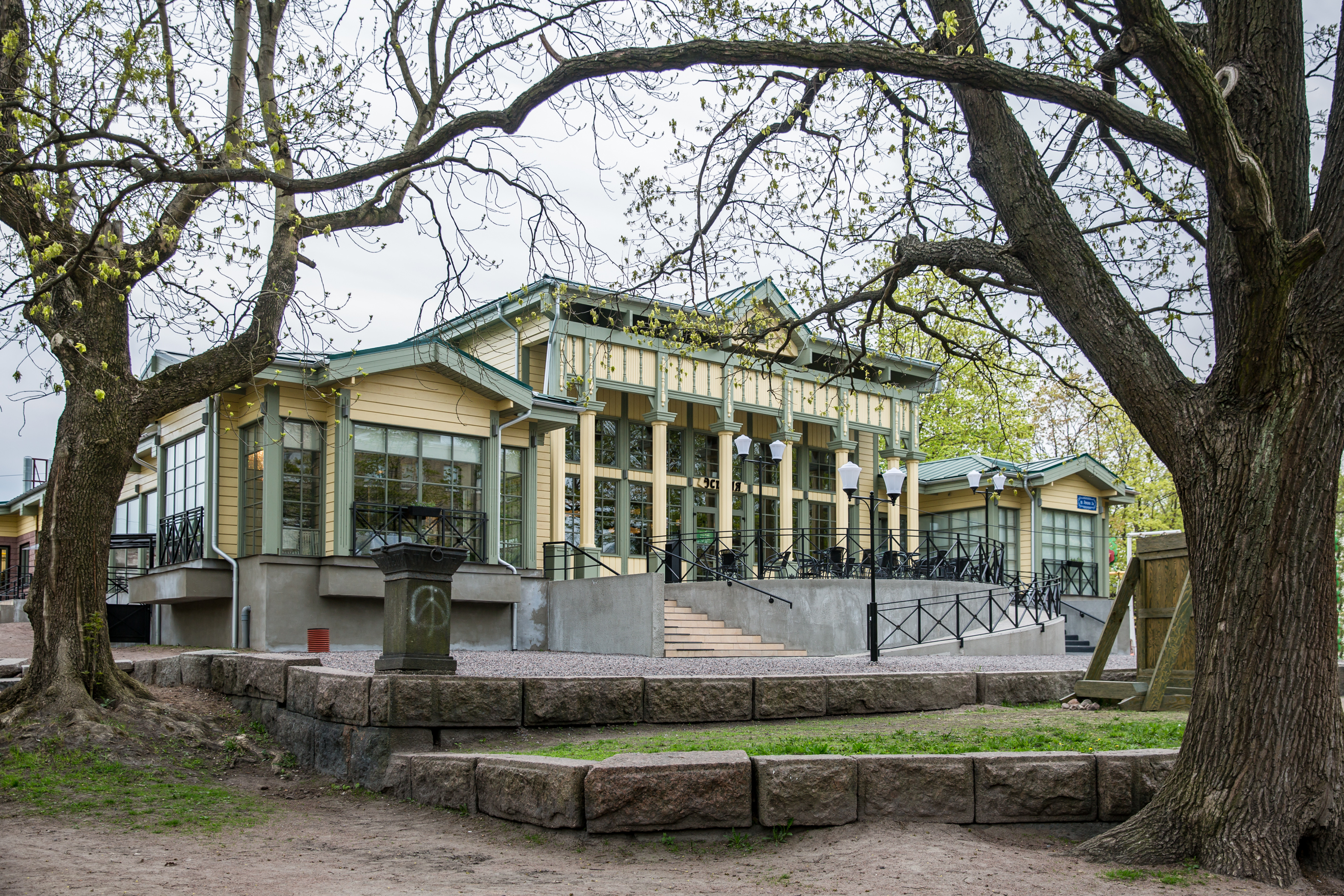
Ресторан «Эспиля» в парке Ленина
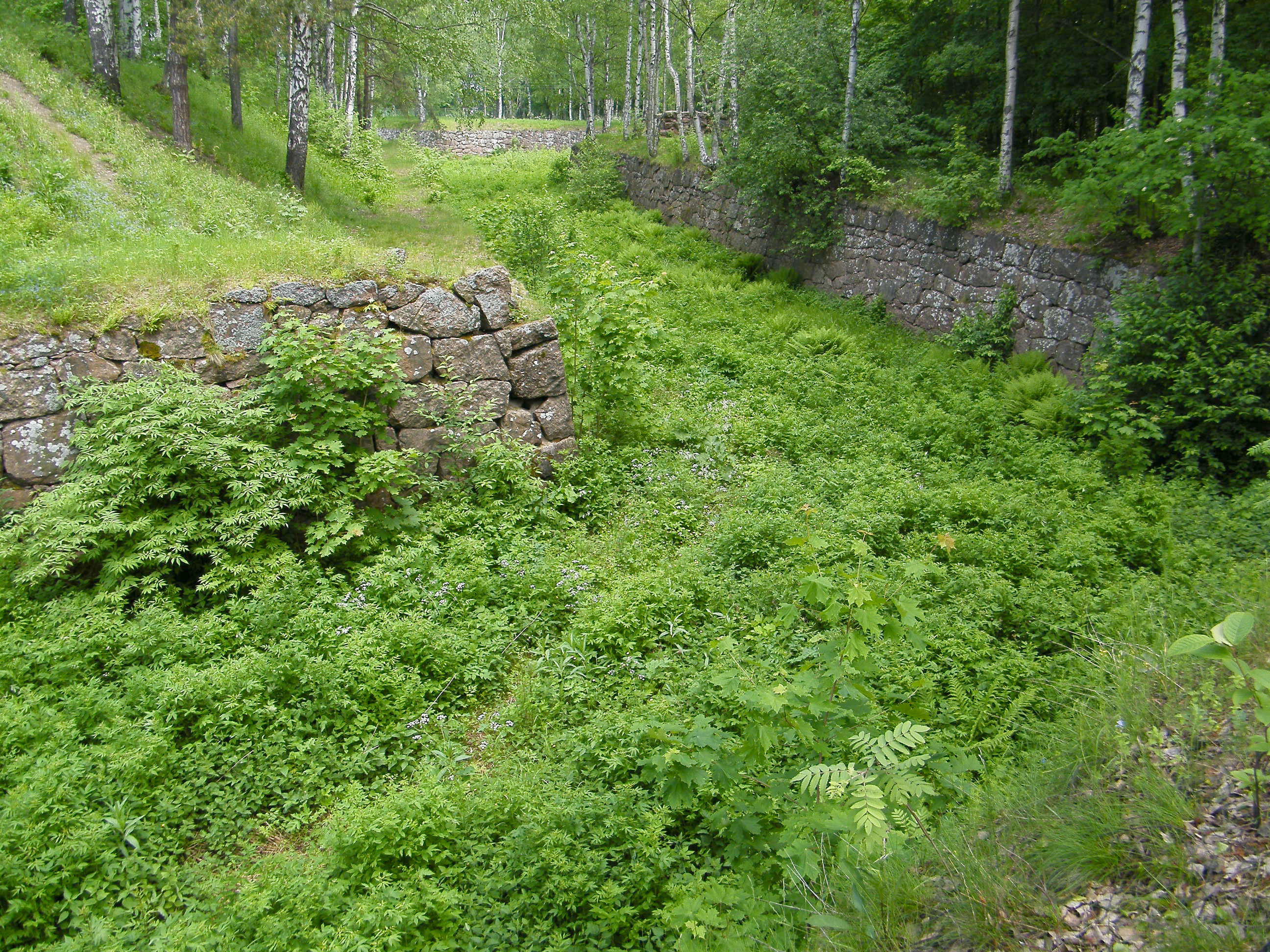
Остатки укреплений в ЦПКиО на Батарейной горе
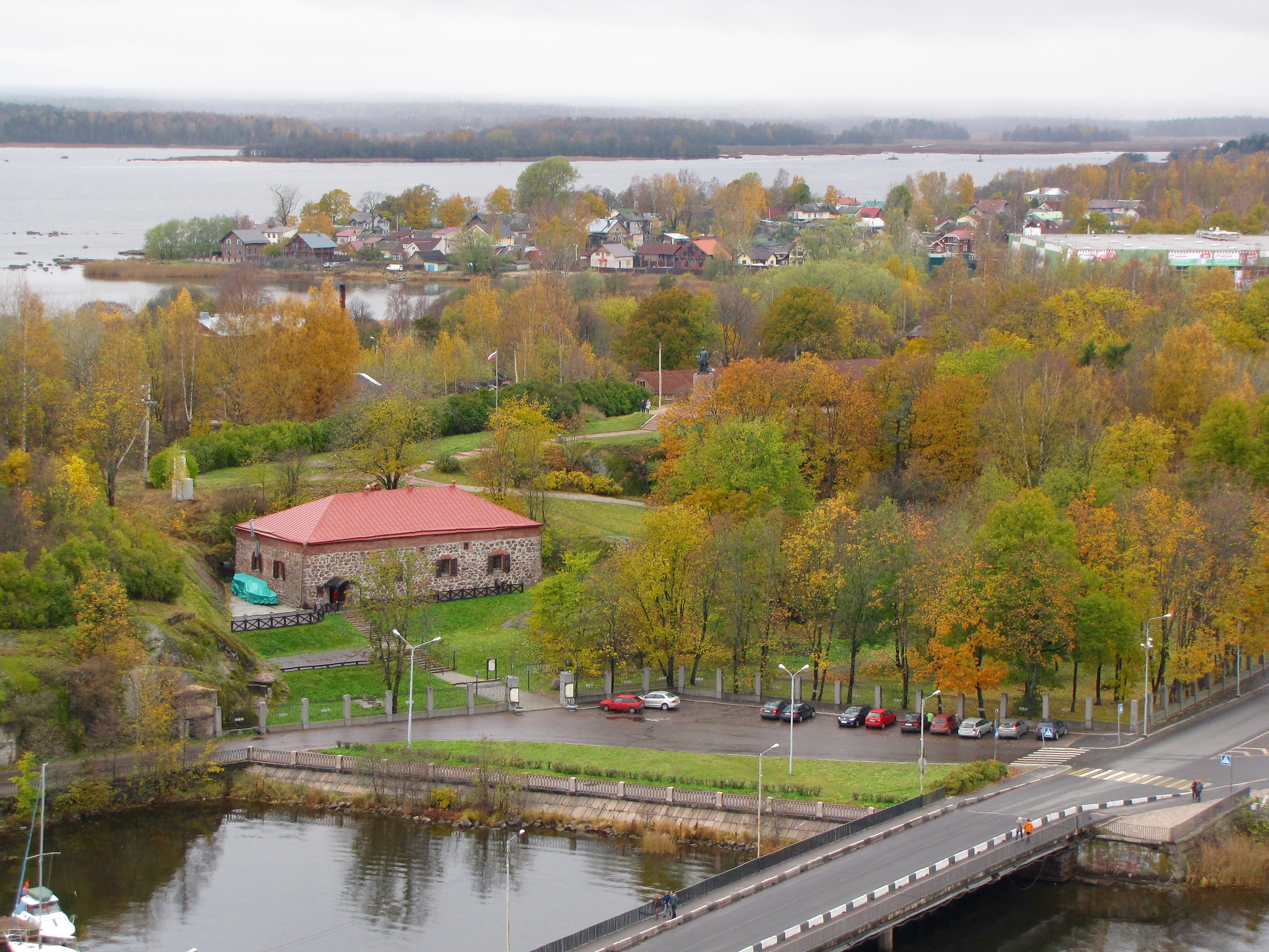
Петровский парк
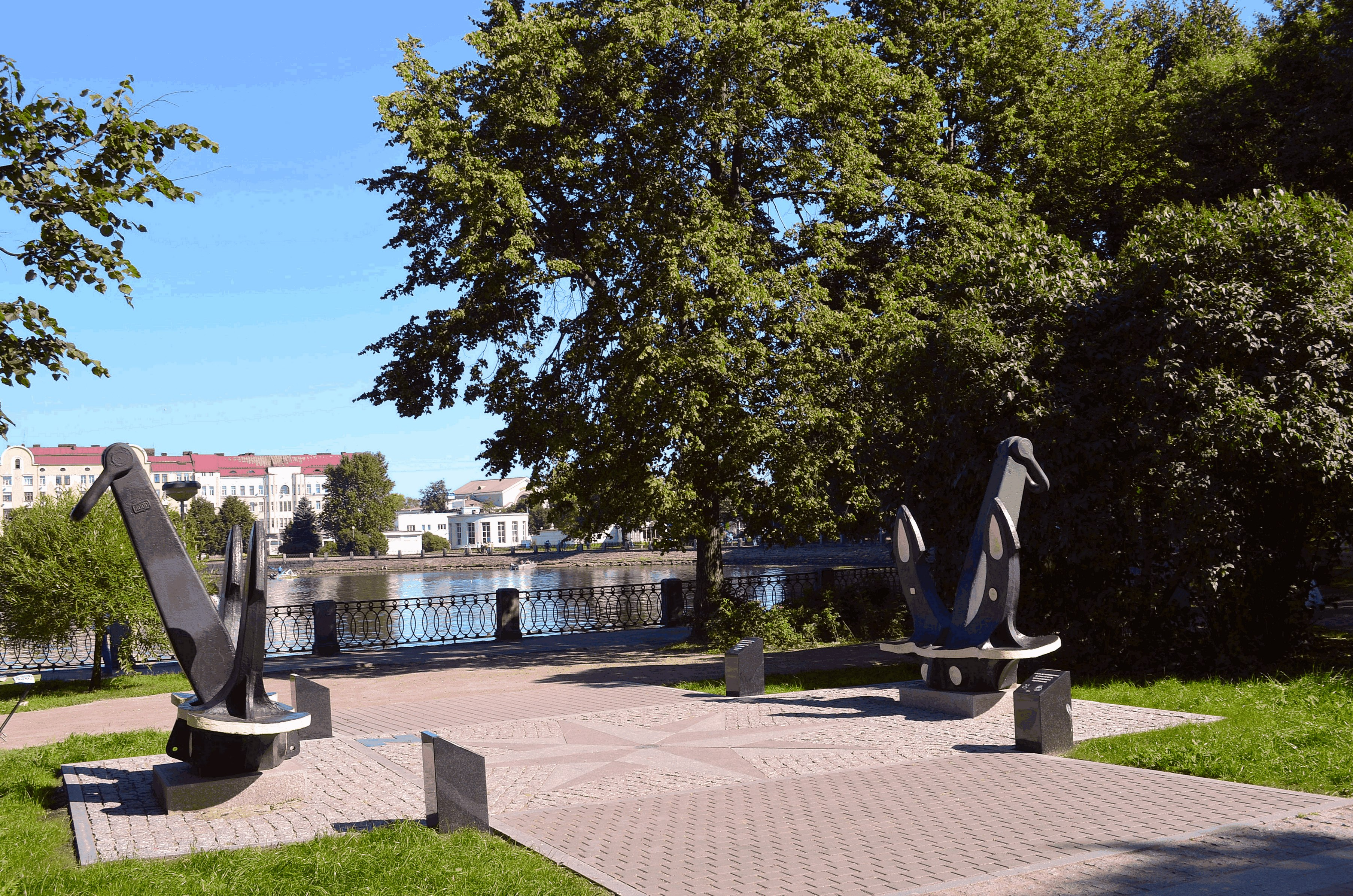
Якорная площадка в парке на набережной 40-летия ВЛКСМ

Центральный парк культуры и отдыха имени М. И. Калинина раскинулся на Батарейной горе. Парк благоустроен прогулочными дорожками, в нём есть аттракционы, а также сохранившиеся части Восточно-Выборгских укреплений. Был открыт в 1960-х годах, до этого на Батарейной горе располагались военные склады. Парк разделяет Центральный микрорайон Выборга на центр города и спальный район (бывший посёлок им. Ленина, более известный как Южный).
Самый большой и известный парк Выборга — Монрепо на острове Твердыш. Ближняя часть парка благоустроена для прогулок и отдыха, а дальняя представляет собой почти первозданный карельский лес.
Ранее парк Монрепо (фр. Mon Repos — Место моего уединения) считался одним из красивейших парков Европы и был собственностью баронов Николаи более двух столетий. Сохранилось здание парковой усадьбы, однако оно находится в неудовлетворительном состоянии, ведутся реставрационные работы.
Особую живописность парку придаёт типичный для этих мест скальный пейзаж и порождающий чувство меланхолии, отделённый от берега мелкой протокой «Остров мёртвых» (Людвигштайн), названный так по ассоциации с известной картиной Бёклина. На этом острове расположены опустошённые и осквернённые склепы членов семьи Николаи. На вершине острова находится декоративное сооружение, архитектура которого напоминает формы английской готики.
В дальней части парка расположена почти отвесная скала, использовавшаяся в годы предшествовавшего перестройке туристического бума для тренировок скалолазов и альпинистов для совершенствования своей техники, а также проведения соревнований.
Со скалы открывается вид на Защитную бухту и Былинный остров, на который прежде можно было попасть по мосту.
В числе других парков — Петровский, парк на набережной 30-го Гвардейского Корпуса, а также Сквер Мужества с воинским мемориалом.

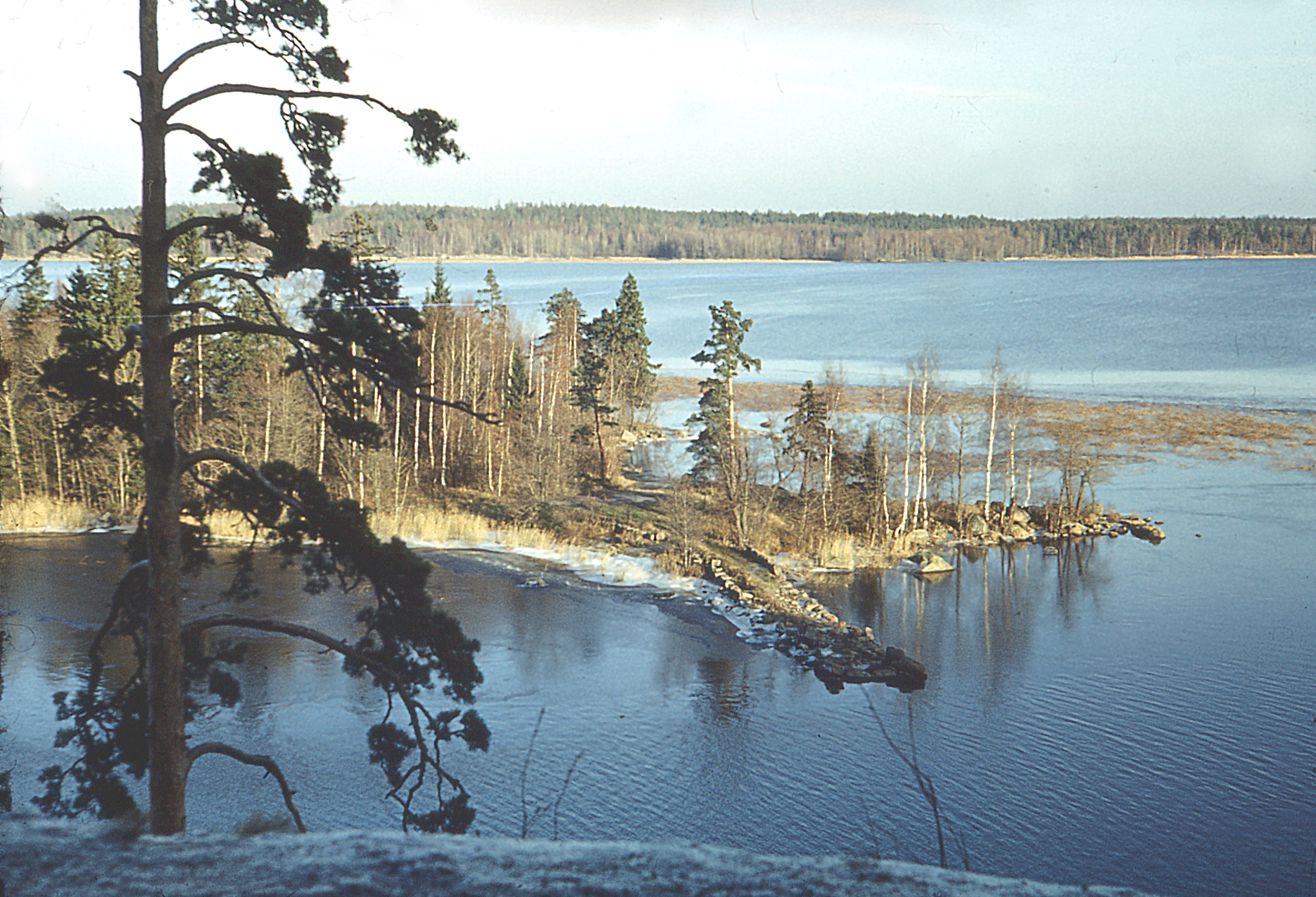
Парк Монрепо, вид со скалы на Защитную бухту
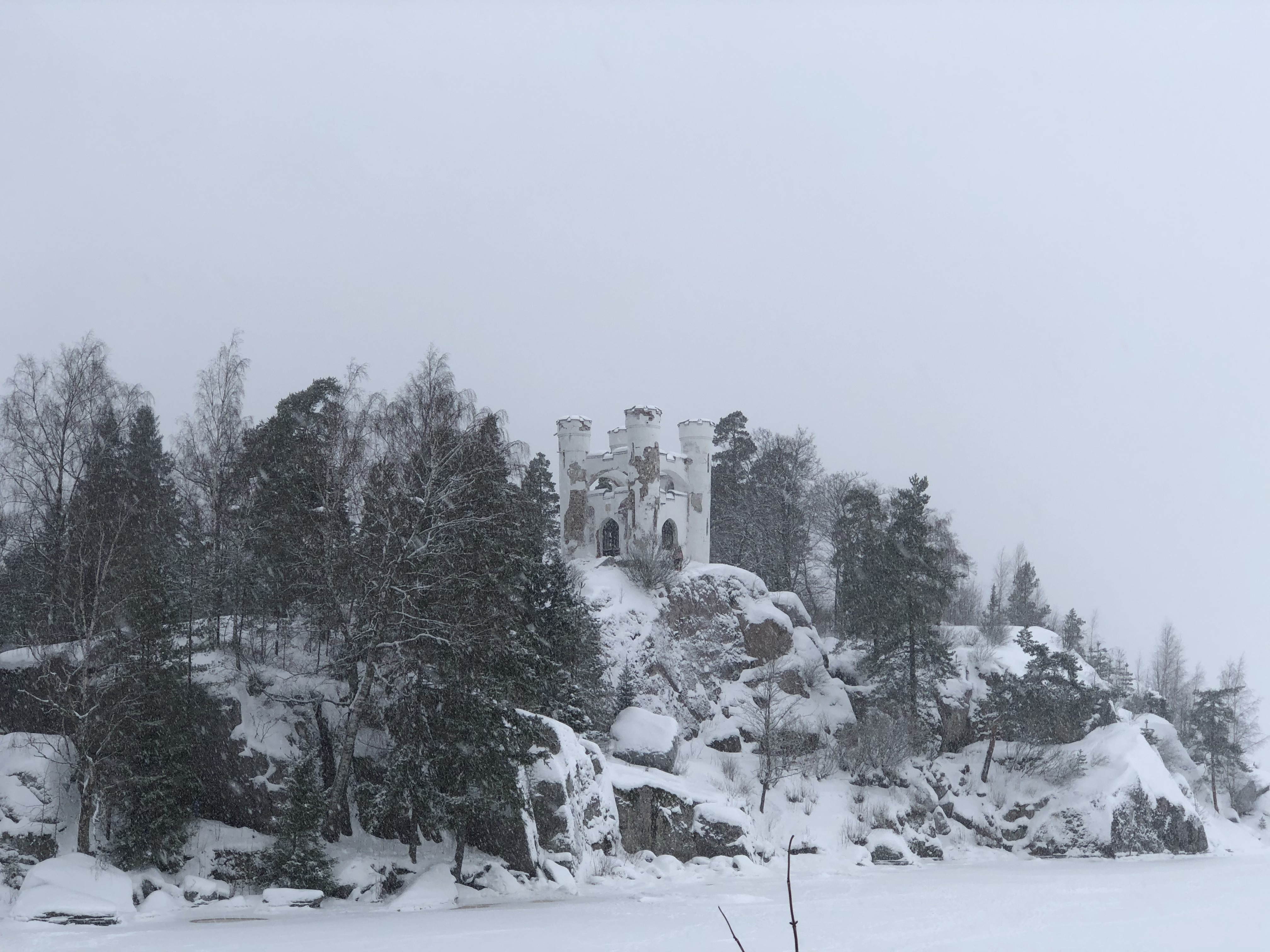
Парк Монрепо. Людвигштайн
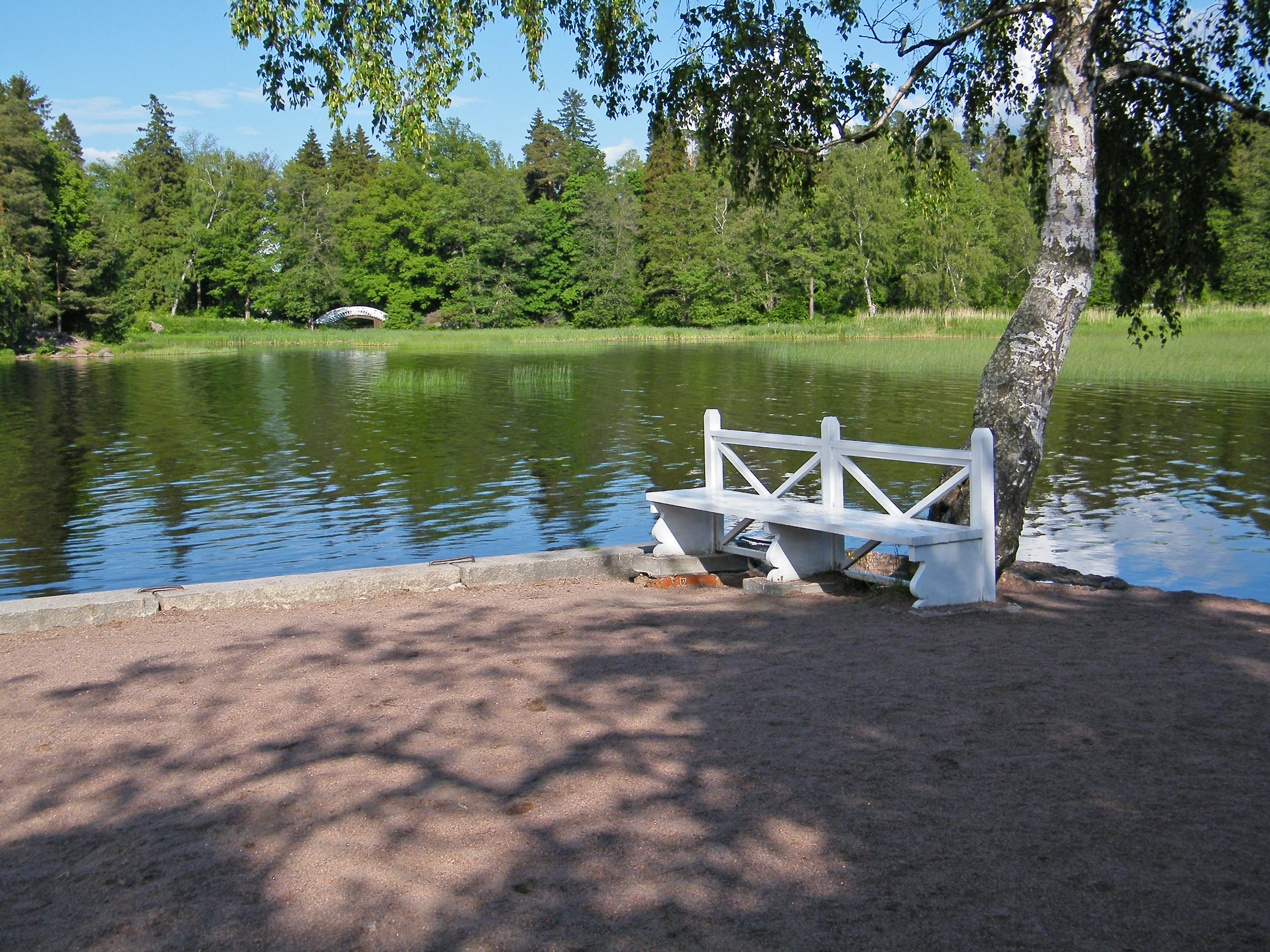
Скамейка в парке Монрепо
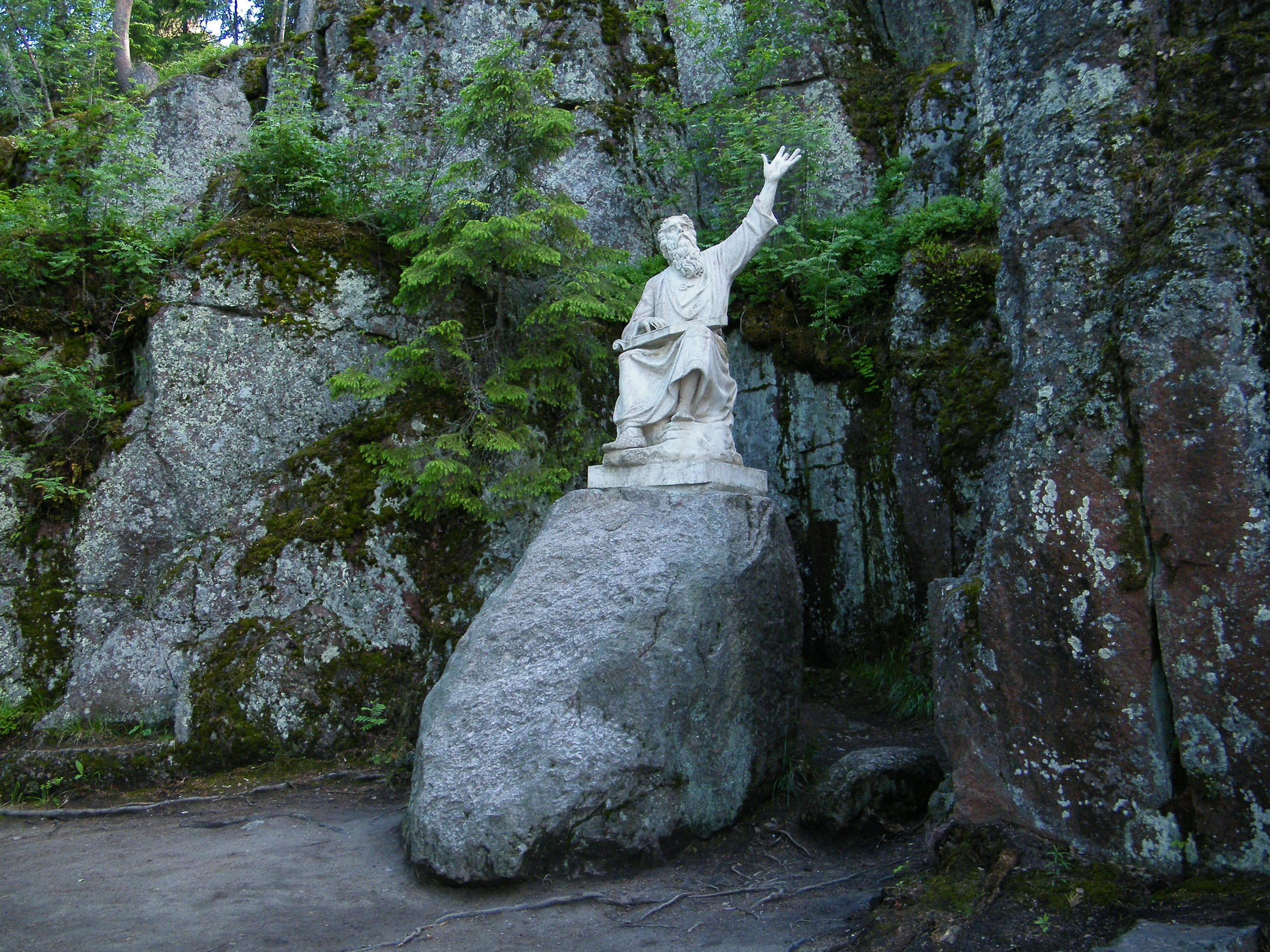
Статуя Вяйнямёйнена в парке Монрепо
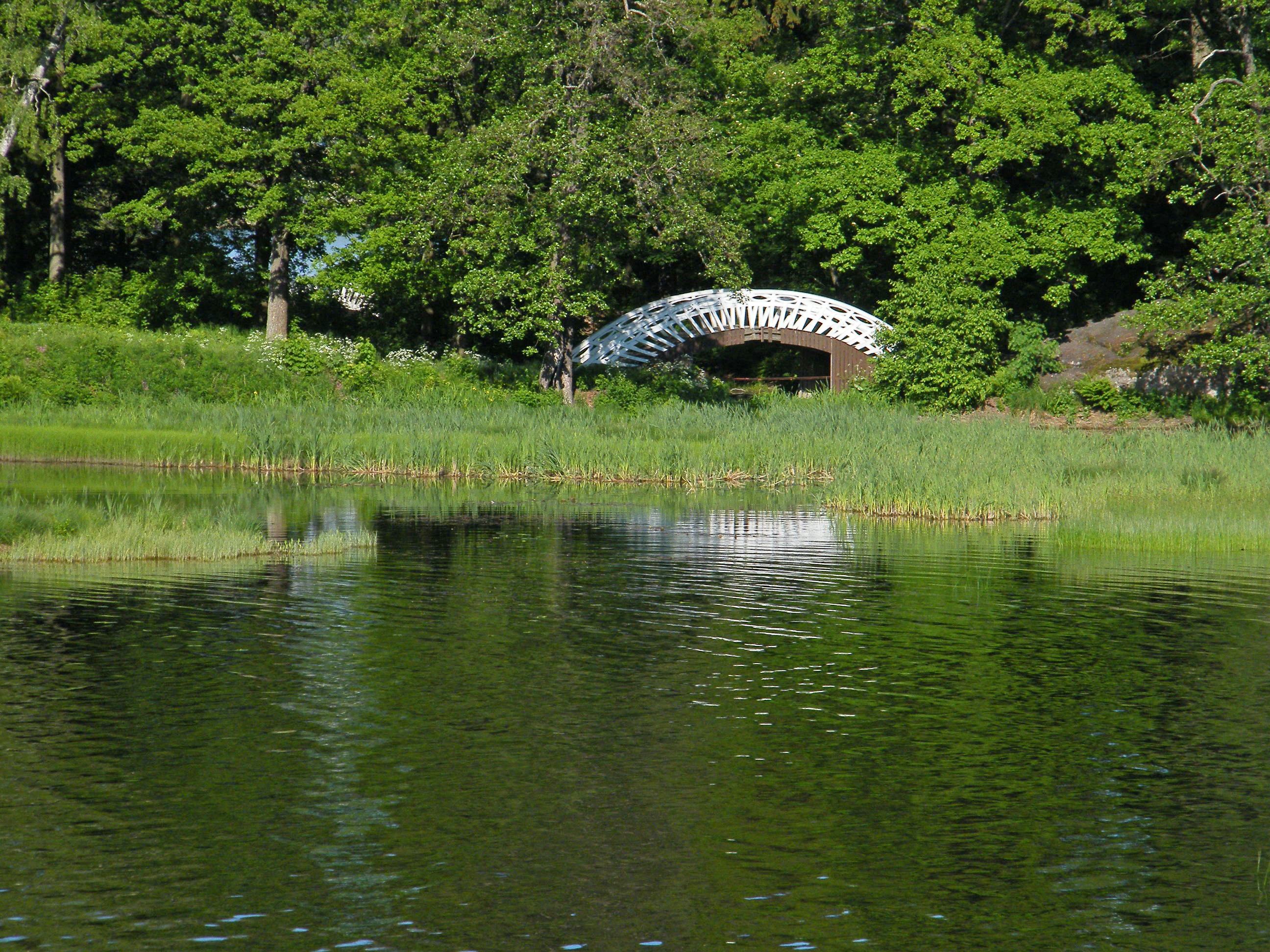
Китайский мостик в парке Монрепо

## Культура
На протяжении всей своей истории Выборг имел статус культурного центра окружающего его региона. В городе развивается театральное искусство, проходит кинематографический фестиваль, открывают свои двери выборжцам и гостям города многочисленные музеи. Важную роль играет краеведение, большой вклад в развитие которого внёс искусствовед Е. Е. Кепп, удостоенный звания почётного гражданина Выборга. В Выборгском Дворце культуры работают кружки и секции различного направления.

### Театр
Выборг имеет давние театральные традиции, ведь ещё в конце XVIII века в нём было построено деревянное здание театра, а первый каменный городской театр — в 1832 году по проекту архитектора А. Гранштеда на перекрёстке современных улиц Театральной и Сторожевой Башни. В 1944 году здание театра сильно пострадало в ходе боёв за город, впоследствии разобрано. Только в 1982 году был основан Выборгский государственный театр драмы и кукол, ныне носящий название «Святая крепость», первый театр региона, расположенный в районном центре. На сегодняшний день он является единственным профессиональным театром Ленинградской области. Труппа театра ведёт активную гастрольную деятельность, участвует в международных театральных фестивалях.
В городе работает народный детский музыкальный театр, расположенный на улице Мира, а также ещё несколько народных театральных коллективов.

### Кино
В кинематографических кругах город в первую очередь известен фестивалем российского кино «Окно в Европу», который проводится ежегодно в середине августа. Фестиваль был впервые проведён в 1992 году, президент — известный российский киновед и кинокритик Армен Медведев. Ежегодно на Аллее актёрской славы устанавливаются новые звёзды с отпечатками рук знаменитостей. Конкурсные показы проходят в кинотеатре «Выборг Палас», открытом в 1962 году в восстановленном здании бывшей городской ратуши. В 1969 году в Выборге работало семь кинотеатров, однако со временем почти все они были закрыты.

### Фестивали
Помимо ежегодного кинематографического смотра в городе также регулярно проходят фестивали самой различной направленности:
- «Майское древо» — фольклорный фестиваль, проходящий в конце мая в Выборгском замке[168];
- «Выборгский гром» — фестиваль реконструкторов, проходящий в конце июля на территории Анненских укреплений[169];
- «Midsummer» — кельтский музыкальный фестиваль, проходящий в конце июня в парке Монрепо[170];
- «Дверь в лето» — фестиваль акустической музыки в парке Монрепо[171];
- «Серенады Выборгского замка» — фестиваль джазовой музыки, проходящий в Выборгском замке[172];

а также множество других фестивалей. 19 августа отмечается День города (праздничные мероприятия проводятся в ближайшую к этой дате субботу).

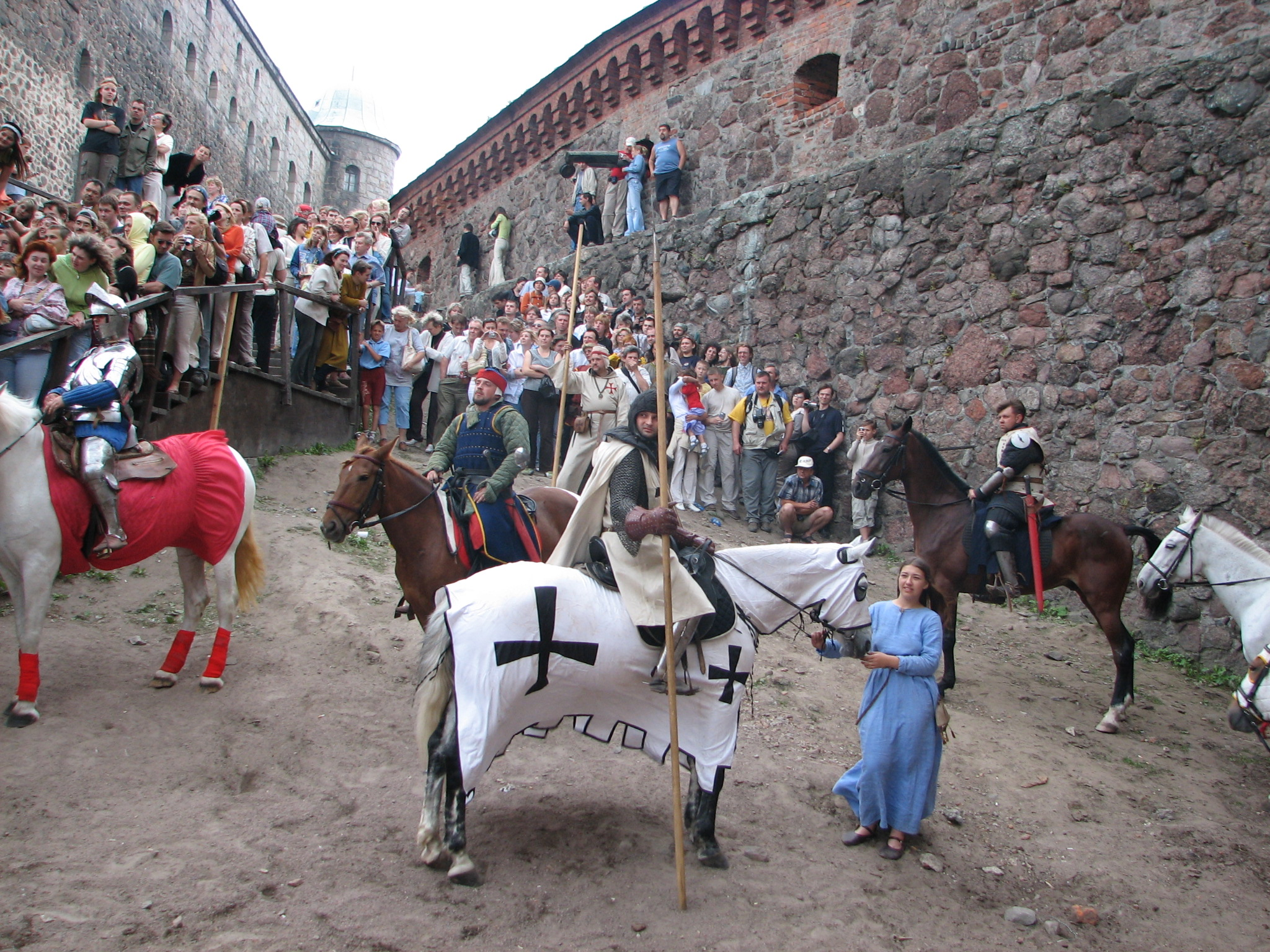
Фестиваль «Рыцарский замок» — 2006 г.
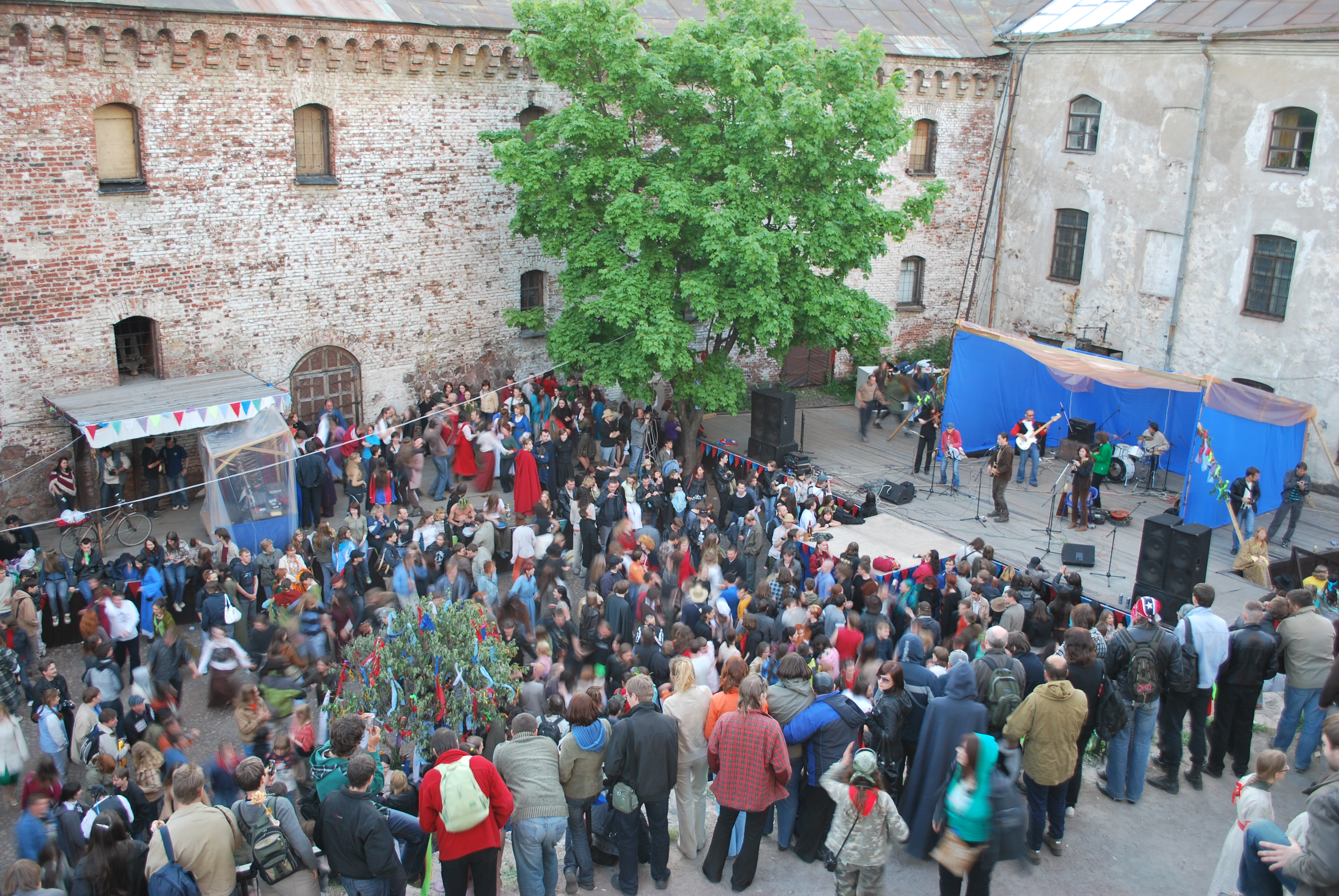
Фестиваль «Майское древо» — 2008 г.
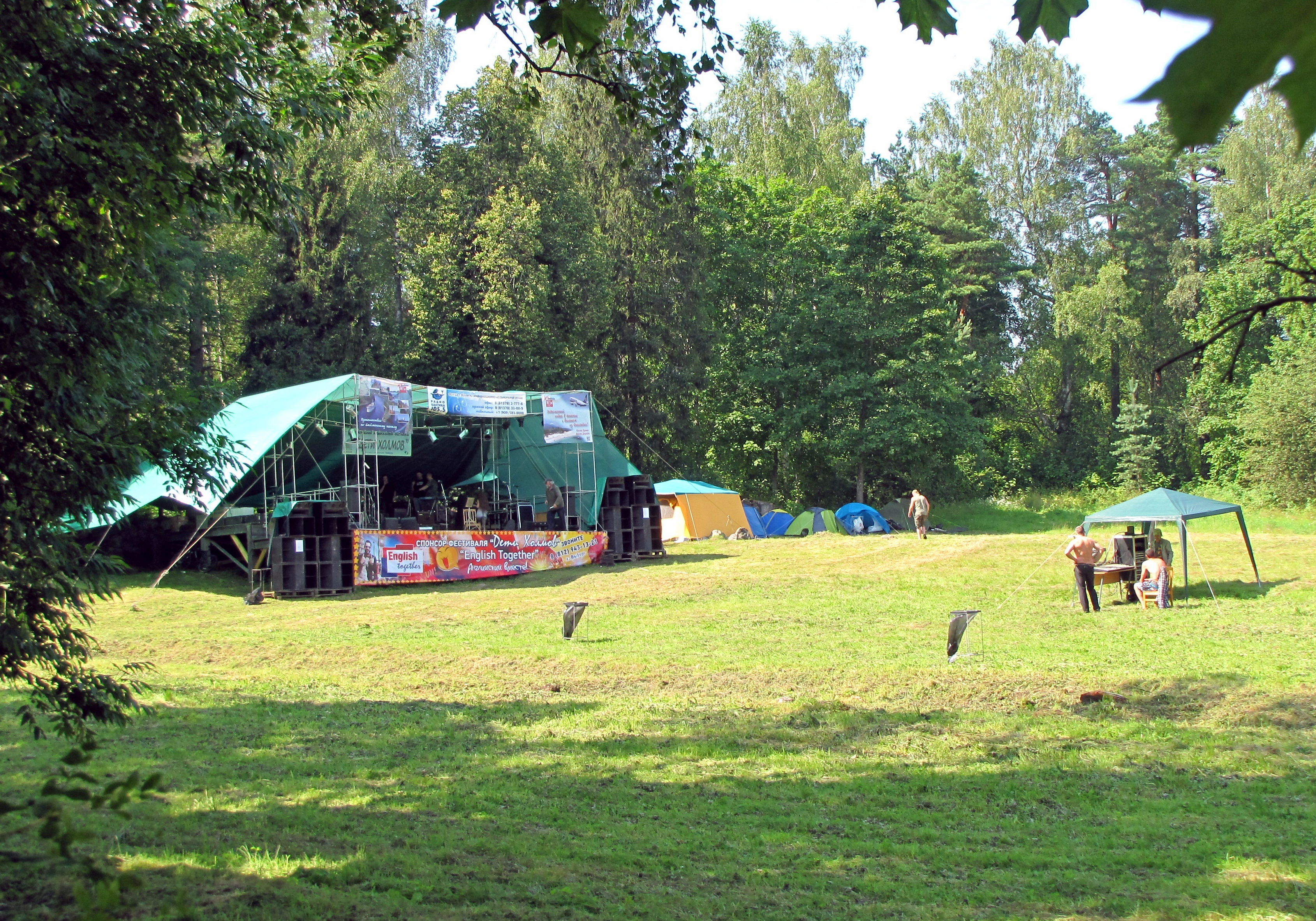
Фестиваль «Дети холмов» — 2014 г.
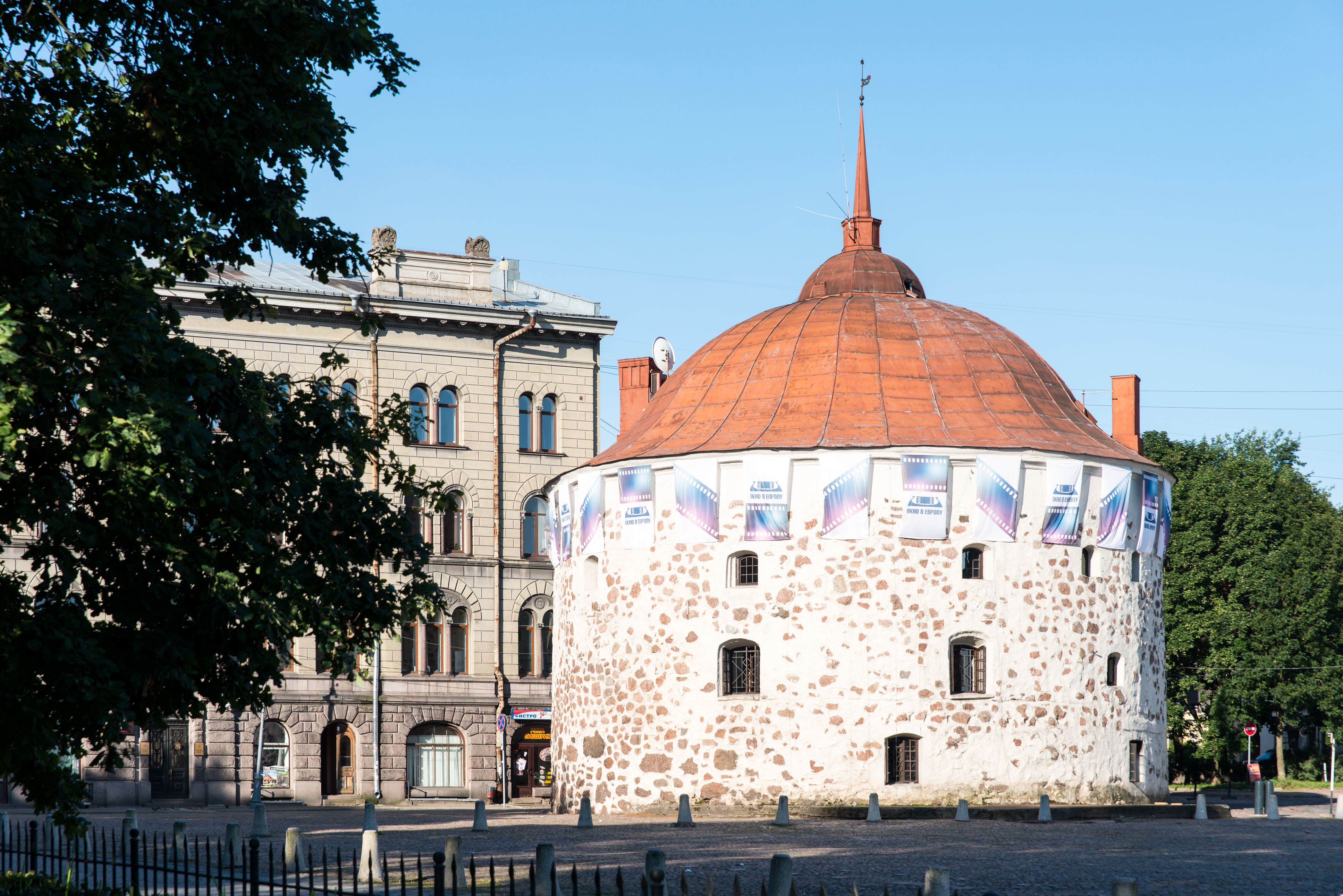
Круглая башня во время фестиваля «Окно в Европу» — 2015 г.

### Музеи, культурные центры
- Государственный музей «Выборгский замок»[174]
- Государственный историко-архитектурный природный музей-заповедник «Парк Монрепо»[175]
- Дом-музей В. И. Ленина, расположенный в доме, где тот проживал в период подготовки Октябрьского восстания[176]
- Выставочный центр «Эрмитаж-Выборг» и выставка археологии в Панцерлаксе[177]
- Галерея «Арт-Холл»[178]
- Военный музей Карельского перешейка
- Музей «Выборг космический», посвящённый роли города в истории космонавтики[179]
- Дом творчества «Вересковая усадьба»
- Выставочный зал «Выборг — город воинской славы»

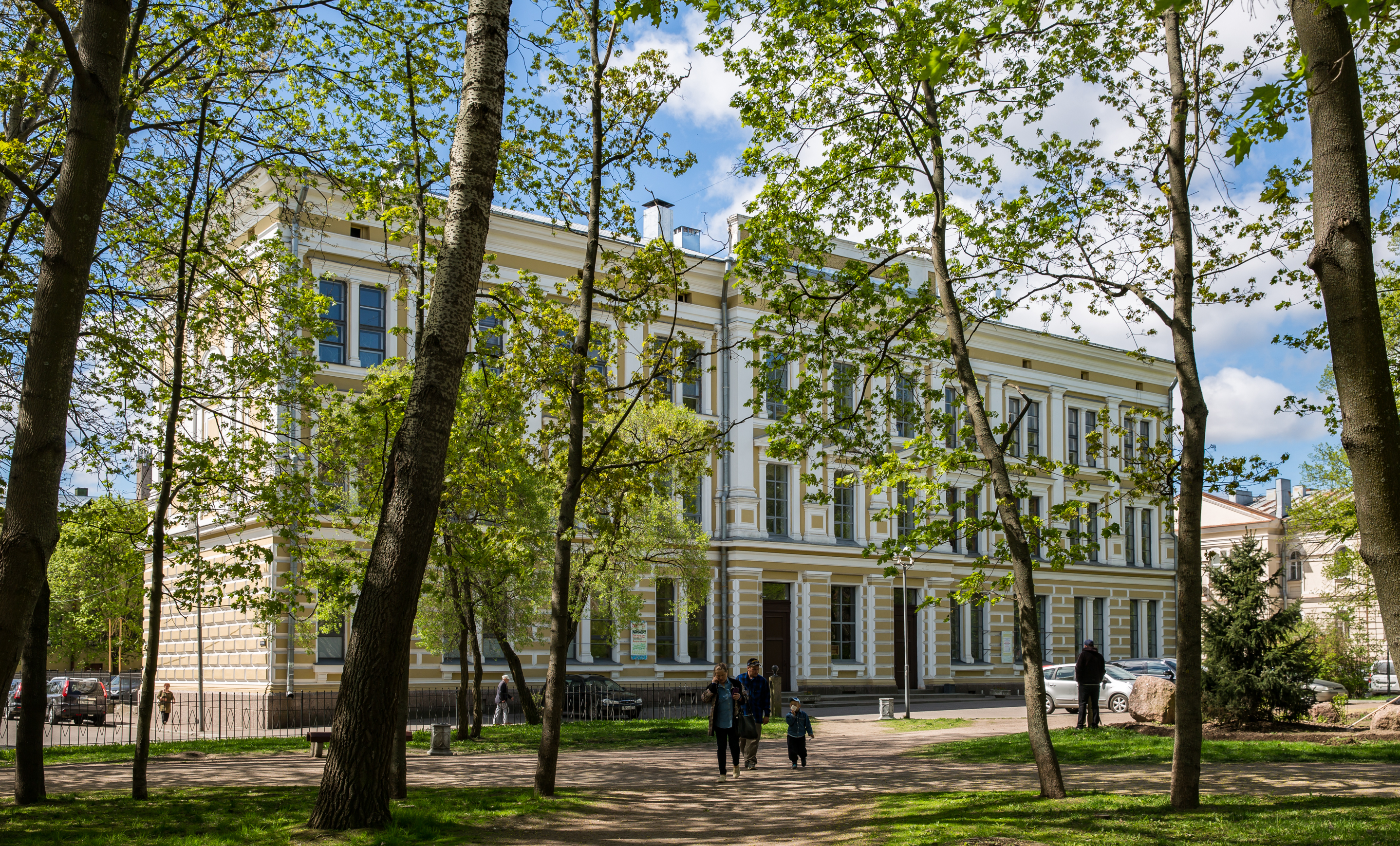
Дворец культуры
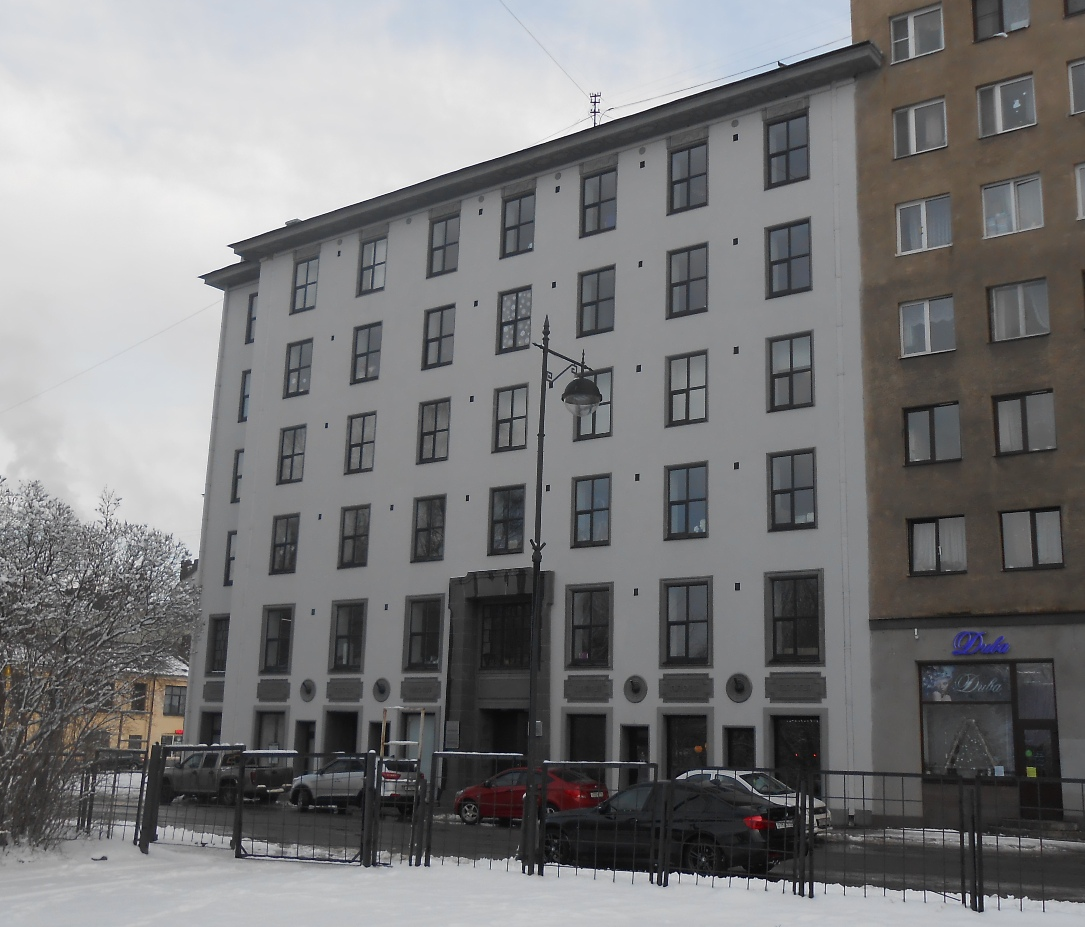
Дом молодёжи
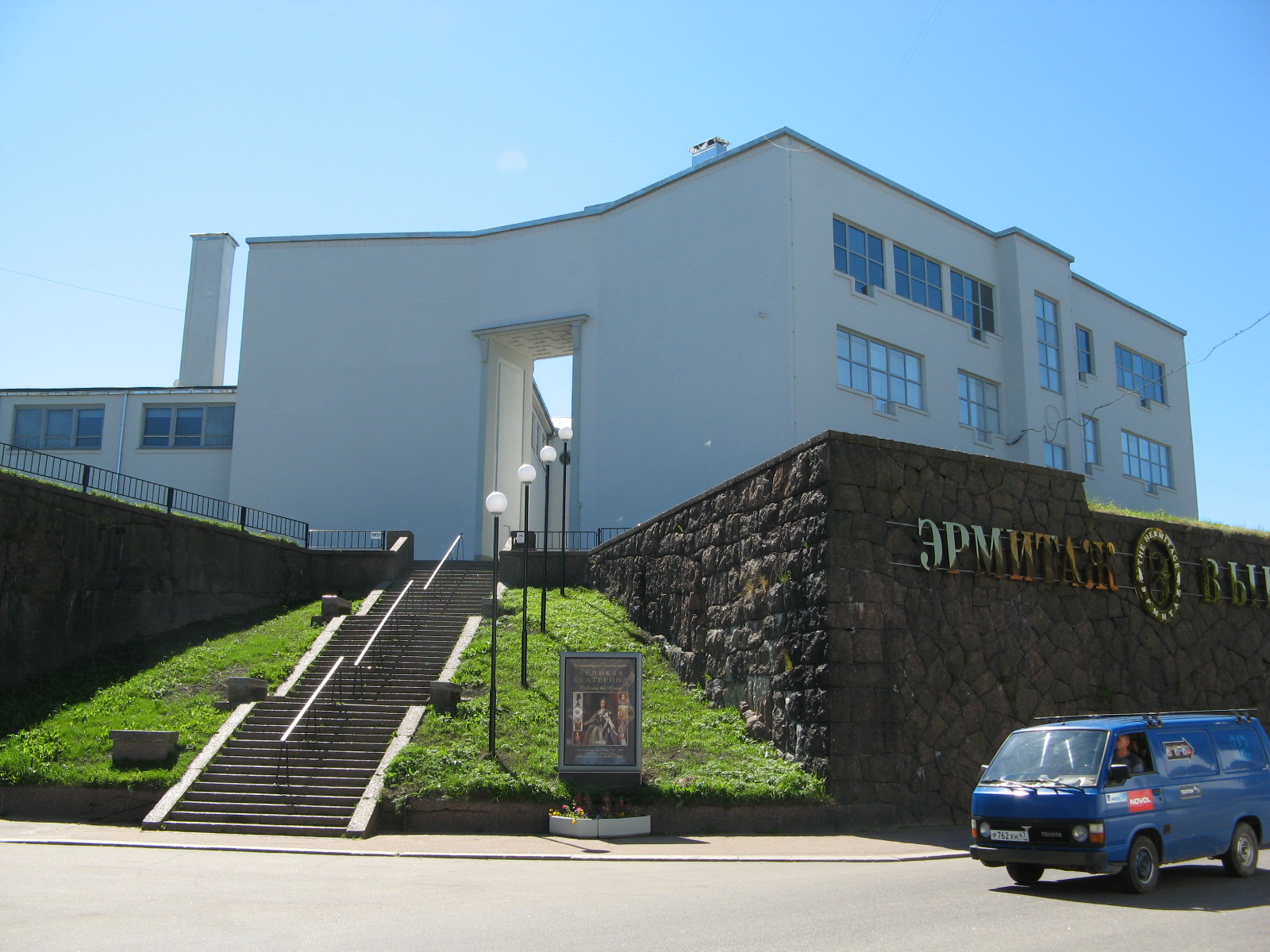
Музейный центр «Эрмитаж-Выборг»
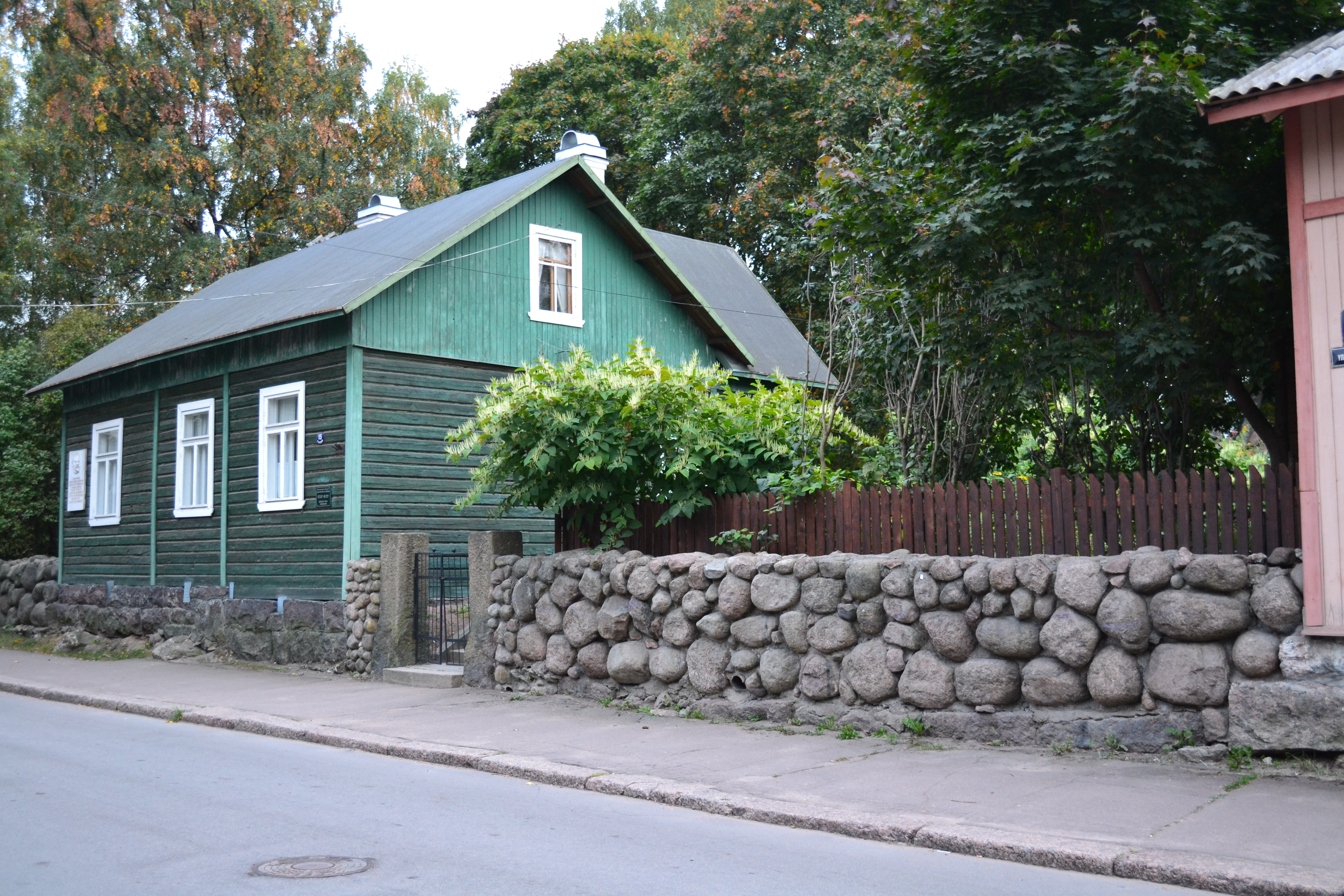
Дом-музей В. И. Ленина
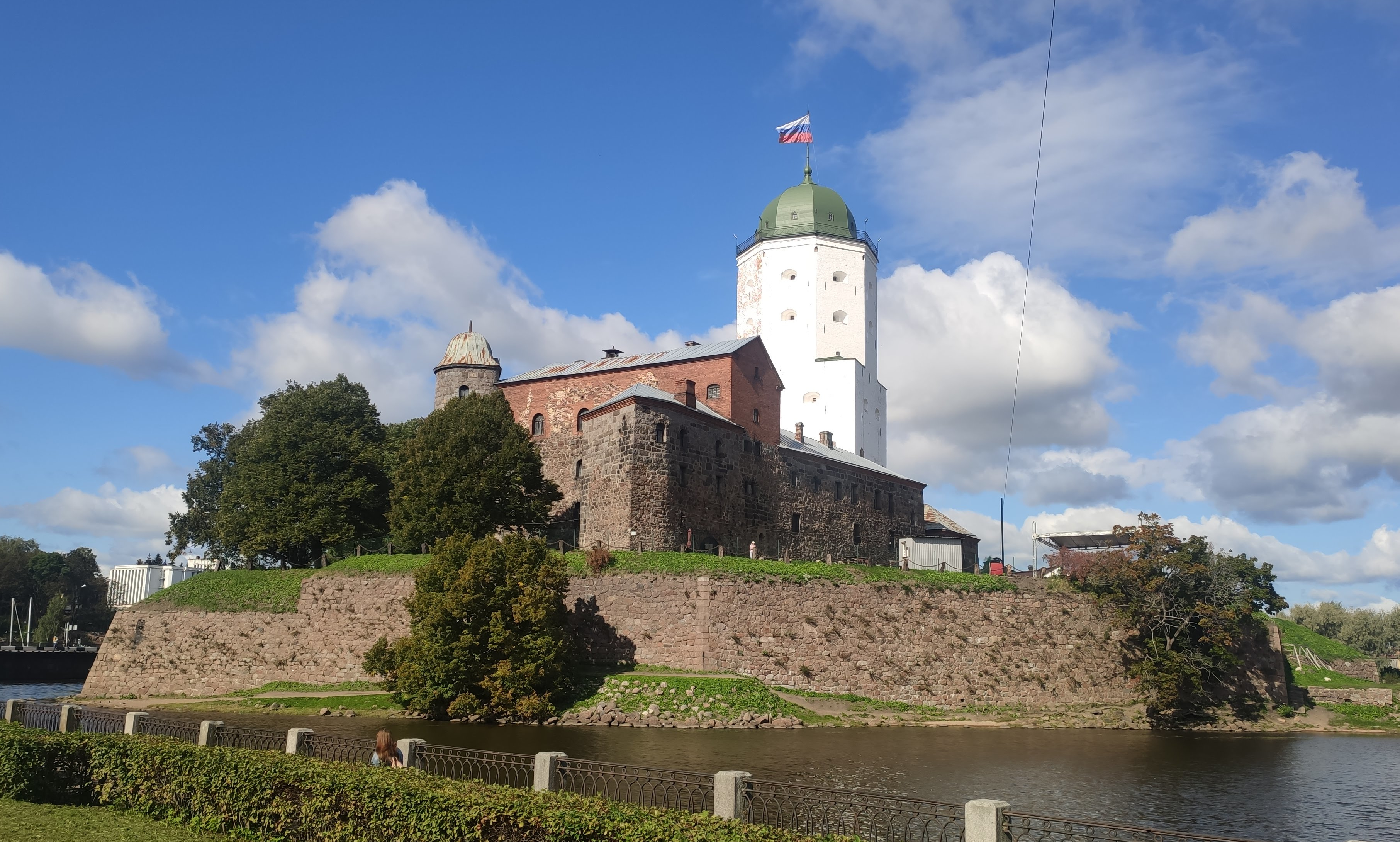
Выборгский замок

### Выборг в искусстве
В городе снимались такие фильмы, как «Д’Артаньян и три мушкетёра», «И на камнях растут деревья», «Трудно быть богом», «Замок», «Возвращение», «Бой с тенью», «Итальянец», «Адмиралъ», «Тарас Бульба», «Учитель пения», «Инквизитор», «Роль» и другие — за всю историю в Выборге было снято более сотни фильмов.
Город фигурирует в литературных произведениях писателей М. Горького, О. Мандельштама. Выборгу посвящены стихотворения поэтов А. Ахматовой и Н. Букина.
Банк России выпустил три памятные монеты, посвящённые Выборгу — 3 рубля 2003 года серии «Окно в Европу», 10 рублей 2010 года серии «Древние города России» и 10 рублей 2014 года серии «Города воинской славы».
Парк Монрепо в живописи и графике изображали в своих работах художники И. Я. Меттенлейтер, Виктор Светихин, Христиан Йенсен, Виктория Оберг, Бартелеми Ловернь, Кристиан Фердинанд Кристенсен, Луи Жюльен Жакотте, Валериан Лангер и др. Изображение Выборга, и в частности Выборгского замка, можно увидеть на карте польского художника и картографа Антона (Антония) Вида.
Во время выборгского периода художником Н. К. Рерихом были написаны картины «Осень» и «Выборгская крепость», «Покаяние», «Зов колокола. Старый Псков», «Сыновья неба», «Жар земли», «Осень — Выборг», «Отверженный», «Сокровище» и другие.

## Средства массовой информации

### Газеты
В городе выпускается несколько местных газет: муниципальная газета «Выборг», «Реквизит», «Выборгская газета бесплатных объявлений», журнал «Верные решения».

### Телевидение
В сфере телевидения работает Медиагруппа «Наш город», которая создаёт информационные программы в рамках собственного кабельного телеканала ВМТК.
В Выборге также доступны уже два мультиплекса цифрового вещания DVB-T2 от РТРС. 20 каналов в SD качестве и три радиостанции.
- РТРС-1 (с 24.07.2012)

Частотный канал № 24 (498 МГц), вещание круглосуточное, 1-й мультиплекс (РТРС-1) Телеканалы: Первый канал, Россия 1 / ГТРК Санкт-Петербург, Матч ТВ, НТВ, Пятый канал, Россия К / ГТРК Санкт-Петербург, Россия 24 / ГТРК Санкт-Петербург, Карусель, ОТР / ЛенТВ 24, ТВ Центр Радиоканалы: Радио России / ГТРК Санкт-Петербург, Маяк, Вести FМ.
- РТРС-2 (с 27.03.2015)

Частотный канал № 52 (722 МГц), вещание круглосуточное, 2-й мультиплекс (РТРС-2) Телеканалы: РЕН ТВ, Спас, СТС, Домашний, ТВ3, Пятница!, Звезда, МИР, ТНТ, Муз ТВ.
Мощность передатчиков 1 и 2, мультиплексов — 3,2 кВт. Высота антенно-мачтовой вышки — 185 м.

### Радио
| FM МГц | Название                            |
| 88,7   | Радио Ваня                          |
| 89,9   | Питер FM                            |
| 92,6   | Радио Мария                         |
| 93,1   | Новое радио                         |
| 95,2   | Модное радио                        |
| 95,6   | Ретро FM                            |
| 97,1   | Русское радио                       |
| 98,0   | Радио Родных Дорог                  |
| 99,2   | (ПЛАН) Маруся FM                    |
| 99,8   | Love Radio                          |
| 104,6  | Радио России / ГТРК Санкт-Петербург |
| 105,5  | Радио ENERGY                        |
| 106,0  | Европа Плюс                         |
| 106,7  | Дорожное радио                      |
| 107,3  | Радио Рекорд                        |
| 107,9  | Авторадио                           |

В городе можно также принимать ряд радиостанций из Финляндии.

## Религия
Основание Выборга в ходе крестового похода с самого начала определило его роль крупного религиозного центра. К 2008 году в городе было зарегистрировано 47 религиозных конфессий.
Действующие культовые сооружения Выборга:
- Спасо-Преображенский собор — православный (Соборная площадь, 1);
- Свято-Ильинский храм — православный (Онежская улица, 1);
- Церковь Святых Петра и Павла — лютеранская (Театральная площадь, 1);
- Церковь адвентистов седьмого дня (Садовая улица, 17);
- «Церковь на скале» евангельских христиан-баптистов (Большая Гвардейская улица, 33);
- Церковь Христиан Веры Евангельской (Центральная улица, 11);
- Церковь Христиан Веры Евангельской (Поперечный переулок, 8);
- Приходской дом Церкви Иисуса Христа Святых последних дней (мормонов) (Приморское шоссе, 1).

В руинах находится церковь лютеранского сельского прихода (бывший Выборгский собор доминиканского монастыря). Вовсе не сохранилась существовавшая во времена средневековья церковь францисканского монастыря. Больше повезло Костёлу Гиацинта — римско-католической церкви, изначально возведённой как здание дворянского собрания, — ныне в нём располагается картинная галерея, а также дому шведско-немецкого лютеранского прихода на Выборгской улице, в котором ныне размещён филиал института Ленгражданпроект.
Большое количество церковных зданий было разрушено в ходе Советско-финляндской войны 1939—1940 годов и Великой Отечественной войны. Так, в результате бомбардировки был повреждён крупнейший храм Выборга — Новый кафедральный собор, разобранный позже, в 1950-х годах. Самым большим храмом средневекового города был старый кафедральный собор, возведённый в камне в конце XV века; от него сохранились только стены и колокольня — Часовая башня. Также не сохранились: лютеранская церковь Святого Михаила в Таликкала; методистская церковь Вефиль; православные церкви: Николаевская церковь в Хави, Успенская церковь на Сорвальском кладбище, церковь Всех Святых на кладбище Ристимяки, госпитальная Петропавловская церковь, полковая церковь Тихвинской иконы Божией Матери на Папуле, а также Выборгская синагога.

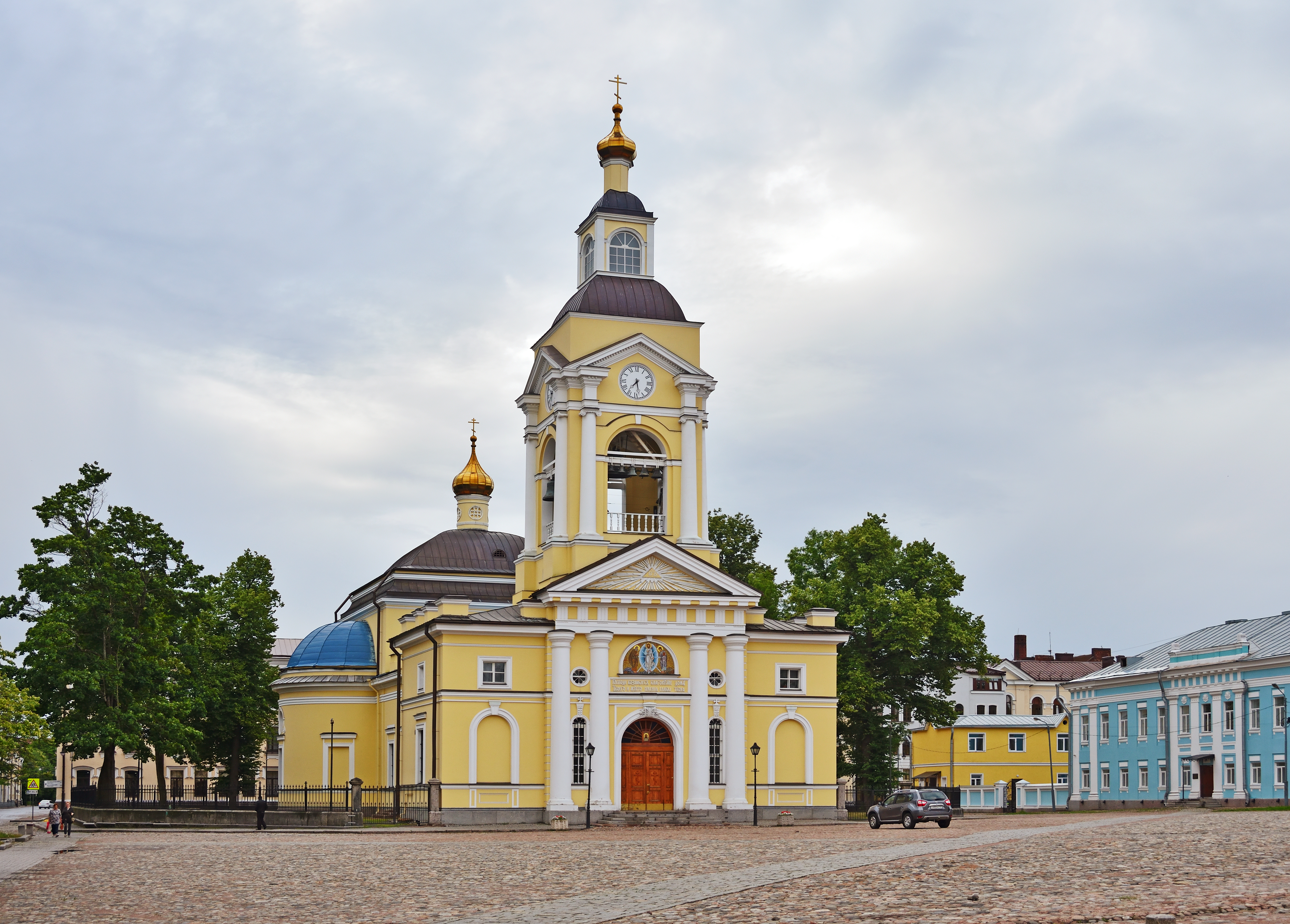
Спасо-Преображенский собор
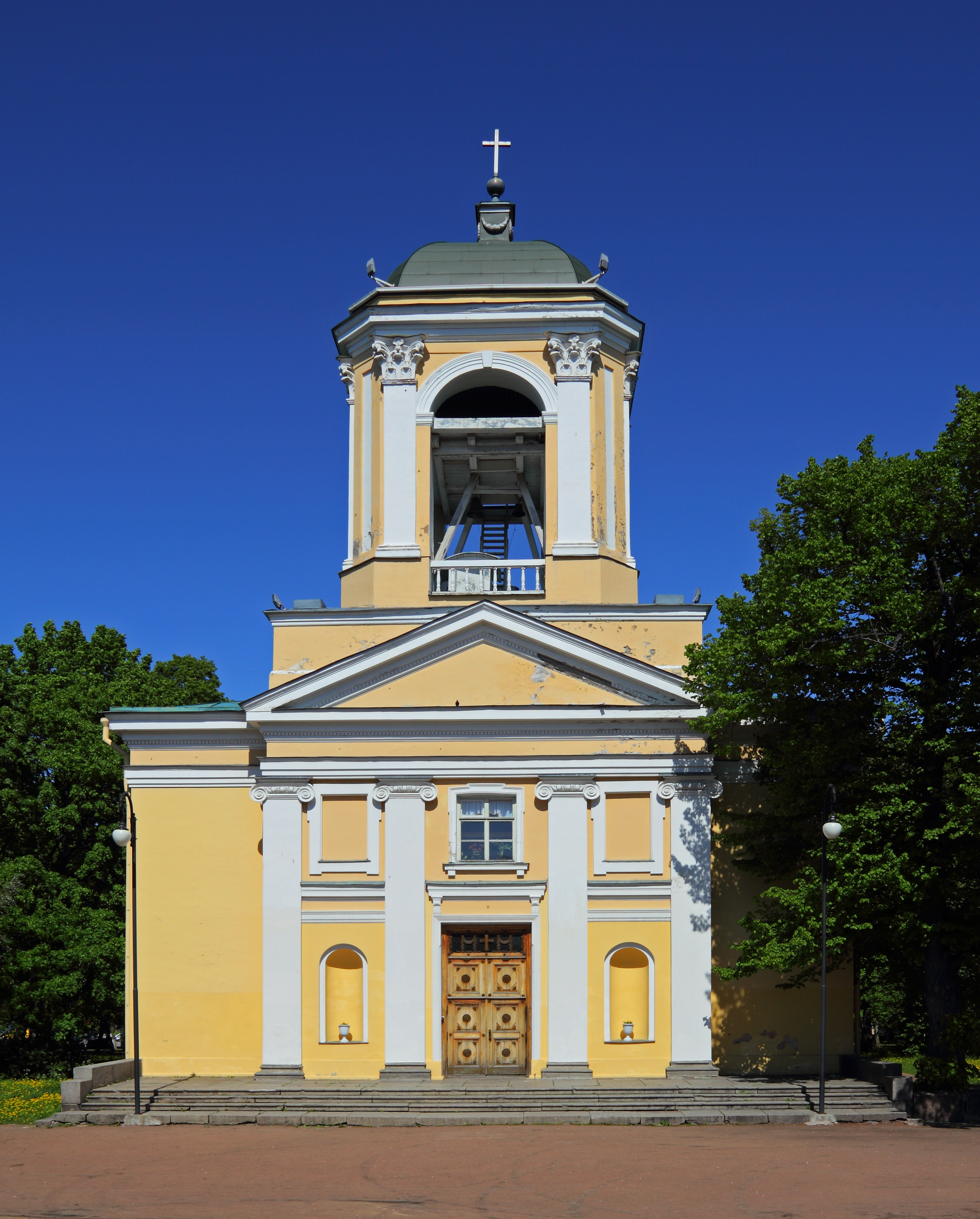
Лютеранский храм Петра и Павла
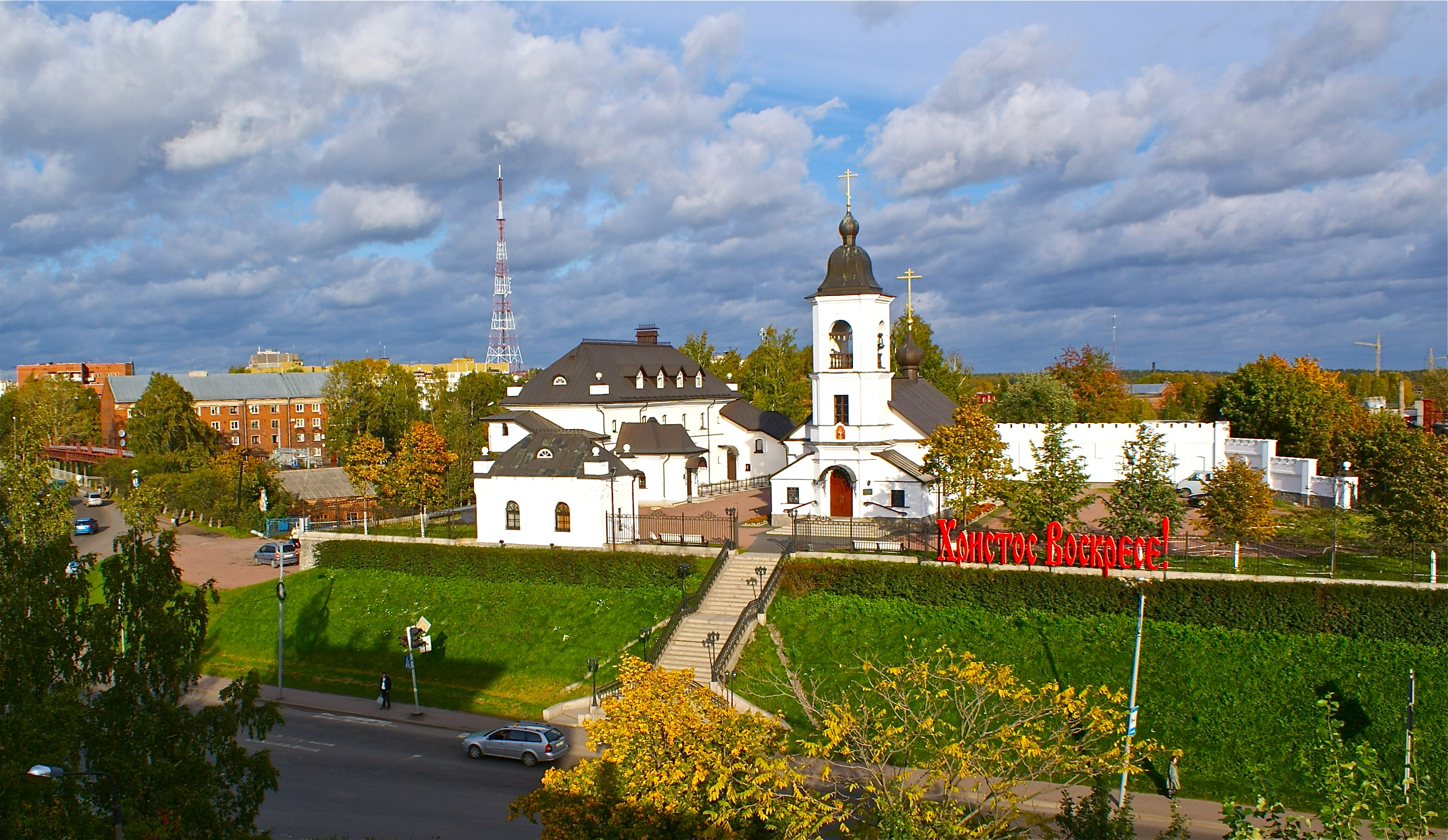
Свято-Ильинский храм
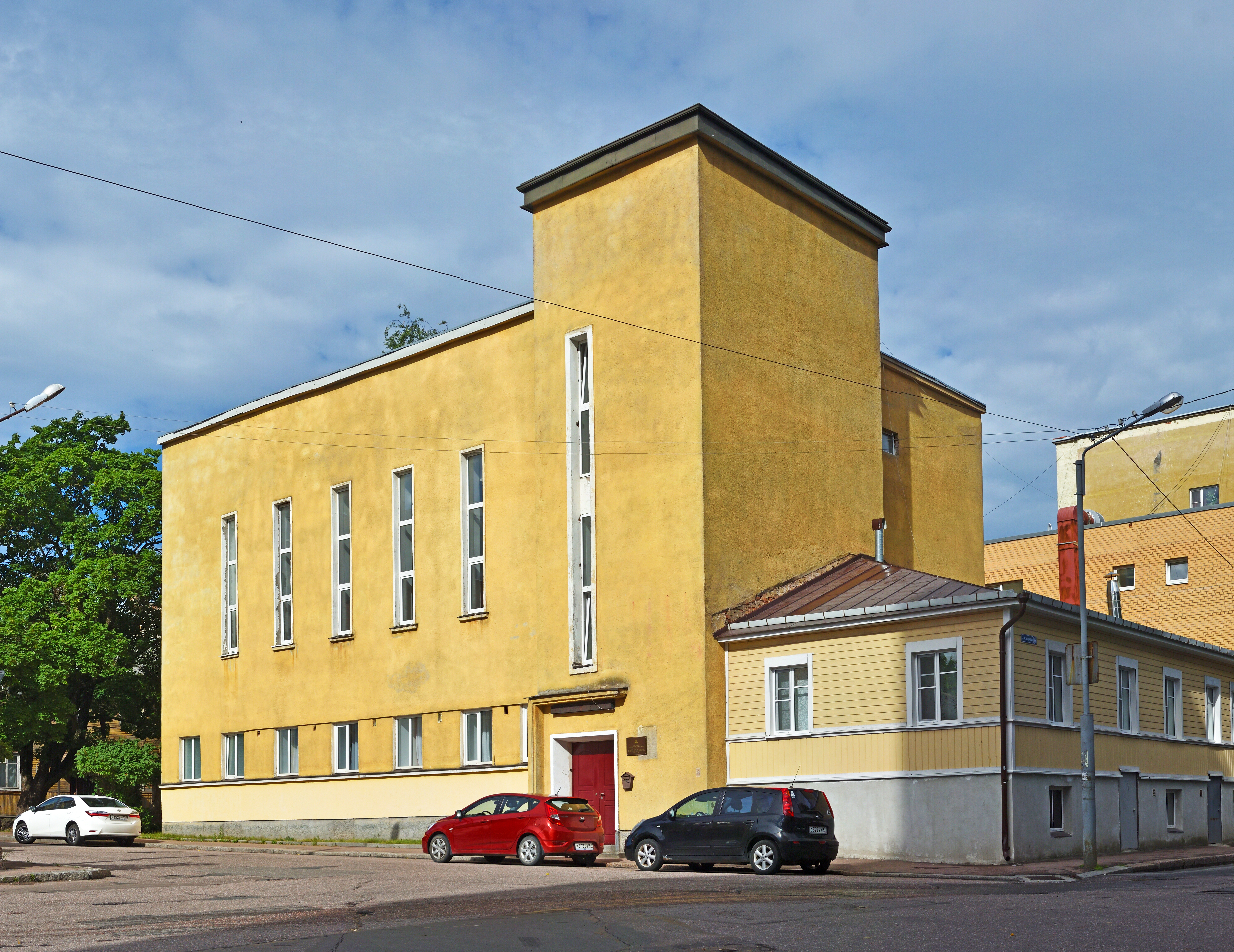
Церковь адвентистов седьмого дня
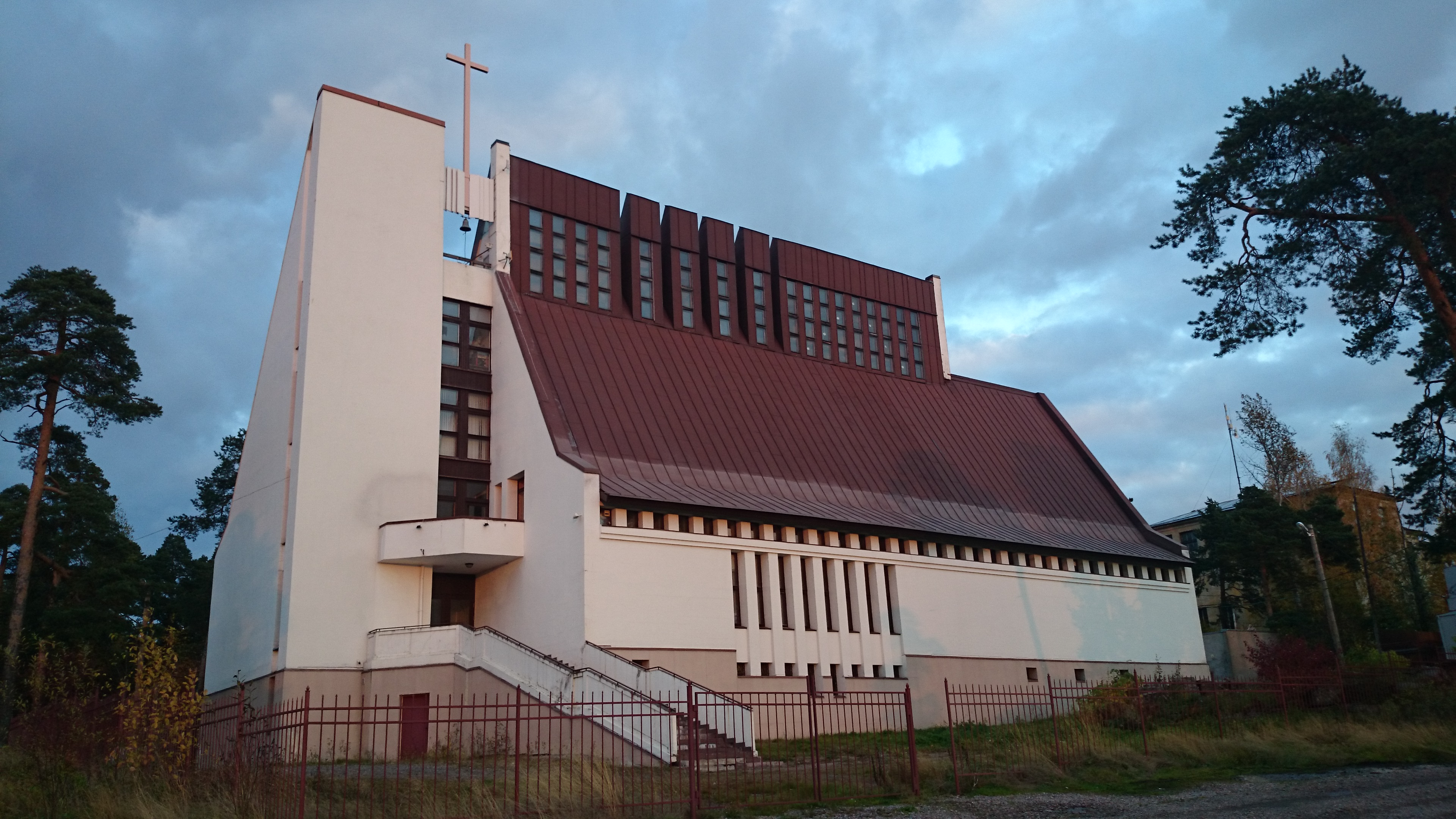
«Церковь на скале» евангельских христиан-баптистов

## Образование
В Выборге имеется 20 муниципальных дошкольных образовательных учреждений, в которых на 1 января 2010 года обучалось 3109 детей. Ведётся строительство детского сада на 220 мест. Очередь в детские сады города детей старше полутора лет составляет 708 чел.
Учреждениями среднего общего образования Выборга являются 11 муниципальных школ, городская гимназия и вечерняя школа. Также в Выборге есть Школа искусств, детско-юношеская спортивная школа, Выборгская школа искусств и два Дома детского творчества. Число обучающихся в дневных общеобразовательных учреждениях на 1 января 2010 года составляет 7338 человек.
Работают пять учреждений среднего профессионального образования:
- Выборгское авиационное техническое училище гражданской авиации имени маршала Жаворонкова (филиал Санкт-Петербургского государственного университета гражданской авиации),
- Выборгский институт (филиал) и Институт экономической безопасности Ленинградского государственного университета имени А. С. Пушкина,
- Выборгский политехнический колледж «Александровский»,
- Выборгский техникум агропромышленного и лесного комплекса,
- Филиал «Центра непрерывного профессионального медицинского развития Ленинградской области».

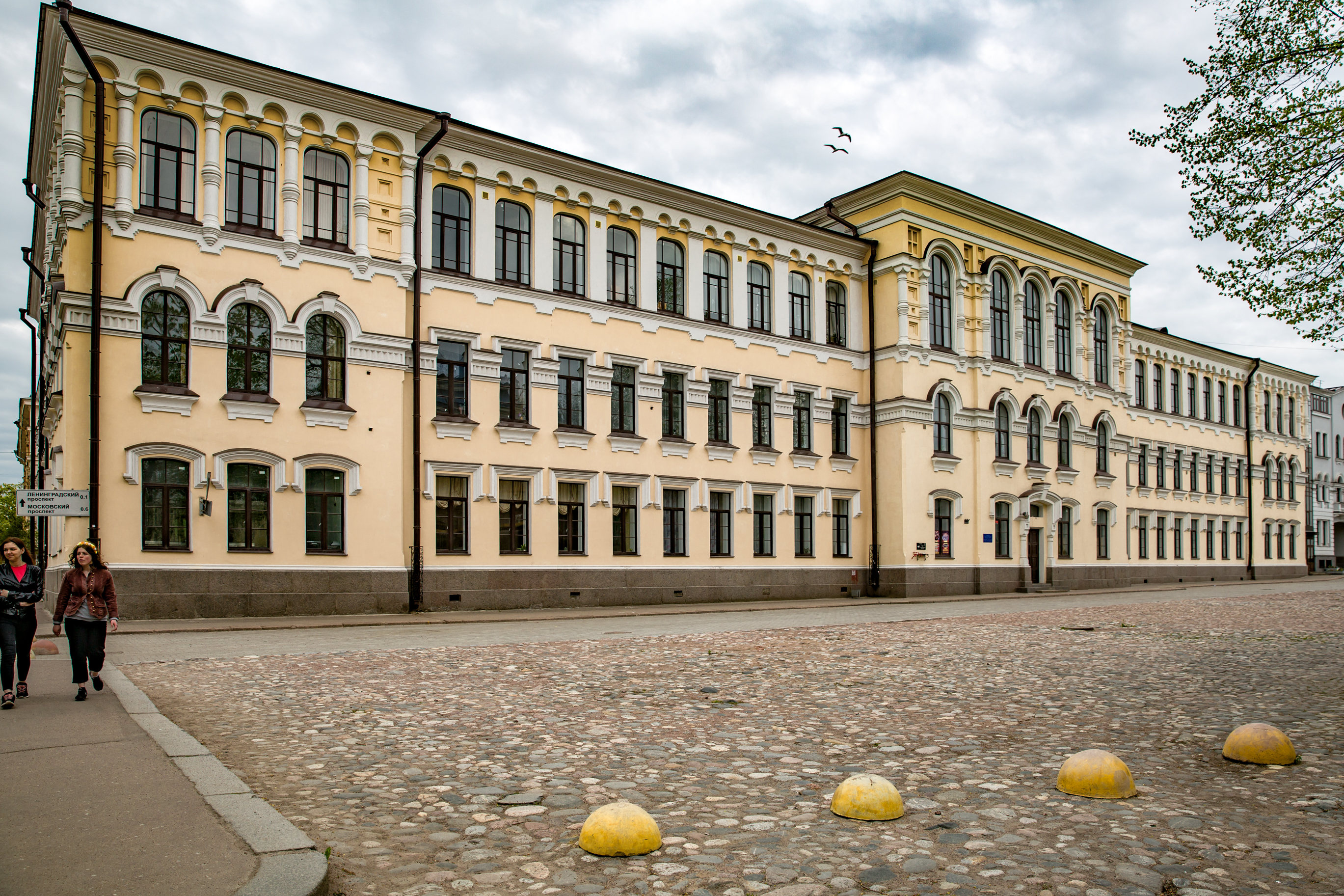
Корпус Александровского политехнического колледжа на Соборной площади
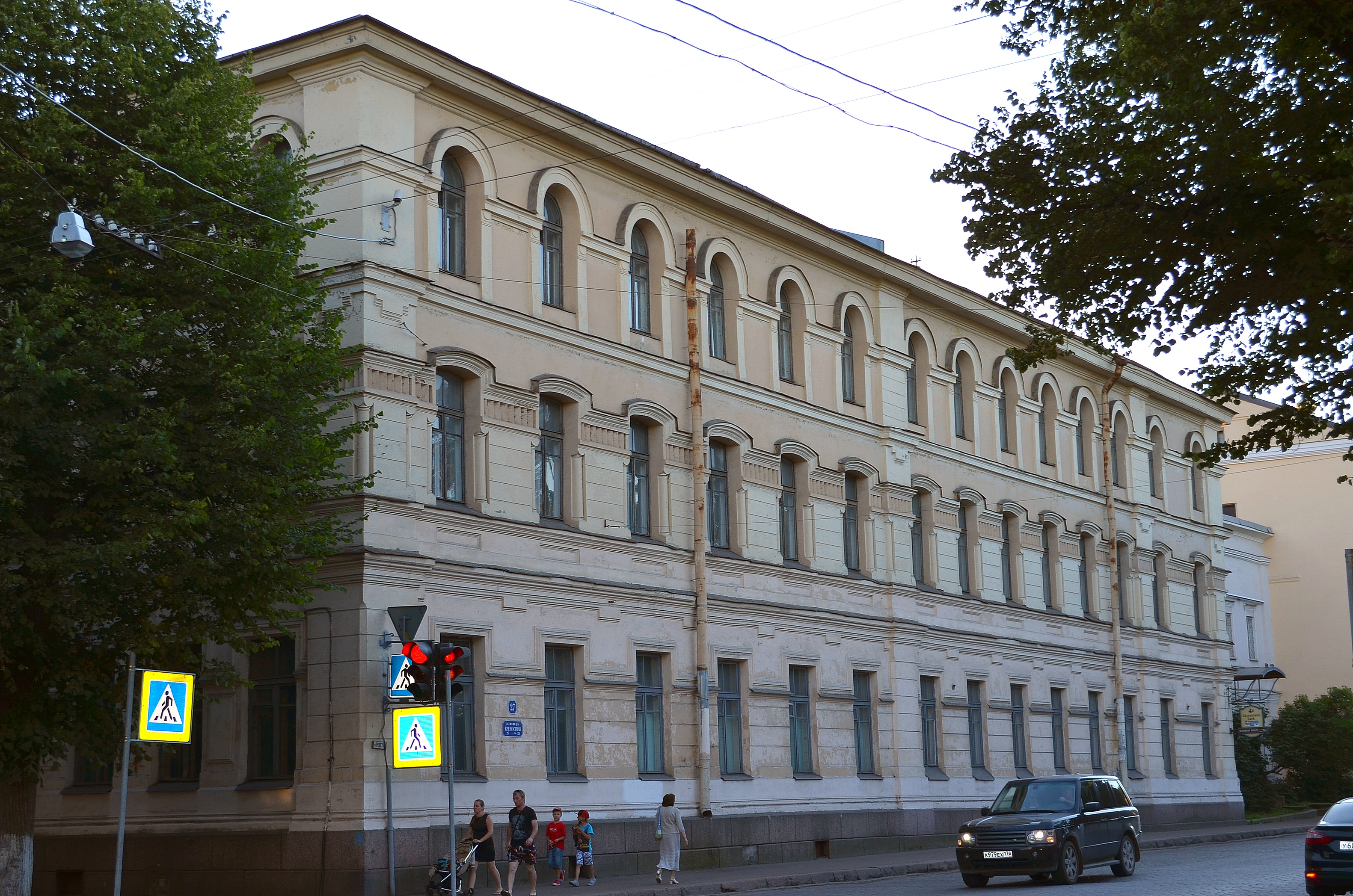
Корпус Александровского политехнического колледжа на Крепостной улице
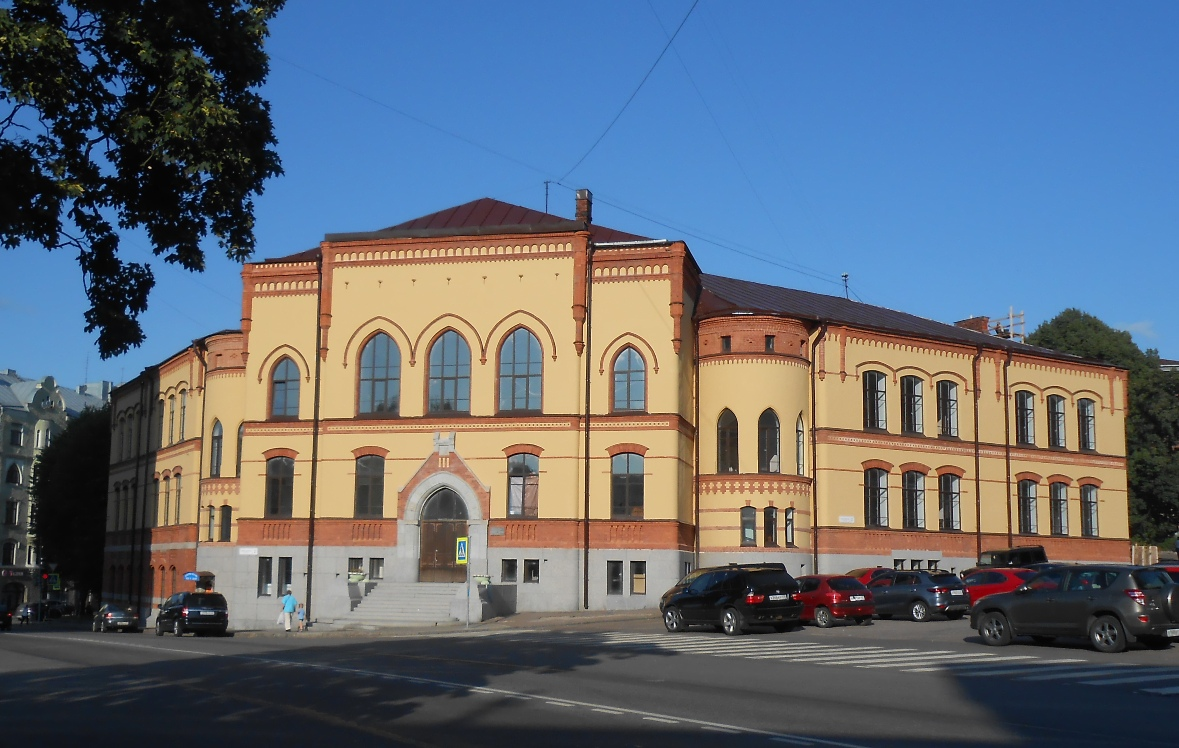
Корпус Александровского политехнического колледжа на Школьной площади
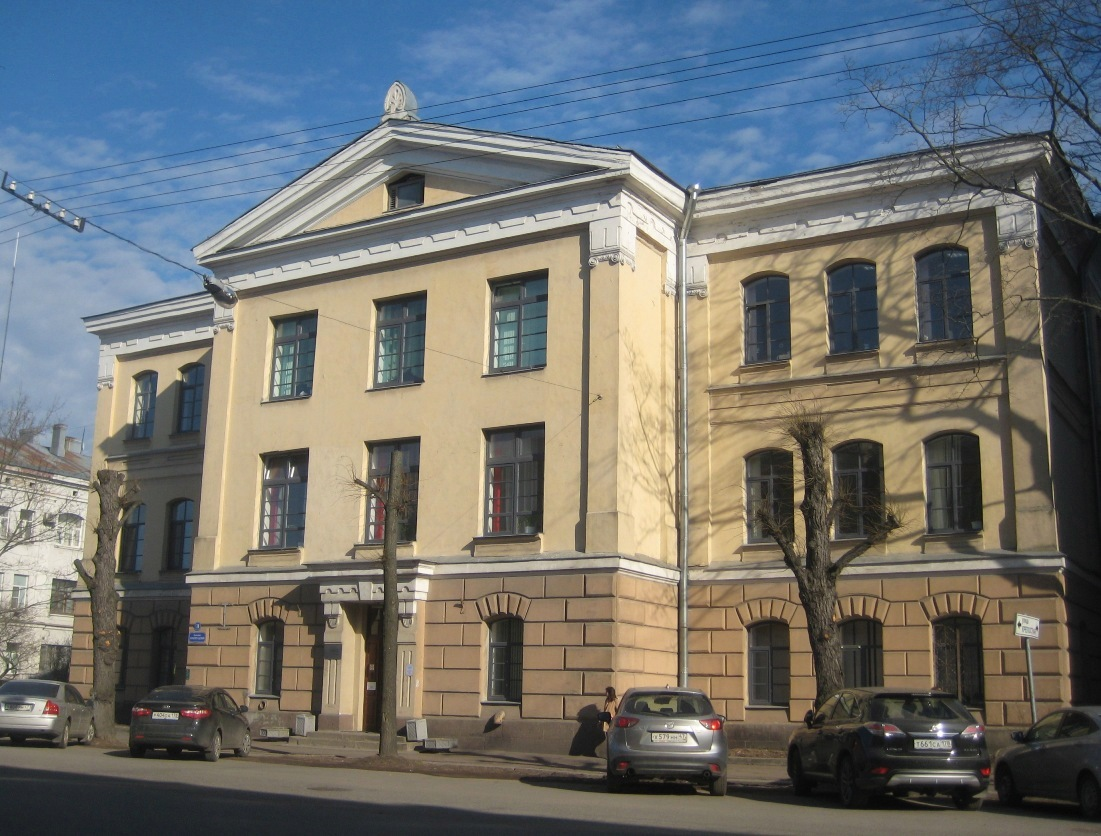
Выборгский филиал РАНХиГС
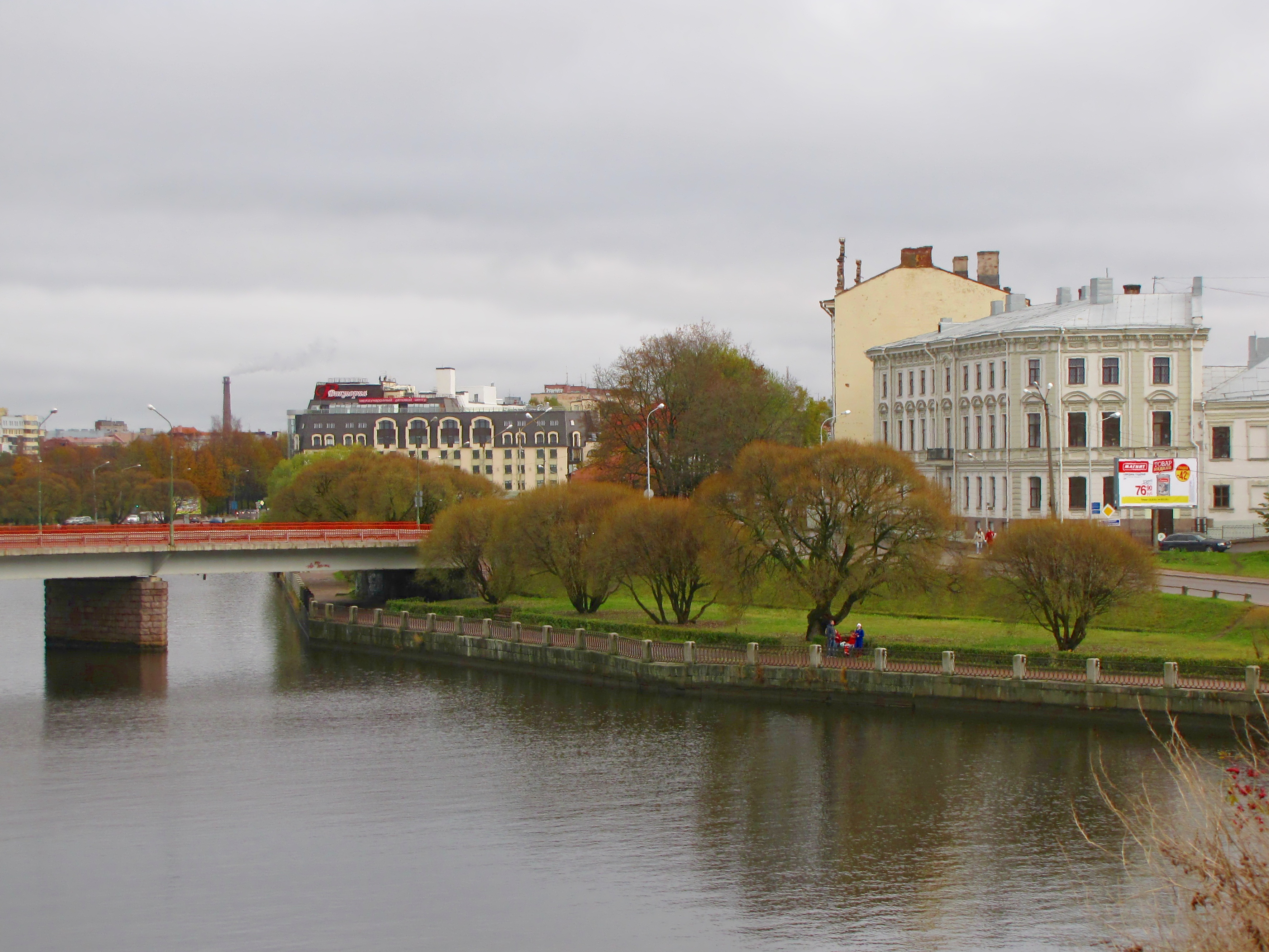
Институт экономической безопасности

Высшее образование в городе представлено филиалом ВУЗа:
- Российской академии народного хозяйства и государственной службы при Президенте Российской Федерации.

В городе расположена Центральная районная библиотека, возглавляющая сеть из 48 библиотек, расположенных в населённых пунктах Выборгского района. Памятником архитектуры и крупнейшим информационно-просветительским центром Выборга является Центральная городская библиотека им. Алвара Аалто. Она имеет два филиала (в условных районах им. Ленина [Южный] и Северный), кроме того, работают две детских библиотеки.

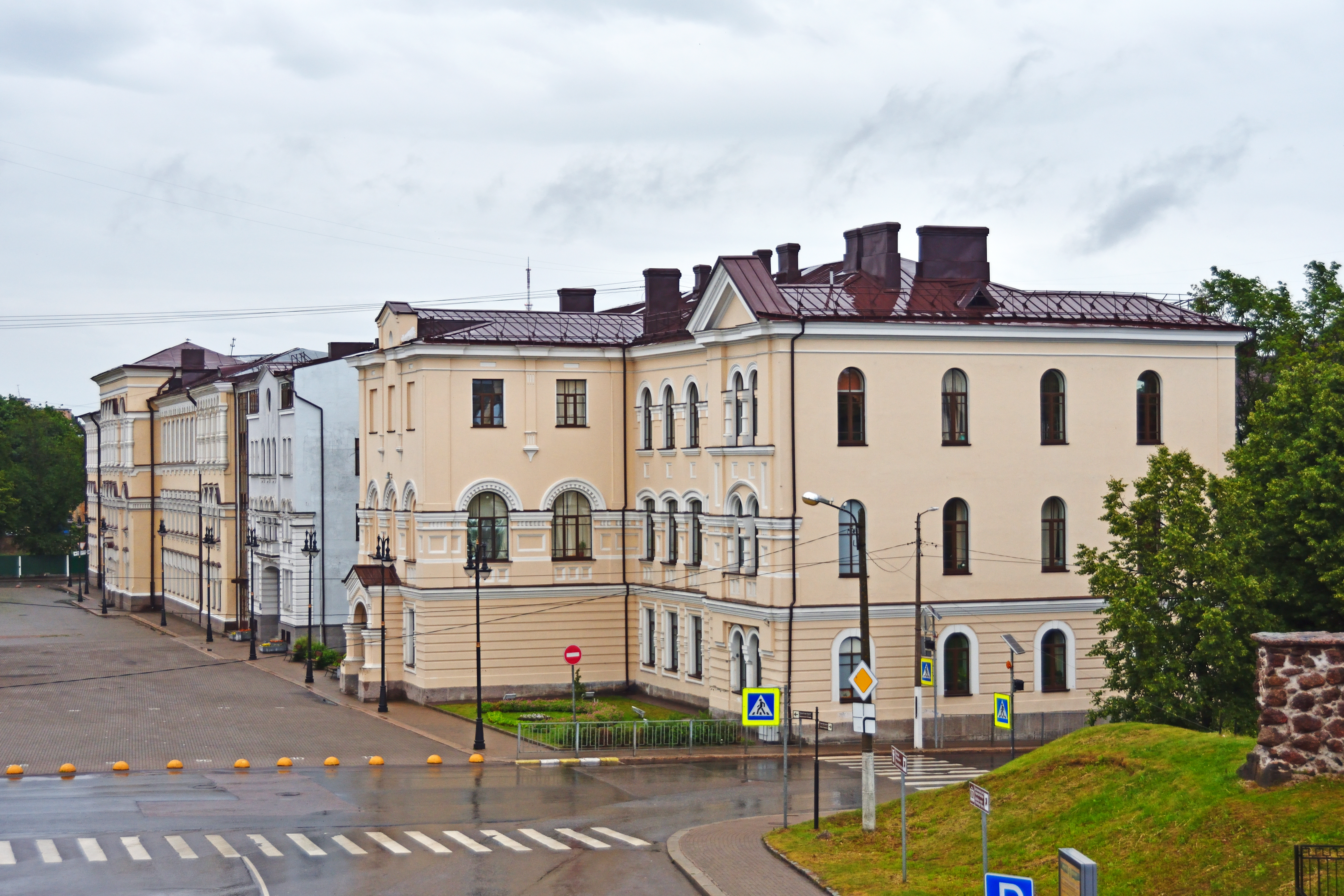
Школа № 1
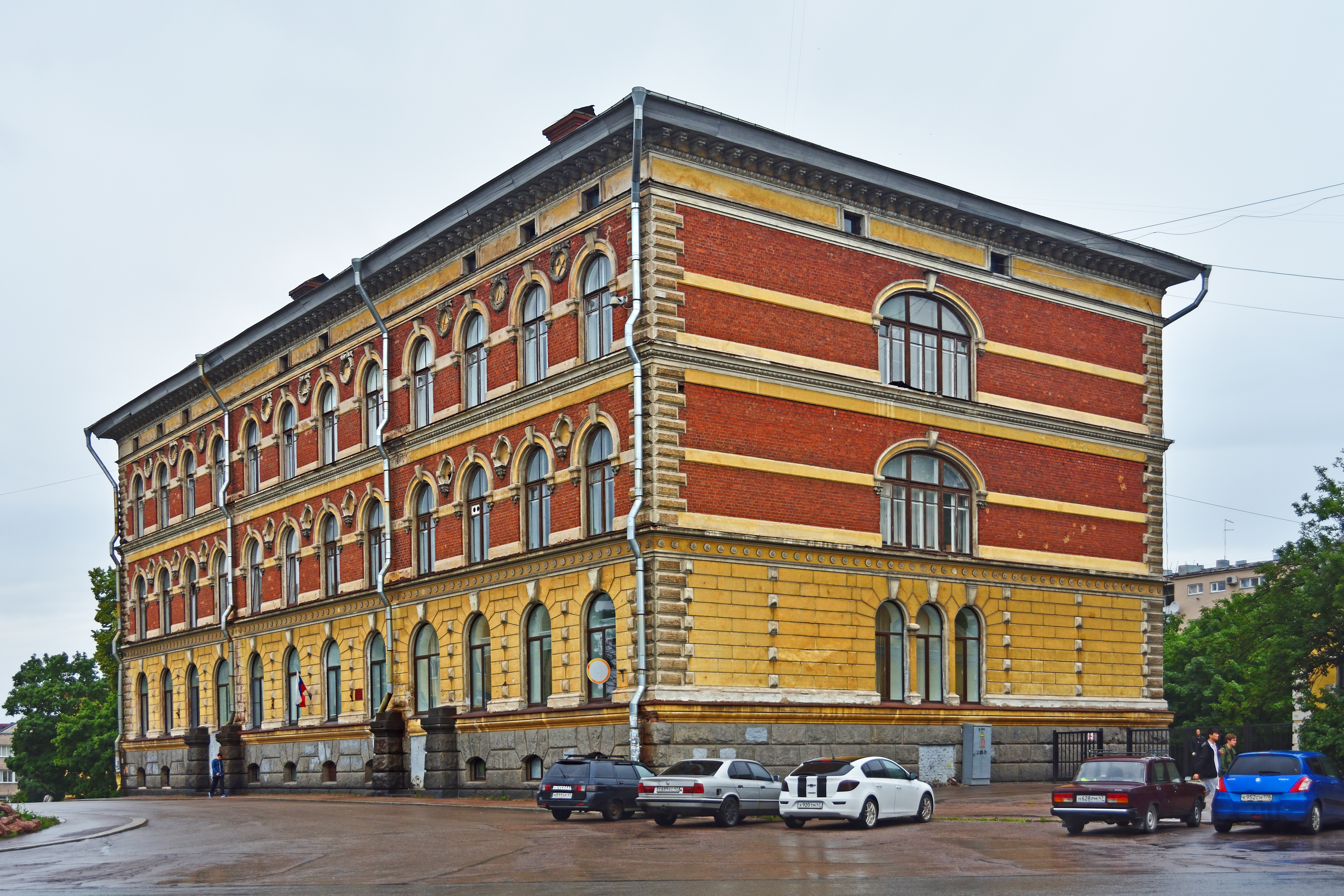
Школа № 7
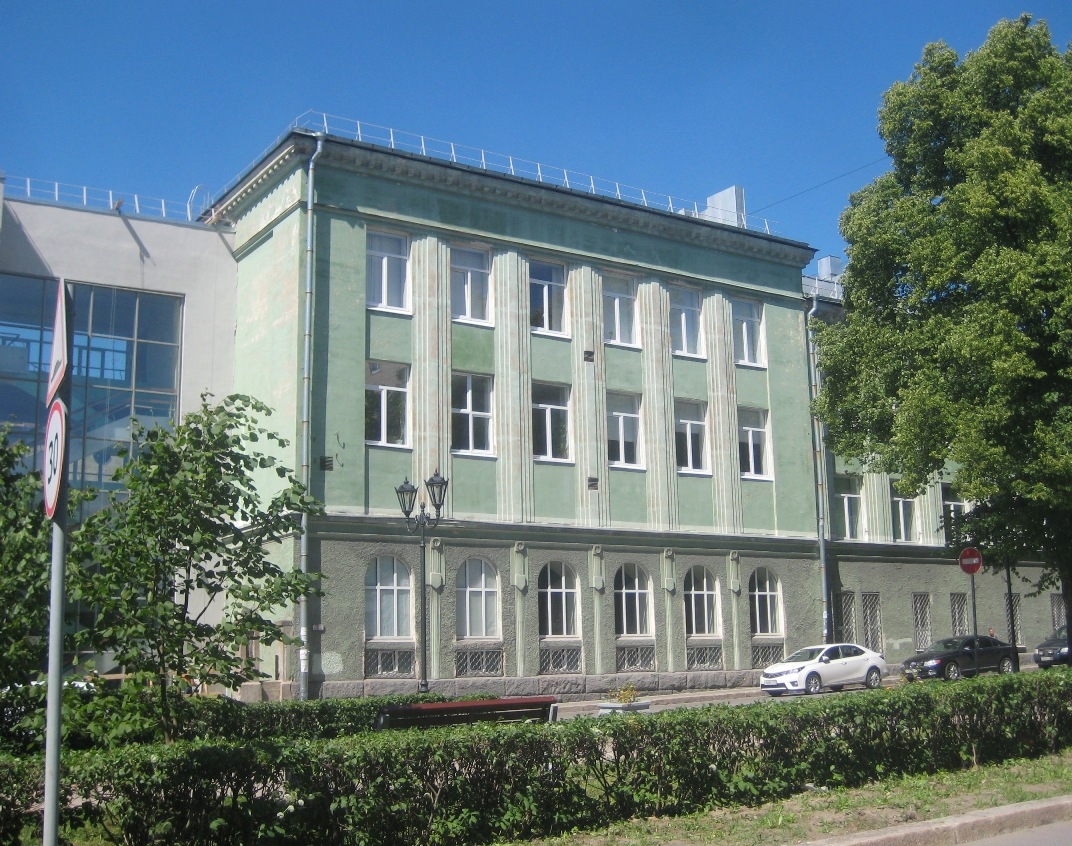
Школа № 11
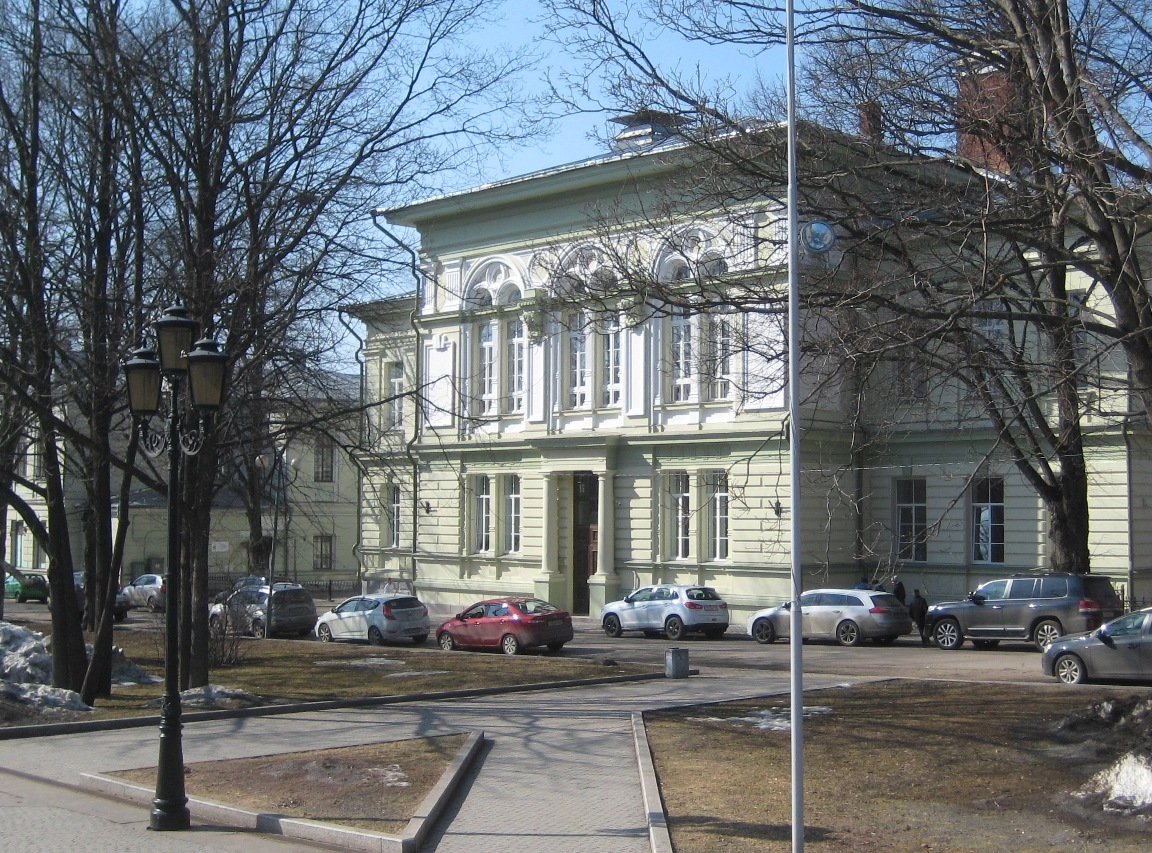
Гимназия
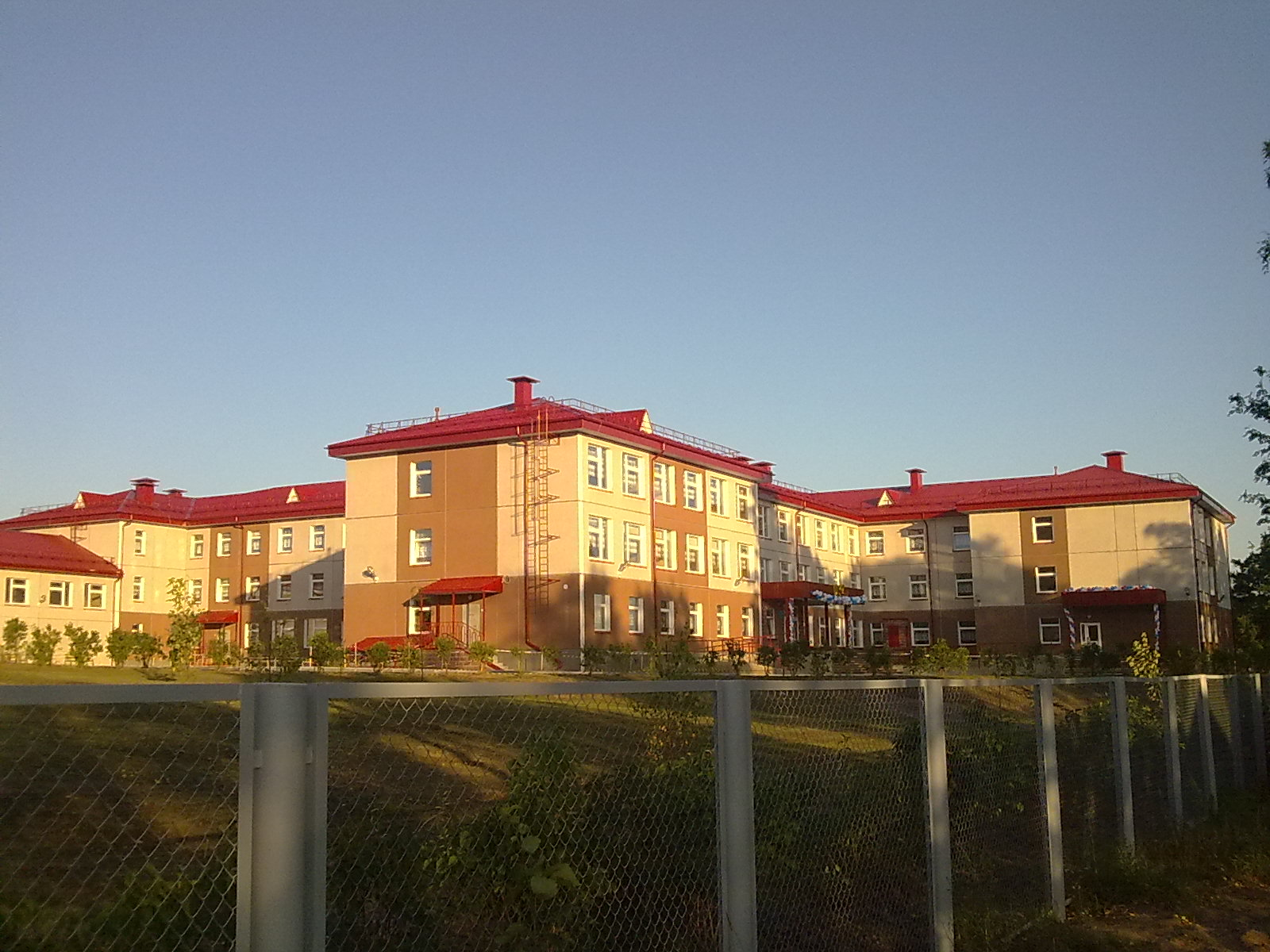
Здание школы № 13, открытое в 2009 году

## Здравоохранение
На территории Выборга осуществляют деятельность шесть муниципальных учреждений здравоохранения и одна областная больница:
- Выборгская городская поликлиника (с филиалом в условном районе им. Ленина [Южный] и амбулаторией в условном районе Выборгский),
- Выборгская городская больница,
- Выборгская детская городская больница (с поликлиникой),
- Родильный дом г. Выборга,
- Стоматологическая поликлиника,
- Станция скорой медицинской помощи г. Выборга,
- Областная туберкулёзная больница.

Также действует узловая больница и поликлиника станции Выборг Октябрьской железной дороги и военный госпиталь с одним филиалом.
В составе больничных учреждений Выборга насчитывается 835 коек (в том числе 505 — в муниципальных учреждениях), мощность амбулаторно-поликлинических учреждений составляет 2395 посещений в смену. В системе здравоохранения города работают 325 врачей (в том числе 270 — в муниципальных учреждениях), 812 человек среднего медицинского персонала (в том числе 666 — в муниципальных учреждениях). Звание почётного гражданина Выборга присвоено А. В. Сидоровой, трудившейся врачом в Выборге на протяжении нескольких десятков лет.
Помимо сети государственных медицинских учреждений существует большое количество частных предприятий, оказывающих различные медицинские услуги.
В городе действует сеть муниципальных аптек, а также аптеки, принадлежащие частным владельцам. По состоянию на 1 января 2010 года работает 33 аптечных пункта.
Ветеринарные услуги оказывают несколько ветеринарных клиник.

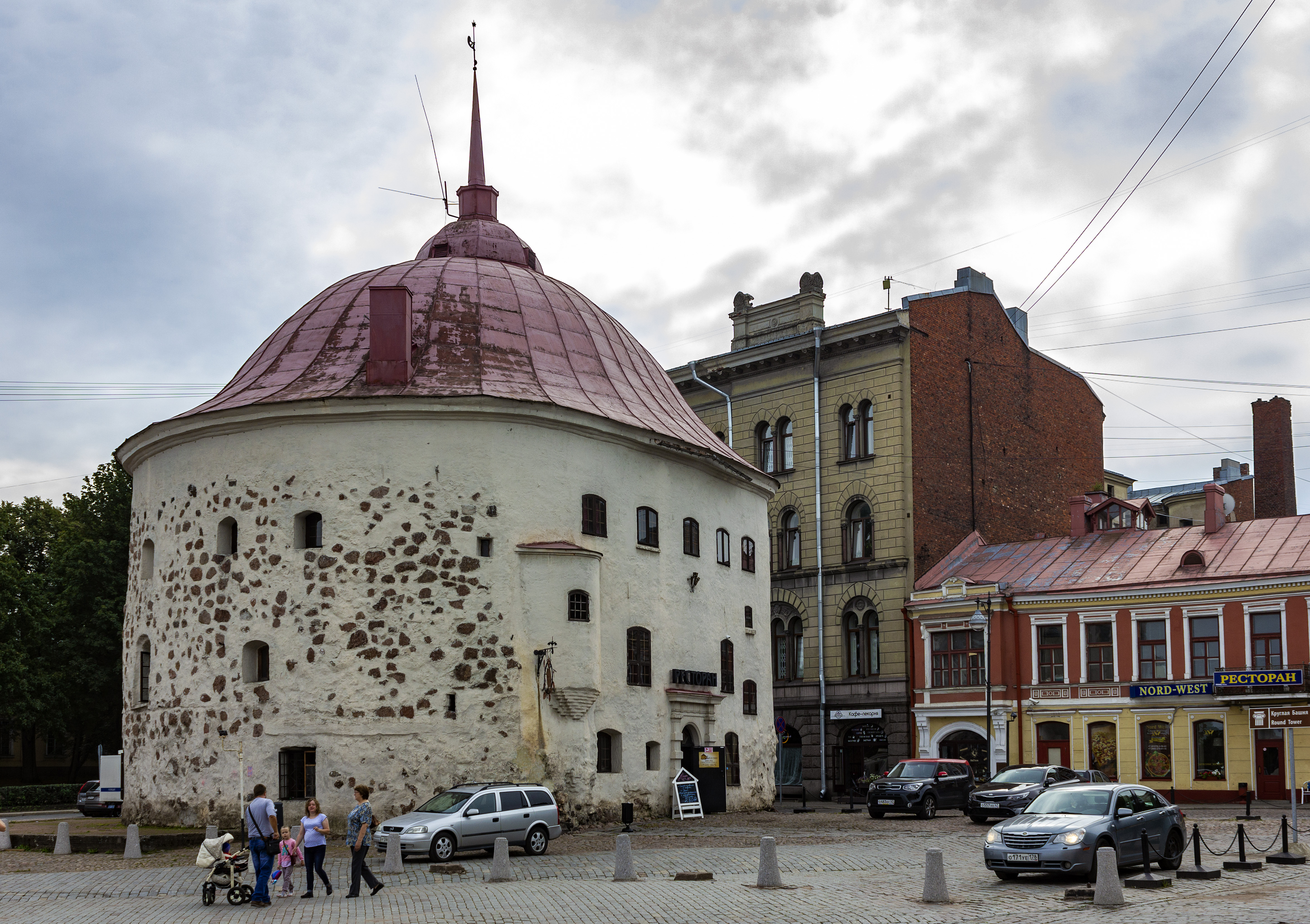
Бывшая аптека Готтфрида у Круглой башни
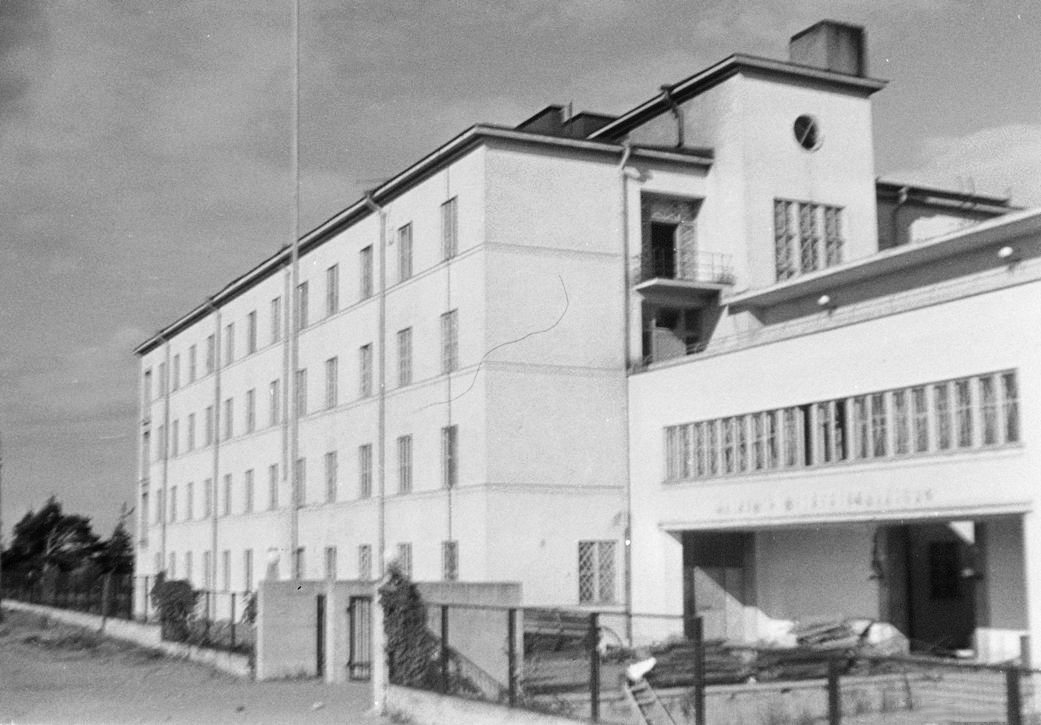
Выборгская городская больница
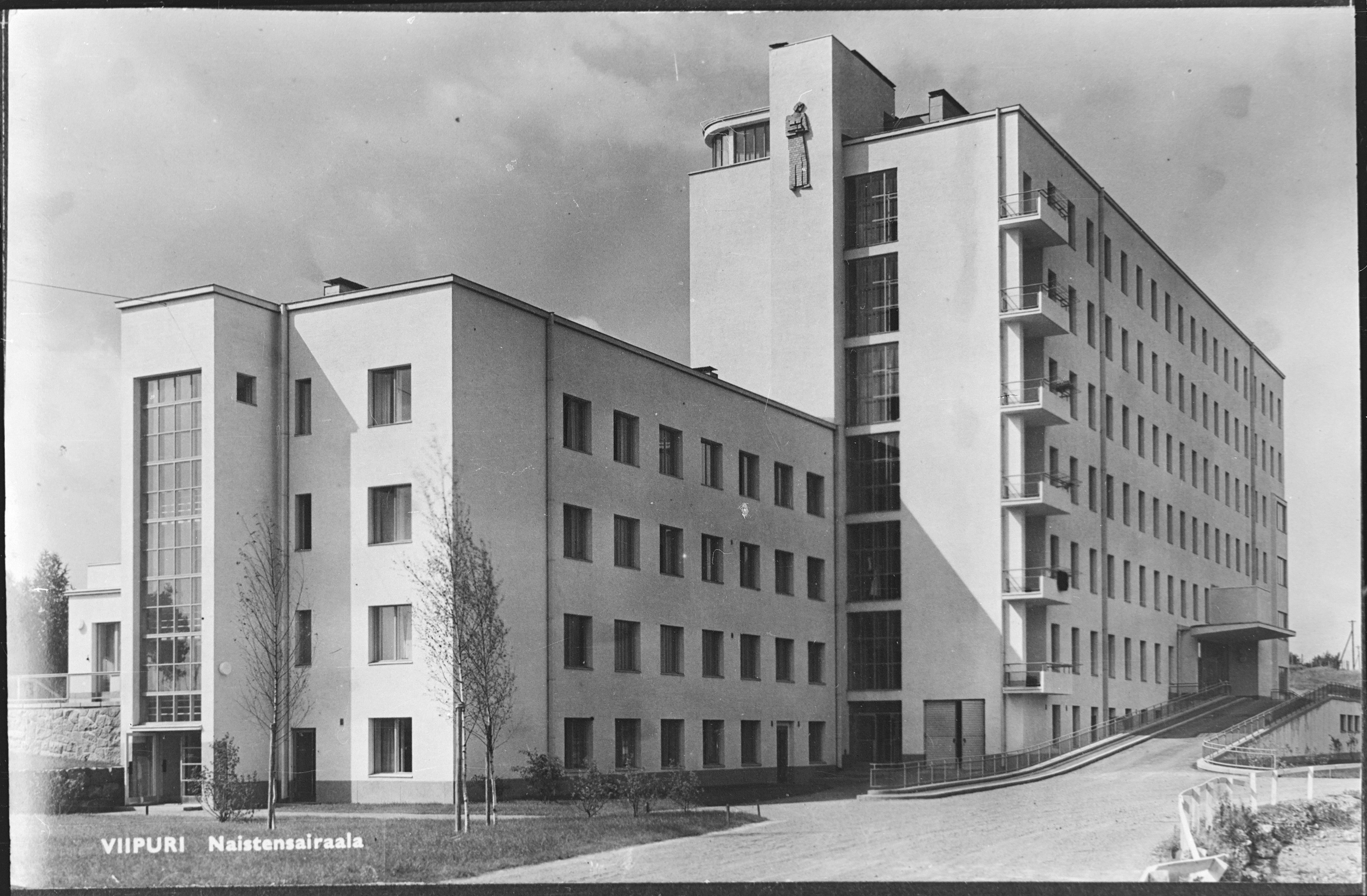
Областная туберкулёзная больница
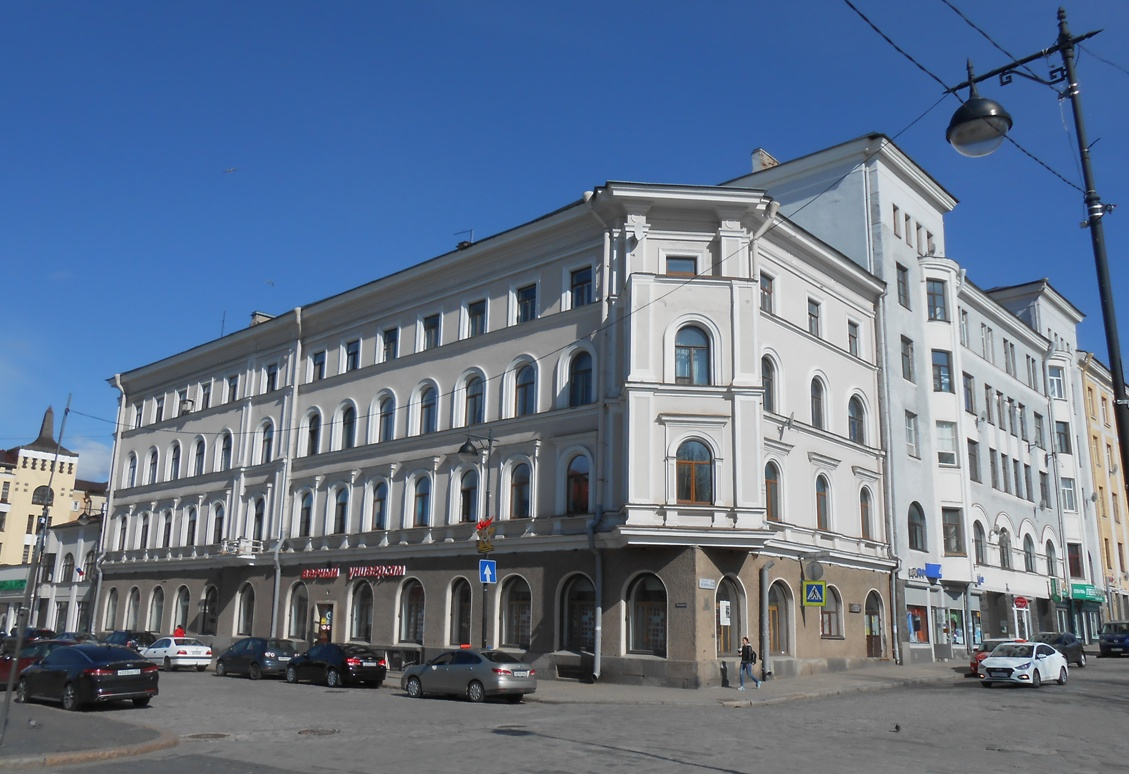
Аптечный дом

## Преступность
В Выборге наблюдается увеличение количества преступлений и их раскрываемости. По статистике, каждое десятое преступление совершено в состоянии алкогольного опьянения. В 1990-х и 2000-х годах в Выборге процветала преступность, ОПГ буквально делили Выборг. Были зафиксированы несколько попыток рейдерских захватов.
Что касается настоящего времени, то только особо тяжкие преступления имеют отрицательную динамику (за последний квартал[когда?] количество таких преступлений выросло на 34 %). Из последних происшествий наиболее крупным является столкновение автобуса с поездом в Глебычеве. До реконструкции трассы «Скандинавия», проводимой с 2015 года, аварии с летальным исходом были нередким явлением.

## Спорт
Выборг имеет богатую спортивную историю, ведь спорт начал развиваться в городе уже во второй половине XIX века, особенно была популярна лёгкая атлетика. Тогда спортивные состязания проходили на военном плацу перед собором Святых Петра и Павла (на современной Театральной площади), а с 1895 года спортивные соревнования стали проводиться на площадке, ограниченной современными Суворовским проспектом и улицами Крепостной, Пушкина и Морской Набережной, получившей название «Школьная». Южная часть этой площадки, созданная в 1903 году, используется как стадион и поныне.
Футбольная команда клуба «Виипурин Судет» становилась чемпионом Финляндии 1940 года, а команда по бенди этого же клуба побеждала в чемпионате Финляндии 14 раз.
18 июня 1922 года в районе Папула был открыт первый выборгский стадион, отвечавший самым современным на то время требованиям, до сих пор принимающий спортивные соревнования и ныне носящий название «Локомотив». На этом стадионе легендарный финский легкоатлет Пааво Нурми в беге на пять миль показал время, превосходящее европейский рекорд.
Главным стадионом города уже много лет является стадион «Авангард», расположенный возле Батарейной горы. Он построен в 1931—1936 годах, восстанавливался после разрушений 1941—1944 годов, и сейчас является главной базой выборгского спортивного общества «Фаворит». На стадионе проходят состязания по лёгкой атлетике, финской лапте, футбольная команда «Фаворит» принимает здесь своих соперников по чемпионату Ленинградской области. Планируется строительство нового стадиона.
Давнюю историю имеет велоспорт. Карьера многих известных велогонщиков (Е. В. Берзин, А. А. Власов, В. В. Екимов, А. С. Серов, Д. В. Страхов и др.) начиналась в Выборге.
Также в городе развивается парусный спорт, авиамодельный спорт.
На 2009 год в Выборге имеется 97 спортивных сооружений:
- четыре стадиона («Авангард», «Локомотив», «Авиатор», «Водник»),
- 28 спортивных залов,
- 36 плоскостных спортивных сооружения,
- плавательный бассейн,
- две лыжных базы,
- семь стрелковых тиров[120].

Ежегодно проводятся соревнования международного и всероссийского уровней; так, в 2009 году в Выборге проходили: 6-й этап международной гоночной серии IRC — Ралли Россия, 3-й этап спартакиады учащихся России по боксу, всероссийский «Рыцарский турнир» по фехтованию (среди юниоров), всероссийская многодневная велосипедная гонка «Мемориал В. Ф. Никифорова», а также большое количество спортивных событий местного масштаба. В 2013 году в Выборге прошли «Балтийские игры». Регулярно проводится легкоатлетический Выборгский полумарафон и соревнования по триатлону «Выборгмен».

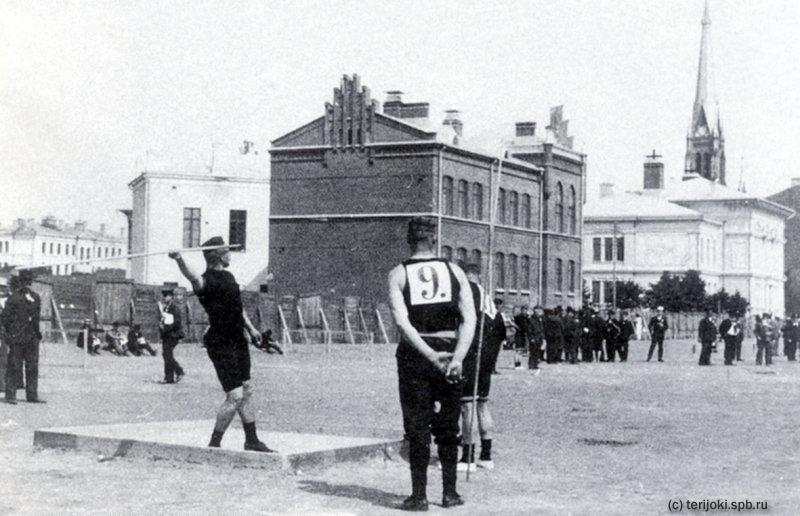
Спортсмены у здания Старого совместного училища в дореволюционном Выборге
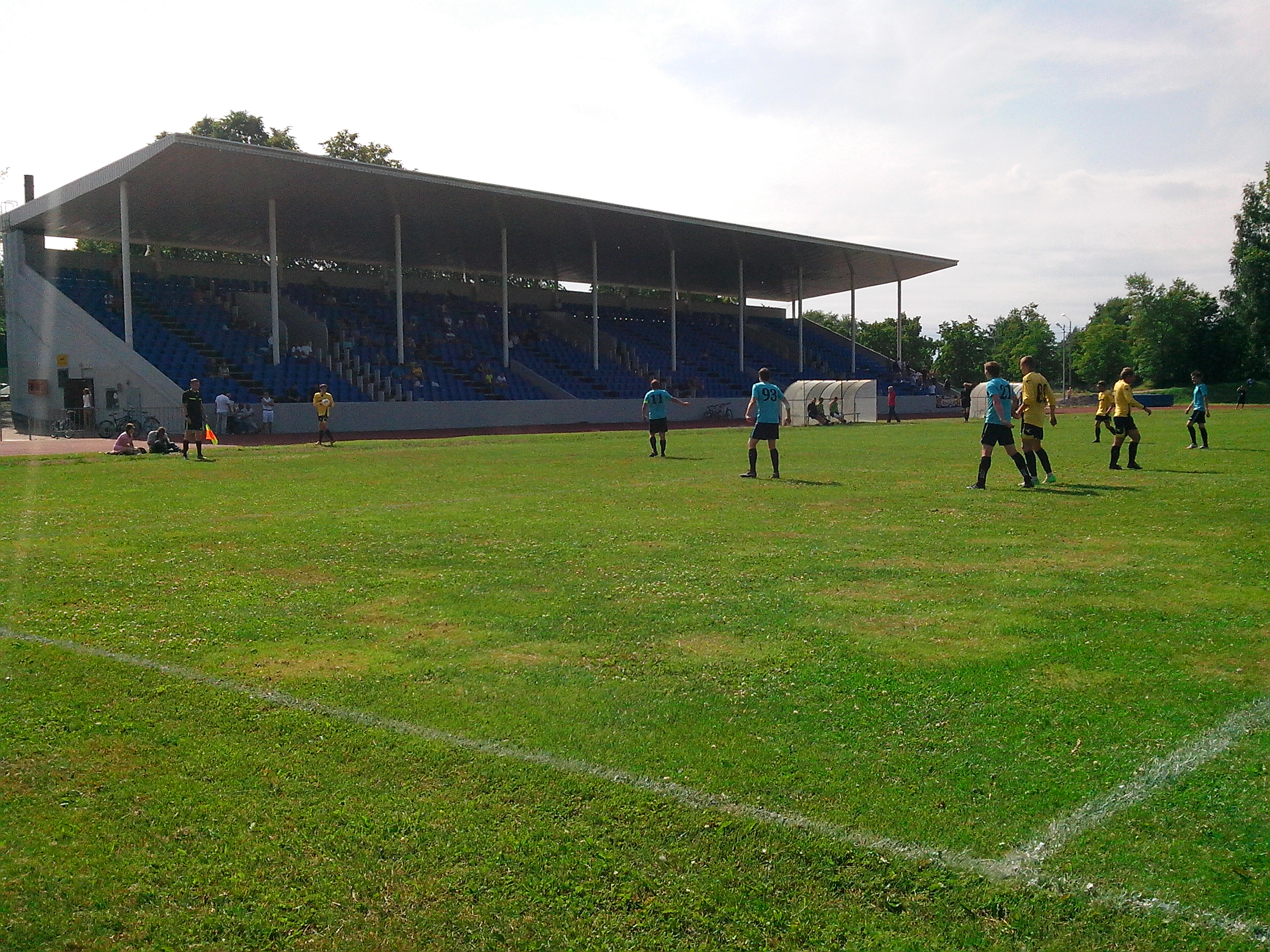
На стадионе «Авангард»
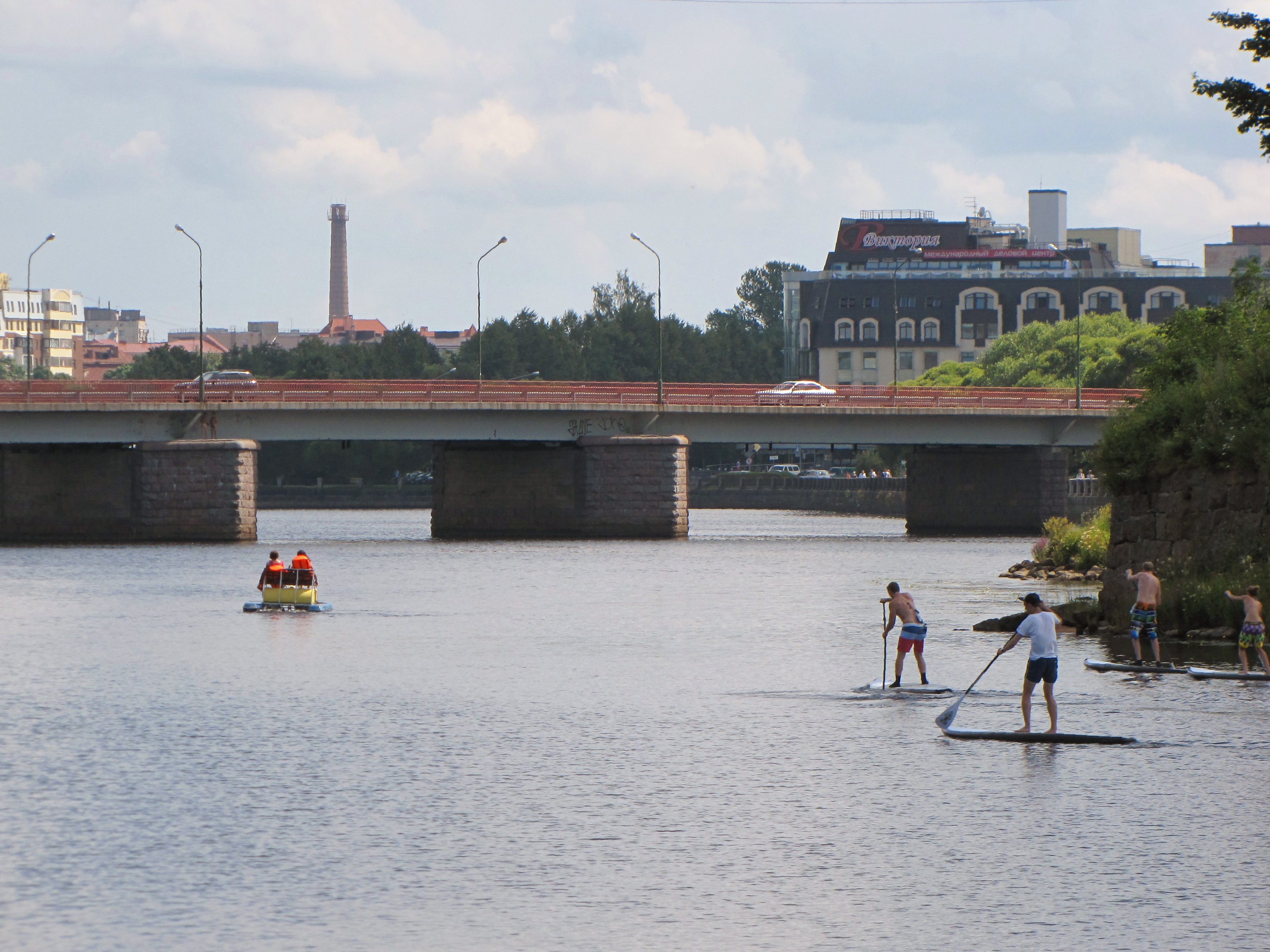
В Крепостном проливе
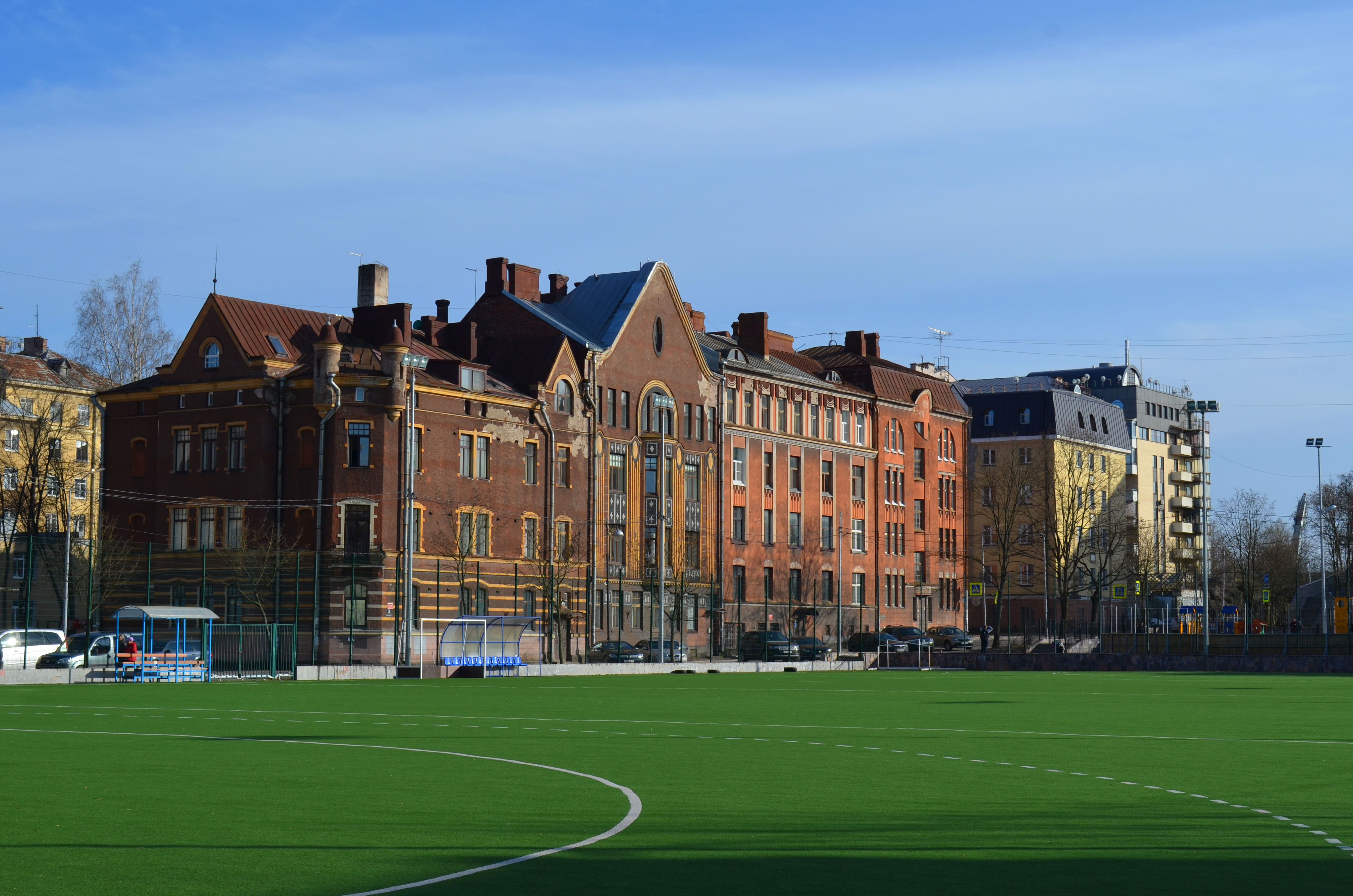
Стадион у площади Выборгских Полков

## Города-побратимы
- Лаппеэнранта (Финляндия),
- Нючёпинг (Швеция),
- Стерлинг (Шотландия),
- Будё (Норвегия)[106],
- Тампере (Финляндия)[206],
- Петрозаводск (Россия).